# الدولة الإلخانية
الدَّولَةُ الإِلخَانِيَّةُ أو الدَّولَةُ الإيلخَانِيَّةُ أو دَولَةُ مَغُولِ فَارِسَ (بِالفارسيَّة: دولت ایلخانی؛ بِالمغوليَّة: ᠬᠦᠯᠢᠭ ᠦᠨ ᠤᠯᠤᠰ) هي دولةٌ قامت بدايةً كإحدى خانيَّات إمبراطوريَّة المغول، واحتلَّت الرُكن الجنوبي الغربي منها، وحكمها آل هولاكو، تيمُنًا بِمُؤسس هذه السُلالة هولاكو خان، وذلك خلال القرن الثالث عشر الميلاديّ. شكَّلت البلاد الإيرانيَّة المُعاصرة لُبَّ هذه الدولة، التي ضمَّت أيضًا أجزاءً واسعة من البلاد المُجاورة لِإيران، كالعراق وأذربيجان وأرمينيا وأواسط تُركيَّا وشرقها، إضافةً إلى أفغانستان وبعض پاكستان وتُركمانستان. بدأت الإلخانيَّة تتشكَّل بُعيد الغزو المغولي لِخوارزم في عهد جنكيز خان، إلَّا أنها لم تُصبح دولة قائمة وفعليَّة إلَّا في عهد حفيده هولاكو بن تولي خان، ومع بداية تفتت الإمبراطوريَّة المغوليَّة سنة 1259م أصبحت الدولة الإلخانيَّة دولةً مُستقلَّةً بِنفسها بِحُكم الأمر الواقع، على أنَّ حُكَّامها استمرُّوا يُقدمون فُرُوض الولاء والطاعة إلى الخاقان الأكبر في خان بالق، واتخذوا لِأنفسهم لقب «إلخان» أو «إيلخان» بِمعنى «الخان الصغير» أو «الخان الخاضع» لِلدلالة على هذه التبعيَّة وإن كانت إسميَّة.
اشتهر مغول فارس بقساوتهم الشديدة مع جيرانهم المُسلمين، وقد استغلُّوا التنازع والتصادم بين القوى الإسلاميَّة، الذي أدَّى إلى أن تسعى بعض هذه القوى إلى تأييد المغول ومُساندتهم، فاستطاع هؤلاء أن ينفذوا إلى ديار الإسلام ويقهروا هذه القوى جميعها، الواحدة تلو الأُخرى، هذا في الوقت الذي كان فيه المشرق الإسلامي في صراعٍ آخر مع القوى الصليبيَّة في المنطقة؛ فشكَّل المغول في بداية عهدهم خطرًا على الوُجُود الإسلامي ذاته. تمكَّن هولاكو خان من إبادة طائفة الحشاشين الإسماعيليين بدايةً، ثُمَّ أنزل بِالمُسلمين ضربةً مُزلزلة عبر قضائه على الخِلافة العبَّاسيَّة وقتل الخليفة وأهل بيته وتدمير دار الخلافة بغداد، ثُمَّ واصل تقدُّمه في بُلدان المشرق الإسلامي، فسيطر على الجزيرة الفُراتيَّة وديار بكر وآسيا الصُغرى، واستمرَّ بِالزحف على الشَّام فاستولى على حلب وفتحت دمشق أبوابها أمام جُيُوشه، حتَّى بات يُسيطر على بلاد إيران والعراق وآسيا الصُغرى وأرمينية والشَّام، فكوَّن منها الدولة الإلخانيَّة. شرع المغول يطرقون أبواب مصر بعد ذلك في مُحاولةٍ لاحتلالها حتَّى يسهل عليهم تثبيت أقدامهم في الشَّام، لكن ظهرت في البلاد المصريَّة آنذاك قُوَّة إسلاميَّة فتيَّة هي قُوَّة المماليك، الذين استطاعوا بِقيادة السُلطان سيف الدين قُطُز من كسر المغول في معركة عين جالوت، فأوقفوا الزحف المغولي غربًا وتمكنوا من طرد المغول من الشَّام وإعادتها إلى حظيرة الإسلام. وتحالف المماليك مع مغول القبيلة الذهبيَّة المُسلمين لِقتال الإلخانيين، ممَّا أدَّى إلى اندلاع حُروبِ عديدة بين هؤلاء الأنسباء. وشكَّل هذا الوضع التاريخي عامل إغراءٍ لِلغرب الأوروپي لِمُحاولة تكوين حلف مغولي - صليبي لِتطويق العالم الإسلامي الشرقي وإنهاء الوُجُود الحضاري والسياسي لِلأُمَّة الإسلاميَّة، لكنَّ مشروعات التحالف فشلت لِأسبابٍ مُتنوعة.
تعاقب على عرش إلخانيَّة فارس بعد وفاة هولاكو أبناؤه وأحفاده وغيرهم من غير سُلالته، لكنَّ أفراد هذه الأُسرة عجزوا عن مد نُفُوذهم إلى المناطق الجنوبيَّة الغربيَّة، إذ تعرَّضوا لِهزائم مُتكررة على يد المُسلمين تحت راية المماليك، الذين عملوا على نبذ الخلافات في سبيل التصدي والصُمُود لِلخطر الكبير المُجاور لهم، هذا في الوقت الذي تعرَّضت فيه الأُسرة الإلخانيَّة لانشقاقاتٍ داخليَّةٍ صدَّعت كيانها. وكان من أهم آثار الحُروب التي قامت بين المماليك والإلخانيين المُستقرين بِفارس أن ظهرت فجوة قامت سدًا منيعًا بين العالمين الإسلامي والمغولي، وأخذ التأثير العربي يخف ويتراجع في البلاد الإيرانيَّة، ويحل مكانه تأثيرٌ فارسيٌّ ممزوج بِالصبغة المغوليَّة، ممَّا مهَّد الطريق أمام إيران لِتتغيَّر وتتميَّز عن جيرانها بعد بضعة قُرُون، خلال العصر الصفوي. تناغم المغول - رُغم قساوتهم - مع جميع الأديان في البلاد الخاضعة لهم، في زمن السلم، وأخذوا مُنذُ أواخر القرن السابع الهجري المُوافق لِلقرن الثالث عشر الميلادي، يعتنقون الإسلام بِتأثيرٍ مُزدوجٍ من النسبة العالية لِلسُكَّان المُسلمين الذين خضعوا لهم، وبِدافع التُرك الذين تمازجوا معهم وانصهروا في بوتقتهم، وقد برهن الإلخانيين عن تساهُلٍ كبيرٍ أمام جميع الأديان والمُعتقدات من دون أن يُفرِّقوا عند اعتناقهم الإسلام بين المذاهب الإسلاميَّة، وكان الإلخان محمود غازان أوَّل حُكَّام المغول الذي أعلن الإسلام دينًا رسميًّا لِدولته.
لم ينتج عن الغزو المغولي أي تغييرٍ يُذكر في البلاد التي سيطر عليها المغول من الوجهة الإثنيَّة، لكن برزت بعض الخصائص والمُميزات التي حملها هؤلاء معهم من مواطنهم الأولى، إلَّا أنَّ النظام الذي وضعته الدولة الإلخانيَّة يصعب التمييز فيه بين ما هو من أصلٍ إيرانيّ وما هو من أصلٍ مغوليٍّ أو صينيّ، وما هو من إبداعٍ أصيل. وشهدت الدولة الإلخانيَّة حركة تجاريَّة نشطة على الطُرق التجاريَّة القديمة، إلَّا أنها عجزت عن إعادتها إلى نشاطها السابق لِقيامها، بعد أن أخذت الدولة المملوكيَّة تُسيطر عليها تدريجيًّا. وكغيرها من الدُول المغوليَّة الأُخرى، باستثناء القبيلة الذهبيَّة وسلطنة مغول الهند، لم تتجاوز الدولة الإلخانيَّة القرن الثامن الهجري المُوافق لِلقرن الرابع عشر الميلادي. فإلى جانب الانقسامات الداخليَّة التي وقعت في قلب هذه الدولة فعطَّلت كُل نشاطٍ فيها، وشلَّت كُلَّ حركة، برزت المطالب القوميَّة في الولايات يُغذيها فريقٌ من ذوي الأطماع، وسُرعان ما تجزَّأت ولاياتها إلى دُويلات وإمارات وتوزَّعت بين أبناء البلاد وأُمراءٌ أتراك ومغول. فقد سيطر التُرك على الولايات الغربيَّة، وأضحى شماليّ العراق وأذربيجان وأرمينية، طوال أكثر من قرن، مسرحًا لِنزاعاتٍ بين إمارتين تُركمانيتين مُتخاصمتين: القره قويونلويَّة الشيعيَّة، والآق قويونلويَّة السُنيَّة، واحتدمت المُنافسة بينهما واستطالت، فأثَّرت في بعض النواحي على تكوين الدولة العُثمانيَّة وعلى إنشاء إيران الحديثة على يد السُلالة الصفويَّة. أمَّا ما تبقَّى من إيران فقد ظلَّ سائرًا وفقًا لِلتقاليد التي عُمل بها من قبل، ولم يخرج عن الحُدُود التي رسمتها له الدولة الإلخانيَّة إلَّا في التقسيم السياسي الذي أصاب البلاد آنذاك.
أدَّى احتكاك المغول الإلخانيين بِالحضارة والثقافة الإسلاميَّة إلى اقتباسهم الكثير من عادات وتقاليد المُسلمين، بالإضافة لِغيرهم من الشُعُوب التي أخضعوها كالأرمن والكرج، ولكنَّهم، وبِفعل بداوتهم، لم يُسخِّروها لِرفع مُستواهم الحضاري وإنما اندفعوا نحو استنزاف خيراتها الماديَّة، في حين تركوا ما فيها من تُراثٍ علميٍّ وقيمٍ روحيَّةٍ بِأيدي أبنائها، ونشأ نتيجة ذلك، أن ارتفع المُستوى المادي لِلمغول بِعامَّة بينما بقي تكوينهم الحضاري على ضعفه، فلم ينبغ من بينهم عالمٌ واحد في أي علمٍ من العُلُوم سوى الحرب، واقتصر اقتباسهم من الحضارات التي استوعبوها على أسباب المُتعة فقط، مما كان له دورٌ بارزٌ في إضعافهم وانهيار دولتهم بسُرعة. كذلك، ممَّا قصَّر عُمر هذه الدولة أنَّ الحُكَّام المغول لم يستطيعوا كسب ثقة المحكومين المُسلمين، فالمُسلمون لم ينصاعوا لِلحُكم المغولي بِسُهُولة ولم يرضوا عنه بسبب وثنيَّة المغول (في البداية) التي لا تُبيح لهم مُوالاتهم، فضلًا عن التفاوت الحضاري بين الطرفين وانعكاس ذلك على سُلُوك كُلٌ منهما. وأمَّا المغول، من جهتهم، فقد اتصفوا بِالعنجهيَّة والغُرُور بعد انتصاراتهم الساحقة على جميع الشُعُوب التي هاجموها والتي جعلتهم يعتقدون بأنَّهم يملكون من المزايا التي رفعتهم فوق مُستوى هؤلاء، ودعم هذا الاعتقاد تهالك بعض الوُصوليين من أبناء البلاد الخاضعة لهم وتملُّقهم لِلحُكَّام، فكانت النتيجة أن بقي المغول يُمثلون طبقة عسكريَّة حاكمة مُنعزلة عن المحكومين الذين لا يهُمها منهم سوى الطاعة ودفع الضريبة، ولم يُؤدِّ اعتناق المغول الدين الإسلامي إلى إزالة هذه النظرة وإذابة الفوارق بين الحاكمين والمحكومين.

## تعريف الإلخانيَّة أو الإيلخانيَّة
تعود تسمية الدولة الإلخانيَّة أو الإيلخانيَّة(1) إلى هولاكو خان الذي لُقِّب بِـ«إيلخان»، وهي كلمة مُكوَّنة من مقطعين: «إيل» بمعنى تابع أو مُطيع، و«خان» بمعنى ملك أو حاكم، والمقصود أنَّ حاكم الدولة الإلخانيَّة تابع للخاقان الأعظم الذي كان يُقيم في قراقورم ثُمَّ انتقل إلى خان بالق في الصين. وبِذلك يكون معنى «إيلخان» أو «إلخان»: الملك التابع أو الخان التابع وفق أكثر الآراء شُيُوعًا، وقد أصبح علمًا مُميزًا لِحُكم أُسرة هولاكو التي توارثت الحُكم بعد وفاته. قيل أيضًا أنَّ «إيلخان» لقبٌ تُركيّ مُركَّب من لفظين هُما: «إيل» بِمعنى «قبيلة»، و«خان» بِمعنى سيِّد، وبِذلك يكون معنى «إيلخان»: سيِّد القبيلة أو رئيس العشيرة. وقال باحثون آخرون إنَّ هذا اللقب يعني «قائد السلام» أو «خان السلام» أو «قائد بلاد فارس»، وذهبت الباحثة دوروتيا كرافولسكي أنَّ المُصطلح يجب أن يُترجم بمعنى «الخان الذي يجلب السلام». وقد بقي هذا الاسم قائمًا حتى قطعت الرابطة وثيقة الصلة بين الإلخانيَّة والخاقان المغولي بِدُخول حُكَّام إيران المغول في الإسلام نهائيًّا سنة 695هـ المُوافقة لِسنة 1296م، إذ حُذف اسم الخاقان المغولي من السكَّة الإلخانيَّة، وحلَّ لقب «الخان» بدلًا من لقب إلخان أو إيلخان، ومع ذلك فقد جرت العادة أن يُقال لِخُلفاء هولاكو الذين حكموا إيران، منذ ذلك الوقت وحتَّى وفاة آخر حُكَّام هذه الأُسرة سنة 736هـ المُوافقة لِسنة 1335م، اسم سلاطين مغول فارس أو دولة إلخانيَّة فارس.

## التاريخ

### قيام إمبراطوريَّة المغول وتوسُّعها غربًا

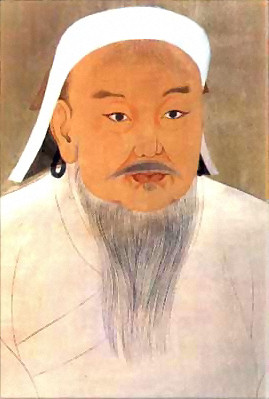
صورة جنكيز خان في متحف القصر الوطني في تايپيه، بِتايوان.

التمدُّد الجُغرافي لِلمغول مُنذُ توحيد البلاد المغوليَّة على يد جنكيز خان وحتَّى انقسام الإمبراطوريَّة إلى عدَّة ممالك.

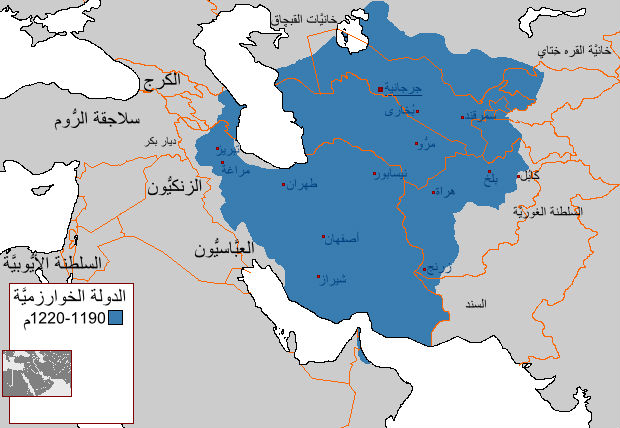
خريطة الدولة الخوارزميَّة في أقصى اتساعها قُبيل انطلاق الغزوات المغوليَّة غربًا نحو ديار الإسلام، بِفعل ما يُنسب إلى السُلطان علاء الدين مُحمَّد خوارزمشاه من غدرٍ وإساءةٍ إلى رُسل المغول الذين أرسلهم جنكيز خان للاحتجاج على حادثة قافلة التُجَّار في فاراب.

قامت إمبراطوريَّة المغول على يد القائد الكبير جنكيز خان، الذي نجح في توحيد جميع القبائل المغوليَّة تحت رئاسته سنة 1206م، وجمع شتات بلاد المغول في دولةٍ مُوحدةٍ قويَّة، ثُمَّ تطلَّع لِلتوسُّع على حساب جيرانه، فبدأ بِالصين أولًا ثُمَّ تطلَّع إلى الغرب حيثُ امتدَّت أراضي الدولة الخوارزميَّة، القائم على عرشها آنذاك السُلطان علاءُ الدين مُحمَّد بن تُكُش خوارزمشاه (مُنذُ سنة 596هـ المُوافقة لِسنة 1199م)، الذي اتصف بِالطُمُوح والشره، وانتهج سياسةً قائمةً على الشقاق والنزاع مع الدُول الإسلاميَّة المُجاورة ومُحاولة ضمِّها الواحدة بعد الأُخرى. وكان الخورازميَّون قد أخذوا، في عهد السُلطان سالف الذِكر، يتدخَّلون في شُؤون الخِلافة العبَّاسيَّة لِلسيطرة عليها، لكنَّ الخليفة العبَّاسي أبو العبَّاس أحمد الناصر لِدين الله تصدَى لِطُمُوحاتهم، وهداه تفكيره إلى الاستعانة بِالمغول، فكتب إلى جنكيز خان يعرض عليه مُهاجمة الدولة الخوارزميَّة من الشرق في الوقت الذي يُهاجمها هو من الغرب، والواقع أنَّ جنكيز خان قرَّر - في ذلك الوقت - أن لا تكون علاقاته بِجيرانه الخوارزميين قائمة على القُوَّة، ورأى أنَّ مُشكلاته في آسيا الشرقيَّة، واضطراره إلى توطيد نُفُوذه في الصين، تحول بينه وبين إشعال الجبهة الغربيَّة، لِذلك رفض العرض العبَّاسي، وتوجَّه إلى عقد مُعاهدةٍ تجاريَّةٍ مع الدولة الخوارزميَّة، يُمليها على الخوارزميين، وتتضمَّن بعض نُصوصها معاني التبعيَّة لِلمغول. قبل السُلطان الخوارزمي أن يعقد مُعاهدة تحالف وصداقة مع جنكيز خان، فاتخذت العلاقة بين الطرفين اتجاهًا إيجابيًّا، لكنَّ الأطماع السياسيَّة لِمُحمَّد خوارزمشاه، المُتمثلة بِالتوسُّع على حساب جيرانه - بما فيهم المغول - ووراثتهم، سُرعان ما بدَّلت العلاقة الطيِّبة بِأُخرى عدائيَّة. فإنَّ خوارزمشاه كان يهدف من وراء السفارات المُتبادلة بينه وبين المغول إلى التجسس والاستطلاع على أحوال جيرانه، ولم يرغب بأي حال الدُخُول في علاقاتٍ تجاريَّةٍ مع مغولستان. وفي ظل هذه النظرة السياسيَّة قام ثلاثة من التُجَّار الخوارزميين من سُكَّان بُخارى بِرحلةٍ إلى ممالك المغول لِلتجارة، فأكرمهم جنكيز خان، ولمَّا عزموا على العودة، أرسل معهم قافلة تحمل أمتعة مُختلفة لِتصحبهم إلى ممالك السُلطان لِتبادل التجارة هُناك، وقد بلغ عدد أفرادها أربعمائة وخمسين رجلًا بِقيادة أربعة من كبار تُجَّار المُسلمين، وعندما وصلت القافلة إلى مدينة فاراب (أوترار) على الساحل الغربي لِنهر سيحون، أجهز عليهم «ينال خان» حاكم المدينة وابن خال السُلطان، وقتل جميع أفراد البعثة التجاريَّة بِتُهمة أنهم جواسيس، وسلب البضاعة. لم يكن بِوسع جنكيز خان أن يتجاهل هذا الاستفزاز، غير أنَّ ما اتصف به من الاتزان والتعقُّل، حمله على أن يُرسل سفارةً مُؤلَّفةً من ثلاثة رجال، إلى مُحمَّد خوارزمشاه لِلاحتجاج على الغدر، وطلب منهُ تسلم حاكم فاراب، لكنَّ السُلطان رفض الطلب ورأى به تعبيرٌ عن الضعف والاستسلام، فتماسك وتجلَّد وأبى وأمر بِقتل أولئك الرُسل فقُتلوا، ويقول ابن الأثير إنَّ السُلطان الخوارزمي لم يقتل الرُسل الثلاث بل قتل زعيمهم وأطلق صراح الاثنين الآخرين بعد أن حلق لحيتهما، حتَّى يرويا قصَّة مصرع الرسول المغولي لجنكيز خان كما شاھدھا، فقطع بذلك كُل أمل في التفاهم مع المغول، وأضحت الحرب بين الطرفين أمرًا لا مفرَّ منه.

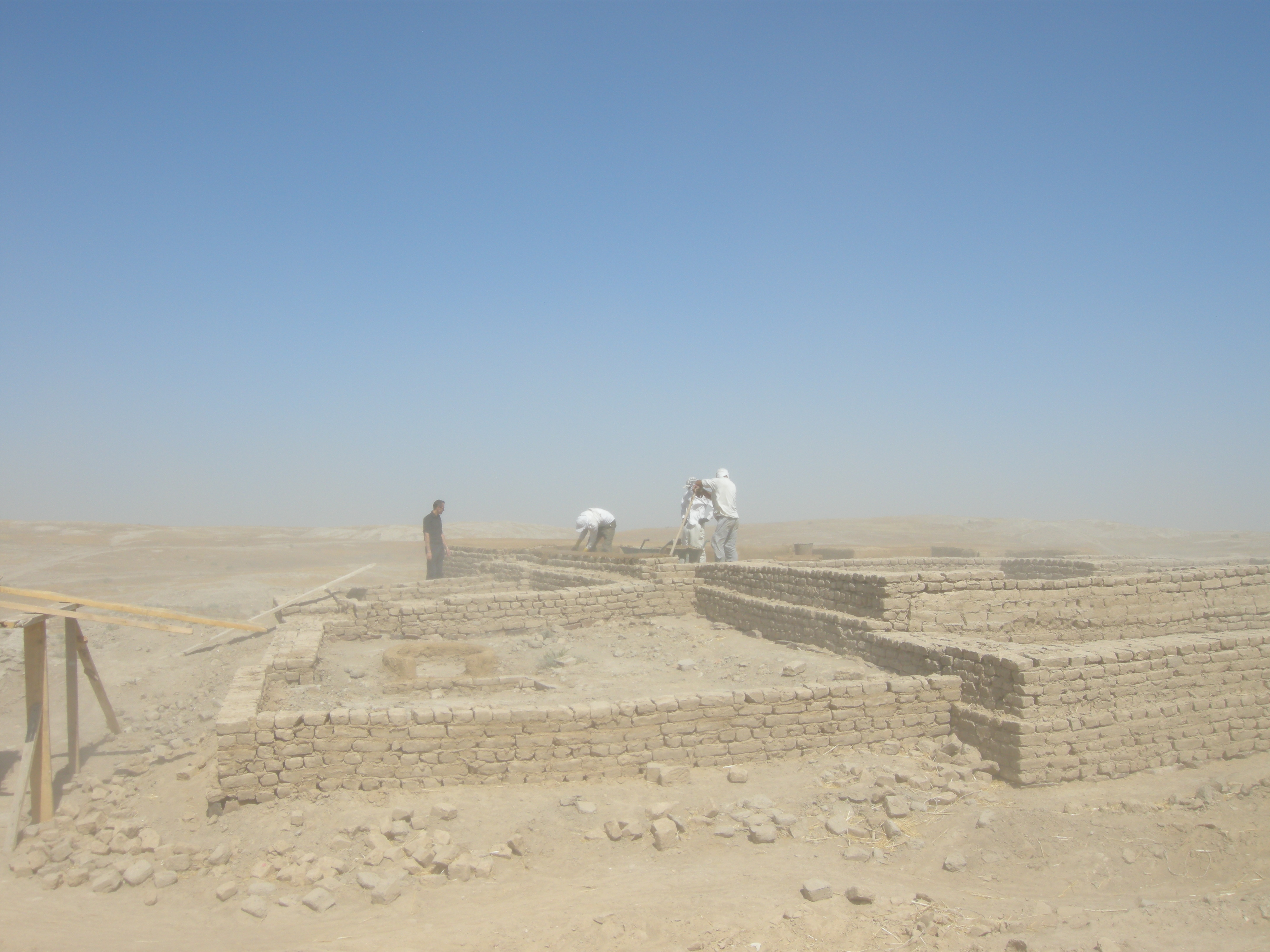
أطلال مدينة فاراب أو أوترار كما بدت خِلال عاصفةٍ رمليَّةٍ، يوم 8 آب (أغسطس) 2014م.

تحرَّكت الجُيُوش المغوليَّة، التي بلغ عديدها نحو مائتيّ ألف جُندي مُقسَّمة على أربعة جُيُوشٍ، في خريف سنة 615هـ المُوافقة لِسنة 1218م، نحو بلاد ما وراء النهر. ولمَّا لم يتمكَّن السُلطان مُحمَّد خوارزمشاه من معرفة المكان الذي ستتوجَّه إليه، وزَّع جيشه البالغ أربعمائة ألف جُندي على المُدن الهامَّة مثل بُخارى وسمرقند، وعلى القلاع الرئيسيَّة المُنتشرة على طول نهر سيحون شرقًا وممرَّات فرغانة في الغرب، وقد أضعف هذا التوزيع قدرة الجيش الخوارزمي على الرُغم من تفوَّقه العددي. كانت مدينة فاراب أوَّل مدينةٍ هاجمها المغول، فقد ضرب الجيش الأوَّل، بِقيادة إبنيّ جنكيز خان جغتاي وأوقطاي، حصارًا مُركزًا عليها، وكان يُدافعُ عنها حاميةً مُؤلَّفةً من خمسين ألف جُندي بِقيادة ينال خان سالف الذِكر، بِالإضافة لِعشرة آلاف آخرين بِقيادة قراجة، حاجب السُلطان مُحمَّد. وعلى الرُغم من أنَّ هذه القُوَّة المُدافعة كانت على جانبٍ كبيرٍ من الكفاءة القتاليَّة والقُدرة على الصُمُود، إلَّا أنَّ الذُعر الذي استولى على السُكَّان حين ظهر المغول، بِالإضافة إلى نُشُوب الخلاف بين القادة بشأن استمرار المُقاومة؛ أضعف القُدرة على الصُمُود. فقد غادر قراجة المدينة مع أتباعه، وذهب إلى المُعسكر المغولي، فشكَّ كُلٌ من جغتاي وأوقطاي بِنواياه وقتلاه مع جُنُوده جميعًا. استمرَّ حصار المدينة خمسة أشهُرٍ تخلَّلته مُناوشاتٍ بين الطرفين كانت عنيفةً أحيانًا، غير أنَّ المغول ما لبثوا أن استولوا عليها عنوةً، فنهبوها وقتلوا جميع سُكَّانها انتقامًا، ووقع ينال خان في أيدي جغتاي وأوقطاي، فاقتاداه إلى مُعسكر أبيهما أمام سمرقند، فنكَّل به تنكيلًا حتَّى مات. تساقطت مُدن وبلدات ما وراء النهر الواحدة تلو الأُخرى بِيد المغول بِقيادة أبناء جنكيز خان، فاستولى الجيش الثاني بِقيادة جوجي خان على سغناق الواقعة على بُعد أربعة وعشرين فرسخًا من فاراب، ثُمَّ زحف باتجاه مدينة جند وحاصرها أُسبُوعًا حتَّى سقطت في يده، فذبح أهلها ودمَّرها، ثُمَّ سار قاصدًا إقليم خوارزم، فيما تابعت بقيَّة الجُيُوش المغوليَّة الاستيلاء على بلاد ما وراء النهر.

### دُخُول المغول إلى خوارزم وخُراسان وفارس

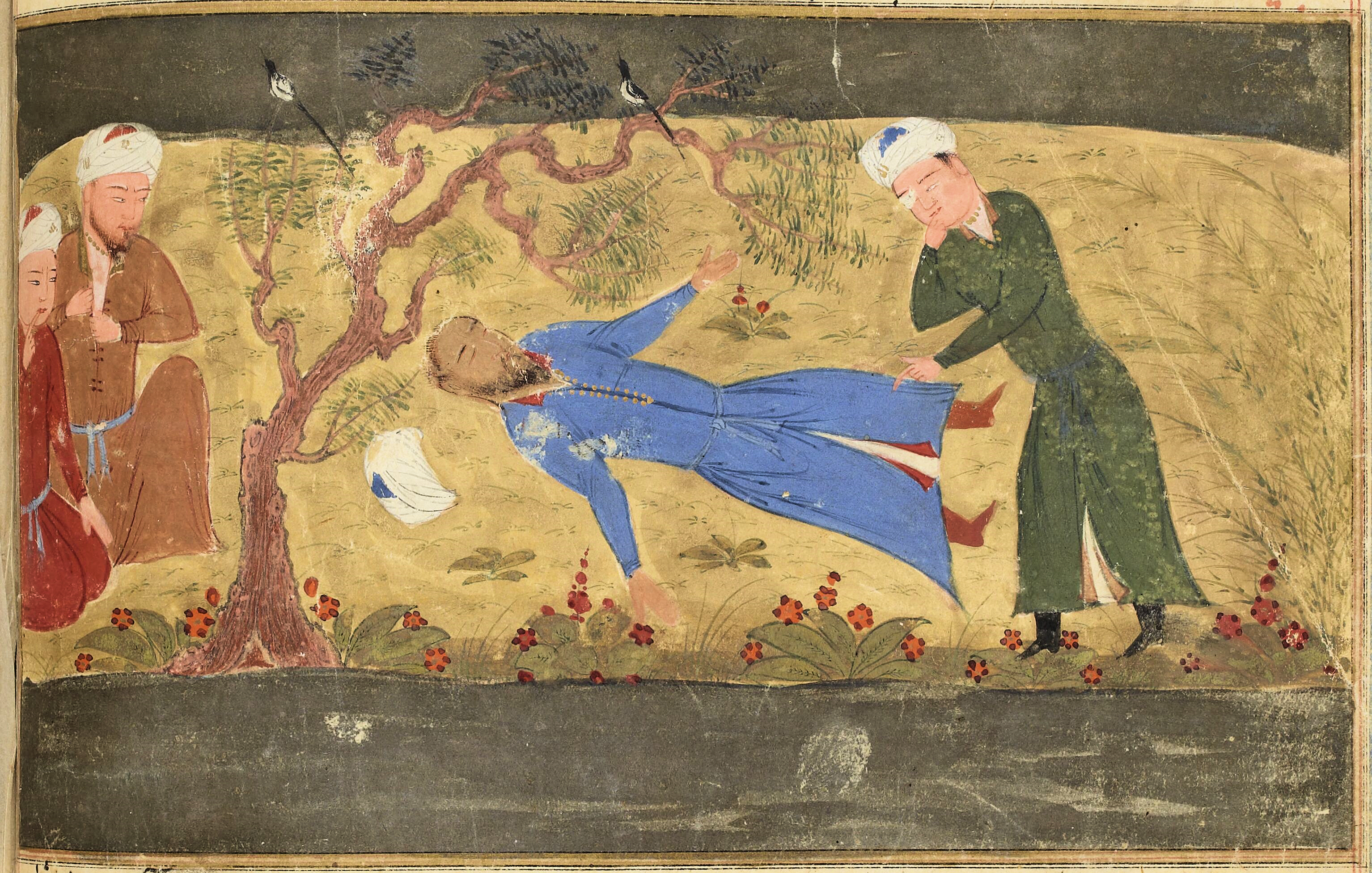
رسم من كتاب جامع التواريخ يُظهر وفاة السُلطان مُحمَّد خوارزمشاه في منفاه بجزيرة آبسكون ببحر قزوين بعد أن بلغه ما حل ببلاده من الدمار والخراب على يد المغول.

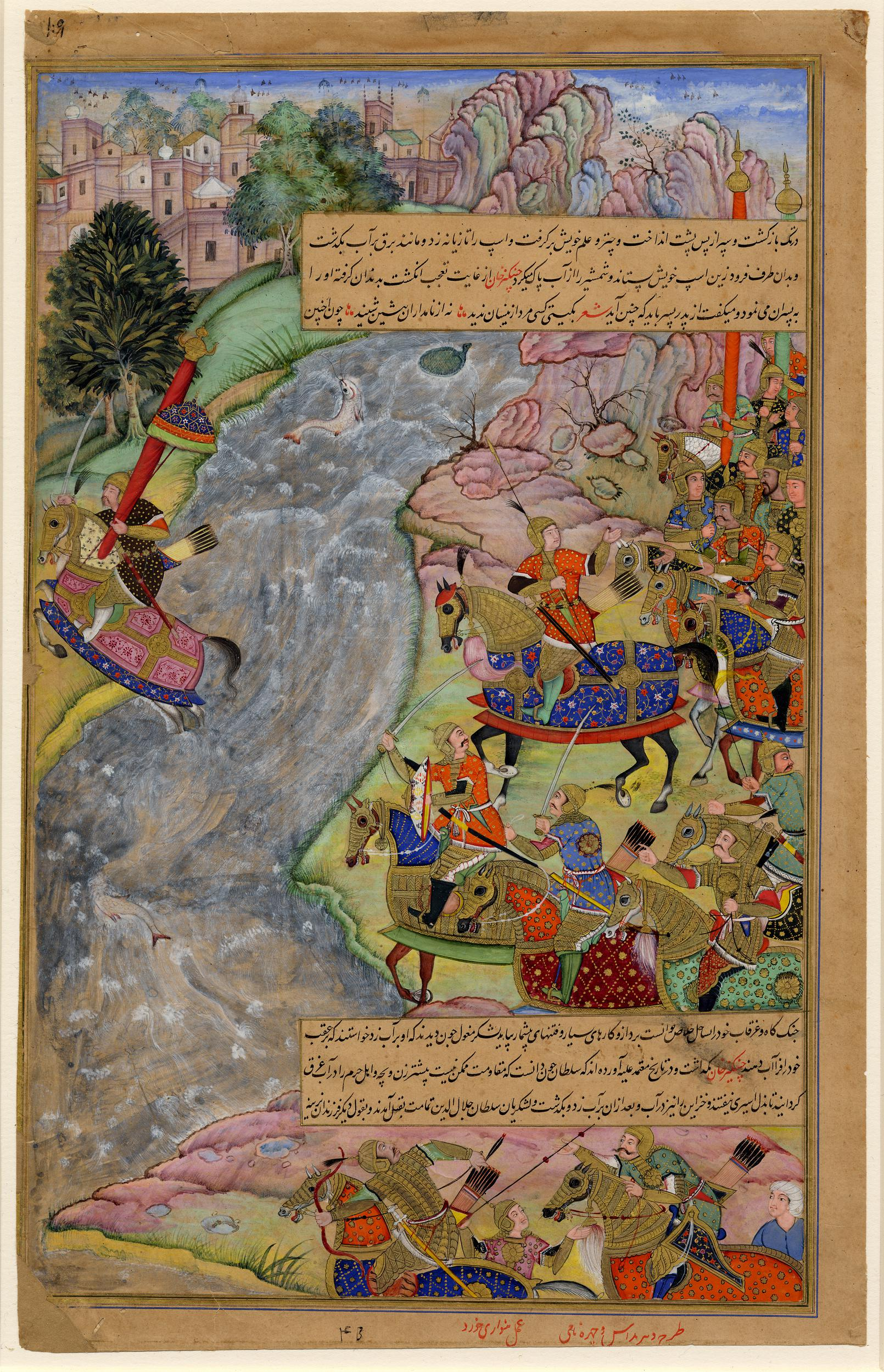
مُنمنمة مغوليَّة هنديَّة تُصوِّر عُبُور السُلطان جلال الدين منكبرتي نهر السند هاربًا من وجه المغول.

كانت خطوة جنكيز خان التالية السيطرة على إقليم خوارزم، فتقدَّم في خريف سنة 617هـ المُوافقة لِسنة 1220م صوب ترمذ واستولى عليها بعد حصار، وقتل جميع سُكَّانها، وفي تلك الأثناء كان السُلطان الخوارزمي مُحمَّد خوارزمشاه يفر من أمام المغول مُتنقلًا من مكانٍ إلى آخر، فقصد نيسابور ثُمَّ توجَّه نحو عراق العجم وبسطام واجتاز الري، ثُمَّ ذهب إلى قلعة فرزين، وروادته أفكارٌ بِاللُّجوء إلى بغداد والارتماء في أحضان الخليفة العبَّاسي الذي كان عدُوِّه بِالأمس القريب علَّهُ يجد مخرجًا من المأزق الذي هو فيه، لا سيَّما وأنَّ القادة الخوارزميين انفضُّوا من حول السُلطان، كُلٌ يُريد النجاة بِنفسه بعدما رأوا شدَّة المغول ووحشيتهم، لكنَّهُ عدل عن تلك الفكرة وتوجَّه إلى إقليم مازندران جنوبيّ بحر الخزر (قزوين)، والتجأ إلى إحدى جُزُره حيثُ تمكَّن منهُ الإعياء والمرض، فتُوفي ودُفن بِالجزيرة المذكورة سنة 617هـ المُوافقة لِسنة 1220م، بعد أن عيَّن ابنه جلال الدين منكبرتي خلفًا له. أدَّت وفاة السُلطان مُحمَّد إلى مزيدٍ من التشرذم في صُفُوف الخوارزميين، فقد عارض الجيش اعتلاء جلال الدين منكبرتي العرش، ووقعت بعض المُنازعات الأُسريَّة بِخُصُوص هذا الأمر، ما دفع جنكيز خان إلى الإسراع بِإرسال ما يزيد عن مائة ألف جُندي بِقيادة ثلاثة من أبنائه هم: جوجي وجغتاي وأوقطاي، لاجتياح العاصمة الخوارزميَّة جرجانية، الواقعة قُرب دلتا نهر جيحون، فتعرَّضت لِأسوأ أنواع المحن والشدائد والقتال الضاري، واقتحمها المغول أخيرًا في شهر صفر سنة 618هـ المُوافق لِشهر نيسان (أبريل) 1221م، فقتلوا كُل الرجال وسبوا النساء والأطفال، ثُمَّ حطَّموا السد الذي يمنع ماء جيحون عن المدينة، فانسابت المياه إلى داخلها وهدَّمت الأبنية، وأغرقت من أفلت من السُكَّان أو هلك تحت الأنقاض، وساق المغول نحو مائة ألف من أصحاب الحرف والمهن إلى مغولستان. وعلى هذا الشكل سيطر المغول على إقليم خوارزم، ومنحه جنكيز خان لابنه جوجي.
أحاط المغول بِإقليم خُراسان بعد أن استولوا على بلاد ما وراء النهر وخوارزم، وكان جنكيز خان حريصًا على الاستيلاء على بقيَّة الأقاليم التي تتكوَّن منها الدولة الخوارزميَّة، ومُطاردة من بقي من زُعمائها. بعد أن استولى على ترمذ، عبر نهر جيحون وتوجَّه نحو مدينة بلخ التي استسلمت طوعًا، فأعطى جنكيز خان أهلها الأمان أولًا، ثُمَّ نكث بوعده وقتل جميع السُكَّان ودمَّر المدينة تدميرًا وأزال كُل معالم الحضارة والعُمران التي كانت في تلك البُقعة. سار جنكيز خان بعد ذلك نحو الطالقان بِهدف إخضاع المُدن الواقعة في أعالي نهر جيحون، وعهد إلى ابنه تولي خان بِمُهمَّة الاستيلاء على خُراسان، ووضع تحت أمره جيشًا مُؤلَّفًا من سبعين ألف جُندي. ولمَّا كانت الأوضاع مُضطربةً في خُراسان نتيجة وفاة السُلطان مُحمَّد الخوارزمي، فقد استغلَّ تولي هذا الأمر واستطاع أن يستولي على المُدن الثلاث الكُبرى في الإقليم المذكور، وهي: مرُّو ونيسابور وهراة، ثُمَّ لحق بوالده إلى الطالقان. ولمَّا سقطت البلاد الأخيرة بِيد المغول أضحى بِوسع جنكيز خان أن يزحف لِمُواجهة السُلطان جلال الدين منكبرتي، الذي كان يُقاتل المغول من مكانٍ إلى آخر، حتَّى وصل مدينة غزنة ورابط فيها، وتمكَّن من إنزال هزيمةٍ قاسيةٍ بِالمغول في موضعٍ يُقالُ له «بلق»، وانتقم منهم انتقامًا شديدًا لِما فعلوه بِبلاده وشعبه والمُسلمين عُمومًا، لكنَّ النزاع الذي وقع بين القادة الخوارزميين بِشأن اقتسام الغنائم، حال دون استثمار هذا الانتصار ولقاء المغول في معركةٍ حاسمةٍ، مما سمح لِجنكيز خان بِأن يُلقي بِكامل ثقله العسكري على السُلطان الخوارزمي، فأجبره على الارتداد أمام الزحف المغولي حتَّى بلغ شاطئ نهر السند، فتعقَّبه مُسرعًا حتَّى بلغه وهو يُعد السُفن لِعُبُور النهر، فاضطرَّ المُسلمون إلى خوض معركةٍ لم يكونوا مُستعدين لها، وذلك في شهر شوَّال سنة 618هـ المُوافق فيه شهر تشرين الثاني (نوڤمبر) 1221م، ومع ذلك فقد نجح السُلطان جلال الدين في أن يشُق طريقًا له وسط الجُمُوع المغوليَّة، فعبر النهر ويمَّم وجهه صوب الهند مع عددٍ من أتباعه، وانتقم جنكيز خان من سُكَّان غزنة فقتلهم جميعًا باستثناء أرباب الحرف والصناعات، ودمَّر المدينة. كان إقليم غزنة آخر الأقاليم الخوارزميَّة التي خضعت لِلمغول، لِأنَّ جنكيز خان آثر العودة إلى مغولستان بسبب اضطراب الأوضاع في شمال الصين والتبت، وهكذا غادر الأقاليم الغربيَّة في سنة 619هـ المُوافقة لِسنة 1222م بعد أن ثبَّت الحُكم المغولي في بلاد ما وراء النهر وخوارزم، ونصَّب عليها حُكَّامًا مدنيين، وترك الكثير من بلادها خاويةً على عُروشها بعد موجة القتل والتدمير التي أحدثها.

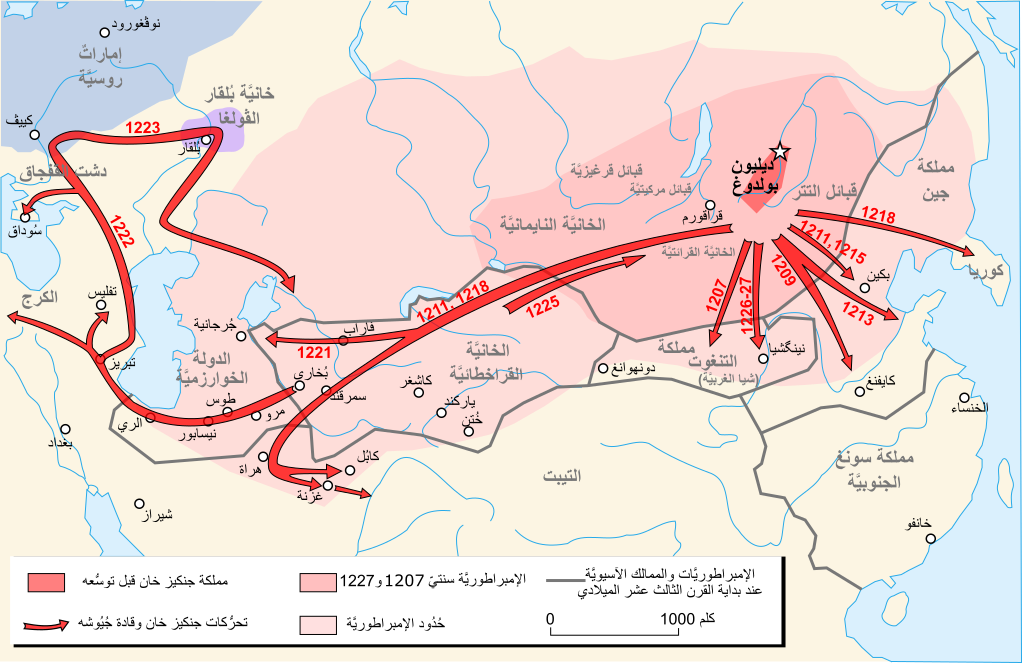
مسير الحملات المغوليَّة من مغولستان إلى خوارزم وما بعدها.

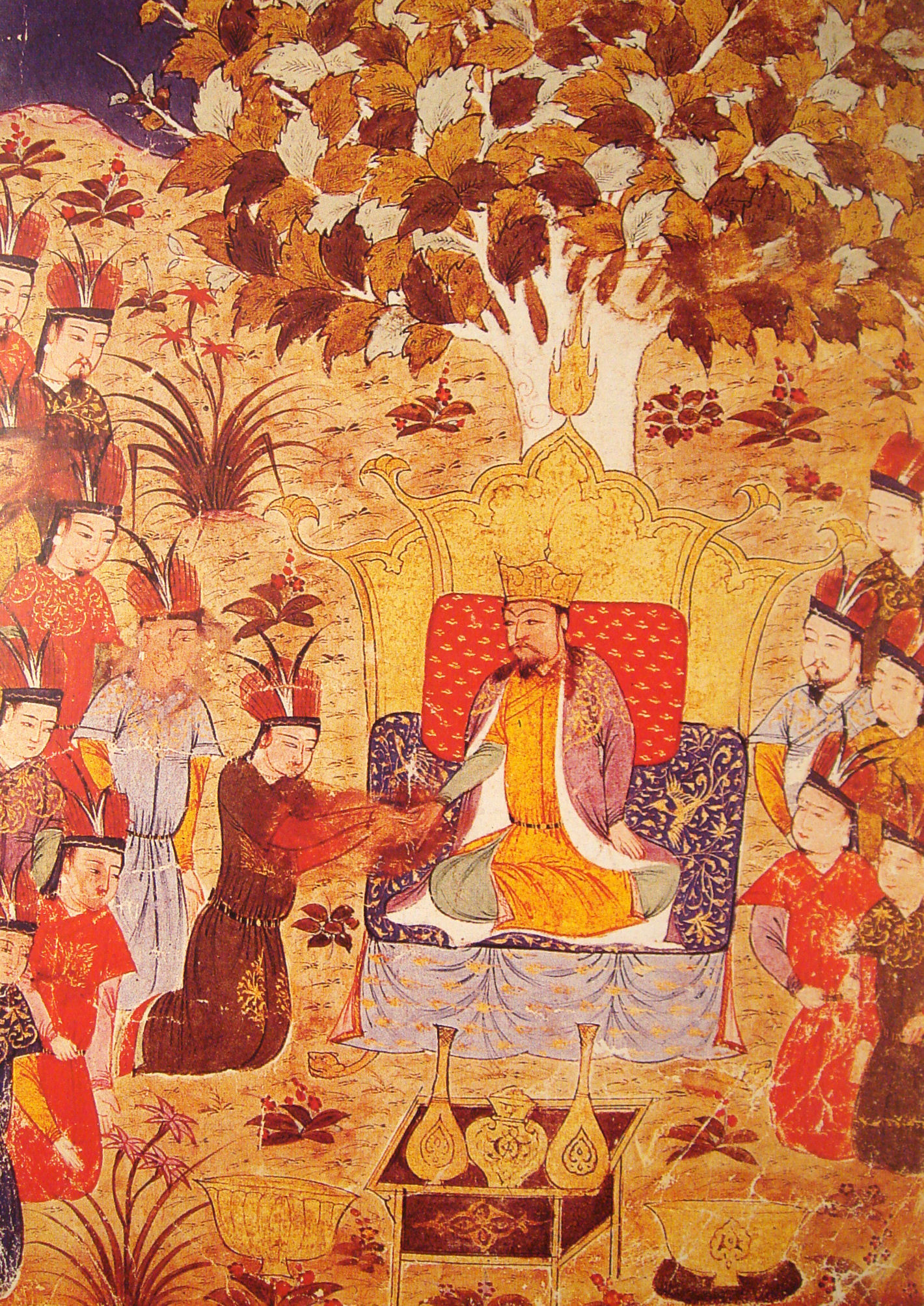
مُنمنمة فارسيَّة من كتاب جامع التواريخ، تعود لِأوائل القرن الرابع عشر الميلاديّ تُصوِّرُ تتويج أوقطاي خان سنة 1229م.

سمح انشغال جنكيز خان بِأُمور الصين لِلسُلطان جلال الدين منكبرتي أن يُغادر الهند ويستعيد السيطرة على بعض أقاليم الدولة الخوارزميَّة، لكنه بدل أن يعمل على حماية العالم الإسلامي من خطر المغول، قام بِمُهاجمة الخليفة العبَّاسي، الناصر لِدين الله، كما هاجم أذربيجان واحتلَّ تبريز واتخذها قاعدةً لِلوُثُوب على الكرج، ولم يلبث أن دخل قصبتها تفليس في سنة 623هـ المُوافقة لِسنة 1126م، ولم يمضِ الكثير من الوقت حتَّى فرض سيطرته على الهضبة الإيرانيَّة وأذربيجان، واتخذ أصفهان عاصمةً له. وفي يوم 11 رمضان 624هـ المُوافق فيه 28 آب (أغسطس) 1227م، تُوفي جنكيز خان في ينشوان ببلاد شيا الغربيَّة، فخلفه ابنه أوقطاي على العرش، وصرف النظر بدايةً عن أُمور الدولة الخوارزميَّة وشُؤون غربيّ آسيا بِعامَّة، لكنَّهُ لم يلبث أن قرَّر الاهتمام بِشُؤون الغرب مرَّة أُخرى بعد أن علم بِمُحاولة جلال الدين منكبرتي إحياء الدولة الخوارزميَّة، فأرسل في سنة 628هـ المُوافقة لِسنة 1231م جيشًا لِقتاله قوامه ثلاثون ألف جُنديٍّ بِقيادة جُرماغُون نُويان وصحبه القائد بايجو، فتقدَّم إلى تُركستان حيثُ طلب مددًا من أُمراء المغول وحُكَّامهم في خوارزم، وضمَّ إليه قُوَّاتٌ أُخرى غير نظاميَّة حتَّى بلغ تعداد جيشه ما يُقارب المائة ألف. سار هذا الجيش الضخم إلى إيران، فاستولى أفراده على الري وهمذان، وواصل زحفه حتَّى حُدُود أذربيجان، واستفاد ممَّا خلَّفه المغول في حُرُوبهم السابقة في خُراسان من الخراب والدمار والخوف، فلم يُصادف أيَّة مُقاومة أثناء اختراقه لِهذا الإقليم إلى أن وصل إلى الأقاليم الغربيَّة. اقتصر اهتمام المغول، في هذه المرحلة، على مُطاردة جلال الدين منكبرتي والقضاء عليه، لِأنَّ هذا يكفل لهم إحكام سيطرتهم من جديد على أقاليم الدولة الخوارزميَّة. وفوجئ السُلطان الخوارزمي بالمغول وهم قاب قوسين أو أدنى من بلاده، فطاردوه وأرغموه على التقهقر إلى سُهُول مراغة وموقان عند مصب نهريّ الرَّس والكُر، ثُمَّ توجَّه إلى أخلاط لِلاحتماء بها والتمس المُساعدة من الخليفة العبَّاسي والأُمراء المُسلمين لِلوُقُوف صفًا واحدًا في وجه المغول، وحذَّرهم عاقبة إهمالهم، لكنَّ أحدًا لم ينهض لِمُساعدته، فاضطرَّ أن يُغادر أخلاط وتوجَّه إلى آمد في أعالي نهر دجلة، فلحق به المغول واصطدموا به وتغلَّبوا عليه وقتلوا كثيرًا من جُنُوده، وتفرَّق من نجا في النواحي، وكان السُلطان نفسه من ضمن من فرَّ، فهام على وجهه حتَّى بلغ إحدى قُرى ميافارقين، واحتمى أخيرًا بِجبال كُردستان حيثُ قتله أحد الأكراد في 15 شوَّال 628هـ المُوافق فيه 16 آب (أغسطس) 1231م. وبِمقتل هذا السُلطان، زالت الدولة الخوارزميَّة عن مسرح الحياة السياسيَّة، واستتب مُلك المغول في خوارزم وخُراسان وفارس.

### غزو الجزيرة الفُراتيَّة وأذربيجان والكرج وأرمينية

خريطة القفقاس أواخر سنة 1245م، بعدما أصبحت الكرج دولة تابعة لِسُلطان المغول الذي اجتاحوها وأرمينية وأذربيجان والجزيرة الفُراتيَّة.

بعد أن تخلَّص المغول من أخطر عدوٍّ لهم، أضحى الطريق مفتوحًا أمامهم لاستئناف التوسُّع على حساب المُسلمين. فأقام القائد المغولي جُرماغُون في سُهُول موقان وأرَّان وراح يشن منها حملاته العسكريَّة ضدَّ الأراضي الإسلاميَّة المُشرفة على العراق بِالإضافة إلى أرمينية والكرج، وينشر فيها الخراب والدمار على عادة المغول. وهاجمت فرقه العسكريَّة ديار بكر وأرزن وميافارقين وماردين ونصيبين وسنجار، وتقدَّمت حتَّى بلغت ساحل الفُرات، وارتكب أفرادها من الأعمال الوحشيَّة ما أثار الرُعب والخوف في قُلُوب الناس. وأرسل جُرماغُون قُوَّةً عسكريَّةً إلى أذربيجان، فاستولى أفرادها على المُدن واحدةً بعد أُخرى، وساعدهم في ذلك أنَّ حُكَّام المُدن التي كانت تتبع الخوارزميين ثاروا على الحُكم الخوارزمي بعد أن علموا باختفاء السُلطان - إذ لم يكن معروفًا على وجه التحقيق بعد المصير الذي آل إليه - فقبضوا على الجُنُود الفارِّين والمُشرَّدين وقطعوا رؤوسهم وأرسلوها إلى المغول، كما اعتدى الفلَّاحون والرُعاة على من وجدوهم من الخوارزميين، انتقامًا منهم لما فعلوه بهم من قبل، بعدما سخَّروا كُل موارد الدولة لِتحقيق أهدافهم العسكريَّة على حساب جيرانهم من المُسلمين، دون اهتمامٍ بما قد يترتب على هذه السياسة من كراهيَّة الأهالي لِحُكَّامهم. تابع جُرماغُون مُخططه التوسُعي باتجاه الشمال، فهاجم بلاد الكرج واستولى على مُعظم مُدُنها بما فيها العاصمة تفليس، وفرَّت ملكة البلاد روسودان إلى قوتيس. وعلى الرُغم من الوحشيَّة التي عامل بها المغول الكرجيين، فإنَّ هؤلاء أذعنوا لهم ودفعوا الجزية. وأعاد جُرماغُون الملكة روسودان إلى الحُكم، واعترفت بِالمُقابل بِسيادة المغول، وتساهل القائد سالِف الذكر مع الكرجيين بعض الشيء كونهم مسيحيين، نظرًا لأنَّ من أجداده من كانوا نصارى على المذهب النسطوري، على أنَّهُ خرَّب مدينة آني عاصمة أرمينية، وقتلت عساكره عددًا كبيرًا من سُكَّانها لأنَّهم قاوموهم، كما عاملوا سُكَّان مدينة قارص مُعاملةً سيِّئة، على الرُغم من أنَّهم استسلموا لهم سريعًا، ولم ينجُ من المذبحة التي ارتكبوها بِحقِّهم سوى الأطفال والصُنَّاع.

### غزو آسيا الصُغرى

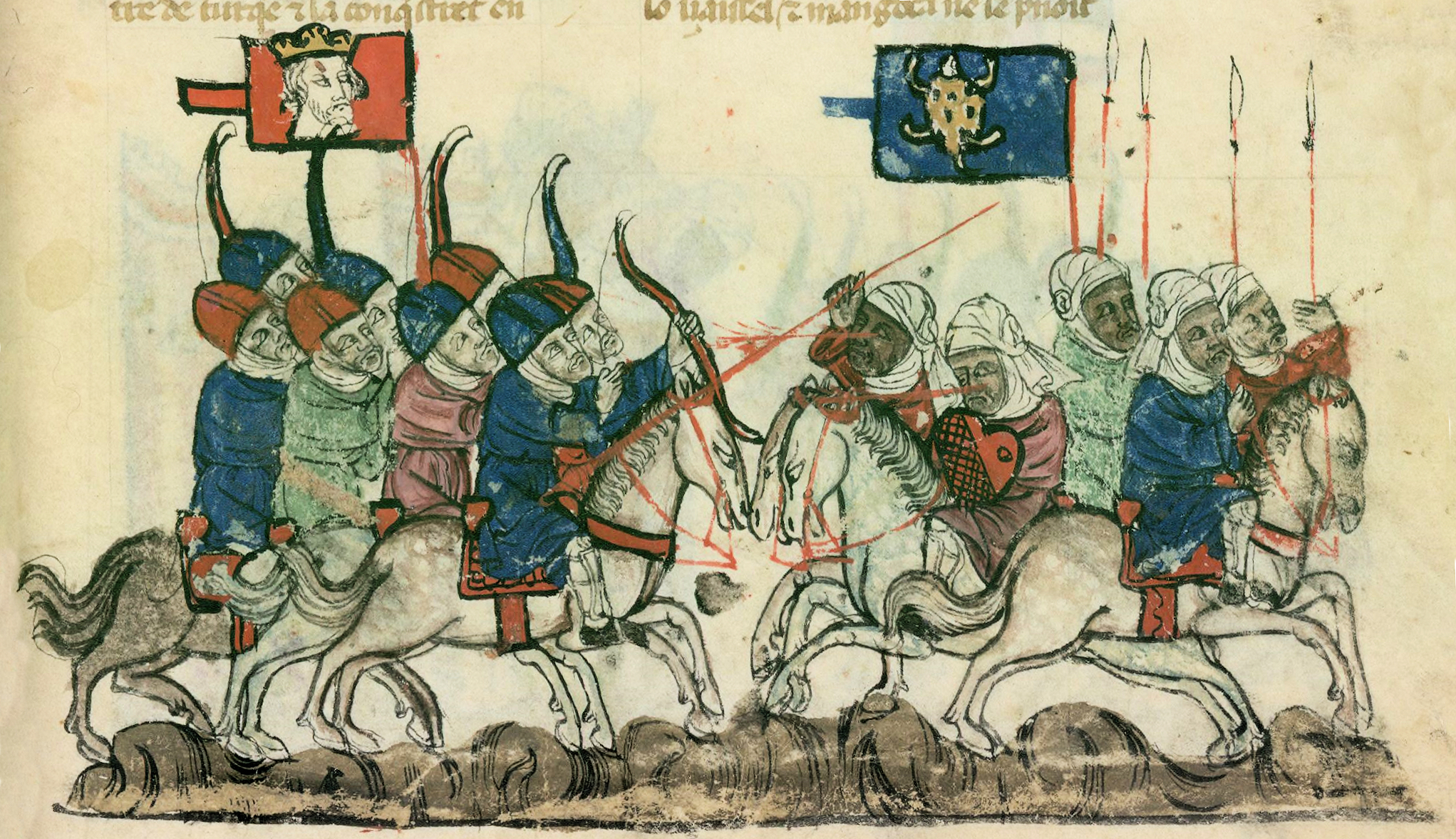
مُنمنمة أوروپيَّة تُصوِّرُ انهزام السلاجقة (يمينًا) وانسحابهم من أمام المغول في معركة جبل كوسه الشهيرة بِمعركة كوسه طاغ أو معركة الجبل الأقرع.

كانت آسيا الصُغرى الهدف التالي لِلمغول، يدفعهم في ذلك الخلافات والصراعات الدائرة بين السلاطين والأُمراء السلاجقة والأيوبيين في كُلٍ من الجزيرة الفُراتيَّة والأناضول وشماليّ الشَّام، مما أضعف الجبهة الإسلاميَّة وزادها تفتيتًا. فمهَّد هذا الأمر الطريق أمام المغول لِشن هجماتهم على المنطقة والنفاذ إلى آسيا الصُغرى، في سبيل الاستيلاء على بعض المواقع المُهمَّة فيها واتخاذها قواعد انطلاقٍ لِاحتلال ما تبقَّى من العالم الإسلامي، وبِخاصَّةٍ العراق والشَّام ومصر. وصل المغول في سنة 629هـ المُوافقة لِسنة 1231م إلى منطقة حُدود سلطنة سلاجقة الروم، وظهروا في نواحي سيواس، فقتلوا كثيرًا من السُكَّان وأسروا واسترقُّوا آخرين، واستاقوا الماشية التي وقعوا عليها، وعندما علم السُلطان علاء الدين كيقباد بن كيخسرو بِذلك انتابه القلق، فأمر أمير الأُمراء كمال الدين كاميار بِالتصدي لهم، فانطلق الأخير على رأس جيشٍ حتَّى بلغ سيواس، لِيكتشف أنَّ المغول غادروها وعادوا أدراجهم، لكنَّ هؤلاء أرسلوا رسالةً إلى السُلطان حملها إليه شمسُ الدين عُمر القزويني يطلبون منه الدُخُول في طاعتهم ويُحذرونه عاقبة العصيان. وإذ أدرك السُلطان أنَّ من حُسن السياسة مُهادنة المغول في هذا الوقت، وافق على طلبهم، وجهَّز الهدايا لِأُمرائهم، غير أنَّهُ تُوفي قبل مُغادرة الوفد المغولي بلاد السلاجقة، فقام ابنه وخليفته غيَّاث الدين كيخسرو بِإتمام ما بدأه، وأرسل كتابًا إلى المغول يتضمَّن الطاعة التامَّة. ويبدو أنَّ المغول لم يكتفوا بما أعلنه سلاجقة الروم من التبعيَّة لهم، بل أرادوا بسط سيطرتهم المُباشرة على البلاد بِفعل موقعها المُؤثِّر في سياستهم التوسُّعيَّة المُقبلة، فشنَّ بايجو نويان هُجُومًا على أرضروم في سنة 640هـ المُوافقة لِسنة 1242م ونصب عليها إثنيّ عشر منجنيقًا، فهدم أسوارها ودخلها وقتل أفراد حاميتها، واستبقى أرباب الصنائع وذوي المهن. ولمَّا تلقَّى السُلطان أنباء الكارثة، دعا أعيان الدولة إلى اجتماعٍ عامٍ لِدراسة الموقف، وتمحَّض عن هذا الاجتماع إعلان الحرب على المغول وتناسي المشاكل والخلافات مع جيران السلاجقة من الأُمراء المُسلمين في سبيل توحيد الجبهة الإسلاميَّة، وعبَّأ السُلطان السُلجُوقي جيشًا تراوح تعداده بين 60,000 و80,000 جُندي، تألَّف مُعظمهم من مُرتزقةٍ حلبيين وبيزنطيين وإفرنج ومصريين، وفي المُقابل بلغ عدد أفراد الجيش المغولي نحو أربعين ألفًا. وعسكر الطرفان في سهل «كوسه طاغ» بين أرضروم وأرزنجان، حيثُ دارت بينهما رحى معركة عنيفة في سنة 641هـ المُوافقة لِسنة 1243م، أسفرت عن انتصار المغول ودحر الجيش السُلجُوقي. واندفع المغول بعد انتصارهم يُطاردون فُلُول السلاجقة، فدخلوا سيواس ونهبوها جُزئيًّا، ثُمَّ تقدموا إلى قيصريَّة التي تحصَّنت فيها القُوَّات السُلجُوقيَّة المُنسحبة، فحاصروها وضربوها بِالمناجيق، ثُمَّ دخلوها واستباحوها وأحرقوها، وقتلوا الرجال من أهلها وسبوا العيال والنساء. كان لِهذه المعركة أثرٌ حاسمٌ في تراجُع قُوَّة دولة سلاجقة الروم، إذ وقع الأناضول في قبضة المغول، وعندما رأى السلاجقة أنفسهم عاجزين عن مُواجهتهم أجروا معهم مُباحثات سلامٍ وصالحوهم على جزيةٍ قدرُها ألف دينار وفرسًا ومملوكًا وجاريةً وكلب صيد. وبِهذا أضحى سلاجقة الروم تابعين لِلمغول.

### اتصال الصليبيين بِالمغول

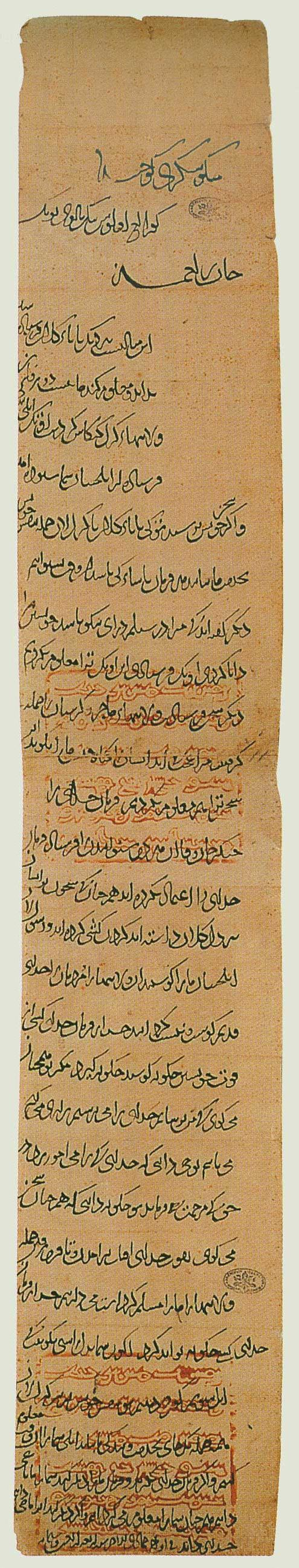
رسالة گُيوك خان (العائدة إلى سنة 1246م) إلى البابا إنوسنت الرابع مكتوبة بِاللُغة الفارسيَّة، وتُطالبه بِالخُضُوع لِلمغول دون قُيُود.

خلال موجة الغزوات المغوليَّة، كان الصليبيُّون ما يزالون قابعين في المشرق العربي، وكانت البابويَّة مُتخوِّفة من المد المغولي باتجاه الدُويلات الصليبيَّة وأوروپَّا الغربيَّة، بعدما وصل المغول إلى بولونيا والمجر، لا سيَّما وأنَّ الغرب الأوروپي كان مُفكَّكًا وعاجزًا عن تشكيل قُوَّةٍ عسكريَّةٍ لِمُواجهة الخطر الداهم، لِذلك سعى البابا إنوسنت الرابع إلى الاتصال بِقادة المغول في سبيل التحالف معهم واتقاء شرَّهم والتقرُّب منهم لِحماية أوروپَّا من جهة وحرب المُسلمين من جهةٍ أُخرى. ويبدو أنَّ العالم المسيحي كان على استعدادٍ لِلتغاضي عن الأعمال الوحشيَّة التي ارتكبها المغول ضدَّ النصارى في روسيا وبولونيا، وأن يُمجِّد حُكَّامه هؤلاء مُقابل تحطيم قُوَّة المُسلمين. ووجد البابا أنَّ أفضل وسيلةٍ مُتاحةٍ له هي إيفاد رُسُلٍ ومبعوثين إلى المغول لِلتفاوض معهم، فأرسل أربع بعثات؛ اثنتين منها من جماعة الرُهبان الفرنسيسكان، هُما لورانس الپُرتُغالي ويُوحنَّا پلانو الكارپيني، والآخرتين بِقيادة اثنين من الرُهبان الدومينيكان هُما أندريه لونجومو وآسيلين اللومباردي. وفي تلك الفترة، كان الخاقان الأعظم أوقطاي قد تُوفي وخلفه ابنه گُيوك خان يوم 10 ربيع الآخر 644هـ المُوافق فيه 24 آب (أغسطس) 1246م، فأرسل إليه البابا بعثة لورانس الپُرتُغالي أولًا، ثُمَّ غيَّر مسار هذه البعثة إلى المشرق العربي لِتُؤدي رسالةً أُخرى هي حث الأُمراء والسلاطين المُسلمين على اعتناق المسيحيَّة، وإقناع رجال الدين النساطرة والأرثوذكس لِتوحيد كنائسهم تحت لواء الكنيسة الرومانيَّة الكاثوليكيَّة. أُرسلت بعد ذلك بعثة يُوحنَّا الكارپيني (بالإيطالية: Giovanni da Pian del Carpine)، التي وصلت قراقورم عاصمة المغول حاملةً رسالة البابا إلى الخاقان تُعلمه بِرغبة العالم المسيحي مُسالمة المغول، وبأن يعتنق گُيوك خان المسيحيَّة، ويتوقف عن قتل المسيحيين. جاء الرد المغولي مُحبطًا لِلآمال، فقد طلب الخاقان من البابا ومُلُوك الغرب الأوروپي أن يحضروا بِأنفسهم لِيُقدموا له فُرُوض الولاء والطاعة، وأنَّ تدمير الممالك المسيحيَّة والإسلاميَّة قد تمَّ بِأمرٍ من الرب الذي أبلغه إلى جنكيز خان، لأنَّ الشُعُوب المُسلمة والأوروپيَّة هي شُعُوبٌ مُتمرِّدة على حُكم السماء، ومن ثُمَّ فقد استحقَّت القتل والتدمير بِواسطة المغول، الذين يُنفذون المشيئة الإلٰهيَّة في إخضاع العالم. ومما قاله گُيوك خان في رسالته إلى البابا:

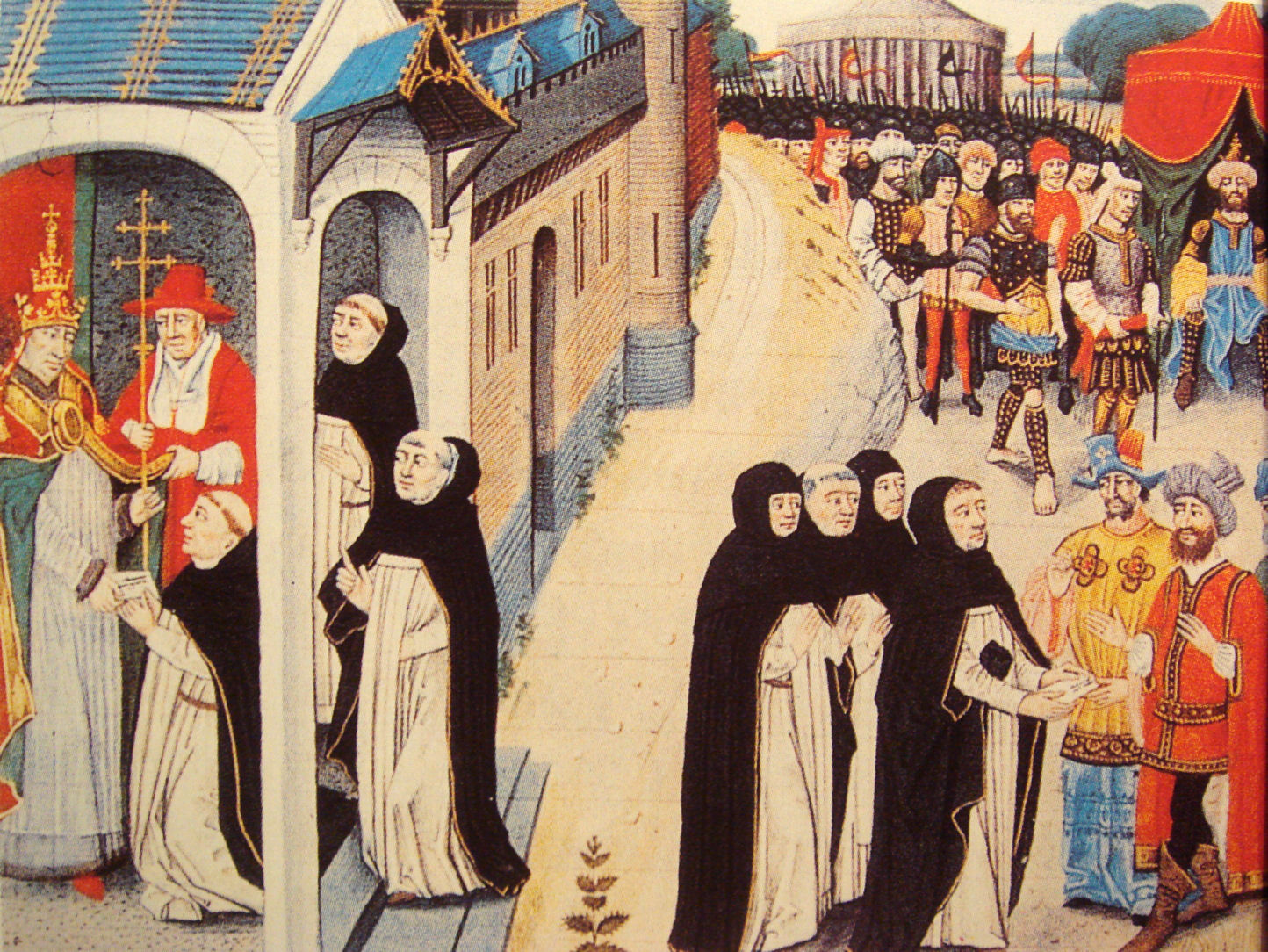
آسيلين اللومباردي يتلقَّى رسالة البابا إنوسنت الرابع ويُسلِّمها إلى القائد المغولي بايجو نويان (أقصى اليمين).

بناءً على هذا، شعر يُوحنَّا الكارپيني بِأنَّ لا جدوى من البقاء أكثر في قراقورم، فعاد من حيث أتى. وفي سنة 643هـ المُوافقة لِسنة 1245م، أرسل البابا أندريه لونجومو على رأس مجموعةٍ من الرُهبان الدومينيكان إلى سلاطين وأُمراء المُسلمين في الشَّام والعراق وإيران، وحُكَّام المغول، لِدعوتهم إلى اعتناق المسيحيَّة، وإلى كبار رجال الدين النساطرة والأرثوذكس لِدعوتهم للانضواء تحت لواء البابويَّة، لكنَّ البعثة فشلت في تحقيق أغلب غاياتها. تلت البعثة الأخيرة بعثة آسيلين اللومباردي، الذي اجتمع بِالقائد المغولي بايجو نويان في مُعسكره قُرب بحر الخزر (قزوين) سنة 1247م. ومن المعروف أنَّ بايجو استقبل هذه السفارة وردَّ على رسالة البابا بِأُخرى توضح أنَّهُ واجه صُعُوبةً في فهم ما يُريده النصارى، وعاود - بناءً على طلب الخاقان الأعظم - مُطالبة البابا بِالخُضُوع لِلمغول مع سائر حُكَّام أوروپَّا. عند هذه النُقطة، أدرك البابا أنَّ مُخططاته قد فشلت، وفقد ثقته بِالمغول وفي إقامة حلفٍ معهم أو الارتباط بهم بِرابط الصداقة على الأقل، إذ لم يبدُ في الأُفق السياسي بوادر قيام تحالف مغولي - أوروپي مُوجَّه ضدَّ المُسلمين، كما أنَّ المغول لم يتحوَّلوا إلى المسيحيَّة، ولم يوقفوا هجماتهم على النصارى. في تلك الفترة، كان الملك الفرنسي لويس التاسع يُعد لِحملةٍ صليبيَّةٍ على مصر في سبيل ضرب الخزَّان البشري والاقتصادي الهائل لِلمُسلمين واسترداد بيت المقدس منهم، ويبدو أنَّهُ تأثَّر باقتراح الراهب يُوحنَّا الكارپيني الذي نصحهُ بالاتصال بِالمغول أو مُواصلة ما بدأه البابا إنوسنت الرابع، في سبيل إشغال المُسلمين على جبهتين والحيلولة دون مُساعدة الأيوبيين في مصر والشَّام لِلخليفة العبَّاسي في بغداد، التي خطط المغول لِغزوها. أرسل الملك الفرنسي سفارةً إلى البلاط المغولي على رأسها الراهب أندريه لونجومو (بالفرنسية: André de Longjumeau) تحملُ بعض الهدايا، لكنَّ السفارة الفرنسيَّة عندما وصلت قراقورم اكتشفت أنَّ گُيوك خان قد مات، فقابل أعضائها أرملة الخاقان أوقول قايميش، الوصيَّة على العرش، التي سلَّمتهم رسالةً مفادها أن يُعلن الملك الفرنسي خُضُوعه ويُرسل جزيةً سنويَّة كالتي أرسلها (أي الهدايا). ولم يلبث لويس التاسع أن انهزم على يد المُسلمين في المنصورة وأُسر، ثُمَّ أُطلق سراحه بعدما دفع فديةً ضخمة، فحاول مُجددًا أن يتحالف مع المغول، وأرسل سفارةً بِرئاسة وليم روبروك إلى بلاط الخاقان الجديد منكو خان، الذي ردَّ على رسالة لويس التاسع بِذات الشُرُوط التي كان گُيوك خان قد طالب بها وفد البابا، مما قضى على آمال الغرب المسيحي بِالتحالف مع المغول.

### سُقُوط الخلافة العبَّاسيَّة في بغداد

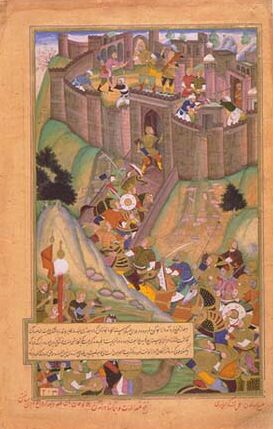
مُنمنمة مغوليَّة هنديَّة تُصوِّر حصار المغول لِقلعة آلموت واقتحامها. شكَّل سُقُوط آلموت بيد المغول نهاية الحشَّاشين والقضاء على دُويلاتهم تمامًا في فارس.

لم يكد منكو خان يعتلي عرش المغول ويقضي على الفتن الداخليَّة التي اندلعت بين أفراد أُسرة جنكيز خان بعد وفاة الخاقان الأخير گُيوك، ويتخلَّص من المُعارضين لِحُكمه، حتَّى قرَّر، في السنة التالية لاعتلائه العرش، استئناف التوسُّع باتجاه غربيّ آسيا والصين الجنوبيَّة من واقع تنفيذ سياسة المغول العامَّة التي وضع أُسسها جنكيز خان. ففي اجتماع القورولتاي في سنة 649هـ المُوافقة لِسنة 1251م، عيَّن منكو خان أخاه الأصغر هولاكو حاكمًا على فارس وكلَّفهُ بِالقضاء على طائفة الحشَّاشين في مازندران، والخلافة العبَّاسيَّة في بغداد، فضلًا عن الاستيلاء على الشَّام ومصر. وجرى إرسال جيش لِتمهيد الطريق، بِقيادة أحد القادة المُقرَّبين من هولاكو، هو كتبغا النسطوري الذي ينتمي إلى قبيلة النايمان، فأصلح الطُرق التي تجتاز تُركستان وفارس لِتسهيل حركة الجيش وآليَّاته، وشيَّد الجُسُور على الأنهار ومجاري المياه السريعة، ووفَّر العربات اللازمة لِنقل أدوات الحصار، كما جرى توفير المراعي لِخُيُول العساكر بِإجلاء الرُعاة من البراري، وأعاد هذا القائد سُلطة المغول على المُدن الكُبرى في الهضبة الإيرانيَّة، كما استولى على بعض معاقل الحشَّاشين. وأوصى منكو خان أخيه هولاكو بأن يُعامل من يُطع أوامره بِلُطفٍ، ويقتُل من يُعصيه مع نسائه وأبنائه وأقاربه وكُل ما يتعلَّق به، وأن يُخضع قبائل اللُّر والكُرد، وأن لا يتعرَّض لِلخليفة العبَّاسي إذا قدَّم الأخير فُرُوض الطاعة، أمَّا إذا رفض فعليه أن يتخلَّص منه. غادر هولاكو عاصمة المغول قراقورم على رأس جيشه في شهر جُمادى الأولى سنة 650هـ المُوافق فيه شهر تمُّوز (يوليو) 1252م، مُتوجهًا إلى الأقاليم الغربيَّة لِديار الإسلام، فعبر بلاد ما وراء النهر حتَّى دخل خُراسان ثُمَّ فارس، ولم يُصادف مُقاومةً تُذكر لأنَّ قسمًا من البلاد كان تحت حُكم المغول، بِالإضافة إلى أنَّ حُكَّام النواحي كانوا في حال ضعف، وفضَّلوا انتهاج سياسة المُسالمة والخُضُوع لِلمغول. ووفقًا لِلخطَّة التي وضعها منكو خان، كان على هولاكو أن يُهاجم الحشَّاشين في معاقلهم البالغة نحو خمسين قلعة مُنتشرة في قومس وقهستان، أشهرها كردكوه وميمون دز وآلموت التي اتخذوها قاعدةً لِمُلكهم بِفعل مناعتها. وإذ استولى على مُعظم القلاع، الواحدة تلو الأُخرى، فإنَّ ميمون دز وآلموت وكردكوه استعصت عليه، فأرسل إلى شيخ الحشَّاسين الإمام ركن الدين خورشاه، الذي كان في قلعة ميمون دز، يُهدِّده ويُنذره بالاستسلام، وإذ أدرك زعيم الحشَّاشين أنَّهُ لا سبيل إلى المُقاومة وأنَّ اليأس والفزع تطرَّق إلى نُفُوس رجاله المُحاصرين، نزل على حُكم هولاكو وسلَّم نفسه إليه مُظهرًا الخُضُوع والطاعة، يوم الأحد 1 ذو القعدة 654هـ المُوافق فيه 20 تشرين الثاني (نوڤمبر) 1256م. توجَّه هولاكو، بعد ذلك، إلى قلعة آلموت، وحاصرها طيلة ثلاثة أيَّام بعد أن رفض قائدها الانصياع لِنصائح ركن الدين خورشاه وأصرَّ على المُقاومة، ولم ينزل منها إلَّا بعدما أرسل هولاكو منشورًا يُؤمِّن الحامية والسُكَّان على حياتهم إذا ما استسلموا. ودخل المغول إلى القلعة وحطَّموا ما فيها من الأسلحة والعتاد واستولوا على الكُنُوز والأموال، وتمكَّن المُؤرِّخ والعالم المُسلم عطاء مُلك الجويني، الذين كان أمينًا لِهولاكو، من إنقاذ مجموعة قيِّمة من المصاحف والكُتب وآلات رصد النُجُوم من آلموت قبل أن يحرق المغول القلعة ويدكُّونها دكًّا. أمَّا ركُن الدين خورشاه وجماعة الحشَّاشين فقد قتلهم هولاكو عن آخرهم، وقيل أنهم كانوا اثنيّ عشر ألفًا، لتنتهي بذلك دويلات الحشيشيَّة الإسماعيليين في فارس.

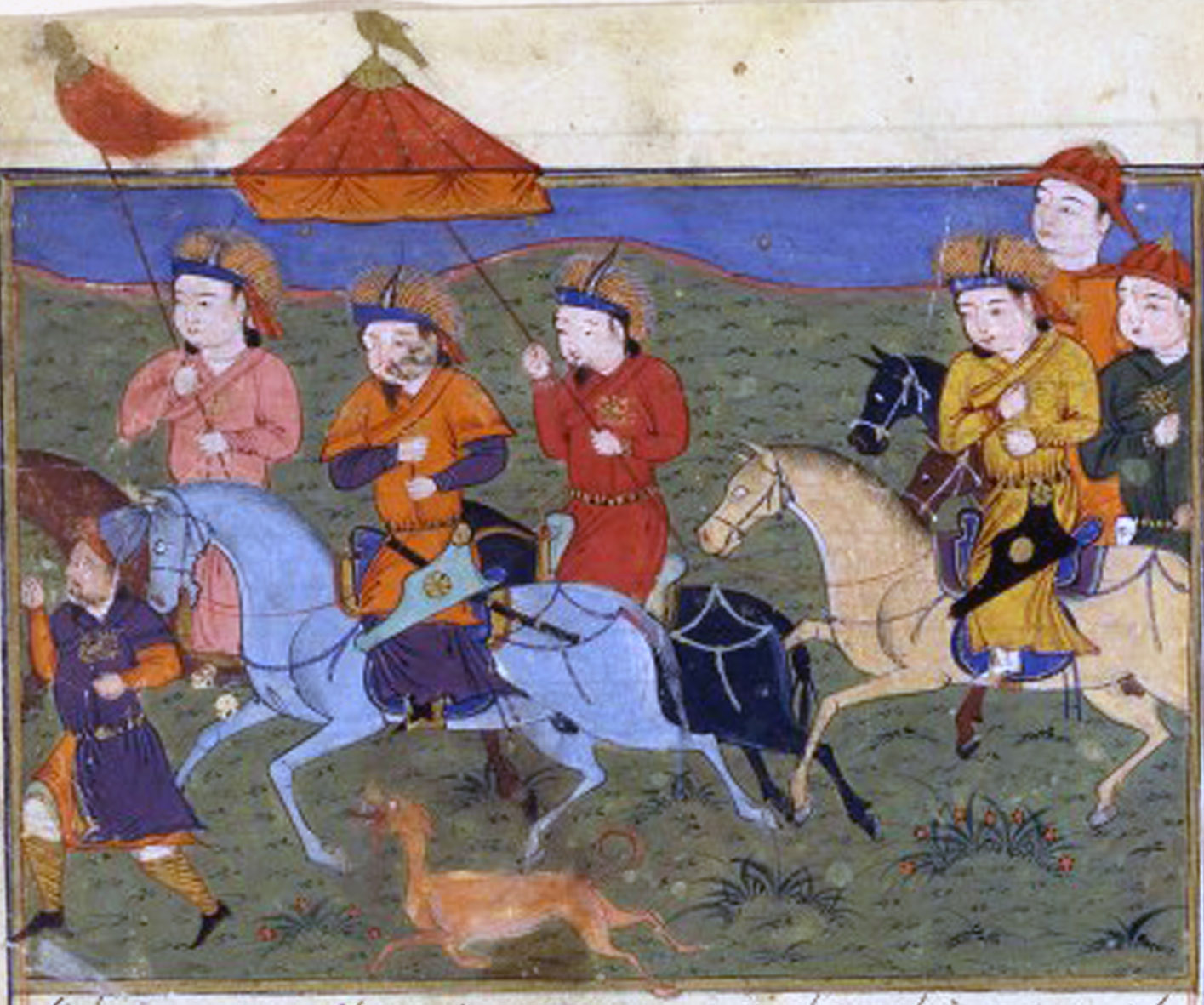
هولاكو خان يسيرُ على رأس جيشه.

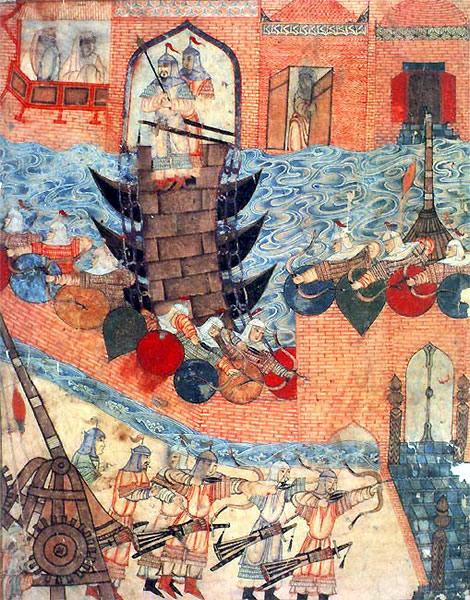
مخطوطة تصور حصار المغول لِبغداد وتبادلهم رشق السهام وقذائف المناجيق مع المُسلمين، قبل أن يتمكنوا من اقتحامها.

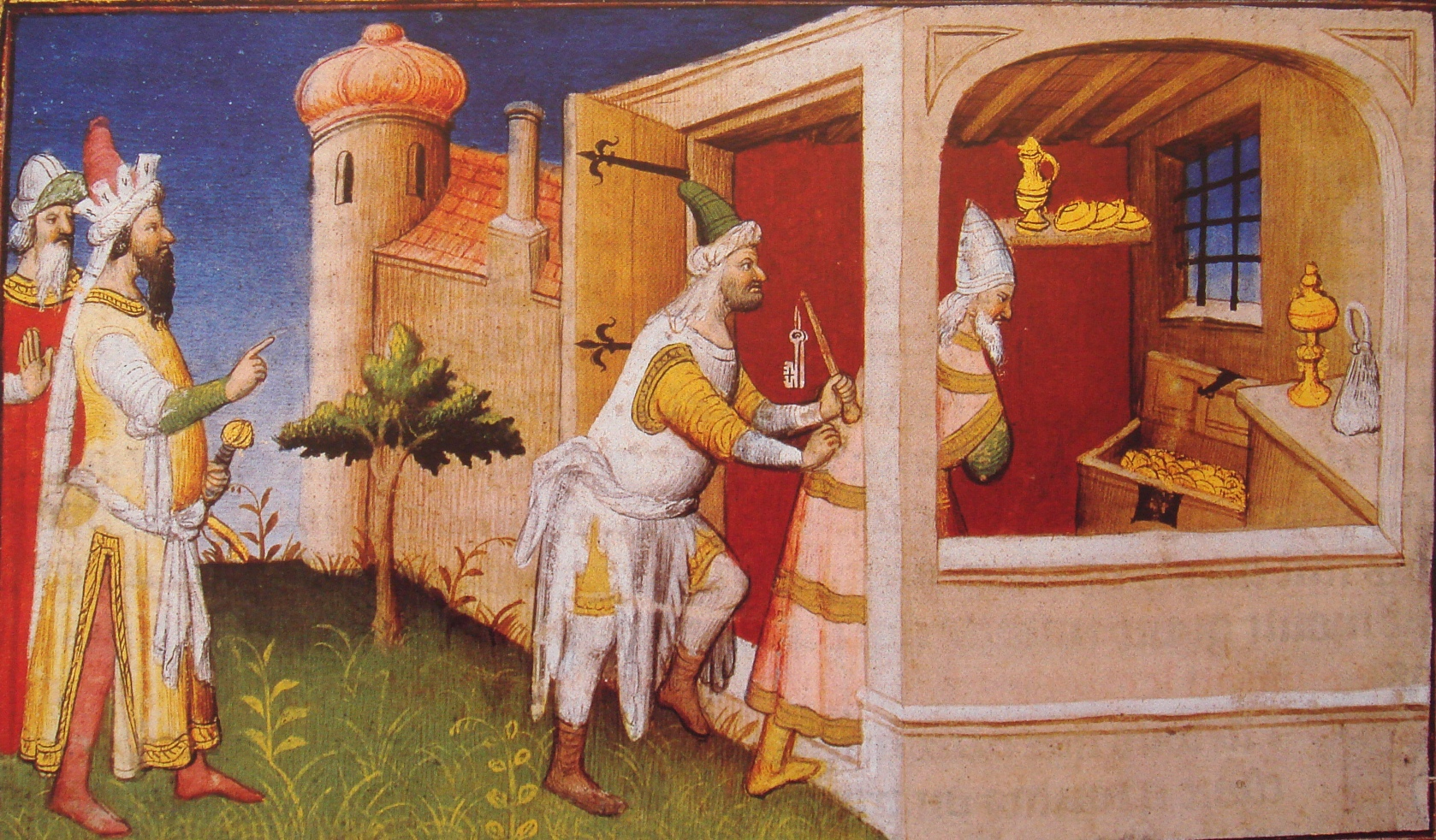
مُخطط لِهُولاكو وهو يحبس الخليفة عند كُنوزه قبل أن يأمر بِقتله.

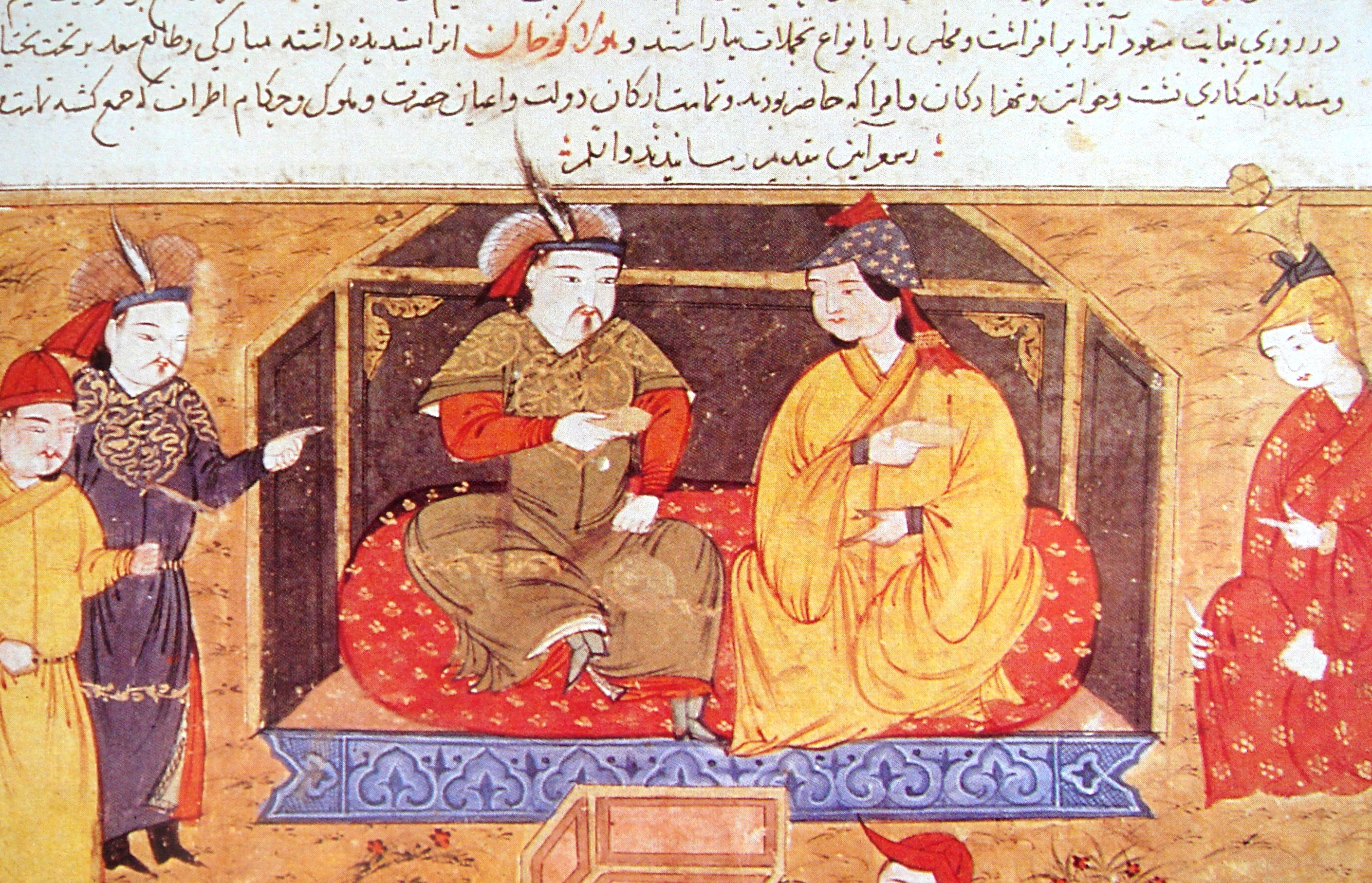
هولاكو وزوجته دوقوز خاتون مُتربعان على تخت المُلك.

بعد أن حقَّق هولاكو هدفه الأوَّل بِالقضاء على الحشَّاشين، التفت إلى تحقيق هدفه الثاني وهو القضاء على الخِلافة العبَّاسيَّة. والواقع أنَّ أوضاع هذه الخِلافة كانت مُتردية عشيَّة الغزو المغولي، وأنَّ الوضع الداخلي في بغداد كان مُزعزعًا تشوبه حال من الفوضى وعدم الاستقرار وذلك بِفعل عدَّة عوامل، منها ما تعلَّق بِالخليفة أبي عبد المجيد عبد الله بن منصور المُستعصم بِالله، ومنها ما تعلَّق بِالناس الذين نخرتهم الصراعات السياسيَّة والمذهبيَّة الناجمة عن صراع الساسة والقادة والأُمراء المُتخاصمين والمُتقاتلين على النُفُوذ، ممَّا جعل مراكز القوى في بغداد مُتعدِّدة ومُتخاصمة. كما شهدت الحالتان الاقتصاديَّة والاجتماعيَّة ترديًا ملحوظًا بِفعل سيطرة المغول على طُرق التجارة البريَّة من جهة، وبسبب انغماس العبَّاسيين في الترف واللهو وابتعادهم عن الجديَّة في إدارة شؤون البلاد والعباد، مما أدَّى إلى تفشِّي الكثير من الآفات الاجتماعيَّة مثل عادة التحاسد والتباغض وإثارة الفتن وإشاعة الفساد. بادر هولاكو بالاتصال بِالخليفة العبَّاسي عندما كان يُحاصر قلاع الحشَّاشين، فأرسل إليه يطلب منه أن يمُدُّه بِقُوَّةٍ عسكريَّةٍ تُعاونه في القضاء على هذه الطائفة. استشار الخليفة مُستشاريه وأركان حربه، فنصحوه بِعدم الإقدام على هذا العمل، لِأنَّ هولاكو يُريد بِهذه الوسيلة إفراغ بغداد من المُدافعين عنها حتَّى يسهل عليه الاستيلاء عليها عندما يُهاجمها، فوافق على رأيهم وامتنع عن إرسال المدد إلى هولاكو. ولمَّا فرغ القائد المغولي من القضاء على الحشَّاشين، أرسل إلى الخليفة رسالة عتاب تتضمَّن تهديدًا ووعيدًا لامتناعه عن إرسال المدد المطلوب، وطالبه بِأن يهدم حُصُون بغداد وأسوارها ويردم خنادقها، وأن يأتي إليه بِشخصه ويُسلِّم المدينة له، وأوصاه بأن يستجيب حتَّى يحفظ مركزه ومكانته ويضمن حُريَّته وكرامته، وإن أبى واستكبر فسيحلُّ بِأهله وبلاده الدمار والخراب، ولن يدع أحدًا حيًّا في دولته. ردَّ الخليفة بِالرفض الذي اتَّسم بِالتهديد والوعيد، ظنًّا منه أنَّ ذلك سوف يُثني هولاكو عن عزمه، ويجعله يُفكِّر مليًّا قبل أن يُقدم على خطوته، كما يبدو أنَّه اعتقد بإمكانيَّة تلقِّي المُساعدة من السلاطين والأُمراء المُسلمين في الشَّام ومصر والأناضول، غير أنَّ هذا لم يحصل لانشغال قسمٍ من هؤلاء الأُمراء والسلاطين بِمُشكلاتهم الداخليَّة وخوف بعضهم الآخر من جبروت المغول. وكان من الطبيعيّ ألَّا تُجدي تلك التهديدات التي وجَّهها الخليفة لِهولاكو، بل على العكس، كان لها أسوأ الأثر في نفس القائد المغولي، ما دفعهُ على الزحف باتجاه بغداد. وعلى أثر ذلك أصدر هولاكو أوامره بِأن تتحرَّك الجُيُوش من أطراف الأناضول عن طريق أربيل والموصل مُتجهةً نحو بغداد لِتُحاصرها من الجهة الغربيَّة، وتنتظر حتَّى تصل إليهم جُيُوش هولاكو من الناحية الشرقيَّة. حوصرت بغداد يوم 13 مُحرَّم 656هـ المُوافق فيه 20 كانون الثاني (يناير) 1258م، واستمرَّ الحصار قائمًا حتَّى آخر الشهر الهجري، وكان المغول خِلال ذلك يضربون المدينة بقذائف المناجيق ويقتحمون الأسوار حتَّى استولوا على القسم الشرقي. أحسَّ الخليفة بِالخطر، وأنَّ الأمر قد خرج من يديه؛ فسعى في التوصُّل إلى حلٍّ سلميٍّ مع هولاكو، لكنَّ جُهُوده باءت بِالفشل؛ فاضطرَّ إلى الخُرُوج من بغداد وتسليم نفسه وعاصمة الخلافة إلى هولاكو دون قيدٍ أو شرط، وذلك في يوم الأحد 4 صفر 656هـ المُوافق فيه 10 شُباط (فبراير) 1258م، ومعه أهله وولده بعد أن وعده هولاكو بالأمان. عندئذٍ دخل الجُنُود المغول إلى المدينة وعاثوا فيها مُدَّة أُسبُوع، فهدموا معالمها واستولوا على الأموال والكُنُوز والتُحف النادرة، وأتلفوا عددًا كثيرًا من الكُتُب القيِّمة في مكتباتها، وأهلكوا كثيرًا من رجال العلم فيها، وهلك في نحو أربعين يومًا ثمانون ألفًا من سُكَّان بغداد.(2) وانتهت هذه الأحداث بِقتل الخليفة المُستعصم ومعه ابناه وخمسة من رجاله المُخلصين الذين بقوا معه.
وبعد أن فرغ هولاكو من الاستيلاء على بغداد تأذَّى من عُفُونة جوِّها بسبب تكدُّس الجُثث في الطُرقات والأزقَّة، فغادرها إلى خانقين، بعد أن نظَّم شًؤونها، ومن ثُمَّ تراجع إلى بعض نواحي خُراسان، واختار مدينة مراغة الواقعة في شماليّ أذربيجان عاصمةً لِمُلكه، وكان يُفضِّل الإقامة في إقليم بُحيرة أرومية، فكلَّف الملك مجد الدين التبريزي بِبناء قصرٍ عالٍ شديد الإحكام، على جبلٍ يقع على ساحل البُحيرة، ونقل إليه الخزانة التي تحوي الغنائم والأموال والنفائس التي أُخذت من بغداد وقلاع الحشَّاشين والروم والكرج والأرمن وغيرها من البلاد، وأرسل إلى أخيه منكو كثيرًا من التحف والأموال التي غنمها. وكان قد وزَّع أعمال بغداد على رجاله، فعيَّن ابن العُلقُمي وزيرًا، وفخر الدين الدامغاني صاحبًا لِلديوان، ونظام الدين الينجدهي قاضي القُضاة، وهي وظائفهم السابقة نفسها، ويُساعدهم في الإدارة عدد من أعيان المدينة، كنجم الدين بن الدربوس وابن الدوَّامي وابن المخرمي، كما عيَّن عليّ بهادُر على شحنة(3) بغداد. وقد ضجَّ العالم الإسلامي لِسُقُوط بغداد واهتزَّ الحُكَّام المُسلمون في المناطق المُجاورة لِهذا الحدث الجلل. وقد حكم الإلخانيون بغداد مدة 82 سنة، من عام 656هـ حتى عام 738هـ.

### غزو الشَّام

خريطة تُوضح غزوات المغول لِلشَّام وأماكنها.

لم يتوقَّف هولاكو طويلًا في مراغة، بل إنَّهُ سُرعان ما أمر بِالتوجُّه إلى الشَّام مُنتهزًا فُرصة أوضاعها المُتردية، تدفعهُ نشوة النصر إلى التقدُّم والمُتابعة. وكان هولاكو قد أرسل، أثناء حصار بغداد، فرقة عسكريَّة بِقيادة أريق نوين، استولت على أربيل، من ثَمَّ أشرف المغول على البلاد الشَّاميَّة، التي كانت آنذاك تحت سيادة ثلاث قوى هي: المُسلمين المُتمثلين بِالسلاطين والأُمراء الأيُّوبيين، والصليبيين، والأرمن في قيليقية. أمَّا السلاطين والأُمراء المُسلمون، فقد حكموا مُدن ميافارقين، وحصن كيفا، والكرك، وحلب، وحِمص، وحماة، ودمشق، إلَّا أنَّهم افتقروا إلى رابطةٍ اتحاديَّة، فكان كُل أميرٍ يعمل مُستقلًّا عن الآخر، ما أضعف قُوَّتهم أمام المغول. أمَّا الصليبيُّون الغربيُّون فقد وقفوا موقف المُتردد من المغول باستثناء بوهيموند السادس أمير أنطاكية، الذي انضمَّ إلى الحركة المغوليَّة وأيَّدها واعترف بِسُلطان هولاكو على إمارته سنة 1260م، يدفعه إلى ذلك مُصاهرته لِلملك الأرمني حيطوم الأوَّل، الذي كان حليفًا لِلمغول ويُشجعهم على قتال المُسلمين والقضاء عليهم، وسبق له أن سافر بِنفسه إلى قراقورم لِتقديم فُرُوض الطاعة والولاء لِلخاقان الأكبر. كان الناصر يُوسُف بن مُحمَّد الأيُّوبي، صاحب دمشق وحلب آنذاك، أقوى الأُمراء الأيُّوبيين، وقد أوجس خيفةً من التقدُّم المغولي، وقدَّر أنَّ هولاكو وجُنُوده سوف يستولون على الشَّام إن عاجلًا أو آجلًا، وأنَّ بلاده لن تجد من يحميها من المغول أو من مماليك مصر (الذين خلفوا الأيُّوبيين في حُكم مصر وتطلَّعوا إلى ضم الشَّام تحت جناحهم)، لِذلك أرسل ابنه العزيز مُحمَّد إلى هولاكو يحمل الهدايا والتحف، ويُقدِّم الخُضُوع والولاء، ويطلب منه مُساعدةً عسكريَّة لاستعادة مصر من أيدي المماليك. ويبدو أنَّ هولاكو شكَّ في إخلاص الناصر، لأنَّهُ لم يحضر إليه بِنفسه لِيعرض ولائه وتبعيَّته، ثُمَّ يطلب تحالفه ضدَّ المماليك في مصر، لِذلك أرسل إليه رسالة يأمره فيها بِضرورة المجيء إليه وتقديم الخُضُوع من دون قيدٍ أو شرط. والرَّاجح أنَّ الناصر لم يكن مُستعدًا لِلذهاب أبعد من ذلك، وأن يرتبط بِعهدٍ وثيقٍ مع المغول الذين وجد نفسه ضعيفًا أمام جحافلهم، فاتصل بِالمماليك وطلب منهم الصُلح والمُساعدة. 

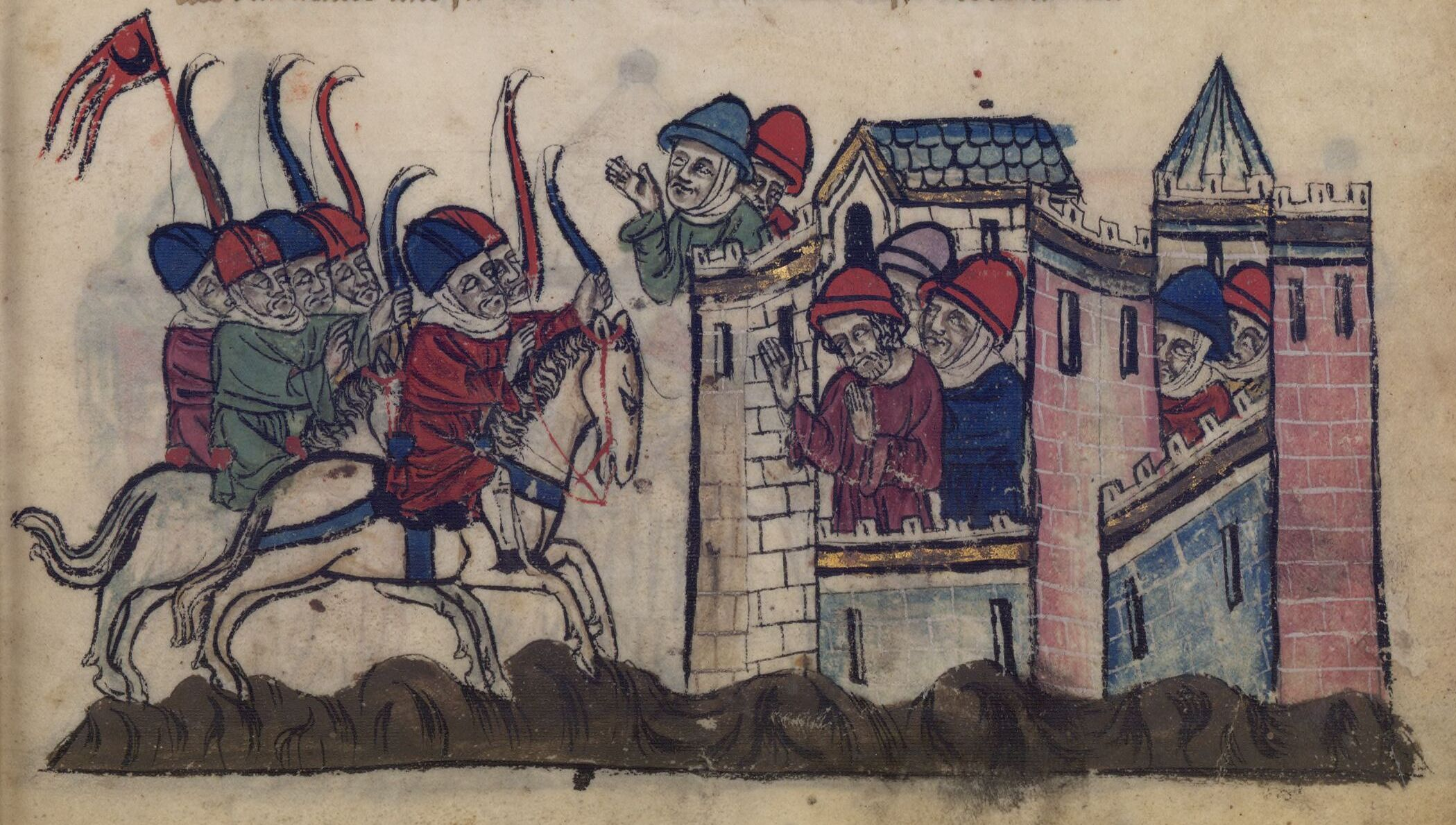
مُنمنمة أوروپيَّة من كتابِ إفرنجي بِعنوان «زهرة القصص الشرقيَّة» تُصوِّر حصار المغول لِمدينة صيدا (الخاضعة لِلصليبيين آنذاك) سنة 1260م أثناء اجتياحهم الشَّام.

قاد هولاكو جيشه في سنة 657هـ المُوافقة لِسنة 1259م باتجاه حلب للاستيلاء عليها، وأرسل قسمًا من جيشه بِقيادة ابنه «يشموط» فاستولى على ميافارقين وقتل صاحبها الأمير الكامل مُحمَّد الأيُّوبي، كما استولى على مُدن الجزيرة الفُراتيَّة وديار بكر، مثل ماردين ونصيبين وحرَّان والرُّها والبيرة وحارم، ووصل إلى أسوار حلب في 2 صفر 658هـ المُوافق فيه 18 كانون الثاني (يناير) 1260م، بعد أن عبر نهر الفُرات، ولحق به ابنه يشموط، وحاصر المدينة. كان الجيش المغولي كثير العدد بحيث شغل المساحة المُمتدَّة من قرية المسلميَّة (على بُعد 20 كيلومترًا من حلب) إلى حيلان (على بُعد 7 كيلومترات من حلب)، كما تلقَّى مُساعدةً من حيطوم الأوَّل ملك قيليقية الأرمنيَّة وبوهيموند السادس أمير أنطاكية، وتمكَّن المغول من الاستيلاء على المدينة في شهر صفر المُوافق لِشهر كانون الثاني (يناير) من السنة سالِفة الذِكر، وغدروا بِأهلها بعدما أعطوهم الأمان وقتلوا منهم خلقًا كثيرًا. وزحف هولاكو نحو دمشق، ففرَّ منها الناصر يُوسُف بعدما أدرك أنَّهُ عاجز عن مواجهة المغول مُنفردًا، واتَّجه إلى غزَّة لِيحتمي بِالسُلطان المملوكي سيف الدين قُطُز، ولمَّا شعر سُكَّان دمشق أنَّهم أضحوا بلا حامٍ يحميهم ويُدافع عنهم، واعتبروا ممَّا حلَّ بِالمُدن التي قاومت المغول، من دمارٍ وخرابٍ ومذابح، قرَّروا تسليم مدينتهم لِهولاكو، فأرسل إليهم القائد كتبغا الذي استلم المدينة من أعيانها وسلَّمهم كتاب الأمان من هولاكو. لكن رُغم ذلك، امتنعت قلعة المدينة على كتبغا وقاومت جُنُوده وصمدت حتَّى 21 جُمادى الأولى 658هـ المُوافق فيه 3 أيَّار (مايو) 1260م، غير أنَّها سلمت من التهديم لالتماس أعيانها لديه.

### معركة عين جالوت ووقف الزحف المغولي

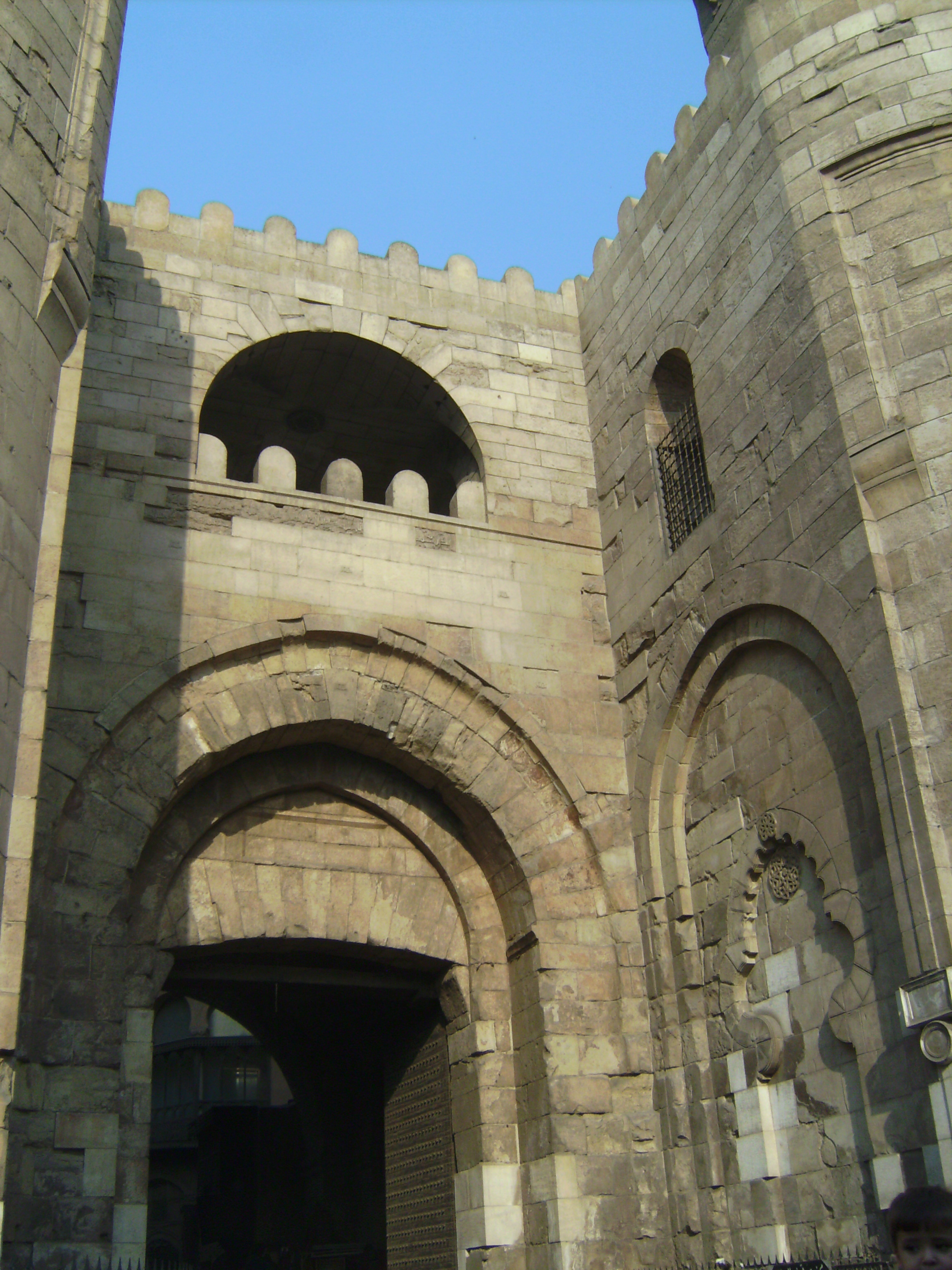
باب زويلة في القاهرة، حيثُ عُلِّقت رُؤوس الرُسل المغول الذين حملوا رسالة التهديد والوعيد إلى السُلطان المملوكي سيف الدين قُطُز.

بعد سُقُوط البلاد الشَّاميَّة، لم يبقَ خارج نطاق حُكم المغول من العالم الإسلامي في الشرق الأدنى سوى الديار المصريَّة والحجازيَّة واليمنيَّة، وكان هولاكو قد وجَّه في سنة 658هـ المُوافقة لِسنة 1260م، وهو في الشَّام، إنذارًا إلى السُلطان المملوكي في القاهرة سيف الدين قُطُز، يطلب منه الاستسلام، ويُذكِّره بِأنَّ المغول استولوا على كافَّة البلاد، ولم تستطع أي قُوَّةٍ الوُقُوف في وجههم. ومِمَّا قاله: «... يَعلَمُ المَلِكُ المُظَفَّرُ قُطُز وَسَائِرَ أُمَرَاءَ دَوْلَتِهِ وَأَهلَ مَملَكَتِهِ بِالدِّيَارِ المِصْرِيَّةِ وَمَا حَوْلَهَا مِنَ الأَعمَالِ، أَنَّا نَحنُ جُندَ الله فِي أَرضِهِ، خَلَقَنَا مِن سَخطِهِ وَسَلطِهِ عَلَى مَن حَلَّ بِهِ غَضَبِهِ... فَاتَّعِظُوا بِغَيْرِكُمُ.. فَنَحْنُ لَا نَرْحَمُ مَن بَكَى وَلَا نَرُقُّ لِمَن شَكَى...» وختم رسالتهُ بِقصيدةٍ جاء في مطلعها:

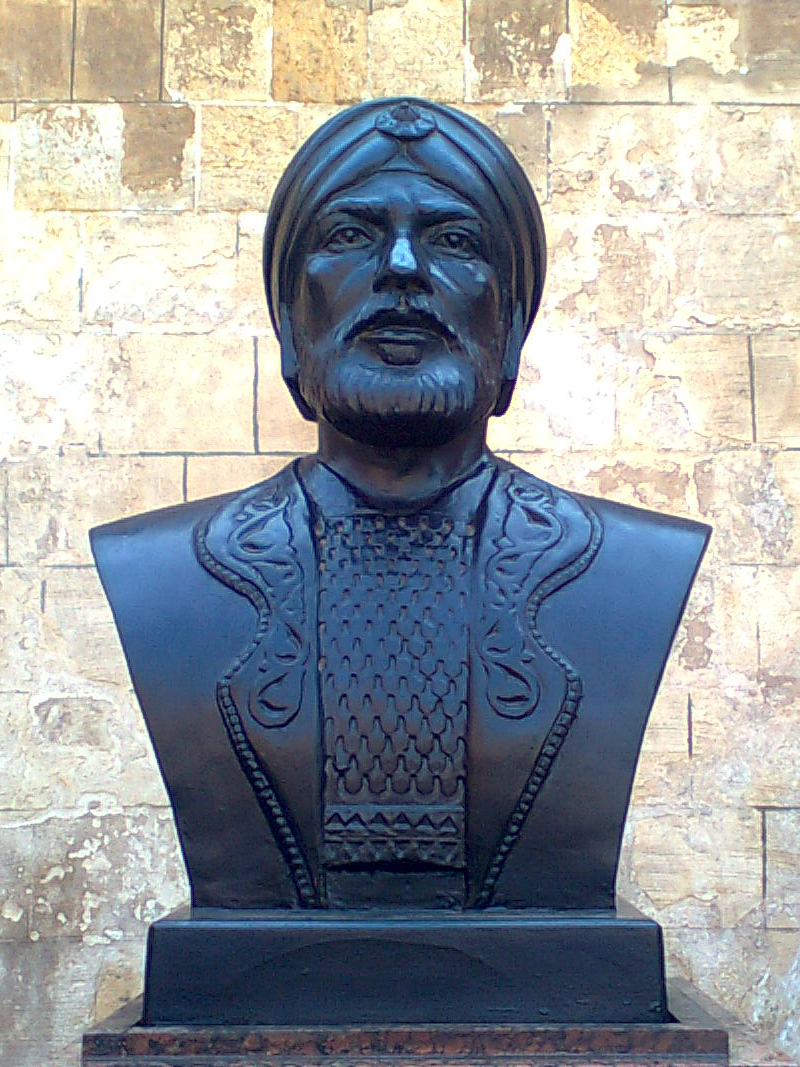
تمثالٌ نصفيّ لِسيف الدين قُطُز، معروضٌ في قلعة صلاح الدين الأيُّوبي بِالقاهرة.

عقد قُطُز اجتماعًا عاجلًا مع أُمراء المماليك وقادة الجُيُوش لِتدارس الموقف، وتمخَّض الاجتماع عن قرارٍ يقضي بِرفض الإنذار المغولي وقتل رُسُل هولاكو الذين حملوا الرسالة إلى مصر، فأُعدموا وعُلِّقت رُؤوسهم على باب زويلة، فكانت أوَّل من عُلِّق على باب زويلة من رُؤوس المغول. والواقع أنَّ قُطُز وأُمراء المماليك تشجَّعوا لِلرد بِهذه الطريقة على المغول بعدما غادر هولاكو الشَّام على عجلٍ عائدًا إلى قراقورم ما أن بلغه وفاة الخاقان الأكبر منكو وبُرُوز صراع على السُلطة بين أخويه (أي أخويّ هولاكو) قوبلاي وأريق بوقا، فأراد أن يُنافسهما على الزعامة المغوليَّة، مُعتقدًا أنَّهُ سوف يُنتخب خاقانًا أعظم نظرًا لِأهميَّة توسُّعاته. وسحب هولاكو معه مُعظم جيشه، وأبقى في المنطقة حوالي عشرة آلاف جُندي بِقيادة كتبغا. أضحى كتبغا يحكم الشَّام بِقُوَّةٍ قليلة العدد نسبيًّا ما أتاح بصيصًا من الأمل لِلمماليك الذين أثارهم توغُّل المغول في فلسطين، يُضاف إلى ذلك، فقد عُرف عن كتبغا تقرُّبه من النصارى، لا لأنَّهُ يُدين بِالمسيحيَّة فحسب، بِل لِأنَّهُ أدرك أيضًا أهميَّة قيام تحالف مغولي - مسيحي في الشرق الأدنى يقف في وجه الإسلام والمُسلمين. لكنَّ الصليبيين النازلين في عكَّا كانوا قد نفضوا أيديهم من الحلف مع المغول آنذاك بعدما تخوفوا منهم ومن جبروتهم، لِذلك اعتبر قُطُز والأُمراء والقادة المُسلمين في مصر أنَّ الفُرصة أصبحت مؤاتية ليس لِلوُقُوف في وجه المغول فحسب، بل والانتصار عليهم أيضًا.

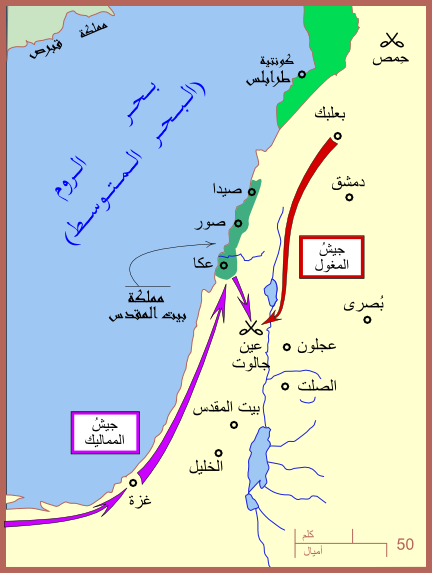
خريطة تُوضح مسيرة الجيشين الإسلامي والمغولي حتى التقائهما في عين جالوت.

دعا قُطُز الناس إلى الجهاد، ثُمَّ أخذ يعمل على حشد الجُيُوش وجمع الأموال اللَّازمة لِلإنفاق عليها، بِفرض ضرائب جديدة ومُختلفة على سُكَّان مصر والقاهرة، وأقنع الأُمراء المُعارضين لِلحرب بالاشتراك في التعبئة والقتال، كما تمكَّن من استقطاب وحدات جيش الملك الناصر يُوسُف الأيُّوبي من الأُمراء الناصريين والشهرزوريين الذين هجروا بلادهم وانتقلوا إلى الشَّام هربًا من هولاكو، عندما وصلوا إلى غزَّة، كما ضمَّ إلى قُوَّاته من تبقَّى من القُوَّات الخوارزميَّة وقُوَّات أمير الكرك الأيُّوبي. أرسل قُطُز أمير جُيُوشه بيبرس البُندقداري، في أوائل شهر شعبان سنة 658هـ المُوافق فيه شهر تمُّوز (يوليو) سنة 1260م، قاصدًا غزَّة لِدراسة الموقف على الأرض، في الوقت الذي كان كتبغا قد أقام حاميةً عسكريَّةً مغوليَّةً في المدينة وعسكر هو بِالقُرب من بعلبك. اصطدم بيبرس بِالحامية وأجلاها عن غزَّة، وطارد أفرادها حتَّى نهر العاصي، وتجهَّز كتبغا على الفور، عندما بلغته أنباء تحرُّك المماليك، لِلمسير إلى وادي نهر الأُردُن، غير أنَّ ما حدث من نُشُوب ثورةٍ في دمشق ضدَّ الحُكم المغولي، أخَّر تقدُّمه، ما أعطى الفُرصة لِلمُسلمين بِبدء التحرُّك. وخرج قُطُز من مصر مُتوجهًا إلى فلسطين في شهر رمضان المُوافق فيه شهر آب (أغسطس) مُتخذًا الطريق الساحليّ المار بِعكَّا، وعلِم وهو في المدينة سالِفة الذِكر، أنَّ القائد المغولي عبر نهر الأُردُن باتجاه الجنوب الشرقي مُجتازًا الناصرة، ومُدعمًا بِقُوَّاتٍ أرمنيَّة وكرجيَّة، ووصل إلى سهل عين جالوت. وعقد السُلطان المملوكي مجلسًا حربيًّا لِتحديد خطَّة خوض المعركة، فجمع الأُمراء وحضَّهم على قتال المغول، وذكَّرهم بما وقع بِأهل الأقاليم من القتل والسبي والدمار، وحثَّهم على عدم التهاون في مُحاربتهم، فأثار حماسهم وألهب مشاعرهم، فصمَّموا على التفاني في الجهاد إلى آخر رمق. تحرَّك الجيش الإسلامي باتجاه نهر الأُردُن يوم 25 رمضان 658هـ المُوافق فيه 3 أيلول (سپتمبر) 1260م، وتقدَّم بيبرس فسبق قلب الجيش ووصل إلى عين جالوت، وأخذ يُناوش الجيش المغولي حتَّى لحق به قُطُز. أعدَّ الأخير كمينًا لِلمغول بِأن أخفى قُوَّاته الرئيسيَّة خلف التلال القريبة، ولم يعرض لِلعدو إلَّا مُقدمة جيشه التي قادها بيبرس، ووقع كتبغا في الفخ عندما حمل بِكُل رجاله على المُقدمة المملوكيَّة التي شاهدها أمامه، فأسرع بيبرس في التقهقر إلى التلال المُجاورة، حسب الخطَّة الموضوعة، فطارده كتبغا لِيجد نفسه قد طُوِّق وجيشه تطويقًا كاملًا، وانقضَّ عليهم المُسلمون وأمعنوا فيهم تقتيلًا، حتَّى أُبيد الجيش المغولي عن بُكرة أبيه، ووقع كتبغا في الأسر، فقتلهُ قُطُز وطيف بِرأسه في البلاد. ما إن وصلت أنباء انتصار المُسلمين في عين جالوت إلى دمشق حتَّى قام المُسلمون فيها بالانتقام من الذين تعاونوا مع المغول، وفي مُقدمتهم جماعة من المسيحيين من أهل البلد، وأحد العُلماء الشوافع الذي كان يميل إلى مذهب الشيعة، يُقال له الفخر مُحمَّد بن يُوسُف بن مُحمَّد الكنجي، وكان قد عاون المغول في تخليص وأخذ أموال الغائبين من أهالي دمشق لمَّا دخلها كتبغا، وتقرَّب إلى زُعمائهم. ثُمَّ حدث أن تابع قُطُز زحفه نحو دمشق ودخلها بعد خمسة أيَّام، فاستُقبل فيها استقبالًا حارًّا، وأعلن وحدة الشَّام ومصر مُجددًا، كما كان الحال زمن السُلطان صلاح الدين الأيُّوبي.

### الوضع السياسي لِلإلخانيَّة بعد وفاة منكو خان
تختلف المصادر المغوليَّة - الفارسيَّة، والمملوكيَّة، في توصيف الوضع السياسي لِلمغول الإلخانيين ووضع هولاكو الدقيق، بعد وفاة الخاقان منكو. فلدى وصف شُرُوط مُهمَّته يستخدم مُؤرِّخ الإلخانيين رشيد الدين فضل الله الهمذاني لُغةً شديدة التحفُّظ، فذكر أنَّ منكو خان تعمَّد، بينه وبين نفسه، إبقاء أخيه في إيران وجعل الحُكم فيها وراثيًّا في ذُريَّته من بعده، ولكنَّهُ تظاهر بِالإيعاز إليه بِالعودة إلى مغولستان بعد إنجاز مُهمَّته، وهي الاستيلاء على العراق والشَّام ومصر، ولا يوجد أي دليل آخر على وُجُود مثل هذا الهدف لدى منكو. بِالمُقابل، تُؤكِّد المصادر المملوكيَّة، على النقيض من ذلك، أنَّ هولاكو ما لبث في إحدى المُنعطفات بعد سُقُوط بغداد، أن نصَّب بفسه حاكمًا لِلإقليم، وأنَّ اتخاذه لقب «إلخان - إيلخان»، الذي توارثته ذُريَّته من بعده، لم يكن معروفًا أو ثابتًا قبل سنة 658هـ المُوافقة لِسنة 1260م. ويبدو أنَّ هولاكو أفاد من اندلاع الصراع على السُلطة في الشرق الأقصى لِيتحوَّل من قائدٍ أعلى لِلجُيُوش المغوليَّة في إيران إلى حاكمٍ لِأُمَّةٍ (أولوس بِالتعبير المغولي)، على غرار أقربائه حُكَّام خانية جغتاي وخانية القبيلة الذهبية، حاصلًا على الشرعيَّة المطلوبة من قوبلاي خان، الخاقان الأعظم الجديد.

### حرب مغول القبيلة الذهبيَّة

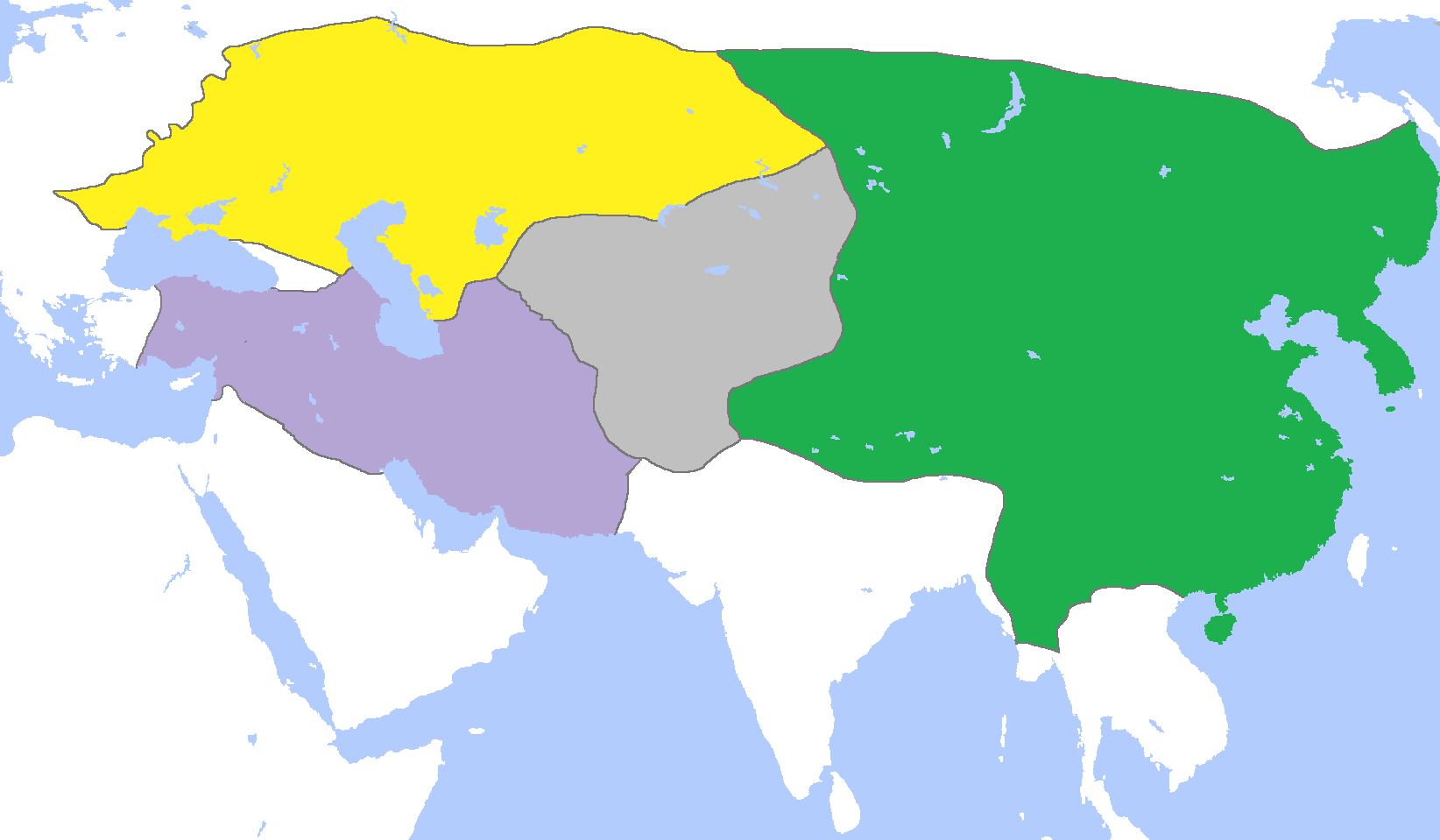
الدُول التي تكوَّنت منها إمبراطوريَّة المغول، منها خانيَّة القبيلة الذهبيَّة (الصفراء) وإلخانيَّة فارس (البنفسجيَّة).

شكَّلت وفاة منكو خان وتربُّع قوبلاي على العرش بداية تصدُّع وحدة إمبراطوريَّة المغول وظُهُور بُذور الشقاق والخلاف بين حُكَّام الأقاليم الشاسعة التي كوَّنت تلك الإمبراطوريَّة، الذين سعى كُلٌ منهم إلى الاستقلال بما تحت يديه من بلاد. وفي الحقيقة فإنَّ العلاقة العدائيَّة بين إلخانيَّة إيران وخانيَّة القبيلة الذهبيَّة تفجَّرت على أثر النزاع الذي نشب بين قوبلاي وأريق بوقا، عقب وفاة الخاقان الأعظم منكو، وسار النزاعان مع بعضهما في خطٍ مُوازٍ. فقد طمع هولاكو بِضمِّ بلاد القفجاق، التي تُشكِّل أغلب أنحاء خانيَّة القبيلة الذهبيَّة، بعد وفاة صرتق خان بن باتو، حاكم الخانيَّة سالِفة الذِكر، سنة 652هـ. ومن جهته، عدَّ بركة خان، الذي تولَّى عرش القبيلة الذهبيَّة، أنَّ مدينتيّ تبريز ومراغة كانتا من نصيب والده جوجي خان استنادًا إلى التقسيم الذي أجراه جنكيز خان، ولكنَّ هولاكو ضمَّهما إلى أملاكه، كما ضمَّ أرَّان وأذربيجان مع أنهما كانتا من إرث جوجي. وكان بركة خان قد اعتنق الإسلام سنة 650هـ بعدما التقى في مدينة بُخارى مع أحد عُلماء المسلمين واسمه نجم الدين مُختار الزاهدي،(4) واستفسر منه عن الدين الإسلاميّ وطلب منه أن يُؤلِّف لهُ رسالة تُؤيِّد بِالبراهين رسالة الإسلام، وتوضح بُطلان عقائد المغول وترد على المُخالفين والمُنكرين لِهذا الدين، فألَّف لهُ كتاب الرسالة الناصريَّة في النُبُوَّة والمُعجزات، فكان هذا سببًا في إسلام بركة، وتحوُّله إلى ناصرٍ لِلمُسلمين في دولته، ومُدافعًا عن قضاياهم، في الوقت الذي ظلَّ فيه هولاكو على الوثنيَّة، وعطف على المسيحيين مُتأثرًا بِزوجته المسيحيَّة دوقوز خاتون. وقد رفض بركة خان منطق الحملة التي شنَّها هولاكو على بغداد وما تبعها من نتائج على الرُغم من اضطراره إلى إرسال فرقةٍ عسكريَّةٍ اشتركت مع الجيش المغولي في الحملة على العراق، غير أنَّهُ أقدم على خُطوةٍ مُعبِّرة بعد انتهاء مُهمَّة الحملة تجلَّت في القرار الذي اتخذه بِسحب فرقته العسكريَّة وإرسالها إلى القاهرة لِدعم المماليك، مُشكلًا اتحادًا غير مُتوقَّع، ولِأوَّل مرَّة، مع قُوَّةٍ أجنبيَّةٍ ضدَّ إخوانه المغول، الأمر الذي سهَّل انتصار المُسلمين في معركة عين جالوت، هذا في الوقت الذي تشدَّد فيه هولاكو في مُساندته لِلنصارى. وقد أدَّى هذا التقارب بين المماليك ومغول القفجاق إلى مُعاداتهم لِمغول فارس. بِالإضافة إلى ذلك، كانت شواطئ بحر البنطس (الأسود) الشماليَّة تُشكِّلُ مراكز تصدير الرقيق الأبيض إلى مصر، الأمر الذي أمَّن استمرار تدفُّق القُوَّة البشريَّة والعسكريَّة لِلنظام المملوكي، وقد أدرك هولاكو هذا الأمر وطالب بركة خان بوقف بيع المماليك إلى مصر، فلَم يلقَ طلبه آذانًا صاغية. وشكَّل امتناع هولاكو عن إرسال خُمس الغنائم التي يحصل عليها، والتي كان جنكيز خان قد قرَّرها لِأُسرة جوجي، عاملًا آخر لِدفع النزاع بين مغول إيران ومغول القفجاق باتجاه الصدام.

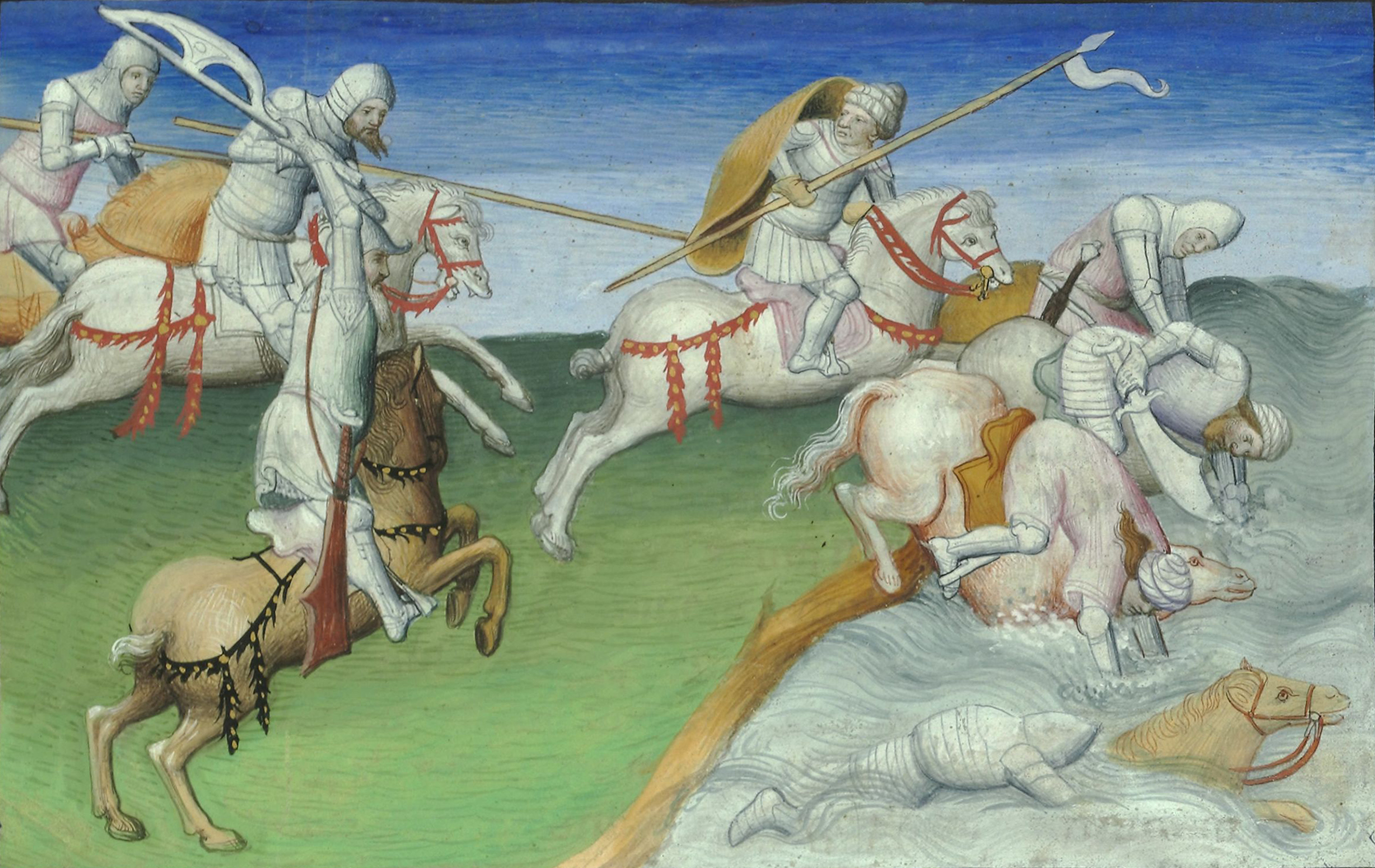
رسمٌ أوروپيّ يُصوِّرُ واقعة نهر ترك بين مغول القفجاق والإلخانيين.

أرسل بركة خان في سنة 660هـ المُوافقة لِسنة 1262م جيشًا كبيرًا مُؤلَّفًا من ثلاثين ألف مُقاتل بِقيادة قريبه «نوقاي»، لِمُحاربة هولاكو، فعبر باب الأبواب وعسكر في ظاهر شروان. فلمَّا بلغ هولاكو ذلك خرج من مصيفه في ألاطاغ على رأس جيشٍ مُؤلَّف من فرقٍ عسكريَّةٍ من مُختلف أنحاء الإلخانيَّة، وجعل على طليعته شيرامون بن جُرماغُون، ولمَّا وصل إلى حُدُود شروان تصدَّى لهُ نوقاي وهزمه وقتل كثيرًا من أفراد طليعته وعاد إلى مُعسكره مُنتصرًا. عند هذه المرحلة من المُواجهات أرسل هولاكو مددًا لِقُوَّاته المُقاتلة بِقيادة ابنه أباقا، فهاجم قُوَّات نوقاي وانتصر عليها، مما أتاح لِقُوَّات هولاكو أن تتقدَّم إلى شماخى وسيطرت عليها، في شهر مُحرَّم 661هـ المُوافق فيه شهر تشرين الثاني (نوڤمبر) 1262م، وتابعت زحفها نحو باب الأبواب، فاصطدمت بِقُوَّات نوقاي وأزاحتها عن مواقعها، وعبرت باب الأبواب وطاردتها داخل أراضي القبيلة الذهبيَّة، وتوغَّلت فيها مسافة خمسة عشر يومًا من دون أن تُصادف مُقاومة. ويبدو أنَّ لِذلك علاقة بِمدى ما خطَّط له بركة من واقع السماح لِقُوَّات عدُوِّه أن تتوغَّل في أراضيه قبل أن ينقض عليها. وإذ اعتقد هولاكو أنَّهُ سيطر على بلاد عدوُّه، أرسل ابنه أباقا على رأس قُوَّاتٍ عسكريَّةٍ كبيرة لِيُغير على منازل السُكَّان، فعبر نهر ترك في شهر جُمادى الأولى 661هـ المُوافق فيه شهر آذار (مارس) 1263م، ففاجأه بركة عند النهر وانتصر عليه. ولم يستطع أباقا سوى النجاة بِنفسه مع قلَّة من فُلُول جيشه في حين سقط الآخرون قتلى تحت ضربات السُيُوف، أو غرقًا في نهر ترك. لم يتحمَّل هولاكو، الذي كان في تبريز، آثار تلك الهزيمة، وقد أثَّرت على معنويَّاته، فأقدم على قتل جميع تُجَّار عدُوِّه الذين كانوا في بلاده. ولمَّا نظر بركة خان كثرة القتلى في هذا الصراع قال: «يَعِزُّ عَلَيَّ أَن يَقتُلَ المَغُولُ بَعضَهُم بِعضًا، وَلَكِن كَيفَ الحِيلَةُ فِيمَن غَيَّرَ سُنَّةَ جَنكِيز خَان».

### مُحاولة التحالف المغولي المسيحي

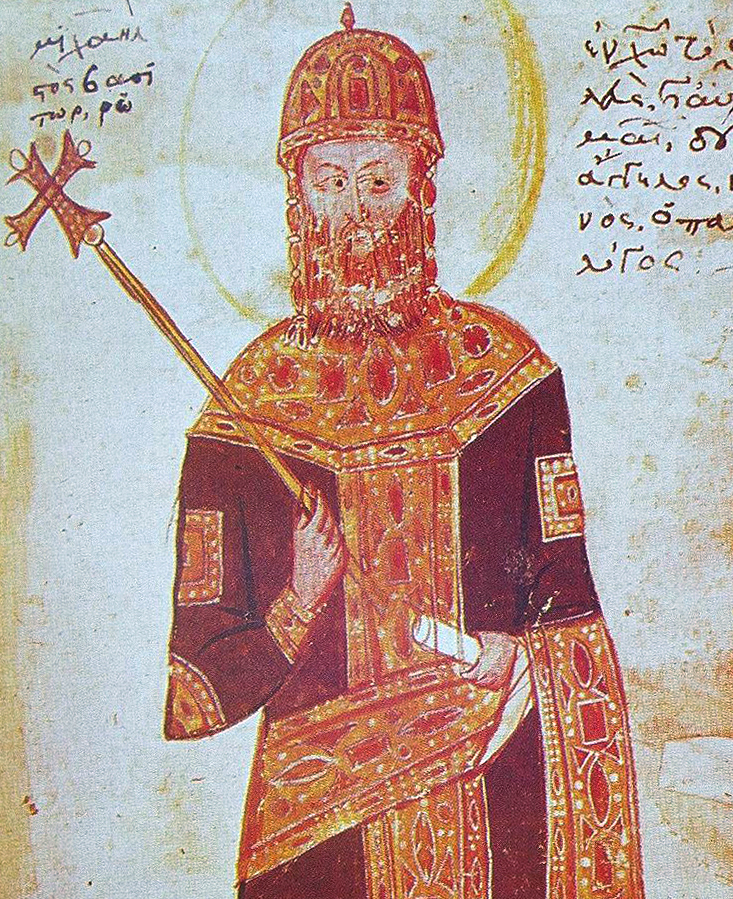
قيصر الروم الإمبراطور ميخائيل الثامن پاليولوگ، حليف المغول في صراعهم ضدَّ المُسلمين.

بعد هزيمته القاسية على يد المُسلمين في معركة عين جالوت وانكساره على يد مغول القفجاق، سعى هولاكو إلى التحالف مع النصارى الغربيين والشرقيين ضدَّ المُسلمين، فاتصل بِالصليبيين في عكَّا عارضًا عليهم التعاون، وأرسل هؤلاء عدَّة نداءات بِدورهم إلى الغرب الأوروپي تحث البابويَّة ومُلُوك أوروپَّا الغربيَّة على التعاون مع الإلخان المغولي. ويبدو أنَّ الغرب الأوروپي، من واقع تجاربه السابقة في التعاون مع المغول التي باءت جميعها بِالفشل، لم يعد يثق بِهؤلاء، لِذلك لم يُعر اهتمامًا جديًّا بِتلك النداءات، هذا على افتراض أنَّ الغرب الأوروپي كان لديه القُوَّة والقيادة المُوحَّدة التي تجعله يُرحِّب بِالتحالف مع مغول فارس. وفي سنة 660هـ المُوافقة لِسنة 1262م، أرسل هولاكو سفارةً إلى الغرب تحملُ رسائل إلى البابا أوربان الرابع وملك فرنسا لويس التاسع، غير أنَّ ملك صقلية مانفريد هوهنشتاوڤن، المُعادي لِلبابا، قبض على أعضاء السفارة وصادر الرسائل. والواضح أنَّ هولاكو كرَّر في رسائله توجُّهات المغول بِالسيادة العالميَّة، وأنَّ على كُل شخص، بمن فيهم البابا وملك فرنسا، الخُضُوع لِإمرة المغول. وكان أحد أعضاء السفارة المغوليَّة يُدعى يُوحنَّا المجري، فاستطاع الفرار، ووصل إلى البابا أوربان الرابع وأطلعه على مضمون الرسائل وهدف السفارة.
ورأى هولاكو في التحالف مع النصارى الشرقيين، وبِخاصَّةً البيزنطيين، الوسيلة التي تُمكِّنهُ من إحكام قبضته على سلاجقة الروم في الأناضول، وعاملًا مُساعدًا في حربه مع المماليك، واعتقد أنَّ التقارب الأُسري بين البيتين المغولي والبيزنطي يُعدُّ خُطوةً تمهيديَّةً لِلوُصُول إلى هذا التحالف، لِذلك أجرى مُباحثات مع الإمبراطور البيزنطي ميخائيل الثامن پاليولوگ من أجل اختيار فتاة من الأُسرة الحاكمة لِيتزوَّج بها. وقد توافقت مصلحة الإمبراطور القاضية باكتساب صداقة المغول، بِوصفهم دولة كُبرى في المنطقة، وتعزيز النُفُوذ المسيحي في البلاط المغولي، مع تطلُّعات الإلخان. واختار ميخائيل ابنته غير الشرعيَّة ماريَّة لِتحظى بِهذا الشرف، ورافقها البطريرك يوثيميوس الأنطاكي (أو ثيودوسيوس دي ڤيلهاردوين) إلى تبريز. وفي هذه الفترة كان البابا قد أرسل كتابًا إلى هولاكو حثَّهُ فيه على اعتناق المسيحيَّة لِما في ذلك من فائدةٍ دُنيويَّة من واقع تأييد الله له ومنحه القُوَّة لِلوُقُوف في وجه المُسلمين، وفائدة أُخرويَّة تضمن لهُ المجد الخالد في الآخرة. وصل خطاب البابا إلى هولاكو وهو في أواخر حياته، وكانت استعداداته للثأر من هزيمته أمام مغول القبيلة الذهبيَّة، بِالإضافة إلى مُشكلاته الداخليَّة، سببًا في عدم ردِّه على خطاب البابا، ثُمَّ تُوفي بعد ذلك بِقليل، وكانت ماريَّة بنت ميخائيل قد وصلت في غُضون ذلك إلى تبريز لِتكتشف وفاة الإلخان، فبادرت بِالزواج من ابنه وخليفته أباقا، وقد عُرفت باسم «دسپينة خاتون»، ووجد فيها النساطرة المغول حاميًا جديدًا لهم بعد أن تُوفيت دوقوز خاتون، زوجة هولاكو النسطوريَّة.

### الصراع مع القوى المُجاورة

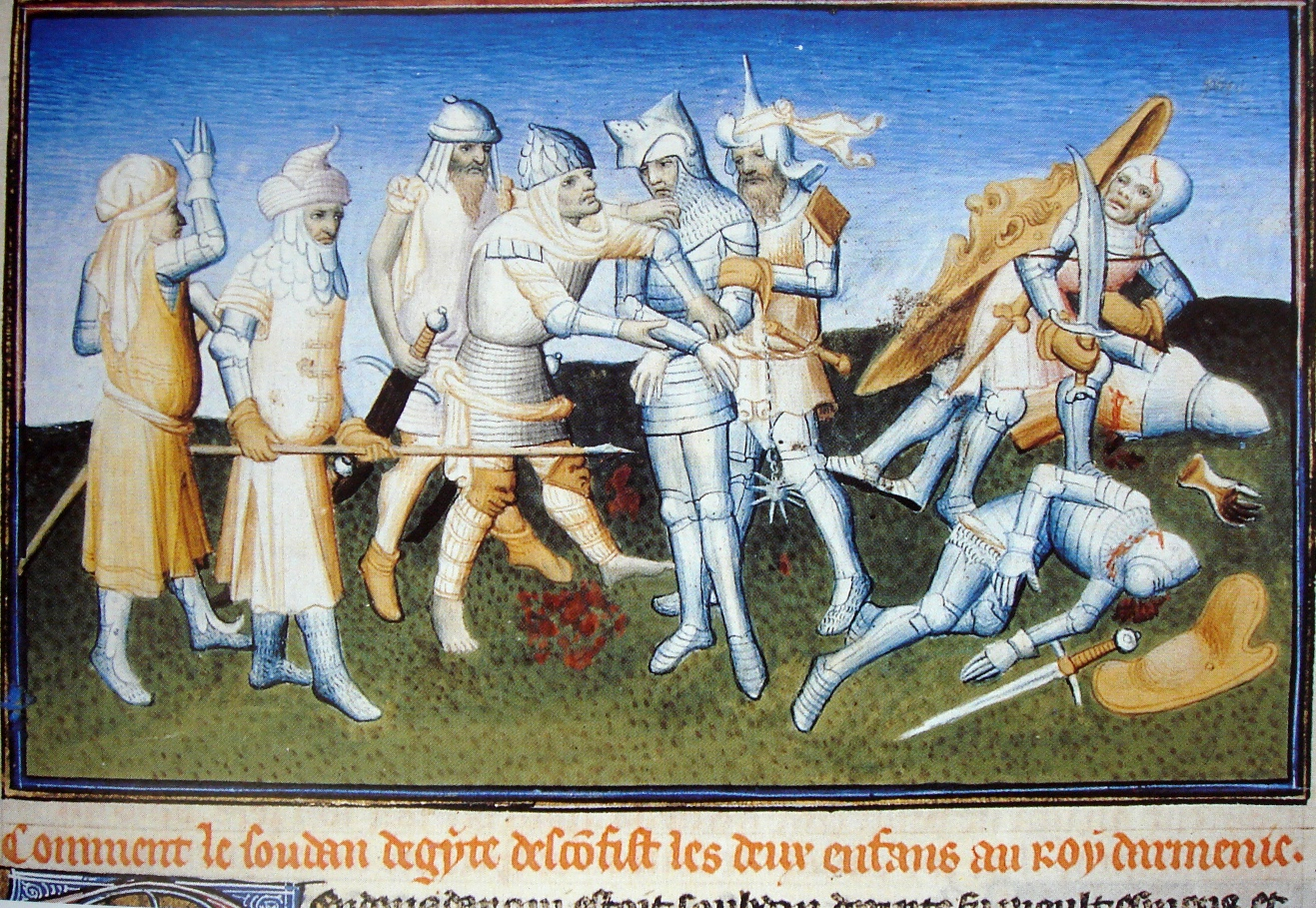
مُنمنمة أوروپيَّة تُصوِّرُ انهزام الأرمن حُلفاء المغول على يد المُسلمين، ومصرع طوروس بن حيطوم (أقصى اليمين) وأسر أخيه ليون (في الوسط).

انتهج أباقا نهج والده في التقرُّب من القوى المسيحيَّة بِفعل تعرُّض الدولة الإلخانيَّة لِخطر المُسلمين المُمثلين بِالمماليك في الجنوب، ومغول القبيلة الذهبيَّة في الشمال، بِالإضافة لِلمغول الجغتائيين في آسيا الوُسطى، الذين انتهز كُلٌ منهم وفاة هولاكو وسعى إلى التوسُّع على حساب مغول فارس. وفي الحقيقة فإنَّ أباقا بن هولاكو لم يُنصَّب إلخانًا من الناحية الرسميَّة إلَّا بعد مُرور أربعة أشهر على وفاة والده، كما لم يُعد توزيع الإقطاعات وحُكُومات الولايات إلَّا بعد مُرور أربعة أشهُرٍ أُخرى، ولمَّا كان انتقام المغول لِهزيمتهم في عين جالوت مُتوقعًا، وكان هؤلاء يتعاونون مع النصارى الشرقيين وصليبيي أنطاكية لِلقضاء على الدولة المملوكيَّة، فقد عزم السُلطان المملوكي آنذاك، رُكن الدين بيبرس، أن يقضي على الصليبيين ويطردهم من الشَّام، ويُحارب الأرمن وصليبيي أنطاكية لِمُحالفتهم مغول إيران، ثُمَّ التوسُّع على حساب هؤلاء في شماليّ الشَّام وآسيا الصُغرى، والاتصال بِمغول القبيلة الذهبيَّة لِلتنسيق معهم ضدَّ الإلخانيين. بدأ بيبرس بِتنفيذ مُخططته بِمُهاجمة الصليبيين في الشَّام، ففي سنة 664هـ المُوافقة لِسنة 1265م، استرجع لِلمُسلمين قيسارية ويافا وأرسوف، وهاجم قلاعًا أُخرى، كما استرجع في السنتين التاليتين صفد والرملة وتبنين والقليعات وحلبا وعرقة تمهيدًا لِاسترجاع طرابُلس الشَّام. وشنَّ بيبرس غارات واسعة على مملكة قيليقية الأرمنيَّة وإمارتيّ أنطاكية وطرابُلس في سبيل توطيد مركزه في شماليّ الشَّام لِلانطلاق إلى الأناضول واستقطاب سلاجقة الروم، لِيتخذ من المنطقة حاجزًا في وجه الإلخانيين من جهة، ويتصل بِمغول القبيلة الذهبيَّة من جهةٍ أُخرى. وفي شهر ذي القعدة سنة 664هـ المُوافق فيه شهر آب (أغسطس) 1266م، هاجم الجيش المملوكي الأرمن وتغلب عليهم، ثُمَّ اجتاح قيليقية فنهب أياس وأضنة وطرسوس، وتجاوز المصيصة إلى العاصمة سيس فنهبها وأشعل النار فيها وجعل عاليها سافلها ثُمَّ انسحب من المنطقة في نهاية شهر ذي الحجَّة المُوافق فيه شهر أيلول (سپتمبر) عائدًا إلى حلب، ومعه الأسرى والغنائم. واضطرَّ الملك الأرمني حيطوم الأوَّل أن يُفاوض بيبرس ويعقد معه اتفاقيَّة هدنة، وبِخاصَّةٍ أنَّ أباقا كان مُنهمكًا بِالحرب ضدَّ مغول القبيلة الذهبيَّة والمغول الجغتائيين في تركستان، ولم يكن بِوسعه تقديم المُساعدة لِلملك الأرمني.

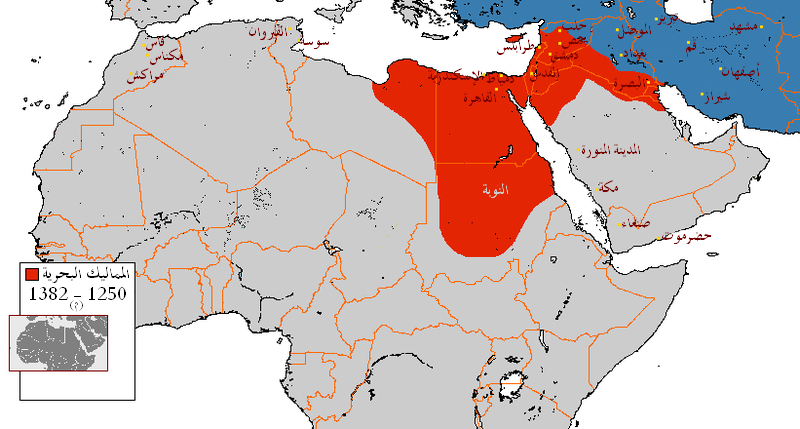
خريطة تُظهر تجاور الدولتين المملوكيَّة والإلخانيَّة.

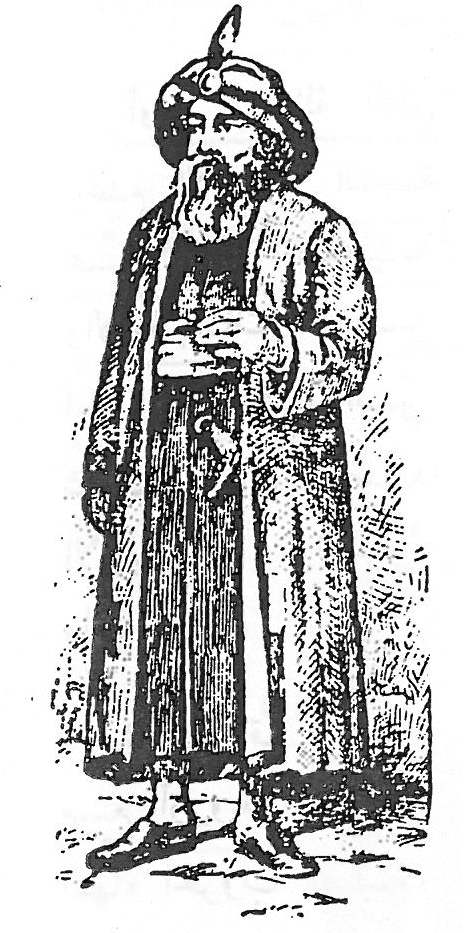
الملك الظاهر رُكن الدين بيبرس، أخطر خُصُوم المغول الإلخانيين في عهد أباقا.

في الوقت الذي كان فيه المماليك يضربون حُلفاء المغول الإلخانيين في الشَّام، كان أباقا يخوض حربًا على جبهتين: في ما وراء النهر والقفقاس، فقد طمع براق بن ييسون خان المغول الجغتائيين بِضم خُراسان وأذربيجان إلى أملاكه، وعقد حلفًا مع مغول القبيلة الذهبيَّة مُوجهًا ضدَّ الإلخانيين، ولكنَّ أي هُجُومٍ مُشترك لم يتحقق، فأغار بركة خان بدايةً على ولايتيّ أرَّان وأذربيجان وتوغَّل فيهما، وذلك في شهر صفر 664هـ المُوافق فيه شهر تشرين الثاني (نوڤمبر) 1265م، فنهض أباقا لِصد هذا الهُجُوم وأرسل جيشًا بِقيادة أخيه يشموط لِصد هُجُوم جيش القبيلة الذهبيَّة، فتمكَّن من التغلُّب عليهم وإرغامهم على التقهقر. ولم يستطع بركة خان أن ينتقم لِهزيمته، إذ تُوفي أثناء توجهه لِقتال أنسبائه، ما أعطى أباقا الفُرصة لِلتفرُّغ لِلجغتائيين والمماليك. ظهر أثر الترابط المغولي - الصليبي واضحًا عندما انتهز أباقا فُرصة انهماك المماليك بِمُحاربة الصليبيين، فأغار على مناطق الحُدُود. ففي سنة 665هـ المُوافقة لِسنة 1267م، هاجم مدينة الرحبة على الحُدُود الفُراتيَّة في الوقت الذي كان فيه المماليك يُهاجمون صفد، وأرسل بعثةً إلى الغرب الأوروپي حملت رسالةً مُؤرَّخةً من أذربيجان في 22 ذي القعدة 666هـ المُوافق فيه 3 آب (أغسطس) 1268م، أعلم فيها أباقا البابا كليمنت الرابع بِسوء موقف حُلفاء مغول إيران في الشرق الأدنى بعدما سقطت أنطاكية بِيد المُسلمين في ذات السنة، وضعُفت مملكة قيليقية الأرمنيَّة وأُنهكت قواها. وعندما وصلت السفارة المغوليَّة إلى روما، في سنة 667هـ المُوافقة لِسنة 1269م، وجدت أنَّ كليمنت الرابع قد تُوفي، ومن ثَمَّ أبحرت إلى أرغون وبقيَّة ممالك أوروپَّا الغربيَّة، عارضةً على مُلُوكها التعاون ضدَّ المُسلمين، ويُعتقد أنَّ هذا ما حثَّ يعقوب الأوَّل ملك أرغون على إعداد حملته الصليبيَّة الصغيرة إلى عكَّا، في ذات السنة، التي لم يُكتب لها الوُصُول إلى ديار الإسلام بعدما حطَّمت عاصفةٌ عاتية الأُسطول الأرغوني قبالة سواحل فرنسا. وفي الحقيقة فإنَّ بعض المُلُوك الأوروپيين اعتقدوا بِأنَّ المغول سوف يُهاجمون أوروپَّا بعد القضاء على المماليك، فتراجعت فكرة تكوين اتحاد عسكريّ معهم، لا سيَّما بعدما انحرفت حملة لويس التاسع ملك فرنسا، نحو إفريقية عوض المشرق العربي، على الرُغم من إعلان المبعوث البابوي أنها ستُهاجم المماليك من جهةٍ بينما ينقض المغول من الجهة الأُخرى. أمام هذا الواقع، أرسل أباقا إلى بيبرس يُحاول التفاهم معه، لكنَّ رسالته تضمَّنت تهديدًا إلى جانب الترغيب بِالصُلح، فقال: «أَنتَ مَمْلُوكُ أَبغَت بِسِيوَاس، فَكَيفَ يَصلِحُ لَكَ أَن تُخَالِفَ مُلُوكَ الأَرضِ؟ واعلَم أَنَّكَ لَو صَعِدتَ إِلَى السَّمَاءِ أو هَبَطَّتَ إِلَى الأَرضِ مَا تَخَلَّصتَ مِنهُ، فَاعمَل لِنَفسِكَ عَلَى مُصَالَحَةِ السُّلطَانِ أَبَغَا». فلم يلتفت بيبرس إلى هذا الكلام، ورفض مبدأ الصُلح، وردَّ على كتاب أباقا قائلًا: «أَعلِمُوهُ أَنِّي وَرَاءَهُ بِالمُطَالَبَةِ، وَلَا أَزَالُ حَتَّى أَنتَزِعَ مِن يَدِهِ جَمِيعَ البِلَادِ الَّتِي استَحوَذَ عَلَيهَا مِن بِلَادِ الخَلِيفَةِ وَسَائِرِ أَقطَارِ الأَرضِ». وهكذا، كان لا بُدَّ من الحرب لِتقرير مصير هذا الصراع. 

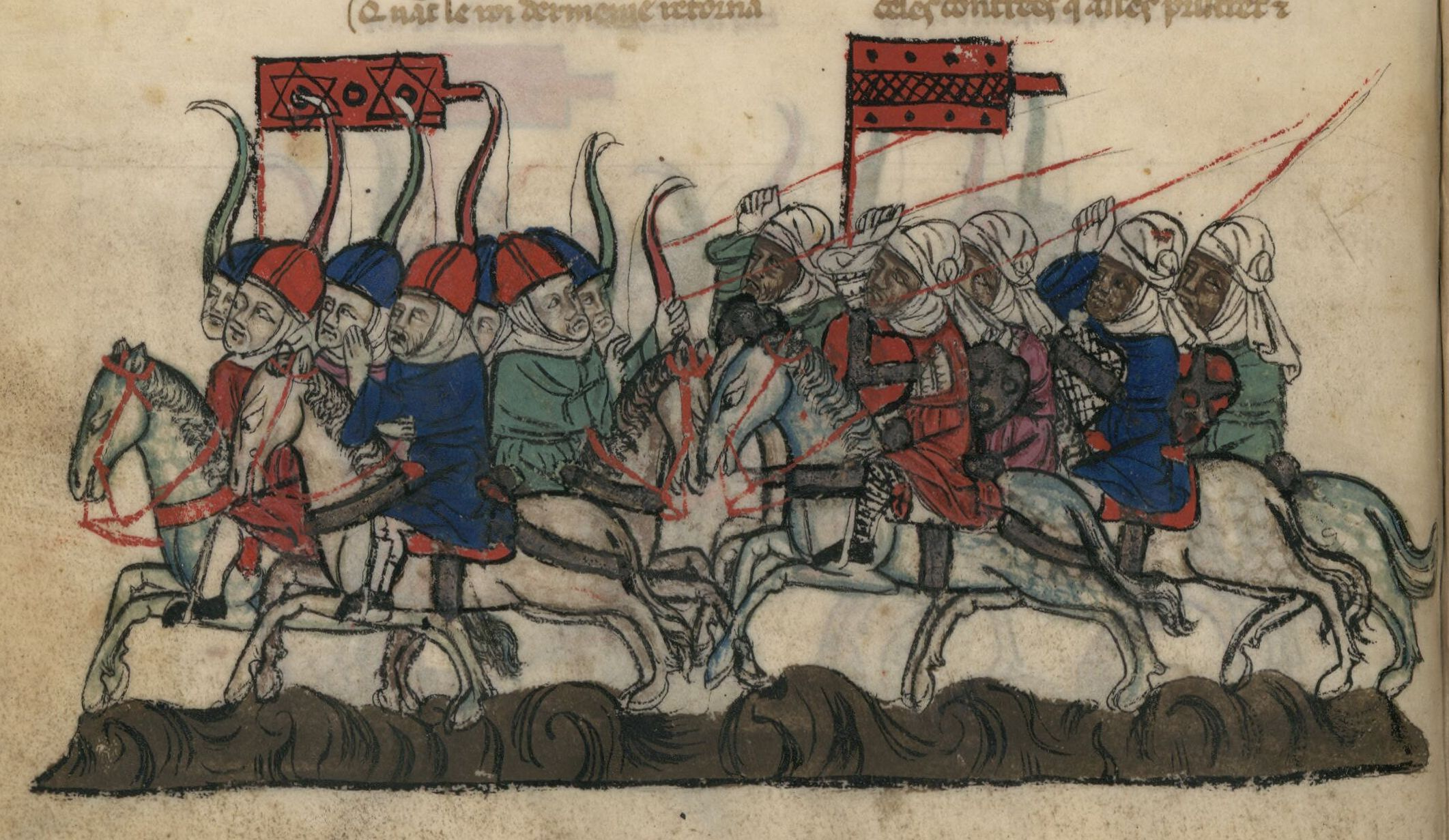
مُنمنمة أوروپيَّة تُصوِّر انهزام المغول الإلخانيين (يسارًا) على يد المُسلمين (يمينًا) سنة 1281م في حِمص.

تعرَّضت الدولة الإلخانيَّة، في غُضُون ذلك، إلى هُجوم المغول الجغتائيين من الشرق، إذ عبر براق خان بن ييسون نهر جيحون على رأس جيشٍ كثيف، واصطدم بِالجيش الإلخاني عند هراة وباذغيس وتغلَّب عليه وطارد فُلُوله حتَّى أخرجه من خُراسان واستولى عليها. وأرسل بُراق إلى الملك شمس الدين مُحمَّد كرت صاحب هراة، يدعوه إلى الدُخُول في طاعته، ويُخبره بِأنَّهُ استولى على خُراسان ويعتزم الزحف نحو أذربيجان والعراق، ووعدهُ بِمنحه إقليم خُراسان إذا سانده بِقُوَّاته، فوافق شمس الدين كرت على مضض، ثُمَّ تراجع عن ذلك عندما علم باستعداد أباقا لِلزحف على خُراسان وشعر بِدُنوِّ أجل الدولة الجغتائيَّة بعدما طغى براق خان في البلاد، وتطاول وبغى وأرهق الناس بِشتَّى المطالب والمُصادرات، فاعتصم بِقلعة خيسار في هراة، وراح يترقَّب نتيجة الصراع. وجهَّز أباقا جيشًا جرَّارًا، وسار على رأسه في شهر رمضان سنة 668هـ المُوفق فيه شهر نيسان (أبريل) 1270م، قاصدًا خُراسان، واصطدم بِخصمه في شهر ذي الحجَّة المُوافق لِشهر تمُّوز (يوليو) وتغلَّب عليه وكبَّده كثيرًا من القتلى، وفرَّ براق عبر نهر جيحون بِمشقَّةٍ بالغةٍ إلى بلاد ما وراء النهر، حيثُ تُوفي بعد فترةٍ قصيرة مُتأثرًا بإصابته الجسديَّة والمعنويَّة. تفرَّغ أباقا بعد ذلك لِلمماليك، وشرع بِالإغارة على الشَّام، وحمل عليها عدَّة مرَّات بدايةً من سنة 670هـ المُوافقة لِسنة 1271م، لكنَّهُ هُزم في كُلِّ مرَّةٍ على يد المُسلمين، وظلَّ بيبرس يملك زمام المُبادرة، ويُؤرق عين مغول فارس، واستمرَّ الأمر على هذا المنوال إلى أن توفي بيبرس يوم الخميس 27 مُحرَّم 676هـ المُوافق فيه 29 حُزيران (يونيو) 1277م، فاستغلَّ أباقا الاضطرابات الداخليَّة التي سادت الشَّام ومصر على أثر وفاة بيبرس، وتنازُع الأُمراء على السُلطة، فأرسل قُوَّةً استطلاعيَّة في شهر جُمادى الأولى 679هـ المُوافق فيه شهر أيلول (سپتمبر) 1280م، إلى شماليّ الشَّام لِسبر أغوار المماليك وجس نبضهم، فوصلت تلك القُوَّة إلى حلب وأعمالها وعاثت في البلاد وبذلت السيف في الناس، وأحرقت منبر المسجد الجامع وغيره من المصالح. وفي غُضُون ذلك كان المماليك قد ولُّوا عليهم الأمير سيف الدين قلاوون الألفي الصالحي، الذي وحَّد كلمة المُسلمين في مصر، وتكتَّل خلفه أُمراء المماليك، فخرج من القاهرة مُتوجهًا إلى دمشق حيثُ دعا إلى التعبئة العامَّة، وسار بِجيشٍ قوامه 30,000 مُقاتل باتجاه حِمص وعسكر في ظاهرها. وفي يوم الخميس 14 رجب 680هـ المُوافق فيه 29 تشرين الأوَّل (أكتوبر) 1281م، اصطدم المُسلمون بِالمغول في رحى معركةٍ طاحنة أسفرت عن انتصارٍ إسلاميٍّ واضحٍ، وقُتل الكثير من الجُنُود المغول، وانسحب الباقون ناجين بِحياتهم. ولم يَعش أباقا خان طويلًا بعد ذلك، إذ تُوفي في 20 ذي الحجَّة 680هـ المُوافق فيه 1 نيسان (أبريل) 1282م، فأُسدل الستار على الصراع المغولي الإسلامي حتَّى حين.

### بداية التحوُّل الديني نحو الإسلام عند مغول فارس

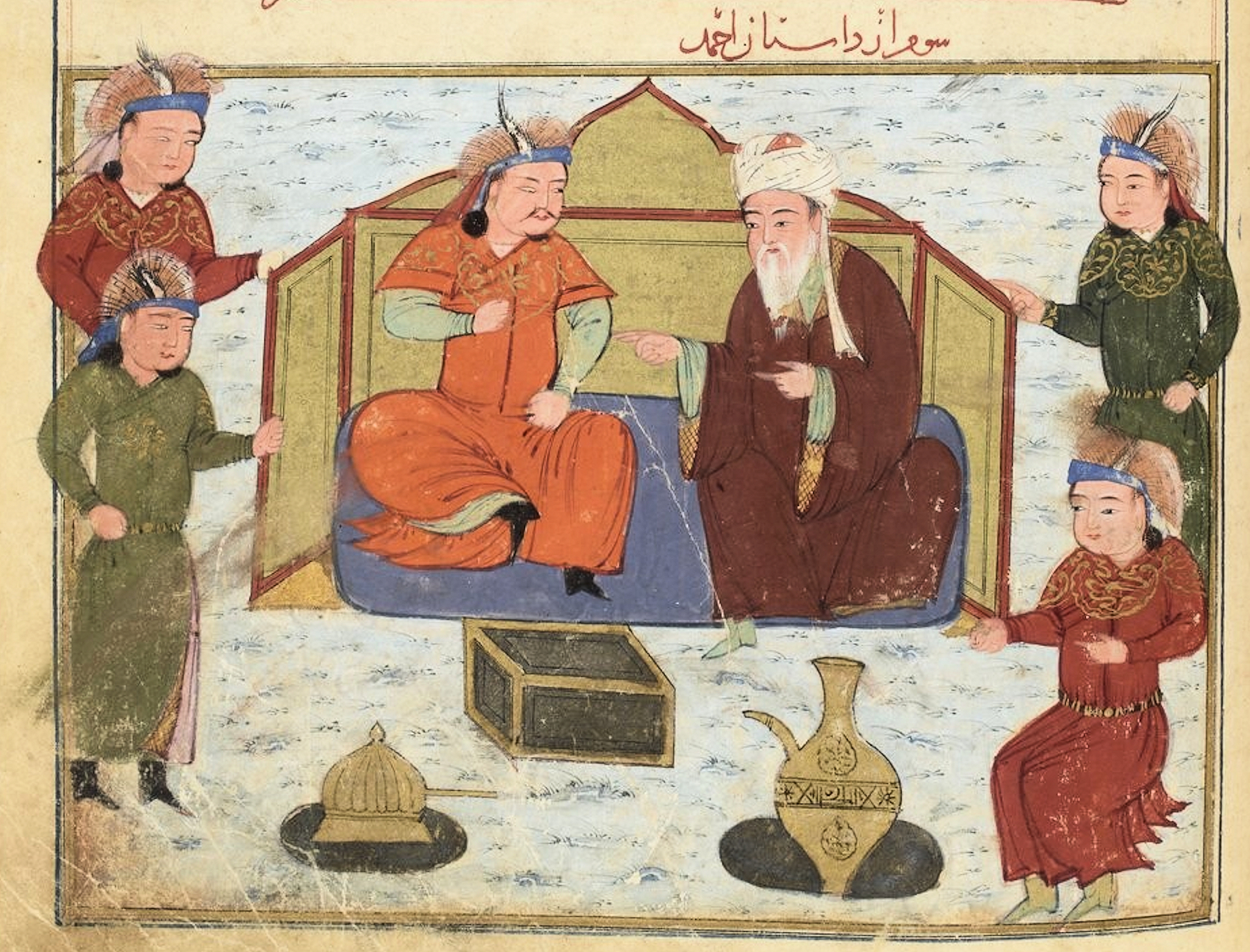
مُنمنمة فارسيَّة تُصوِّرُ الإلخان أحمد تكودار (يسارًا) يُجالسُ الوزير والعالم شمس الدين مُحمَّد الجُويني (يمينًا) ويستمع إليه، في إشارةٍ إلى تأثُّر الألاخين بالساسة والعُلماء المُسلمين.

اجتمع أُمراء المغول في ألاطاغ، بعد وفاة أباقا، لاختيار إلخانٍ جديدٍ في ظلِّ تيَّاراتٍ مُتعارضة وانقساماتٍ حادَّة، حول من يجب توليته العرش: تكودار بن هولاكو، وهو أكبر أفراد الأُسرة، أم أرغون بن أباقا، الوريث الشرعي لِأبيه. ورأى المُجتمعون ضرورة الإسراع في اختيار إلخانٍ جديدٍ منعًا لاستفحال الخِلاف، وحتَّى لا يتطرَّق الخلل إلى أجهزة الدولة نتيجة الصراع على المنصب. وأخيرًا أجمعوا على اختيار تكودار إلخانًا، وذلك في 26 مُحرَّم 681هـ المُوافق فيه 6 أيَّار (مايو) 1282م. استعاد المُسلمون اعتبارهم في عهد تكودار بعدما عانوا الأمرَّين في عهد أبيه هولاكو، لا سيَّما وأنَّ تكودار أظهر شعائر الإسلام وجاهر باعتناقه هذا الدين، وتسمَّى باسم «أحمد»، فعُرف مُنذ ذلك الوقت بِـ«أحمد تكودار» أو «أحمد سُلطان»، فكان أوَّل إلخانٍ مُسلمٍ حكم دولة مغول فارس. والواقع أنَّ الدولة الإلخانيَّة كانت تضم أقاليم وممالك إسلاميَّة باستثناء أرمينية والكرج، ولِذلك كان مُعظم سُكَّانها يُدينون بالإسلام. وبعد أن هدأت موجة الاحتلال في هذه الإلخانيَّة، بدأت الصلات التي تربط الألاخين بِالخواقين العظام في قراقورم، تنفصم وتتلاشى تدريجيًّا. وأخذ مغول إيران يرتبطون بِهذه البلاد التي توارثوا حُكمها، وأقاموا فيها، وأضحوا جُزءًا من شُعُوبها، وكان لِذلك أثره الكبير في تشرُّب هؤلاء الثقافة والحضارة الإسلاميَّة السائدة في إيران، وانتهى بهم الأمر إلى اعتناق الإسلام.
أسرع تكودار، فور اعتلائه العرش، إلى اتخاذ كافَّة الإجراءات التي تُثبت صدق إسلامه، من ذلك، أنَهُ أرسل رسالةً إلى العُلماء في بغداد يُعلن فيها نفسه حاميًا لِلدين الإسلامي، وتابعًا لِلرسول مُحمَّد، وأمر ببناء المساجد وإقامة الشعائر الدينيَّة كما كانت عليه زمن الخُلفاء العبَّاسيين. واعترف بِأنَّ النصر دائمًا لِلإسلام، وأنَّ رسالة مُحمَّد حق، وأنَّ هُناك إلهًا واحدًا، واتخذ الترتيبات اللازمة لِرعاية قوافل الحج إلى مكَّة، وأمر بِأن يُصرف ريع الأوقاف في مصارفه الأصليَّة، كما كان يقضي جُزءًا من يومه مع المشايخ والفُقهاء يستمع لِدُرُوسهم. نتيجة اعتناق تكودار الإسلام وتسلطنه على عرش الإلخانيين، مالت سياسة هؤلاء باتجاه السلم والوفاق ونبذ الحرب، والعمل على التفاهم مع المماليك وتوطيد العلاقات وإحكام الروابط بين الدولتين، فأرسل الإلخان وفدًا إلى السُلطان المملوكي قلاوون في شهر جُمادى الآخرة 681هـ المُوافق فيه شهر أيلول (سپتمبر) 1282م، وحمَّل أعضاءه رسالةً تُعلم السُلطان المذكور باعتناق تكودار الإسلام، وأهدافه السياسيَّة وجُهُوده الآيلة إلى إحياء الشريعة الإسلاميَّة في المُجتمع المغولي بِخاصَّة والعالم الإسلامي بِعامَّة، ورغبته في أن يظل بِسلامٍ مع جيرانه المُسلمين والعمل على توحيد كلمتهم وإزالة العدواة والبغضاء المُتأصِّلة بين المغول والمماليك. ردَّ قلاوون على الإلخان بِرسالةٍ مُؤرَّخةٍ في رمضان 681هـ المُوافق فيه كانون الأوَّل (ديسمبر) 1282م، هنَّأه فيها بدخول الإسلام، وأثنى على جهوده في إقامة أحكام الشريعة الإسلاميَّة، وأعرب عن استعداده لِلتعاون معهُ بِما فيه خير الإسلام والمُسلمين، وتيسير سُبُل التجارة وحماية التُجَّار، على أنَّ هذا السلام تبيَّن سريعًا أنَّهُ كان مُؤقتًا.

### ارتداد الإلخانيين

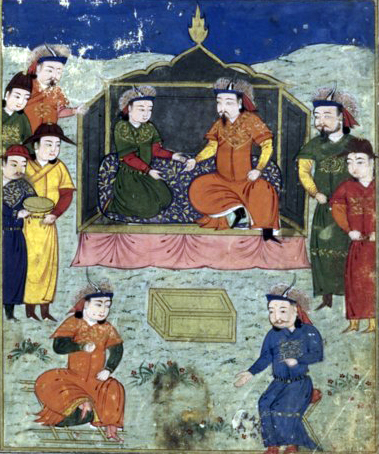
أرغون (يسارًا) وعمِّه أحمد تكودار (يمينًا) متربعان على تخت المُلك.

كانت العلاقة بين أحمد تكودار وأرغون مُتوترة مُنذُ وفاة أباقا واعتلاء الأوَّل العرش الإلخاني، وزادها سوءًا عدَّة عوامل، أبرزها ظُلم أرغون وتعسُّفه الذي أوقعهُ على سُكَّان خُراسان الذين كان أميرًا عليهم، مما دفع تكودار إلى اتخاذ عدَّة إجراءات ضدِّه؛ بِالإضافة إلى طمع أرغون في استرداد عرش والده الذي حرمه منه عمُّه أحمد، واعتناق تكودار لِلإسلام، مما أثار حفيظة الأُمراء المُوالين لِلقوى المسيحيَّة، فاتهموه باضطهاد النصارى وشكوه إلى الخاقان الأعظم قوبلاي، كما اتهموه بِمُخالفة سُنن أجداده، سواء باعتناقه الإسلام وعدم تطبيق قانون الياسق أو باضطهاد النصارى. بناءً على هذا، تكوَّنت جبهة مغوليَّة ضدَّ تكودار، وتزعَّم تلك الجبهة ابن أخيه أرغون، واتَّخذ من خُراسان مُعسكرًا لِتعبئة جُنُوده، وكان ذلك بتأييدٍ من الخاقان الأعظم قوبلاي، ثم تقدَّم أرغون لقتال عمِّه في 3 صفر 683هـ المُوافق فيه 21 نيسان (أبريل) 1284م، وتمكَّن تكودار من تحقيق نصرٍ كبيرٍ على ابن أخيه أرغون فضلًا عن أسره. ولمَّا كان هذا النصر على غير هوى قادة المغول فقد اجتمعوا وقرَّروا خلع تكودار من حُكم الدولة وتخليص أرغون من الأسر، وتنصيب هولاجو بن هولاكو إلخانًا على إيران، وتمَّت الخطة، وتخلََّص أرغون من الأسر بعد معركةٍ سريعةٍ بين قُوَّات تكودار والمُتآمرين عليه، قُتل فيها كثيرٌ من الأُمراء المُوالين لِتكودار الذي فرَّ من خُراسان إلى أذربيجان لعلَّه يتمكَّن من جمع قوَّاته ومُعاودة القتال مع خصمه. وعلى خلاف ما قرَّره البيت المغولي الحاكم من تعيين هولاجو إلخانًا على إيران فقد نُصِّب أرغون بدلًا منه، وبعد تنصيبه توجَّه لقتال عمِّه، وقبل أن يصل إلى أذربيجان قام جماعةٌ من أتباع تكودار نفسه بتسليمه إلى أرغون بعد أن رأوا ارتفاع كفَّته، فلم يتوانَ في إعدامه في 26 جُمادى الأولى 683هـ المُوافق فيه 10 آب (أغسطس) 1284م.
بتولِّي أرغون عرش الإلخانيَّة، زال نُفُوذ المُسلمين وعاد الحال كما كان عليه في السابق، فاضُطهد هؤلاء وعُزلوا من المناصب الحُكُوميَّة والقضائيَّة والماليَّة، وحُرِّم عليهم الظُهُور في البلاط المغولي، وذاقوا الأمرَّين على يد البوذيين المُتنصرين. كان لِهذه السياسة أسوأ الأثر في نُفُوس المماليك، فعادت العلاقة بين الطرفين إلى سابق عهدها من العداء، لكنَّ الجبهات العسكريَّة ظلَّت هادئة نسبيًّا لانهماك المماليك بِالخلافات الداخليَّة التي نشبت بينهم وبِثورات الأرمن وبالاستعداد لِطرد بقايا الصليبيين من الشَّام، ولانهماك أرغون في جمع المال وتكديسه والاشتغال بالكيمياء وغيرها، ومُحاولته التقرُّب من القوى المسيحيَّة الشرقيَّة والغربيَّة لِحرب المُسلمين.

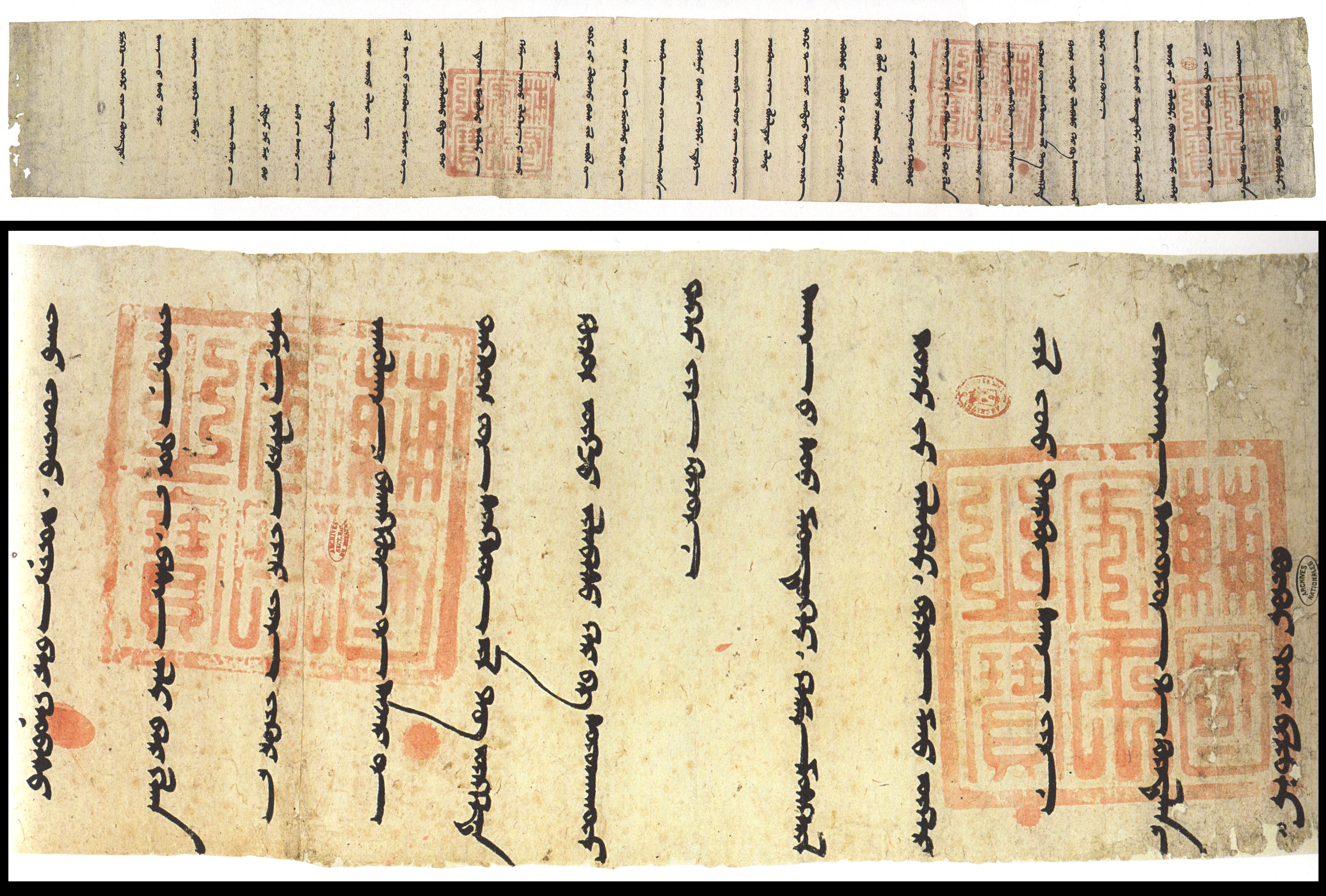
رسالة أرغون خان إلى فيليپ الرابع ملك فرنسا سنة 1289م، مكتوبة بِالخط المغولي، تتناول موضوع التحالف ضدَّ المُسلمين.

والواقع أنَّ قُوَّة المغول الإلخانيين كانت في تراجُعٍ مُستمرٍّ بعد وفاة أباقا، في الوقت الذي تعاظمت فيه قُوَّة المماليك، وأضحت الدولة المملوكيَّة أكبر قُوَّة ضاربة في الشرق الأدنى، ولم يعد لِلمغول قُدرةً على مُواجهة المماليك إلَّا بِالتعاون مع عدُوٍّ يأتي من وراء البحار. وفي الوقت نفسه، كان الغرب الأوروپي بِحاجةٍ ماسَّة لِلتعاون العسكري مع المغول لِأنَّ المماليك كانوا يسترجعون، عامًا بعد آخر، واحدًا من مواقع الصليبيين الهامَّة في الشَّام، في الوقت الذي انهمكت فيه أوروپَّا بِحُرُوبها الإقليميَّة ومُشكلاتها الداخليَّة. ورأى أرغون أن يتعاون الطرفان، المغولي والمسيحي، لِلقيام بِهُجُومٍ مُشتركٍ في وقتٍ واحد؛ فيُغير المغول على الشَّام، وينزل الصليبيُّون في عكَّا أو دُمياط، على أن يقتسما أملاك المماليك في الشَّام، فتكون حلب ودمشق من نصيب المغول، ويستأثر النصارى بِبيت المقدس. ولِتحقيق هذا الهدف، شرع أرغون بِإرسال الرسائل، وبعث السُفراء إلى مُلُوك أوروپَّا والبابويَّة، وفي المُقابل، كانت الوُفُود الأوروپيَّة تأتي إلى الشرق الأدنى من أجل وضع خطَّة التحرُّك المُناسبة، والاتفاق على سياسة مُوحَّدة لِمُحاربة المماليك. ولكن على الرُغم من تعدُّد السفارات وكثرتها، فإنَّها لم تُترجم على أرض الواقع، بل استمرَّ المماليك يحصدون النصر تلو الآخر، وتمكنوا في نهاية المطاف من استرجاع عكَّا، آخر معاقل الصليبيين في المشرق العربي. ولمَّا تُوفي أرغون في 6 ربيع الأوَّل 690هـ المُوافق فيه 9 آذار (مارس) 1291م، وتبعهُ البابا نقولا الرابع في ذات الشهر، أوقفت المُراسلات بين الإلخانيين والأوروپيين حتَّى حين.

### اعتناق مغول فارس الإسلام نهائيًّا

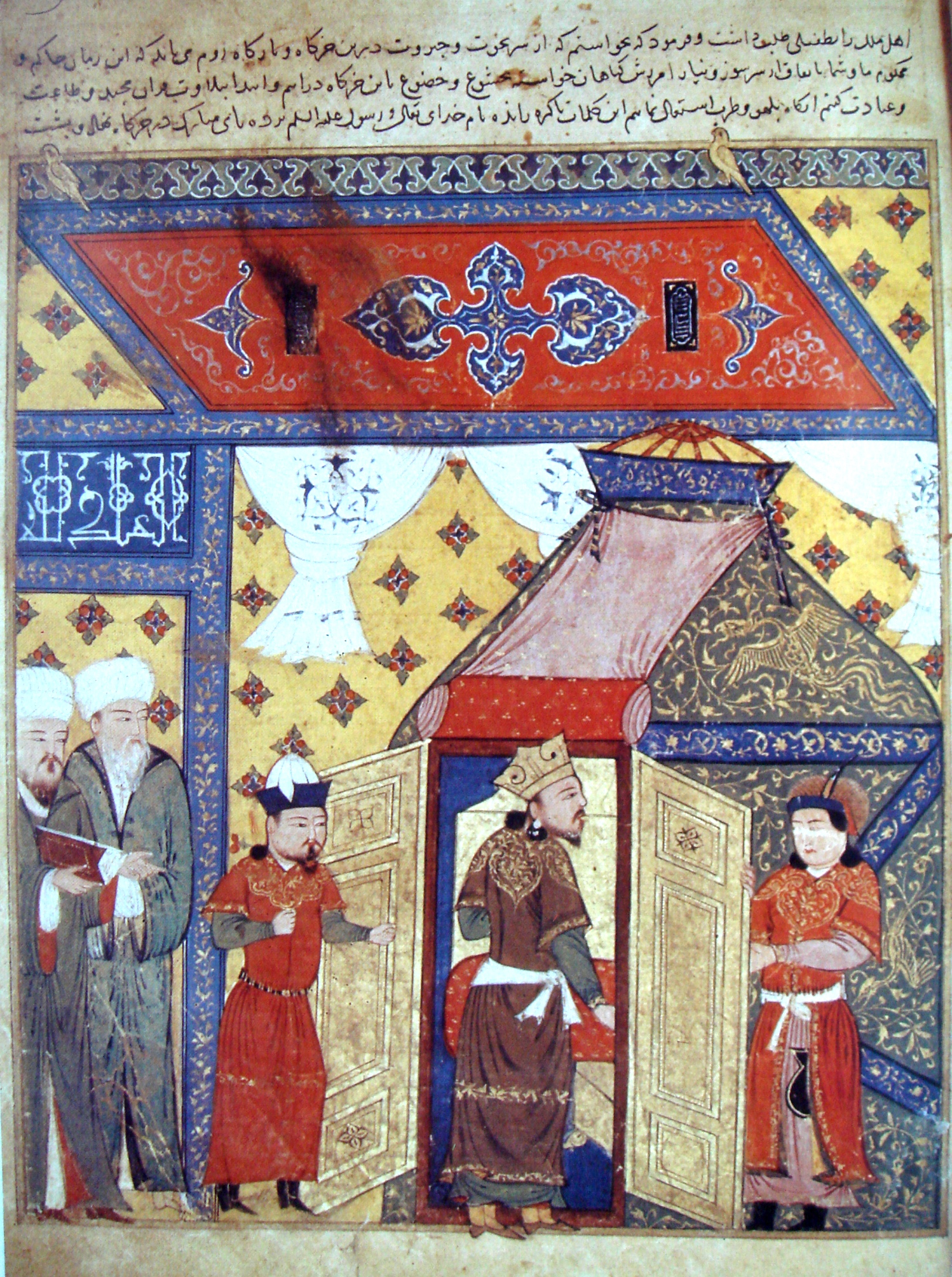
مُنمنمة فارسيَّة من كتاب تاريخ جهانگشاي (فاتح العالم)، تُصوِّرُ اعتناق غازان (في الوسط) لِلإسلام.

بعد وفاة أرغون، تولَّى گيخاتو بن أباقا (690 - 694هـ \ 1291 - 1295م) ثُمَّ بايدو بن طرقاي (694هـ \ 1295م) عرش الإلخانيَّة، وكان كُلٌ منهما ضعيف الشخصيَّة، عاجزًا عن القيام بِشُؤون الحُكم، فقُتلا تباعًا، وآل الأمر إلى غازان بن أرغون، الذي دخل العاصمة تبريز واختاره الأُمراء إلخانًا يوم 1 مُحرَّم 695هـ المُوافق فيه 9 تشرين الثاني (نوڤمبر) 1295م. كان اعتلاء غازان لِلعرش نُقطة فاصلة في تاريخ دولة المغول في إيران، لأنَّهُ حالما اعتلى العرش جاهر باعتناقه الإسلام. والحقيقة أنَّ غازان كان قد اعتنق الإسلام على المذهب الحنفي السُني يوم الجُمُعة 4 شعبان 694هـ المُوافق فيه 19 حُزيران (يونيو) 1295م، على يد الشيخ صدر الدين إبراهيم بن سعد الدين حمويه الجُويني، وتسمَّى باسم «محمود»، واقتدى به مُعظم أُمرائه وضُبَّاطه وجُنده، ففشا الإسلام بِذلك بين المغول. وكان تحوُّل غازان إلى الإسلام نهائيًّا، وقد رأى فيه أمرًا ضروريًّا لاستمرار الحُكم المغولي وسط مُحيطٍ إسلاميّ، كما قدَّم لهُ المخرج الأمثل من المأزق الذي شعر الجميع بِثقل وطأته على أثر التطوُّرات السياسيَّة والاقتصاديَّة السلبيَّة التي ظهرت في عهد سلفيه. إذ عندما اعتلى العرش كانت علائم الانهيار قد أضحت واضحة في جسم الدولة، ودفع الانهيار الاقتصادي الإلخانيين إلى إصدار عملةٍ ورقيَّةٍ تبعًا لِلنموذج الصيني، وقد أدَّى ذلك إلى جُمُودٍ كاملٍ في الأسواق أرغم الدولة على التراجع عن هذه الخُطوة، كما أنَّ التشرذم في بُنية الجيش المغولي استمرَّ في التفاقم، بِفعل تعدُّد مراكز القوى، وتركَّزت الانقسامات حول الصراع على السُلطة وانتقالها. وأصدر غازان، فور اعتلائه العرش الإلخاني، عدَّة مراسيم نصَّت على: إعلان الإسلام دينًا رسميًّا لِلدولة، وإجراء الآداب والرُسُوم وفقًا لِلشريعة الإسلاميَّة، وإحقاق العدل والأمن لِلسُكَّان والحيلولة دون إلحاق الأذى والضرر بِالرعيَّة. وغيَّر المغول، على أثر ذلك، زيَّهم، فلبسوا العمامة كشارةٍ ملموسةٍ لِهذاالتحوُّل. وقضى غازان على نُفُوذ المغول البوذيين الذين لم يختاروا اعتناق الإسلام، فجرَّد الكهنة الذين لم يبقَ منهم إلَّا القليل في البلاد من امتيازاتهم السابقة، وحوَّل معابدهم إلى مساجد، وأعاد الأملاك الإسلاميَّة السابقة إلى أصحابها، وضيَّق الخناق على المسيحيين النساطرة الذين تجاوزوا حُدُودهم في التعامل مع المُسلمين مُنذُ أن قامت الدولة الإلخانيَّة، وأودع البطريرك «يابهالاها الثالث» في السجن ردحًا من الزمن. رَدَم إسلام غازان وخُلفائه من بعده الهُوَّة السحيقة التي كانت تفصل الحُكَّام والمحكومين بسبب الاختلاف الديني، فبدلًا من المُقاومة السلبيَّة التي ظلَّ المُسلمون يُواجهون بها حُكَّامهم الوثينيين، حلَّ تعاونٌ إيجابيّ من جانب الرعيَّة، فأُزيلت الحواجز العرقيَّة والطبقيَّة الفاصلة بينهما، ما ساعد على فُقدان الطبقة الحاكمة لِمُميزاتها، واندمجوا أكثر فأكثر في الحضارة الإسلاميَّة.

### الاستقلال الفعلي التام عن المغول العظام

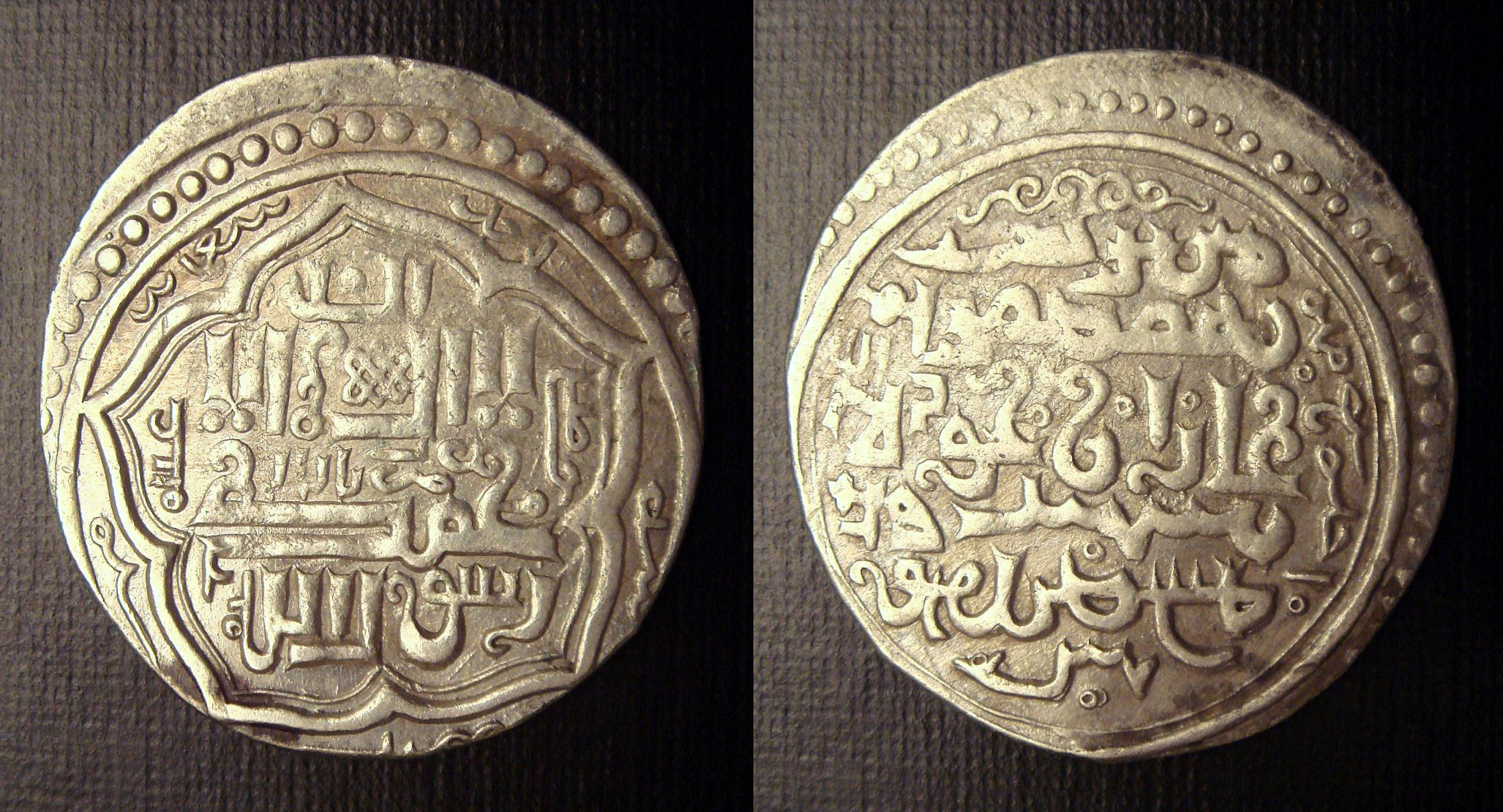
وجه وقفا درهم فضِّي ضُرب في عهد غازان عند استقلاله.
الوجه (يسارًا): نقش بِاللُغة العربيَّة: لا إله إلَّا الله مُحمَّد رسول الله ، ضرب تبريز، في سنة سبع ...ر
القفا (يمينًا): نقش بِالخط المغولي ما عدا اسم الإلخان: بِحق قُوَّة السماء، غازان محمود، سكَّة ضُربت لِغازان.

تمكَّن غازان، بِفضل القُوَّة الإسلاميَّة التي التفَّت حوله، من الثبات على عرش الدولة الإلخانيَّة. والواقع أنَّهُ مُنذُ أن دفع الإلخان أحمد تكودار حياته ثمنًا لِمُحاولته الفاشلة، التحالف مع المُسلمين، وبعد مُرُور عشرة أعوام على ذلك، تزايد خلالها عدد المُسلمين ووصلوا إلى المراكز الهامَّة في الدولة، حملوا كثيرًا من المغول على اعتناق الإسلام. وقد تقبَّل هؤلاء الدين الجديد بِفعل تفكُّك الروابط التي كانت تربطهم بِالصين، وطن الخاقان الأعظم، في الوقت الذي شهدت فيه الأُسر المغوليَّة الأُخرى حالةً من التنازع الداخلي، بِالإضافة إلى اندماجهم في المُجتمع الإسلامي وتشرُّبهم بِالحضارة الإسلاميَّة. وفي الصيف الذي تلى تربُّع غازان على عرش الإلخانيَّة، تُوفي الخاقان الأعظم قوبلاي خان، وبِوفاته فقد النظام المغولي كُل تماسُكه، ونشبت صراعات حادَّة على العرش الخالي، أسقطت عُهُود الإلخانيين وشُرُوط تحالُفهم مع الصين المغوليَّة، فاستغلَّ غازان هذه الفُرصة وأعلن استقلاله الكامل عن الإمبراطوريَّة، وتلقَّب بِلقب «الخان»، أي أنَّهُ رفض أن يستمرَّ كنائبٍ لِحاكمٍ غير مُسلم حتَّى ولو كان ذلك الحاكم الخاقان الأعظم، والمعروف أنَّ هذا اللقب كان محصورًا في إمبراطوريَّة المغول العظام في مغولستان والصين، وكتب اسمه على السكَّة: «السُلطان الأعظم غازان»، وأضاف إليه «بِتأييد الله المُتعال». ورفض غازان نقش اسم الخاقان الأعظم على عملة إيران لأنَّهُ كان كافرًا وغير مُسلم، وأصدر عملةً نقش عليها عبارة «لا إله إلَّا الله مُحمَّد رسول الله» وخصَّ نفسه بِالذِكر على العملة وفي الخِطبة من دون الخاقان الأعظم، على أنَّهُ استمرَّ يُصدر العملة بِالسكَّة المغوليَّة التقليديَّة في القفقاس، ونقش عليها عبارة: «ضربها الإلخان غازان باسم الخاقان الأعظم» كونه احتاج دعم الأخير كي يضمن سيطرته المُستمرَّة على البلاد القفقاسيَّة.

### الحرب حول الشَّام

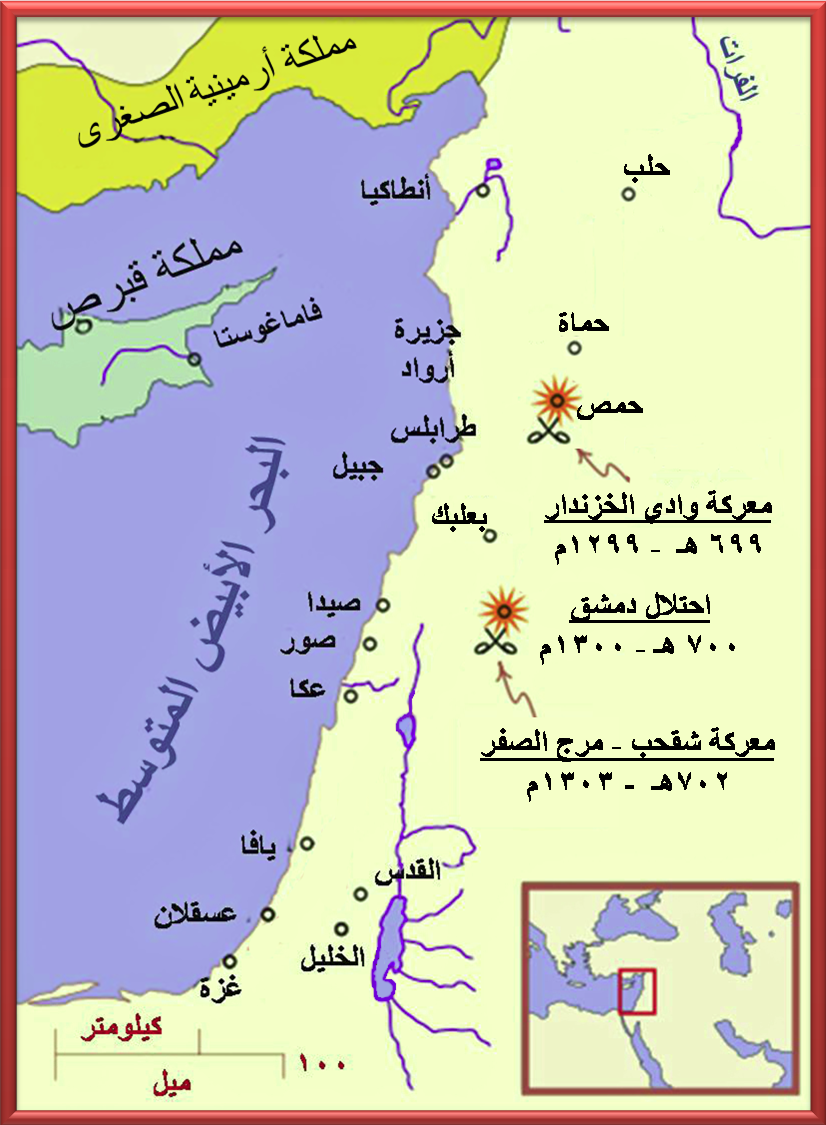
خريطة موقع معركتيّ وادي الخزندار وشقحب بين المماليك والمغول في عهد الناصر مُحمَّد بن قلاوون ومحمود غازان.

شاب تحوُّل غازان إلى الإسلام شائبتان: تقرُّبه من البابويَّة ومُلُوك أوروپَّا الغربيَّة، وموقفه العدائي من سلاطين المماليك، الذين كانوا حُماة الإسلام ضدَّ الصليبيين والوثنيين المغول في ذلك الحين. والواقع أنَّ هاتين المسألتين مُتداخلتان. فيما يتعلَّق بِالمسألة الأولى، فقد كان غازان شديدًا في مُعاملته أهل الذمَّة داخل دولته، لكنَّ هذا لم يمنعه من الاتصال بِالبابا بونيفاس الثامن وبعض مُلُوك أوروپَّا، وملك قبرص هنري الثاني وعدد من رؤساء التنظيمات العسكريَّة الرُهبانيَّة، ذلك أنَّ هذه الاتصالات كانت تخدم سياسته في الشَّام، التي تتوافق في بعض جوانبها مع سياسة البابويَّة. فالبابا كان يسعى إلى مُحالفة المغول بعد أن نجح السُلطان المملوكي الأشرف صلاح الدين خليل بن قلاوون في استعادة آخر معاقل الصليبيين في سنة 690هـ المُوافقة لِسنة 1291م، ودعا إلى حربٍ صليبيَّةٍ ضدَّ المماليك في سنة 699هـ المُوافقة لِسنة 1300م، لِلانتقام من هؤلاء واستعادة بيت المقدس، أمَّا غازان فقد أراد أن يُحقِّق حُلم آبائه وأجداده في السيطرة على الشَّام ومصر وتحطيم التحالف الذي كان يربط المماليك بِمغول القبيلة الذهبيَّة. غير أنَّ التحالف بين الطرفين لم يتحقَّق، ولم يصل غازان في استعانته بِغير المُسلمين في غزوه الشَّام، لِأكثر من ضم جُنُودٍ من الأرمن والكرج، الذين كانوا تحت حُكمه، إلى جيشه. استغلَّ غازان حالة الضعف التي سادت الدولة المملوكيَّة أثناء اغتصاب عرش ناصر الدين مُحمَّد بن قلاوون، على يد كُلٍّ من زين الدين كتبغا وحُسام الدين لاجين، واتخذ من قيام الأمير بلبان الطباخي، نائب حلب، بِالإغارة على ديار بكر وحصار ماردين، ذريعةً لِتنفيذ مآربه. فغادر عاصمته تبريز في 19 مُحرَّم 699هـ المُوافق فيه 16 تشرين الأوَّل (أكتوبر) 1299م على رأس جيشٍ كثيف مُتوجهًا نحو الشَّام، وانضمَّ إليه ملك قيليقية الأرمنيَّة حيطوم الثاني على رأس خمسة آلاف مُقاتل، ووصل إلى حلب.

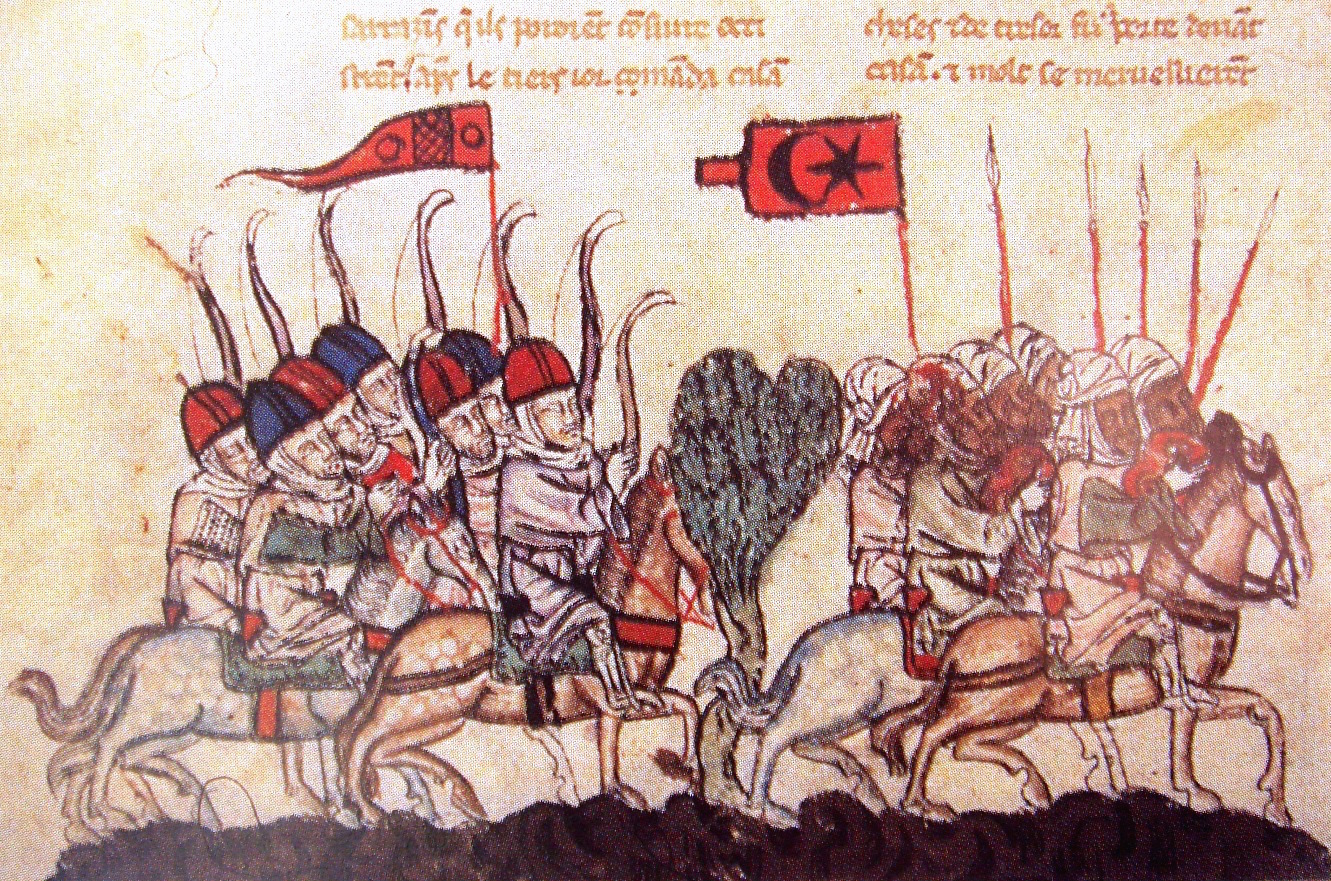
انتصار المغول (يسارًا) على المماليك (يمينًا) في معركة وادي الخزندار.

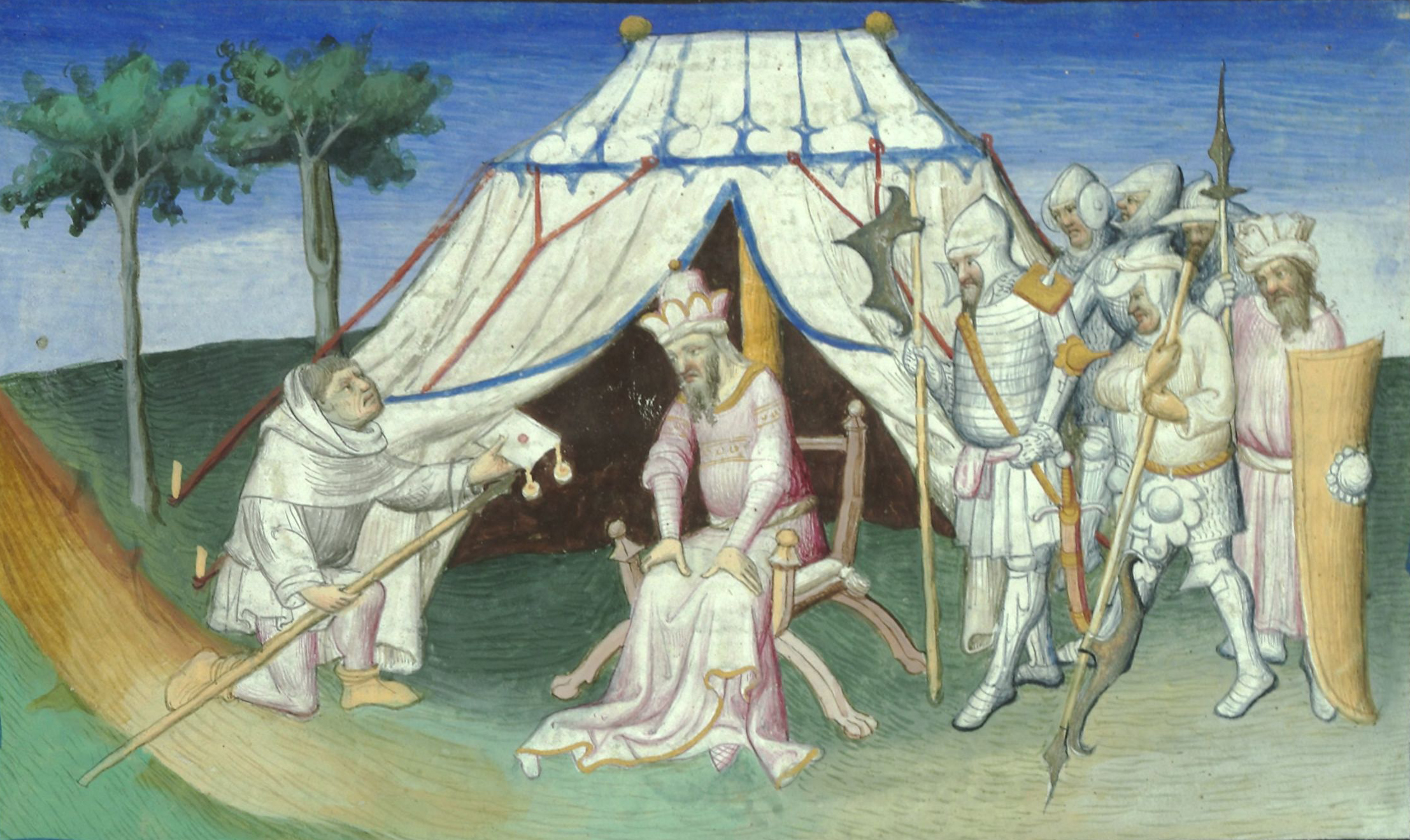
مُنمنمة أوروپيَّة تُصوِّرُ محمود غازان (جالسٌ في الوسط) وهو يأمر ملك قيليقية الأرمنيَّة حيطوم الثاني (الراكع يسارًا) بأن يسير مع قطلوشاه لِغزو دمشق وسائر بلاد الشَّام، سنة 1303م.

ولمَّا وصلت أنباء الزحف المغولي إلى مصر، عهد السُلطان مُحمَّد بن قلاوون، الذي كان قد استردَّ سُلطته، إلى بعض الأُمراء بِالخُرُوج إلى الشَّام لِلتصدِّي لِلمغول، ثُمَّ تبعهم على رأس جيشٍ كبير ونزلوا بِحمص. وأرسل السُلطان كشَّافةً من العربان لاستطلاع أخبار المغول، فبلغه أنهم يحتشدون عند بلدة السلميَّة من أعمال حماة، ثُمَّ استأنف الجيش المملوكي تقدُّمه حتَّى ظهرت أمامه طلائع الجيش المغولي. والتقى الجيشان عند مجمع المُرُوج، المعروف أيضًا بِوادي الخزندار، شرقيّ حمص، حيثُ دارت بينهما رحى معركة ضارية في 27 ربيع الأوَّل المُوافق فيه 23 كانون الأوَّل (ديسمبر) أسفرت عن هزيمة المماليك وانتصار المغول، وغادر السُلطان الناصر مُحمَّد أرض المعركة إلى بعلبك ومنها إلى دمشق. ولم يُطارد غازان فُلُول الجيش المملوكي المُنهزم خوفًا من أن يكون المماليك أعدُّوا كمينًا لِلإيقاع به. بعد هذا الانتصار، سيطر غازان على حِمص وتشجَّع على مُواصلة الزحف نحو دمشق، ولمَّا علم الدماشقة بِذلك سارعوا إلى الهُرُوب من المدينة خوفًا من إقدام المغول على التجزير بهم، ففرَّ إلى جهة مصر كثيرٌ منهم، واجتمع من بقي في المدينة بِالجامع الأُموي واتفقوا على إرسال قاضي القُضاة بدر الدين مُحمَّد بن جماعة، وشيخ الإسلام تقيّ الدين أحمد بن تيمية في عدَّةٍ من أعيان وعُلماء دمشق لِلاجتماع بِغازان، وطلب الأمان منه، فاجتمعوا به في النبك حيثُ وعدهم بما طلبوا، لكنَّهُ خلف وعده بِمُجرَّد وُصُوله دمشق، فعاث جُنُوده فسادًا في ظاهر المدينة وقتلوا السُكَّان ونهبوا أموالهم، وامتدَّت غارات المغول إلى بيت المقدس والخليل والكرك، فنهبوا ودمَّروا وأسروا، ودخلوا غزَّة. ولمَّا اطمأنَّ غازان على الأوضاع العامَّة، عاد إلى بلاده في جُمادى الأولى 699هـ المُوافق فيه شُباط (فبراير) 1300م، واعدًا بِالعودة في الخريف لِيزحف على مصر ويضمَّها إلى أملاك الإلخانيين. لم تستمر سيطرة المغول على الشَّام طويلًا، إذ ما أن غادرها غازان حتَّى أعلن الأمير قبجاق، والي الشَّام الذي عيَّنه غازان على البلاد، خلع طاعة المغول والدُخُول في طاعة السُلطان المملوكي، وبِذلك عادت الشَّام مرَّة أُخرى إلى حظيرة الدولة المملوكيَّة. وفي شتاء السنة التالية، عاد غازان على رأس حملةٍ أُخرى إلى الشَّام، لكنَّهُ لم يتمكَّن من فعل شيءٍ سوى الإغارة على بعض المناطق بِفعل سوء الطقس واشتداد البُرُودة.

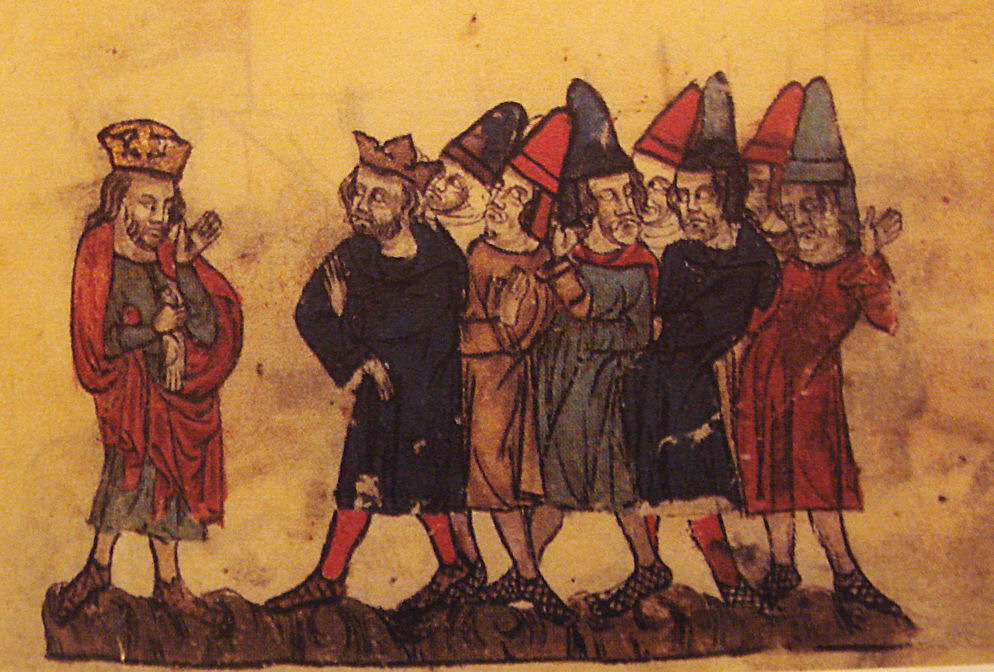
مُنمنمة أوروپيَّة تُصوِّرُ حيطوم الثاني، ملك قيليقية الأرمنيَّة (يسارًا) وغازان (الأوَّل يمينًا)، يصحبهُ عددٌ من الأمراء المغول، في سنة 1303م.

مال غازان بعد هذا إلى مُهادنة المماليك، لا سيَّما بعدما يئس من مُناصرة مُلُوك وأُمراء أوروپَّا له وبلغهُ أنَّ المماليك يتهيَّؤون لِلأخذ بِثأرهم، فأرسل في رمضان سنة 700هـ المُوافقة لِشهر أيَّار (مايو) سنة 1301م، رسالةً إلى السُلطان مُحمَّد بن قلاوون تتضمَّن أفكارًا تُعبِّر عن وجهة نظره لِتحسين العلاقات بين الدولتين ممزوجةً بِالتهديد والوعيد، وقد ردَّ السُلطان المملوكي بِرسالةٍ مُماثلةٍ. ويبدو أنَّ رد السُلطان مُحمَّد أوغر صدر غازان، وبدا أنَّ الصُلح بين الطرفين بعيد المنال، بل مُستحيل، ولا بُد من مُوصلة النزاع، وهكذا فشلت مُحاولة التفاهم بين الطرفين، وقرَّر غازان غزو الشَّام لِلمرَّة الثالثة. أرسل غازان قائد جُيُوشه «قُطلوشاه» إلى الشَّام على رأس جيشٍ جرَّار تراوح تعداده بين 20,000 و30,000 جُندي وفق تقديراتٍ مُعاصرة، خلال أواخر شهر رجب المُوافق فيه شهر نيسان (أبريل)، وأقام هو في أردبيل ينتظر نتيجة المعركة. وسار قُطلوشاه إلى الشَّام على رأس جيشه وبِرفقة فرقةٍ عسكريَّةٍ أرمنيَّة، ومن جهته خرج السُلطان مُحمَّد من القاهرة على رأس جيشٍ تراوح تعداده بين 18,000 و20,000 جُندي قاصدًا دمشق، واصطحب معهُ الخليفة العبَّاسي أبو الربيع سُليمان بن أحمد المُستكفي بِالله، والأُمراء والقادة، ونزل بهم في مرج الصُفَّر قُرب دمشق حيثُ قابل جيش المغول يوم السبت 2 رمضان 702هـ المُوافق فيه 1 أيَّار (مايو) 1303م، وقد أبلى المماليك بلاءً حسنًا في تلك المعركة الحاسمة، فتمَّ لهم النصر، وقُتل عددٌ كبيرٌ من المغول، وأُسر بعضهم، وطورد الباقون حتَّى الفُرات، فهلك منهم قسمٌ كبير بعدما عجزوا عن عُبُور النهر. ولمَّا وصل خبر الهزيمة إلى غازان اغتمَّ غمًّا شديدًا لأنَّهُ لم يذق طعم الهزيمة من قبل، وازداد غضبه لمَّا وصله كتاب السُلطان المملوكي يُحقِّر من شأنه، ويتهكَّم عليه في سُخريةٍ لاذعة، ويطلب منه الجلاء فورًا عن العراق وتركها لِلخليفة العبَّاسي، وهدَّدهُ قائلًا: «...وَإِن سَوَّلَت لَكَ نَفسُكَ بِخِلَافِ ذَلِك، فَأَنتَ لَا مَحَالةَ هَالِك، وَعَمَّا قَلِيلٍ يَخلُو مِنكَ العِراقُ وَالعَجَمُ وَتَندَم حَيثُ لَا يَنفَعُ النَّدَمُ...».

### تحوُّل الإلخانيين إلى المذهب الشيعي الجعفري وعودتهم عنه

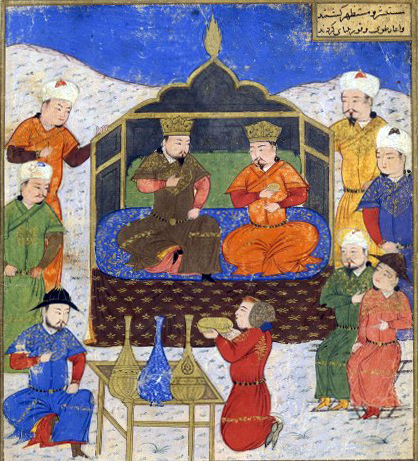
مُنمنمة فارسيَّة من كتاب جامع التواريخ تُصوِّر الإلخان محمود غازان وشقيقه أولجايتو مُتربعان على تخت المُلك، عندما كان أولجايتو ما يزال واليًا على خُراسان.

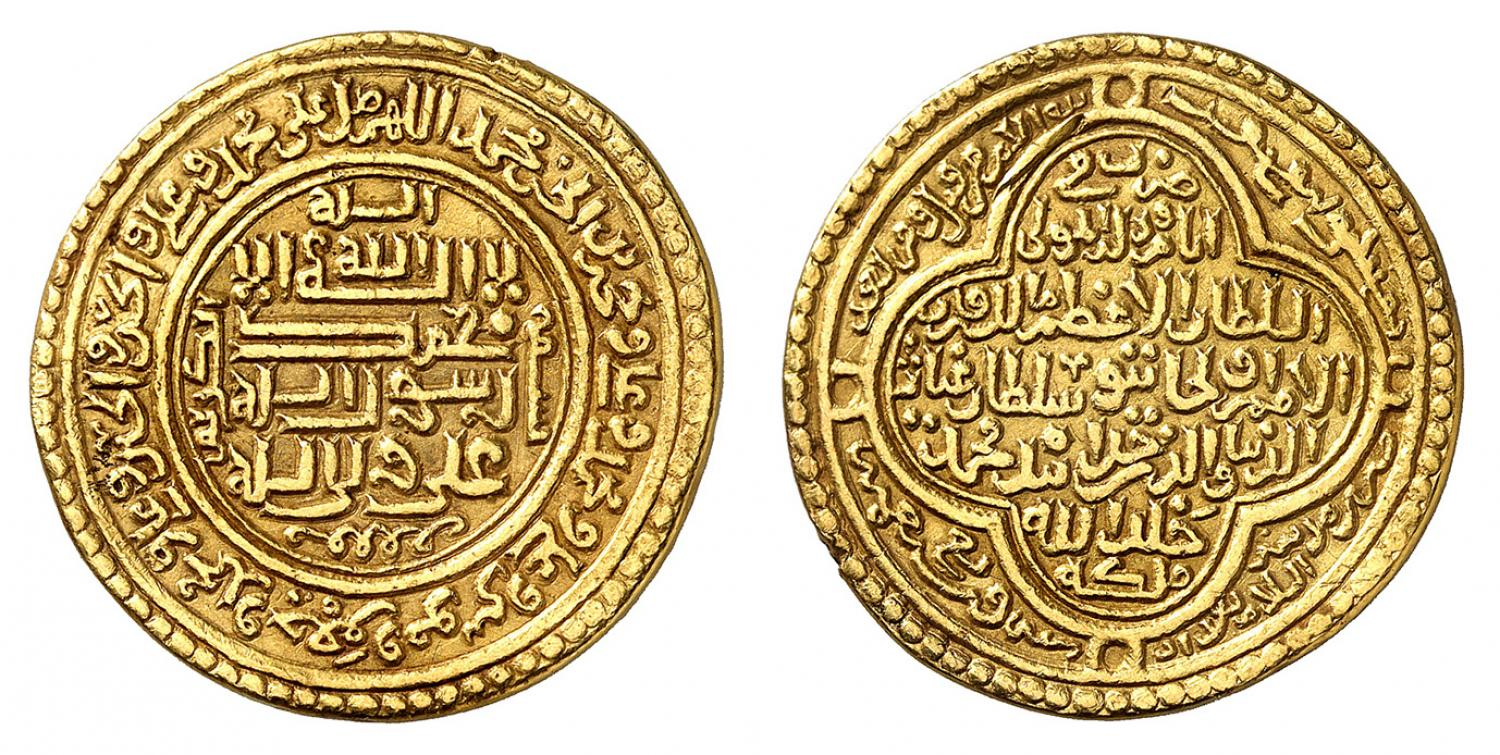
سكَّة أولجايتو وقد ضُربت عليها عبارات التشيُّع لِأهل البيت (يسارًا): الله لا إله إلَّا الله مُحمَّد رسول الله عليٌّ وليُّ الله (في الوسط)؛ اللهُمَّ صلِّ علی مُحمَّدٍ وعليٍّ والحسن والحُسین وعليّ ومُحمَّد وجعفر وموسی وعليّ ومُحمَّد وعليّ ومُحمَّد بن الحسن (في الحاشية).

كانت معركة شقحب ثقيلة بِنتائجها على غازان، وساهمت الخسارة الكبيرة التي مُني بها بِتردِّي أوضاعه الصحيَّة، فتدهورت حالته إلى أن توفي في قزوين يوم الأحد 11 شوَّال 703هـ المُوافق فيه 17 أيَّار (مايو) 1304م، ولم يتجاوز الثالثة والثلاثين من العُمر. أوصى غازان قبل وفاته بِولاية العهد لِأخيه أولجايتو، وطلب من الأُمراء والوُزراء وكبار رجال الدولة أن يُولُّوه العرش بعد وفاته، كما أوصى سائر الرعايا بالانقياد إليه وطاعته ومُساندته، وأمرهم بِالحرص على تنفيذ القوانين والفرمانات التي أصدرها وعدم تحريفها أو تجاوزها، والعمل على تقوية الدين الإسلامي ورفعة شأن المُسلمين. وبِذلك أُجلس أولجايتو على عرش الإلخانيَّة، في يوم الإثنين 15 ذي الحجَّة 703هـ المُوافق فيه 19 تمُّوز (يوليو) 1304م، واتخذ لِنفسه إسمًا إسلاميًّا فارسيًّا هو «مُحمَّد خُدابنده» أي «مُحمَّد عبدُ الله». وكان أولجايتو قد اعتنق الإسلام على المذهب السُني الحنفي بِتأثيرٍ من زوجته المُسلمة وعُلماء الحنفيَّة في خُراسان، وذلك عندما كان واليًا على تلك البلاد أثناء حُكم أخيه غازان، ولمَّا اعتلى عرش الإلخانيَّة، تحوَّل إلى المذهب الشافعي بِتأثير وزيره رشيد الدين فضل الله الهمذاني، الذي كان يعتنق هذا المذهب ويعمل على نشره والترويج له عن طريق المُناظرات والمُحاورات، مُظهرًا بِذلك حُجَّةً قويَّةً وسعة اطِّلاع أهَّلته لِلانتصار على خُصُومه وبِخاصَّةً أئمَّة الحنفيَّة، الأمر الذي دفعهم إلى الحنق عليه، واتخذ هذا الحنق طابع الصخب والسفه والسُخرية، ما كان له تأثير سلبي في نفس الإلخان وفي نفس أُمرائه المغول لِدرجة أنهم تساءلوا لِماذا تركوا ديانة آبائهم وأجدادهم واعتنقوا هذه الديانة التي ينقسم أتباعها شيعًا ومذاهب تُسفِّه كُل واحدة منها الأُخرى. وانتهز الكهنة البوذيُّون هذه الفُرصة، وأشاروا على أولجايتو بِالتخلِّي عن الإسلام والارتداد إلى دين آبائه مرَّةً أُخرى، لكنَّهُ رفض ذلك، واستجاب لِدعوة أحد أُمرائه، المدعو «طرماز بن بايجو بخشي»، بِأن يتحوَّل إلى مذهب الشيعة الإماميَّة الإثنيّ عشريَّة، والمعروف أنَّ هذا الأمير تربَّى في بلاط غازان، ونشأ بين الشيعة في الري، فاغتنق مذهبهم وأضحى من أبرز الداعين له والمُدافعين عنه. رفض أولجايتو، في بادئ الأمر، أن يُصبح شيعيًّا يُخالف أهل السُنَّة والجماعة، لكنَّهُ عاد واقتنع بِكلام العلَّامة الفقيه جمال الدين الحسن بن يُوسُف بن مُطهر الحلِّي، الذي ضرب على وتر نظام الوراثة عند كُلٍ من الشيعة والمغول، المُستند على حصر الحُكم في البيت الحاكم، أي بيت النُبُوَّة وبيت جنكيز خان، فأقنع الإلخان أنَّ المذهب الشيعي يتوافق مع قوانين المغول في وراثة الحُكم، فتحوَّل الأخير إلى المذهب الجعفري، واقتدى به أُمراء المغول وعُظماؤهم، وأمر بِحمل الناس على التشيُّع.
امتنع أهل بغداد وشيراز وأصفهان عن الاستجابة لِلتحوُّل المذهبي الذي فرضه الإلخان في البلاد، لا سيَّما بعدما أمر بِتغيير صيغة خِطبة الجُمُعة لِتتفق مع مذهبه الشيعيّ الجديد، بِإسقاط أسماء الخُلفاء الراشدين وسائر الصحابة من الخِطبة، وذِكر اسم الإمام عليّ بن أبي طالب ومن تبعه، كعمَّار بن ياسر، والأئمَّة الاثنا عشر، وضرب نُقُوذًا نقش عليها أسماء عليّ وأبنائه وبقيَّة الأئمَّة الإثنيّ عشر. ووقف عُلماء وقُضاة هذه البلاد في صف الأهالي، ورفضوا الاستجابة لِمطالب الإلخان، وبحسب الرواية الشعبيَّة التي نقلها ابن بطُّوطة عن أهالي فارس، فأنَّ أولجايتو أمر باستدعاء القُضاة كي يُعاقبهم ويُحاسبهم لِعصيانهم أوامره، فكان أوَّل من أُتي منهم القاضي مجد الدين، قاضي شيراز، فأمر أولجايتو بِإلقائه طُعمةً لِكلابٍ شرسةٍ لِتأكل لحمه، فلمَّا أُطلقت الكلاب على القاضي لم تهجم عليه، بل تودَّدت إليه، فاعتبر أولجايتو ذلك مُعجزةً، وأنها إشارة لِخطئه، فخرج حافي القدمين وانكبَّ على رجليّ القاضي يُقبِّلهما، وأخذ بِيده وخلع عليه جميع ما كان عليه من ثياب، وهي عادة عند المغول كانوا يفعلونها مع من يودون المُبالغة في تكريمه ورفع شأنه، ثُمَّ قام وأدخله إلى داره، وأمر نسائه بِتعظيمه والتبرُّك به، وتراجع عن مذهب الشيعة الإماميَّة، وكتب بِذلك إلى جميع أنحاء دولته، وأمر الناس أن يسيروا على مذهب أهل السُنَّة والجماعة، وأجزل العطاء لِذلك القاضي وأعاده إلى بلاده مُعززًا مُكرَّمًا، وألزم نفسه بِزيارة قبر الإمام أحمد بن حنبل في بغداد أثناء الليل، فكان يذهب إلى هُناك حيثُ يجلس ويبكي عند القبر ويستغفر الله، ويعود من دون أن يشعر به أحد. وهكذا عاد المغول وسلاطينهم إلى مذهب أهل السُنَّة مرَّةً أُخرى.

### ضم جيلان وهراة
ظلَّت ولاية جيلان الغنيَّة خارج نطاق توسُّعات المغول مُنذُ عهد جنكيز خان، وفشلت حملات هولاكو وخُلفائه في السيطرة عليها بِسبب طبيعتها الجبليَّة وعرة المسالك وكثرة الغابات ووُجود الجبال الشاهقة واستمرار الأمطار. وكانت الولاية تنقسم إلى اثنتي عشرة مدينة، على كُلٍ منها أميرٌ مُستقل، تحت إمرته جيشٌ جرَّار، وتتوسَّط إلخانيَّة إيران، ولمَّا كانت غنيَّة بِثروتها، وبِخاصَّةٍ بِإنتاج الحرير، ما يسُدُّ حاجة الخزينة العامَّة، أضحى فتحها ضرورة سياسيَّة واقتصاديَّة. وأرسل أولجايتو قبل غزوها سُفراء إلى أُمرائها يطلب منهم الدُخُول في طاعته فاستجابوا له، ولكنَّهم أدركوا، بعد قليلٍ من الوقت، أنَّ المغول سوف يستولون على ثروات البلاد ويحرمونهم منها، لِذلك راحوا يتذرَّعون بِالحُجج لِلتخلُّص من هذه الطاعة، ما أغضب الإلخان، فصمَّم على غزوها. فجهَّز أربعة جُيُوشٍ لِتجتاحها من أربعة محاور، وذلك في سنة 706هـ المُوافقة لِسنة 1306م. سارت الجُيُوش لِتنفيذ مُهمَّتها، غير أنَّها صادفت مُقاومةً ضاريةً من جانب السُكَّان، كما شكَّلت العوامل الطبيعيَّة عائقًا آخر، ولم تتمكَّن هذه الجُيُوش، في النهاية، من إخضاعها إلَّا بعد أن تكبَّدت خسائر فادحة.

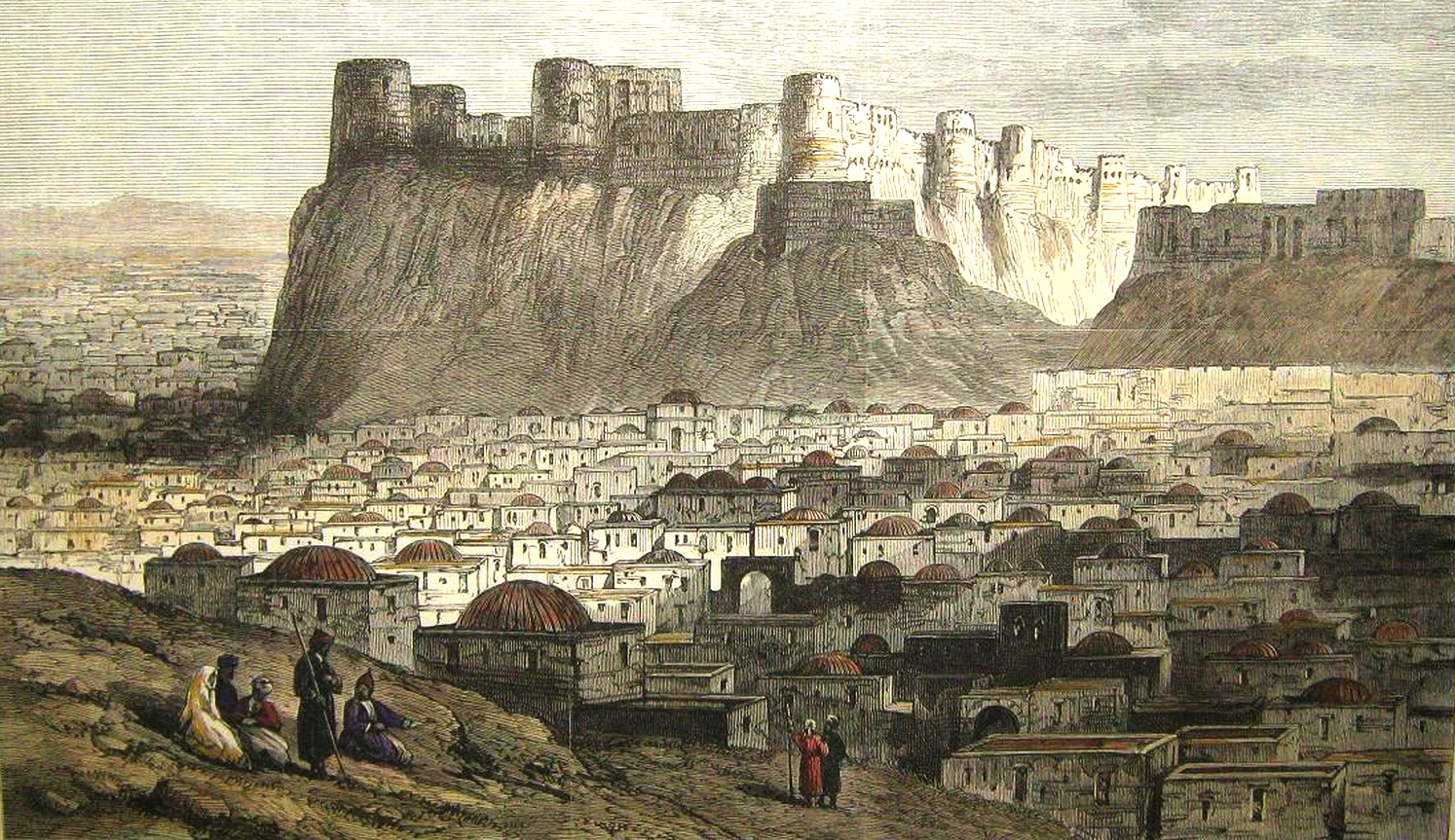
قلعة هراة الشامخة تُشرف على المدينة. استعصت هذه القلعة على المغول فترةً طويلة بِجُهد مُحمَّد سام الغوري.

في الوقت الذي أرسل فيه أولجايتو الجُيُوش للاستيلاء على جيلان، أرسل جيشًا آخر بِقيادة دانشمند بهادُر، إلى خُراسان لِيستولي على منطقة هراة ويقضي على حاكمها الملك فخر الدين. وكانت هذه المنطقة، التي تقع ضمن أملاك الدولة الإلخانيَّة، خارج نطاق السيطرة المغوليَّة، فأراد أولجايتو أن يضُمَّها إلى أملاكه، فاتخذ من امتناع الملك فخر الدين عن تهنئته، عندما تولَّى العرش، بِالإضافة إلى سُلُوكه المُخادع؛ حُجَّةً لِمُهاجمته. زحف دانشمند بهادُر على رأس عشرة آلاف مُقاتل، باتجاه مدينة هراة وأرسل رسالةً إلى الملك فخر الدين تتضمَّن المُطالبة بِتلبية رغبات الإلخان والدُخُول في طاعته، وتهديدًا بانتزاع المُلك منه إذا رفض. أبدى فخر الدين استعداده بِتقديم واجب الضيافة لِلجيش، ورفض أُسلوب التهديد، وأعلن القائد المغولي أنَّهُ سيُقاوم استعمال القُوَّة ضدَّه، مما أثار امتعاض دانشمند بهادُر، فضرب حصارًا مُركزًا على المدينة، وجرت بينه وبين حاميتها عدَّة وقعات لم تُسفر عن نتائج حاسمة، ممَّا اضطرَّهُ أن يطلب من الملك فخر الدين أن يُغادر المدينة إلى قلعة «أمان كوه»، وتعهَّد لهُ بِأن يعود إليها مُعزَّزًا مُكرَّمًا حين تهدأ الأُمُور وتستقر الأوضاع. ويبدو أنَّ الوضع الداخلي لِفخر الدين كان حرجًا بِسبب تفشِّي المجاعة في المدينة، فقبل الطلب، وأبقى أحد أتباعه، المدعو جمال الدين مُحمَّد سام الغوري، على قلعة المدينة وأوصاه بِعدم تسليمها لِلمغول. ولمَّا دخل المغول المدينة حتَّى استرعى نظرهم قلعتها الشامخة، فطلب بهادُر من مُحمَّد سام الخُرُوج منها والمُثول بين يديه، فرفض ذلك وصمَّم على القتال بدايةً، ثُمَّ أتاه أمر مليكه بأن ينزل عند رغبة المغول، على أن يتخذ الحيطة تحسبًا من غدرهم، فنزل مُحمَّد سام على رأي مليكه، وسمح لِلمغول بِدُخُول القلعة، فلمَّا دخلوها وقعوا في كمينٍ أعدَّه لهم، فقُتلوا جميعًا وعددهم مائة وثمانون رجُلًا، بما فيهم دانشمند بهادُر. لم يركن أولجايتو إلى الهُدُوء عندما علم بِنبأ المجزرة، فأسرع بِتجهيز جيشٍ آخر بِقيادة بوجاي بن دانشمند بهادُر، وأرسله إلى هراة لِلثأر لِمقتل والده وتأديب سُكَّان المدينة. اصطدم بوجاي بِقُوَّات مُحمَّد سام في عدَّة معارك طاحنة كانت سجالًا، وعجز عن اقتحام المدينة. وحدث في تلك الأثناء أن مرض الملك فخر الدين ثُمَّ تُوفي، وبقي مُحمَّد سام بِمُفرده يُقاوم المغول، فضرب هؤلاء حصارًا شديدًا على المدينة حتَّى نفذت أقواتها، فطلب الأهالي الأمان، واضطرَّ مُحمَّد سام أن يُسلِّم المدينة لقاء الأمان على نفسه وأهله ومُرافقيه، وأن لا يستسلم إلَّا لِوالي خُراسان المغولي، الأمير يساول. استجاب بوجاي ويساول لِهذا الطلب، فنزل مُحمَّد سام من القلعة وسلَّم نفسه لِلوالي المذكور، فغدر به وترك أمره إلى بوجاي الذي قتله مع أهله ومُرافقيه. وهكذا تمَّت سيطرة المغول التامَّة على جميع أنحاء خُراسان.

### عودة الحرب مع المماليك والقبيلة الذهبيَّة

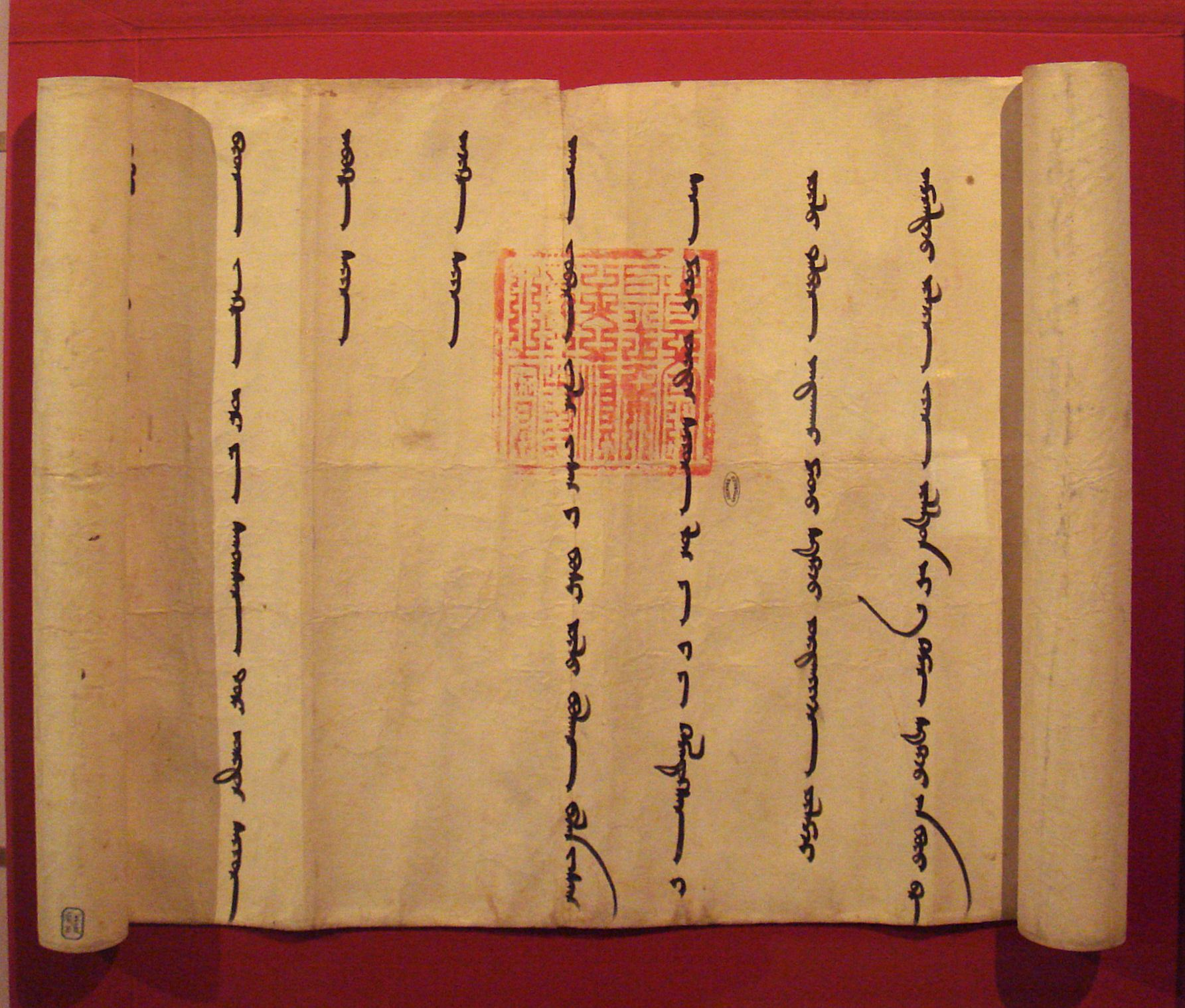
رسالة أولجايتو إلى فيليپ الرابع ملك فرنسا، العائدة لِسنة 1305م. كُتبت بِالخط المغولي التقليدي، ويظهر في وسطها ختم الخاقان الأعظم بِالنمط الصيني، الموضوع بِالخط المغولي التربيعي (دوربولجين بيچيگ). يصلُ قياس هذه اللفَّة الضخمة إلى 302x50 سم، وهي محفوظة في المكتبة الوطنيَّة الفرنسيَّة بِمدينة باريس العاصمة الفرنسيَّة.

انتهج أولجايتو نهج أسلافه من حيث الوُقُوف موقف العداء من المماليك، إلَّا أنَّهُ حرص في بداية عهده على توثيق عرى الصداقة مع السُلطان الناصر مُحمَّد بن قلاوون، وتأكيد حُسن نيَّته نحوه، فأرسل إليه رسالةً تضمَّنت تهديدًا وترغيبًا، على عادة خوانين المغول يُعلمه فيها بِجُلُوسه على العرش، وخاطبه بِالأُخُوَّة وطلب منه إخماد الفتن، والإقلاع عن الحرب، والدُخُول في الصُلح في سبيل فتح الطُرق والمعابر أمام الرُسُل والتُجَّار بين الدولتين، كما بعث إليه بِهديَّة، لكنَّهُ لم يتورَّع عن اللجوء إلى أُسلوب التهديد والوعيد بِكلماتٍ عنيفةٍ قاسية قال في نهايتها: «...فَإِذَا لَم تَلقَ هّذِهِ النَّصَائِح أَذَانًا صَاغِيَةً فَدُونِهِمُ السَّيف». وقد استقبل السُلطان المملوكي الرُسل المغول وأكرم وفادتهم، وأعادهم إلى تبريز بِرفقة سفيرين من قِبله يحملان ردِّه وهديَّته. ويبدو أنَّ أولجايتو لم يكن مُخلصًا في تودُّده، إذ أنَّه سعى لِلاستيلاء على الشَّام ومصر كما أسلافه، وحاول التحالف مع الغرب الأوروپي، العدو التفليدي لِلمماليك، لِتطويق هؤلاء، والحُصُول على مُساعدةٍ عسكريَّةٍ. فوجَّه من أجل ذلك، رسائل عدَّة إلى ممالك الغرب الأوروپي، كان أوَّلها سنة 1305م، إلى فيليپ الرابع ملك فرنسا والبابا كليمنت الخامس وإدوارد الأوَّل ملك إنگلترا، يُؤكِّد فيها الاستمرار في الاحتفاظ بِالعلاقات الطيِّبة التي اتبعها أسلافه معهم، ويُعرب عن استعداده لِلتحالف وإيَّاهم. وفي سنة 1307م، أرسل أولجايتو سفارةً أُخرى إلى البابا كليمنت الخامس، حملت رسالةً تضمَّنت معلومات مُبالغ فيها، ويُرجَّح أنَّها مُفبركة وأنَّ السفير إلى البلاط المغولي، المدعو طوماس الإيطالي، هو من وضعتها، ومفادها أنَّ الإلخان سيُجهِّز مائتي ألف حصان، ومائتي ألف كيس من القمح ويضعها تحت تصرُّف مملكة قيليقية الأرمنيَّة لِإمداد الجُيُوش الصليبيَّة حين قُدُومها لِتخليص الأراضي المُقدَّسة من المُسلمين، بِالإضافة إلى أنَّ أولجايتو سيقود مائة ألف فارس لِتدعيم هذه القُوَّة لِطرد المُسلمين من الأراضي المُقدَّسة. سُرَّ البابا سُرورًا عظيمًا لمَّا علِم بِما ورد في الرسالة المذكورة وقال إنَّ هذا العرض قوَّى عزيمته مثل الغذاء الروحي، وأنَّ الكُرسي الرسولي سيسعدُ بنجاح هذا الحلف. ويبدو أنَّ تبادل الرسائل لم يُؤدِّ إلى نتائج إيجابيَّة على الرُغم من اعتقاد البابا ومُلُوك أوروپَّا بِأنَّ أولجايتو كان يميل إلى المسيحيَّة، وقد كوَّنوا هذا الانطباع نتيجة إخفاء مبعوثيه إليهم نبأ اعتناقه الإسلام حتَّى يضمن مُساعدتهم. والحقيقة أنَّهُ حتَّى تلك العُرُوض الخياليَّة، لم تُحرِّك الأوروپيين لِإرسال حملةٍ صليبيَّةٍ، وذلك لانهماكهم بِمُشكلاتهم الإقليميَّة واهتماماتهم الجديدة الناتجة عن الانكباب على دراسة التقارير التي وضعها الفلاسفة والمُنظرين وأرباب السيف والقلم، حول أسباب فشل الصليبيين في الاحتفاظ بِمواقعهم في الأراضي المُقدَّسة، وأنجح السُبل لاسترداد هذه البقاع.

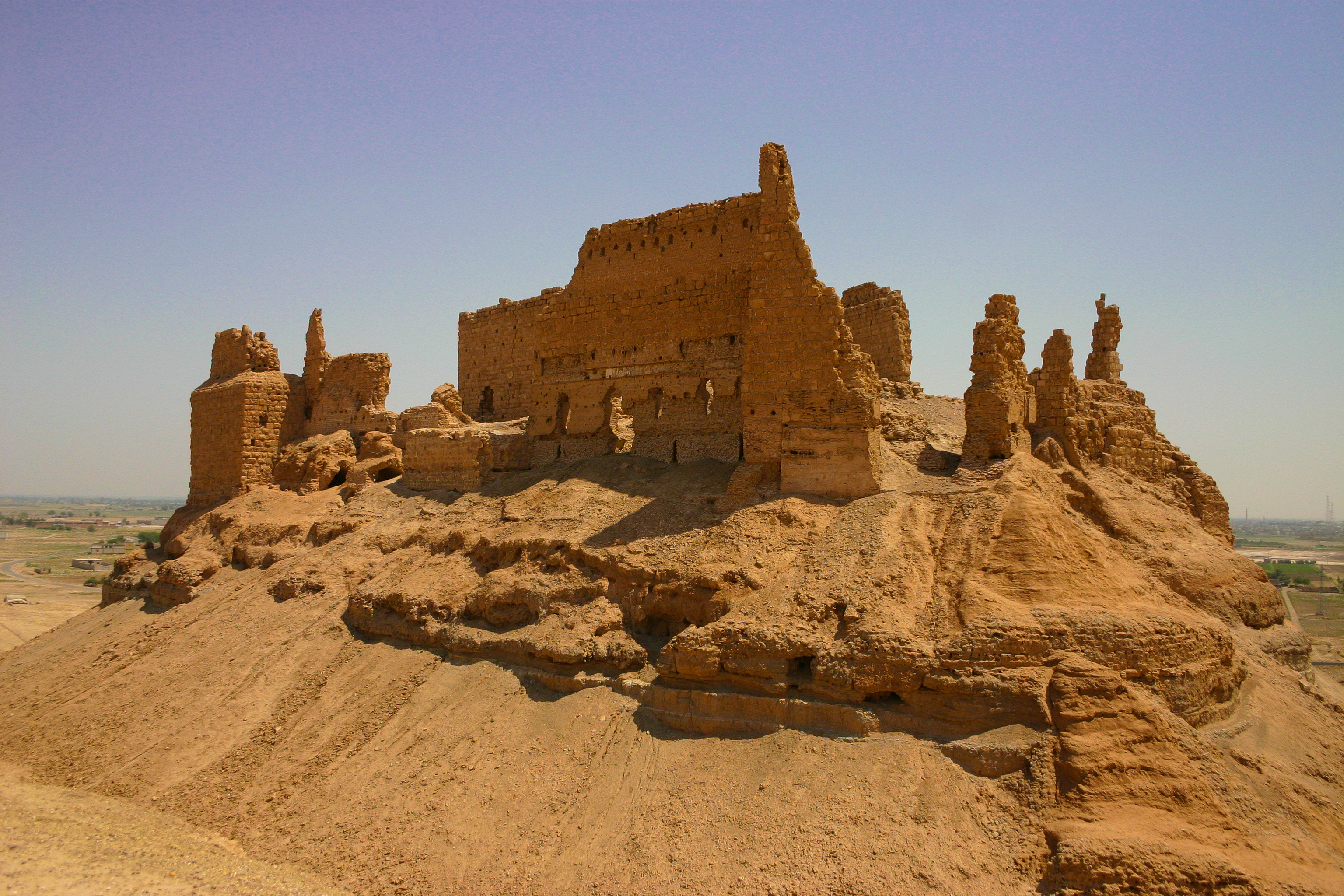
أطلال قلعة الرحبة، إحدى آخر المواقع الشاميَّة التي حاول المغول الاستيلاء عليها.

وجد أولجايتو الفُرصة سانحة لِتحقيق أطماعه بِالاستيلاء على الشَّام سنة 712هـ المُوافقة لِسنة 1312م، عندما شقَّ الأمير قراسنقر المنصوري، نائب دمشق، عصا الطاعة على السُلطان الناصر مُحمَّد، وأخذ يُؤلِّب عليه نُوَّاب الشَّام، فانضمَّ إليه جمال الدين آقوش بن عبد الله الأفرم وعز الدين أيدمر الزردكَّاش وبلبان الدمشقي وبيسري الحُسامي، وبعض الجُنُود. وحتَّى يكون هؤلاء في مأمنٍ التجأوا إلى إيران حيثُ استقبلهم أولجايتو ورحَّب بهم، وأقطعهم الإقطاعات، وهؤلاء اللاجئون هُم الذين حثُّوه على مُهاجمة الشَّام وهوَّنوا عليه أمرها وحسَّنوا له الاستيلاء على تلك البلاد بِهدف الانتقام من السُلطان المملوكي. أعدَّ أولجايتو جيشًا جرَّارًا توجَّه به إلى الموصل، واصطحب معهُ أشهر قادته، بِالإضافة لِأُمراء الشَّام الذين التجأوا إليه، وانضمَّ إلى هذا الجيش جُنُودٌ كرجيُّون وأرمن. وتابع الجيش زحفه إلى شاطئ الفُرات، فألقى أفراده أنفُسهم أمام مدينة الرحبة، فحاصروها في 16 رمضان 712هـ المُوافق فيه 15 كانون الثاني (يناير) 1313م. صمدت المدينة المذكورة أمام ضغط المغول، وقاوم سُكَّانها مُقاومةَ ضارية، لكنَّ اشتداد الحصار كاد أن يُجبرهم على الاستسلام لولا أن حصل ما أجبر المغول على التراجع نحو إيران، فقد بلغ الإلخان أنَّ السُلطان المملوكي أعدَّ جيشًا كبيرًا «حتَّى لم يبقَ في مصر أحدٌ من العسكر»، وخرج على رأسه من القاهرة قاصدًا الشَّام بِهدف الاصطدام بِالمغول ووقف تقدُّمهم، كما أنَّ رشيد الدين الهمذاني، وزير أولجايتو، أقنع الإلخان بِأن يتراجع عن المدينة ويترك سُكَّانها وشأنهم، كذلك، لاحت في الأُفق علامات المتاعب من جهة القفقاس، عندما أخذت الحُدُود الشماليَّة لِلدولة الإلخانيَّة تتعرَّض لِضغطٍ من القبيلة الذهبيَّة بِزعامة مُحمَّد أوزبك خان.

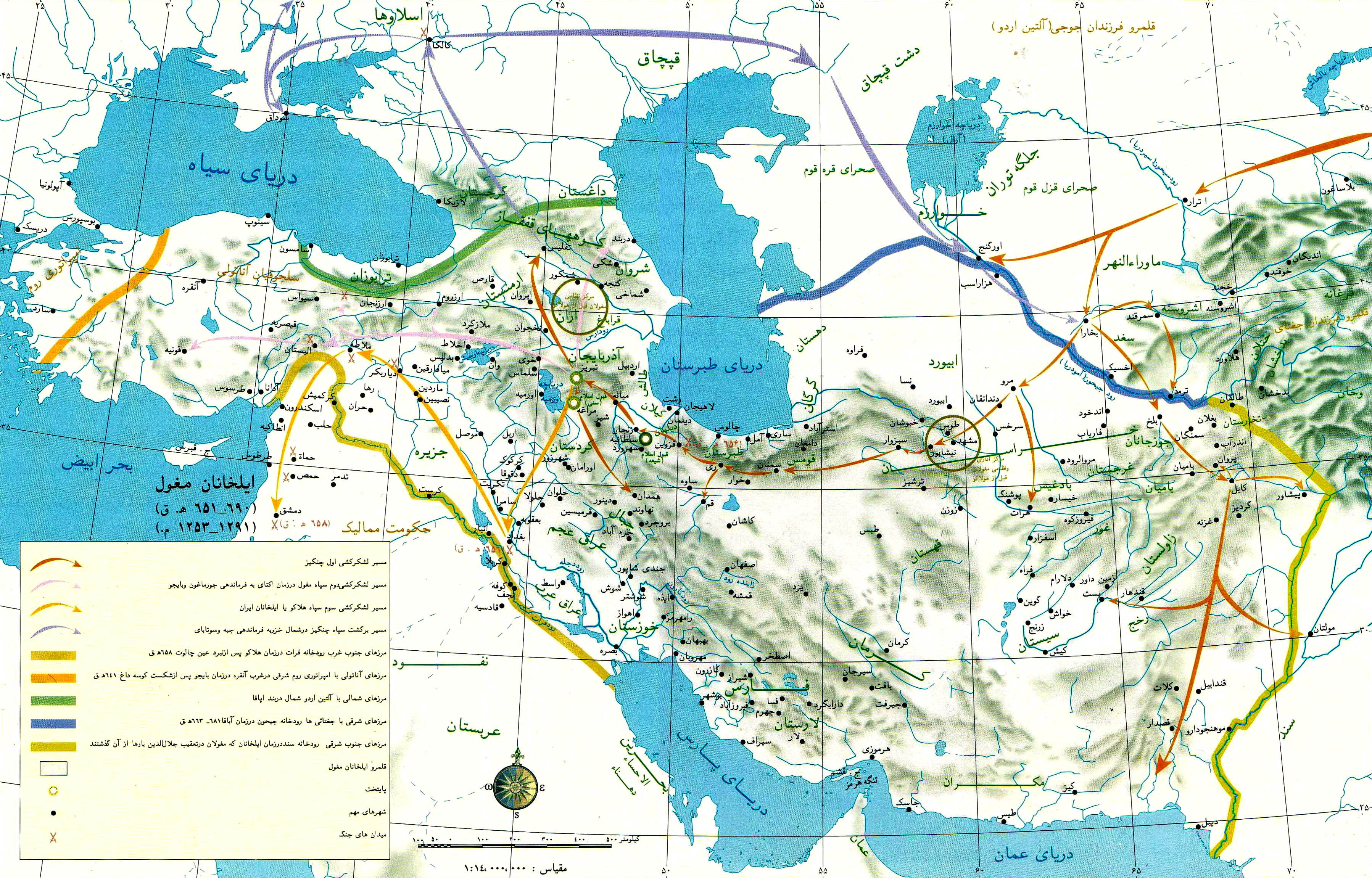
الحُدود التي استقرَّت عليها الدولة الإلخانيَّة في أواخر عهدها.

كان مُحمَّد أوزبك خان قد خلف عمُّه طُقطاي بن منكوتيمور على عرش خانيَّة القبيلة الذهبيَّة سنة 712هـ المُوافقة لِسنة 1312م، وسار على نهجه في المُطالبة بِأراضي القفقاس، التي كان طُقطاي دائم المُطالبة بها على اعتبار أنَّ لِآبائه حُقُوقٌ فيها استنادًا إلى التقسيم الذي أجراه جنكيز خان. وأرسل أوزبك خان سفارةً إلى أولجايتو من أجل هذه الغاية، فكان رد الإلخان الرفض المُطلق. ويبدو أنَّ مُحمَّد أوزبك كان عاجزًا عن تحصيل ما يدَّعيه من حُقُوقٍ بِالقُوَّة، ويبدو أنَّهُ اتعظ من تجربة الخان السابق طُقطاي، الذي تبيَّن لهُ مدى ضخامة وقُوَّة الجُيُوش الإلخانيَّة عندما حاول الاصطدام بها قبل نحو سنتين من الزمن، لِذلك عمد إلى السياسة، فأرسل سفارةً ثانيةً إلى أولجايتو في 25 مُحرَّم 714هـ المُوافق فيه 11 أيَّار (مايو) 1314م لِلتفاهم حول النزاع على القفقاس، عن طريق الصُلح، وتوطيد أواصر المحبَّة والمودَّة بين الدولتين، غير أنَّ المباحث اصطدمت بِتصلُّب المواقف، وظلَّت العلاقات بين الدولتين مُتوترة، إلَّا أنَّهُ، مُنذُ ذلك الوقت، تراجع حماس المغول القفجاقيين بِالإصرار على ادعائهم بِتملُّك القفقاس، وثبتت حُدود الدولة الإلخانيَّة، على الرُغم من أنَّ أجلها كان قد أصبح قاب قوسين أو أدنى.

### الفتن والقلاقل وبداية الزوال
توفي أولجايتو يوم الأربعاء 27 رمضان 716هـ المُوافق فيه 13 كانون الأوَّل (ديسمبر) 1316م، ورُفع ابنه ووليّ عهده أبو سعيد على عرش الدولة الإلخانيَّة خلفًا له، وكان في الثالثة عشرة من عُمره. تعرَّضت الدولة الإلخانيَّة، في بداية عهد أبي سعيد، لاضطراباتٍ داخليَّةٍ، أثارها تنافس بعض الأُمراء وأطماعهم، فتعددت ثورات أولئك الأُمراء في مناطق مُتفرِّقة ضدَّ إلخانهم، غير أنَّ أبا سعيد استعان عليهم بقائد جيشه الأمير «جوبان»، فقضى عليهم، وأعاد إلى البلاد استقرارها وهدوءها. وفي الحقيقة فإنَّ جوبان المذكور تمكَّن من السيطرة على مقاليد الأُمُور في الدولة، وازدادت قُوَّته حتَّى لم يبقَ لِأبي سعيد من السُلطة سوى الاسم، وأصبح الانتهازيُّون والمُتسلقون يتقرَّبون إليه في سبيل تحقيق مآربهم وغاياتهم، ومن أبرز هؤلاء الوزير تاج الدين علي شاه التبريزي. فقد كان لِأبي سعيد وزيران هُما الإداري والسياسي المُخضرم الكبير رشيد الدين فضل الله الهمذاني وتاج الدين سالف الذِكر، وقد برزت بينهما خلافاتٌ عميقة في ظل طُمُوح تاج الدين إلى التفرُّد بِمنصب الوزارة، فعمد إلى الدهاء والوقيعة لدى جوبان الذي دفع الإلخان للتخلُّص من رشيد الدين ونجح في ذلك، وأمر الإلخان بقتل وزيره الكبير في سنة 718هـ، فانفرد تاج الدين علي شاه بالوزارة حتى وفاته في أوائل سنة 724هـ. تعرَّضت الدولة الإلخانيَّة، بعد مقتل رشيد الدين، إلى سلسلةٍ من الفتن والاضطرابات الداخليَّة الجديدة، بين مُختلف الجماعات المغوليَّة، أشرف خلالها كيان الدولة على الانهيار، إلَّا أنَّها شكَّلت علامةً فارقةً على بداية النهاية لِمسيرتها السياسيَّة، وتمثَّلت تلك الفتن بازدياد نُفُوذ الأمير جوبان وابناه الوزير «دمشق خواجة» والقائد حسن، بِشكلٍ كبير، إذ صارت أُمُور الجيش والشعب في أيدي المذكورين، فعلا شأنهم، وتجاهلوا الإلخان في مُعظم الأُمور، فغضب عليهم، وزاد من غضبه ما صدر عن إبنا جوبان من تصرُّفات رعناء غير مسؤولة، طالت أهالي مدينة غزنة التي استباحها حسن بن جوبان وارتكب فيها ألوانًا من الفواحش والفسق؛ وحرملك الإلخان نفسه الذي حوَّلهُ دمشق خواجة إلى مرتعٍ لِإشباع رغباته الجنسيَّة. كانت تلك الأسباب أكثر من كافية لِتدفع الإلخان إلى شنَّ حملةٍ شعواء لاستئصال هذه الأُسرة، ونجح في ذلك، فقتل المذكورين جميعًا ثُمَّ نصَّب غيَّاث الدين مُحمَّد بن رشيد الدين الهمذاني في هذا المنصب، لشعوره بِالندم على قتل أبيه فضلًا عن أنَّ غيَّاث الدين كان أصلح الناس لِهذا المنصب في ذلك الوقت؛ حيثُ كان واسع الأُفق، ومُطَّلعًا على العُلُوم العقليَّة والنقليَّة، فأحسن إدارة شُؤون الدولة وتوخَّى العدل، وعمل على رعاية مصالح الناس. وعمل أبو سعيد، بعد مقتل جوبان، على التخلُّص نهائيًّا من سيطرة الأُمراء من واقع عدم تعيين أحد في منصب أمير الأُمراء على أن يُباشر السُلطة بِنفسه، وقضى على كُل أميرٍ بدت منه مُحاولة تُمرُّد على السُلطة، ولاحق كُل من شكَّ بأمره أو تناهى إلى سمعه بأنَّهُ يُخطط لِمُؤامرةٍ ما.

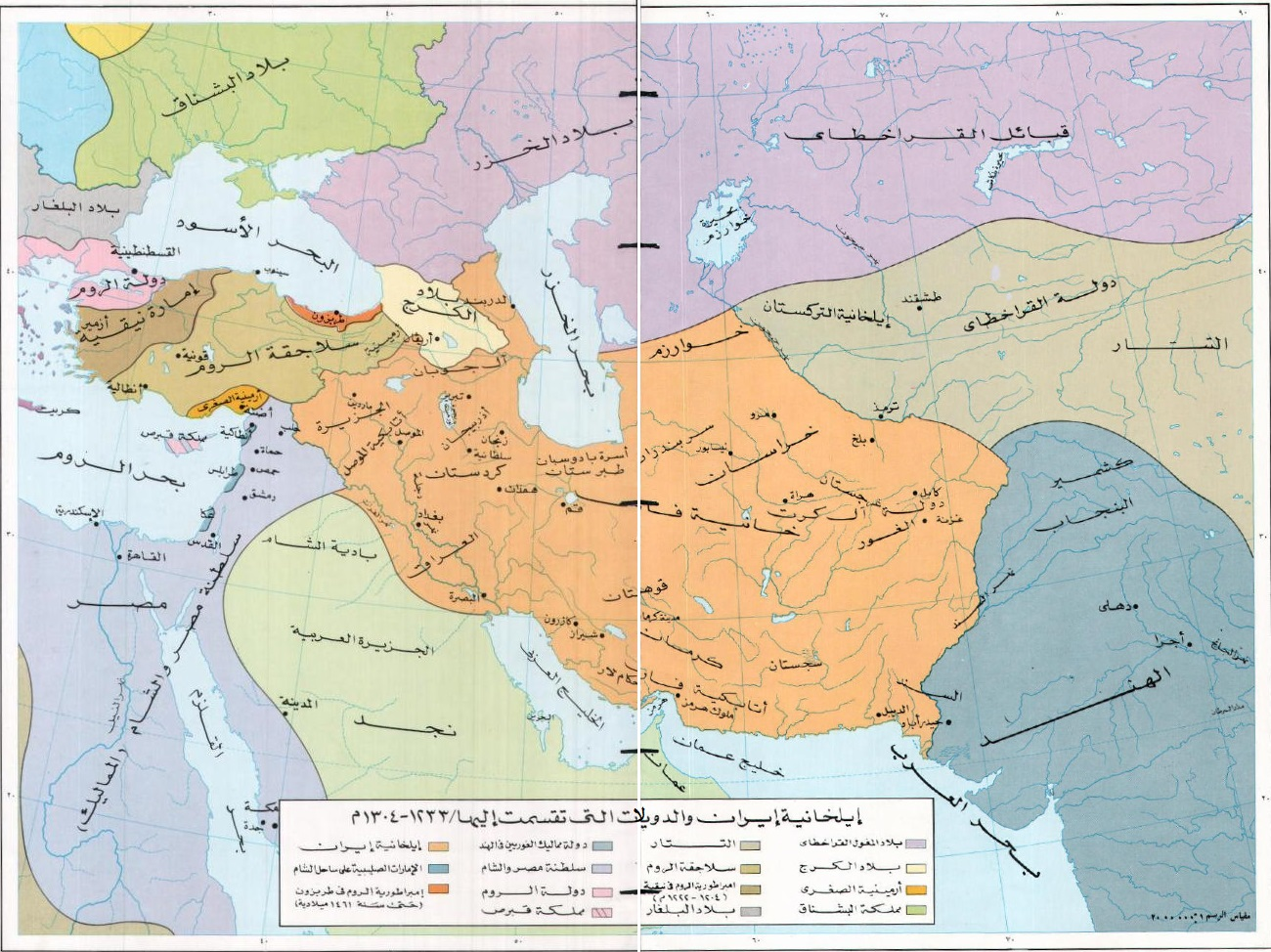
الدولة الإلخانيَّة في أواخر عهد أبي سعيد، وقد بدأت ملامح الدُويلات المحليَّة تتكوَّن فيها.

مال أبو سعيد إلى التفاهم مع المماليك في مصر والشَّام، وسعى إلى الدُخُول في مُفاوضاتٍ مع السُلطان الناصر مُحمَّد بن قلاوون بِهدف عقد صُلحٍ بينهما، بعدما رأى وأعوانه أنَّهم عاجزون عن السير في السياسة التقليديَّة المُعادية لِلمماليك، الذين صمدوا في وجههم، وتغلَّبوا على أسلافهم في عدَّة معارك حاسمة. لِذلك، دخل الطرفان في مُباحثاتٍ مُستمرَّة دامت ثلاثة أعوام حتَّى جنح الناصر مُحمَّد إلى الصُلح بعد أن عبَّر لهُ أبو سعيد عن نواياه الطيِّبة، ورغبته السابقة في قيام علاقات بينهما على أُسسٍ من المحبَّة والاحترام المُتبادل. كان من مظاهر هذا الصُلح بين الدولتين أن توطَّدت العلاقات الطيِّبة بين المماليك والإلخانيين، مما اعتُبر تحوُّلًا في العلاقات بين الطرفين، إذ هدأت المنطقة، ولم تعد تشهد حُرُوبًا طاحنةً من نوع الحُرُوب التي شهدها القرن الثالث عشر الميلاديّ، وسادها جوٌ من الهُدوء والسلام. كذلك، صار يُدعى لِأبي سعيد في مكَّة بعد الدُعاء لِلخليفة العبَّاسي والسُلطان المملوكي. كما صرف الإلخانيُّون النظر عن التحالف مع الغرب الأوروپي. تُوفي أبو سعيد في قره باغ، من أعمال أرَّان، في 13 ربيع الآخر 736هـ المُوافق فيه 30 تشرين الثاني (نوڤمبر) 1335م، وقيل 12 ربيع الأوَّل المُوافق فيه 29 تشرين الأوَّل (أكتوبر) من ذات السنة، وحُمل جُثمانه إلى مدينة سُلطانيَّة ودُفن تحت القبَّة التي كان قد أقامها بِجوار قبر أبيه.

### تفتُّت الإلخانيَّة وسُقُوطها

الدُويلات والإمارات التي تقسَّمت إليها الدولة الإلخانيَّة بعد وفاة أبو سعيد خان، وحتَّى زوالها تمامًا.

أُصيبت الدولة الإلخانيَّة، بعد وفاة أبي سعيد، بِالتصدُّع، وتمزَّقت إلى أقاليم لِكُلٍ منها وضعٌ خاص. والواقع أنَّ علائم الانهيار كانت قد بدأت تظهر على جسم الدولة خِلال حُكم أبي سعيد، الذي يُعد آخر الإلخانيين الكبار، وذلك بِفعل تنازُع القادة والأُمراء والوُزراء، وظهرت أزمة السُقُوط بعد وفاته المُفاجئة إذ لم يكن هُناك من المُرشحين رسميًّا لِولاية العهد أحد من أبناء الأُسرة، لِأنَّهُ لم يعقب، فانقطعت ذُريَّة هولاكو من الذُكُور، فضلًا عن أنَّ وفاته لم تكن مُتوقَّعة في مثل هذا السن (30 سنة)، وحلَّ الأُمراء الأقوياء مكان بقايا السلاطين الإلخانيين من الذين كان آباؤهم قد اختفوا بين أواسط العامَّة خوفًا من بطش الألاخين بهم، وأمسكوا بِزمام الأُمُور يتلاعبون بِهؤلاء ويُحرِّكونهم كالدُمى. وانقسمت إيران، في هذا العهد، إلى قسمين كبيرين بين عائلتين، عائلة جوبان وورثته، وعائلة حسن الجلائري، وكان في كُل أُسرة أمير يُدعى «حسن»، ولِلتفرقة بينهما سُمِّي حفيد جوبان «حسن الصغير» وسُمِّي مُؤسس الدولة الجلائريَّة بِـ«حسن الكبير»، وسُرعان ما طغى اسماهُما على أسماء الألاخين الذين نُصِّبوا في تلك الحقبة. ووصف ابن بطُّوطة وضع الدولة الإلخانيَّة بعد وفاة أبي سعيد، وذكر المُتغلِّبين على أقاليمها، فقال إنَّ حسن الجلائري استقلَّ بِمُلك عراق العرب، وتغلَّب إبراهيم شاه بن سنيته على الموصل وديار بكر، وسيطر الأمير أرتنا على الأناضول، وحسن خواجة بن تيمورطاش بن جوبان على تبريز وسُلطانيَّة وهمذان وقُم وقاشان والرّي ورامين وفرغانة والكرج، والأمير طُغتيمور على بعض بلاد خُراسان، والأمير حسن بن غيَّاث الدين على هراة ومُعظم بلاد خُراسان، وملك دينار على بلاد مكران وبلاد كبج، ومُحمَّد شاه بن مُظفَّر على يزد وكرمان وورقو، وقُطب الدين يمهتن على هُرمُز وكيش والقطيف والبحرين وقلهات، والسُلطان أبو إسحٰق على شيراز وأصفهان وفارس، وأفراسياب أتابك الذي تغلَّب على إيذج وغيرها من البلاد. والواقع أنَّهُ ساد هذه الحقبة، التي سبقت السُقُوط، اضطرابٌ شديد، حيثُ تعاقب الألاخين على العرش بِشكلٍ مُتسارع، وقد اتصفوا بِالضُعف والتخاذل وأضحوا أُلعُوبة في أيدي الأُمراء يُحرِّكونهم وفقًا لِأهوائهم ورغباتهم، كما انتشرت الفتن والقلاقل في كُل أنحاء إيران، وراودت المُتغلبين فكرة الانفصال عن الحُكُومة المركزيَّة والاستقلال بما تحت أيديهم. وكان أنوشيروان بن تيمورطاش آخر الألاخين المعروفين في تاريخ مغول فارس، وقد نصَّبه الأمير الجوباني ملك أشرف على العرش، فحكم في ظلِّه حتَّى قُتل ملك أشرف على يد جاني بك بن أوزبك، خان مغول القفجاق، بِتحريضٍ من سُكَّان تبريز الذين ضاقوا ذرعًا منه بسبب أعماله السيِّئة وسيرته البشعة، فزال بِمقتله مُلك الإلخان الصوري أنوشيروان، ولا يُعرف ما حلَّ به، وقد وُجدت سكَّة تحملُ اسمه حتَّى سنة 756هـ المُوافقة لِسنة 1355م، وهي السنة التي انقرضت فيها الدولة الإلخانيَّة في إيران وزالت نهائيًّا بعد أن انقضت فعليًّا بعد وفاة أبي سعيد خان.

## الثقافة والمظاهر الحضاريَّة

### الإنشاءات العُمرانيَّة

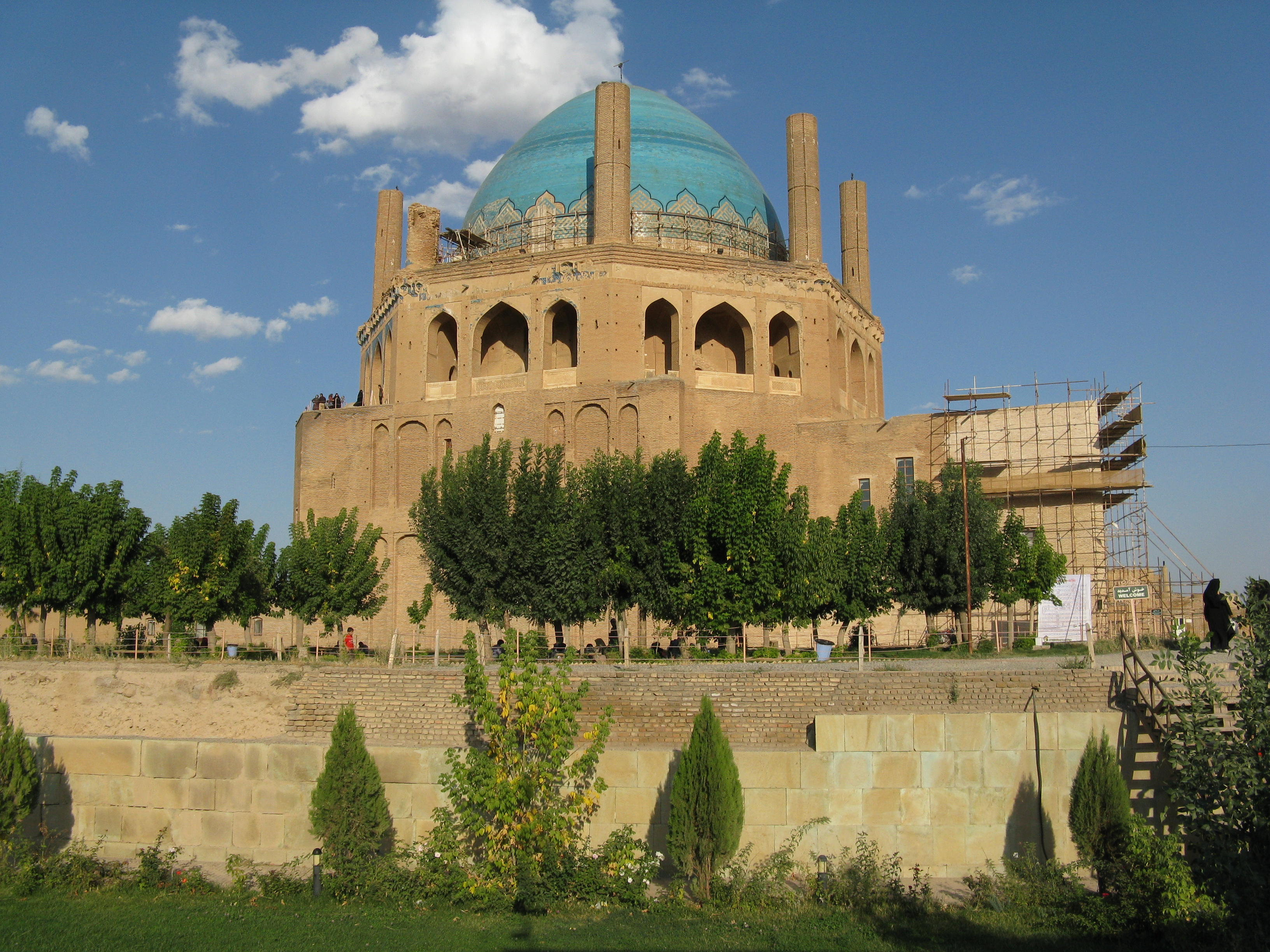
قبَّة مدينة سُلطانيَّة، إحدى أبرز وأهم وأجمل المعالم المعماريَّة التي خلَّفها مغول فارس في إيران، وأقدم قُبّة مُزدوجة في البلاد. كان لها تأثيرٌ على تطوير أنماط العمارة الإسلاميَّة الفارسيَّة حول العالم فيما بعد. تقع في مدينة سُلطانيَّة بِمُحافظة زنجان. ضاعت الكثير من المعالم الزُخرُفيَّة الخارجيَّة لِهذه القبَّة نتيجة العوامل الطبيعيَّة، فيما بقيت معالمها الداخليَّة سليمة إلى حدٍ ما.

لم يترك المغول الإلخانيُّون أيَّة آثار معماريَّة مُميزة سابقة على النصف الثاني من القرن الثالث عشر الميلادي، وذلك لِغلبة نمط الحياة البدوي عليهم خِلال الفترة المذكورة، ولمَّا استقرَّ حُكمهم وأخذوا يندمجون في الحضارة الإسلاميَّة أكثر فأكثر، تُرجم ذلك الاندماج في بضعة آثارٍ معماريَّةٍ مُميَّزة ما يزال بعضها قائمًا في إيران خصوصًا. يُعد عهد الإلخان محمود غازان العصر الذهبي لِمغول فارس، ومُعظم الآثار المعماريَّة الإسلاميَّة المغوليَّة شُيِِّدت في عصره وعصر خُلفائه، فعلى الرُغم من قسوة غازان وشدَّته، فإنَّهُ كان مُحبًّا لِلعُمران والفُنُون المُختلفة؛ فمن حُبِّه لِلفُنُون والعمارة أنَّهُ شيَّد في مدينة تبريز مجمعًا ثقافيًّا كبيرًا عُرف بِـ«الغازانيَّة»، وكان من جُملة عماراته ضمن حُدُود ذلك المُجمَّع مدفنًا لهُ ومسجدًا جامعًا كبيرًا ومدرستين ومرقبٍ لِلنُجُوم وعماراتٍ عامَّةٍ مُختلفةٍ أُخرى. واعتنى غازان بِتجميل عاصمة مملكته بِأبنيةٍ فخمةٍ تشمل مسجدًا عظيمًا، ومدرسة كبيرة، ودارًا لِلكُتُب، ودارًا لِحفظ الدفاتر والقوانين التي استنَّها، ومرصدًا فلكيًّا، وبُستانًا، ومُستشفى وخانقاه للمُتصوِّفة. وبعد وفاة غازان، سار أولجايتو على نهجه واستمرَّ في تشييد المُؤسسات الاجتماعية التي تنهض بالناس من بناء المدارس والمُستشفيات والحمَّامات والملاجئ، وأعاد بناء مرصد مراغة الذي بناه هولاكو. ومن أبرز المعالم الأُخرى العائدة إلى عصر الإلخانيين، مسجد الرأس الواقع في مدينة النجف، وقد ذكر الشيخ مُحمَّد حرز الدين أنَّ باني المسجد المذكور هو محمود غازان، وأنَّهُ أقام لِبنائه سنة كاملة، ضاربًا خيامه بين النجف ومسجد الحنانة في الثويَّة، على أنَّ غيره نسب بناء المسجد المذكور إلى الشاه عبَّاس بن مُحمَّد خُدابنده الصفوي. ومن أهم المعالم المغوليَّة الإلخانيَّة أيضًا: قبَّة السُلطانيَّة التي شادها أوليجاتو في مدينة سُلطانيَّة لِتكون قبرًا له، وقيل أنَّهُ كان يرمي من خلال بناء هذه العمارة إلى نقل جُثمانيّ الإمامين عليّ بن أبي طالب وابنه الحُسين من مرقديهما إلى هذا المكان، بيد أنَّهُ رأى حُلمًا، ممَّا جعله يُغيّر رأيه ويتراجع عن ذلك الأمر. عُهدت مسؤوليَّة الإشراف على بناء القبَّة المذكورة إلى رشيد الدين فضل الله الهمذاني، وقد شُيِّدت على أساس الفن المعماري الأذري المألوف في ذلك العصر، ودامت عمليَّة بنائها عشر سنين، وعمل 3000 عامل على بنائها، وشكَّلت زخارفها وطريقة بنائها نقلةً نوعيةً في الفن المعماري السائد آنذاك، ممَّا أدَّى إلى خلق نمط معماري جديد في إيران انشقَّ عن نظيره السُلجُوقي الذي عُرف قبل ذلك. ومن أهم ما تميَّزت به العمارة الإلخانيَّة عن شقيقتها السُلجُوقيَّة أنَّ القباب زاد ارتفاعها بجعل رقابها من المُضلَّعات أو أُسطوانيَّة ذات ارتفاعٍ ملحوظ، كما أصبحت الأواوين أكثر ارتفاعًا وأمتن عرضًا، وخُفِّف حملها الإنشائي بِإحداث فُتحات عديدة في جُدرانها.

#### بناء مدينة سُلطانيَّة

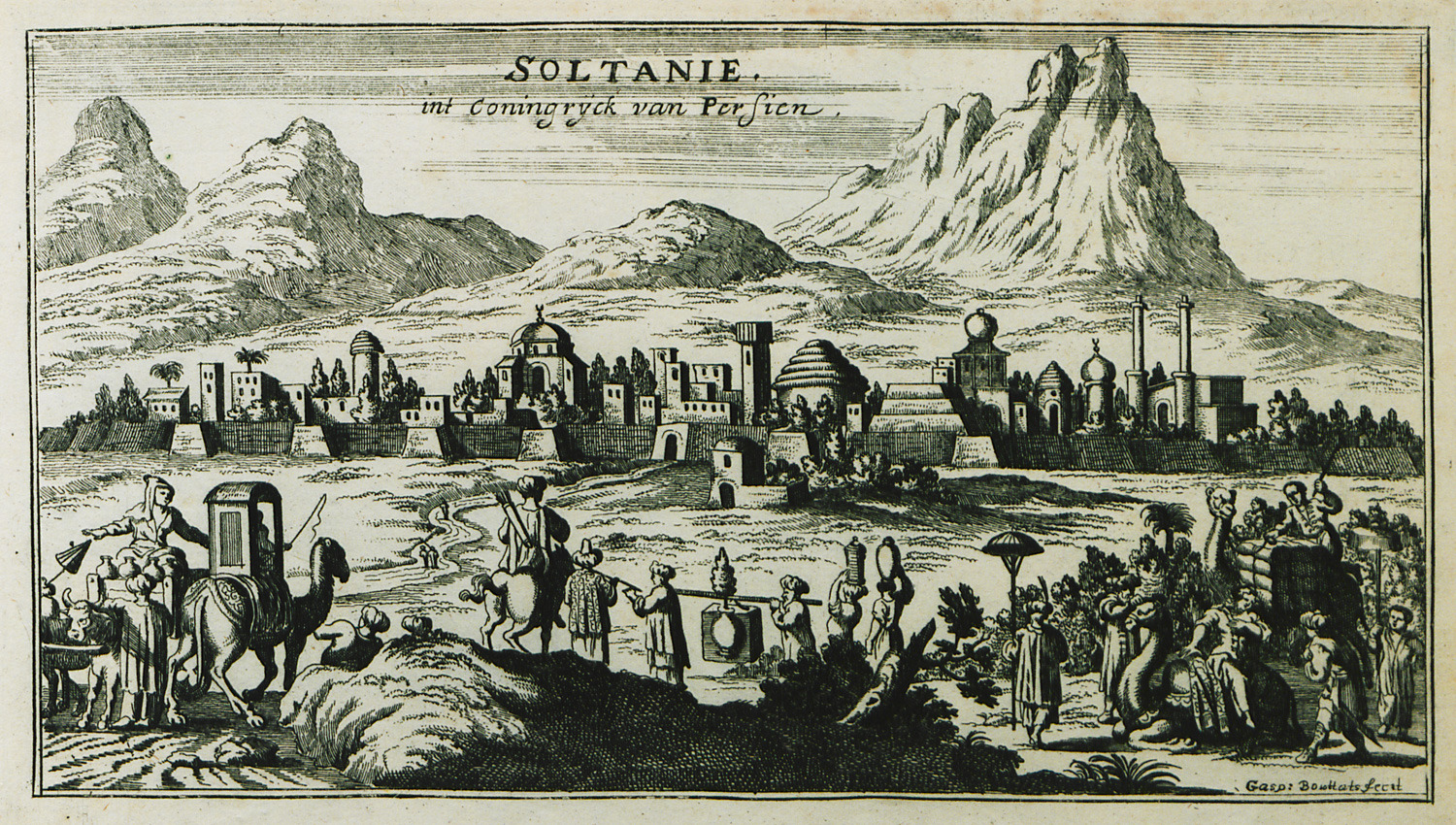
رسمٌ غربيّ يعود لِسنة 1690م، من وضع الرحَّالة يعقوب پيترز، يُصوِّرُ مدينة سُلطانيَّة وفي وسطها قبَّتها الشهيرة ومسجدها الجامع، ويُحيطُ بها السور الذي بناه أولجايتو.

كان غازان قد خطَّط لِبناء مدينة في المكان المُسمَّى «قنقور آلانك» في منطقة السُلطانيَّة، بين قزوين وهمذان، حيثُ ينبع نهرا أبهر وزنجان القصيران، وشرع في وضع خططتها، غير أنَّهُ تُوفي قبل أن يُنفِّذ مشروعه، فقام أخوه أولجايتو بِتنفيذ هذا المشروع. كانت منطقة السُلطانيَّة ومُروجها، في عهد المغول، مرتعًا لِأُمرائهم ومحطَّةً يُقيمون فيها أثناء عُبُورهم من العراق إلى أذربيجان وبِالعكس، وهي تقع على بُعد خمسة فراسخ من زنجان وتسعة من أبهر. وبدأ أولجايتو في بناء المدينة في أواخر سنة 704هـ المُوافقة لِسنة 1305م، وخصَّص دخل الولايات لِلإنفاق على عمليَّة البناء واستقدم المُهندسين والبنَّائين من مُختلف الأنحاء، لا سيَّما تبريز وبغداد، ونزحت جماعات كثيرة من أرباب الحِرف والفنيين مع نسائهم وأولادهم لِلمُشاركة في التشييد. واستمرَّ العمل في عمليَّة البناء مُدَّة تسعة أعوام تقريبًا، حيثُ انتهى في سنة 713هـ المُوافقة لِسنة 1313م، وسمَّاها «سُلطانيَّة» نسبةً إلى اسم البُقعة التي شُيِّدت فيها. ضمَّت المدينة كثيرًا من الإنشاءات المعماريَّة، كالمنازل والمساجد والمدارس والحمَّامات والأسواق، وسكنها جمعٌ غفير من السُكَّان من مُختلف الطبقات، بحيثُ أضحت من بين أعظم المُدن الإسلاميَّة، وضارعت مدينة تبريز. وسوَّر أولجايتو المدينة بِسُورٍ ضخم مُربَّع الشكل، وشيَّد في وسطها قلعة كبيرة تتناسب مع عظمتها، وبنى في داخلها القبَّة الشهيرة سالفة الذِكر، وبنى لِنفسه قصرًا فخمًا، جعل إيوانه على طراز إيوان كسرى. وشارك الأُمراء والوُزراء، كُلٌ بِحسب طاقته، في بناء المدينة، ومن بينهم الوزير رشيد الدين الذي شيَّد محلَّةً على نفقته الخاصَّة اشتملت على ألف منزل، وبنى فيها مسجدًا فخمًا، فضلًا عن مدرسة، ودارًا لِلشفاء وخانقاه. وبعد أن تمَّ بناء المدينة سكنها أولجايتو، غير أنَّ إقامته فيها لم تطل أكثر من خمسة سنوات، بِسبب وفاته المُبكرة.

### الاقتصاد

ورقة نقديَّة مغوليَّة صينيَّة (يمينًا) وبجانبها لوحة طباعتها الخشبيَّة، من النوع الذي حاول المغول الإلخانيُّون استعماله في دولتهم لِفترةٍ من الزمن قبل أن يعودوا لاستعمال السكَّة المعدنيَّة.

كان اقتصاد الدولة الإلخانيَّة، في زمن ارتباطها الوثيق بِالمغول العظام، قائمًا على التجارة بِشكلٍ كبير. وقد أدَّت سياسة المغول دورًا هامًّا في تاريخ العلاقات التجاريَّة بين الشرق والغرب. فقد بنى هؤلاء سياستهم على أساس فتح أبواب التجارة والطُرق التجاريَّة لِلجميع، وتأمين سلامة التُجَّار وضمان سلامة مُمتلكاتهم فيما سُمِّي بِالسلام المغولي، مُنذُ مُنتصف القرن الثالث عشر الميلادي وحتَّى مُنتصف القرن الرابع عشر الميلادي. وازدادت أهميَّة فتح الطُرق التجاريَّة وتأمين السير عليها، بِفعل سيطرة المغول على القسم الأكبر من قارَّة آسيا، بِالإضافة إلى طريقين، من أصل ثلاثة طُرق، لِنقل مُنتجات الشرق الآسيوي إلى الغرب الأوروپي هُما: الطريق الشمالي، أو طريق الحرير العظيم، والطريق الجنوبي، البحري والبرِّي، حتَّى الخليج العربي، ومنهُ إلى مُدن العراق وإيران، ومنها شمالًا إلى موانئ بحر البطس (البحر الأسود) أو غربًا إلى ميناء أياس الأرمني، أو أسواق الشَّام، أي هو الطريق التي سيطرت عليه الدولة الإلخانيَّة والمناطق الخاضعة لها. عانت الدولة الإلخانيَّة من أزمةٍ ماليَّةٍ حادَّةٍ قبل تولِّي غازان العرش، بِسبب الإفراط في النفقات الماليَّة، وزادها حدَّةً انتشار الوباء بين قُطعان الماشية، فنفق أكثرها، وبِخاصَّةٍ في ديار بكر والموصل وبغداد وخُراسان، والمعروف أنَّ الماشية شكَّلت موردًا رئيسيًّا لِدخل الدولة المذكورة. ولمَّا تفاقمت الأزمة الماليَّة وبلغت حدًا بِحيث عجز مطبخ الإلخان عن تأمين خروفٍ واحدٍ من أجل الطعام، اقترح عزّ الدين مُظفَّر بن مُحمَّد بن عميد، المُستشار المالي لِلوزير صدر الدين الزنجاني، اتباع الأساليب الماليَّة المُطبَّقة في الصين، والتي تستند على العملة الورقيَّة والتعامل بها بدلًا من الذهب والفضَّة، فتستقيم الماليَّة العامَّة ويعود المال إلى الخزانة. وافق الوزير على هذا الاقتراح وعرضه على الإلخان، فوافق عليه وأجاز التعامل بِالعملة الورقيَّة - الشاو - على النحو المُتبع في الصين، وأجبر الناس على التعامل بها. ولكنَّ الشعب رفض استعمال هذه العملة غير المألوفة، وهكذا أُخليت الأسواق، واختفت المُؤن من المُدن، وأصبح الريف مُبتلى بِغزوات اللُصوص وقُطَّاع الطُرق بِأعدادٍ كبيرة، وقد توقَّفت الحياة العاديَّة تمامًا ممَّا سبَّب إلغاء هذا التدبير بعد ستَّة أشهر. ولمَّا تولَّى غازان الحُكم أدخل الثقة في الحقل التجاري، حيثُ ألغى الأوراق الماليَّة تمامًا وأحلَّ مكانها نقدًا معدنيًّا صحيح الوزن والقيمة، ما أثَّر إيجابًا على موارد الدولة، فارتفعت من ألف وسبعُمائة تومان إلى ما يزيد على ألفين ومائة تومان، وأضحى دخل الدولة يزداد عامًا بعد عام. وأعاد غازان إحياء الأراضي الزراعيَّة التي خربت بِفعل هجرة السُكَّان لها، بِسبب الحُرُوب، ووزَّع الأراضي البور على الفلَّاحين لاستصلاحها وزراعتها، بِشُرُوطٍ سخيَّة، بِحيثُ لا تُحصَّل الضرائب منهم إلَّا بعد مُرور ثلاثة سنوات من حيازتها، كما وضع تحت تصرُّفهم ما يلزمهم من بُذُورٍ وآلاتٍ زراعيَّةٍ. كذلك، قضى غازان على ظاهرة تزوير العملة التي كانت مُتفشية في الإدارة المغوليَّة وأمر بِتصفية الذهب والفضَّة من الغش، فانقرضت السكَّة المغشوشة وكثُر الذهب والفضَّة بعد أن كانا نادرين، وأخذ التُجَّار يستبدلون الأمتعة بِالنُقُود التي كانوا يدَّخرونها، وحملوا البضائع إلى كُلِّ بلدٍ، فرخُصت، واعتدلت الأسواق وتمتَّع جميع الناس بِفوائدها.

### الدين

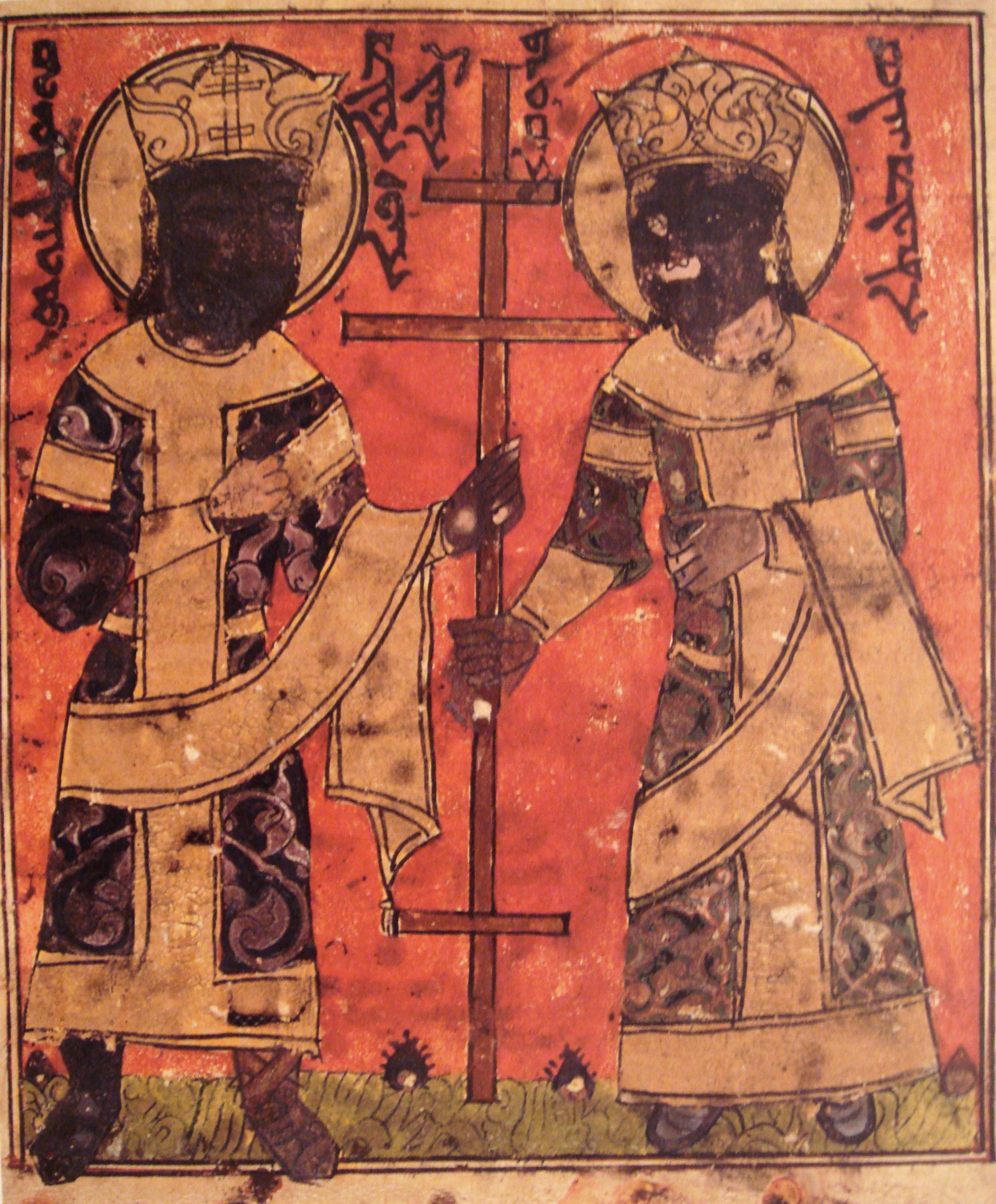
مُنمنمةٍ مسيحيَّةٍ شرقيَّة مأخوذةٍ من إنجيلٍ سُريانيّ، تُصوِّرُ كُلًا من هولاكو خان وزوجته دوقوز خاتون على هيئة قُسطنطين العظيم (أوَّل أباطرة الروم المسيحيين) وهيلانة (والدة الإمبراطور المذكور المرفوعة إلى رُتبة القداسة).

اعتنق أغلب سُكَّان الدولة الإلخانيَّة الإسلام دينًا، وكان مُعظم المُسلمين من أهل السُنَّة والجماعة، مع وُجُودٍ لِأقليَّةِ شيعيَّةٍ اثنا عشريَّة وإسماعيليَّة، وقد عاش الإسماعيليُّون في ظل الحُكم المغولي مُتسترين تحت عباءة التصوُّف، دون أن ينخرطوا رسميًّا في أيٍ من طُرقُه المُنتشرة في إيران آنذاك. وهذه ظاهرة يحوطها غُموضٌ كثيف ناشئ من قلَّة المعلومات التاريخيَّة المُتداولة في هذا الصدد؛ بسبب تطرُّف الإسماعيليين في تطبيق مبدأ التقية خوفًا من المغول الذين دمَّروا معاقلهم وقتلوا زُعمائهم مُنذُ سُقُوط آلموت. وقد انتهى أغلب المغول إلى اعتناق الإسلام كما محكوميهم، كما أُسلف، على أنهم كانوا في بدايتهم وثنيين، وكانوا ينظرون إلى المسألة الدينيَّة بِقدرٍ ملحوظٍ من اللامُبالاة أو قلَّة الاكتراث، على نحوٍ دفع بعضَ الباحثين إلى القول «بتسامحهم فيما يتعلق بمعتقدات أولئك الخاضعين لحكمهم، فاتسمت مُعاملتهم لِرجال الدين والقساوسة الذين دخلوا في خدمتهم بالاحترام... ولم يكن الدين مُحرِّضًا على أعمالهم العدائيَّة حتَّى وإن استُخدم أحيانًا ذريعةً لتلك الأعمال». ويُحتمل أن يكون قلَّة اكتراث المغول بِالدين عائد إلى ما درج في مُجتمعهم البدوي من اعتناق أديانٍ مُتعددةٍ، فقد عرف المغولُ الأرواحيَّة والبوذيَّة، وأقبل بعضُهم على اعتناق المسيحية النُسطوريَّة، وكان الأويغور يُدينون بالمانويَّة، كما احتكُّوا بِالمُسلمين من خِلال التجارة. ويرى البعض أنَّ مُعاملة المغول الوثنيين والبوذيين القاسية لِلمُسلمين، لم تكن بسبب نظرتهم إلى الإسلام كدين، ولكن بِاعتباره أيديولوجيةٍ مُنافسةٍ وتنظيمًا سياسيًا نزَّاعًا إلى الهيمنة يتعيَّن تدميره؛ لِتحقيق الحُلم المغولي بِالسيطرة على العالم، لا سيَّما أنَّ الإسلام يأبى الخُضُوع لأي سُلطةٍ أُخرى غير مُسلمة، فكيف وهي سُلطة وثنيَّة. لِذلك، لم يُقدِّم المغولُ الأوائل (الوثنيون) أي شكلٍ من أشكال الرعاية الدينيَّة لرعاياهم المُسلمين؛ فكان هولاكو وثنيًا يُظهرُ شيئًا من العطف على أتباع الديانة البوذيَّة، كما أبدى تسامُحًا كبيرًا تجاه النصارى بِتأثير زوجته المسيحيَّة دوقوز خاتون. وكان المسيحيُّون كثرةً في أذربيجان وأرمينية، فشاد لهم هولاكو الكنائس في كُلِّ مكانٍ، حتَّى اعتبروه وزوجته مُنقذين مُساعدين لهم، وقد حصل نصارى بغداد وغيرهم من أهل الذّمَّة على الأمان من المغول، وتمتعوا بِحُريَّة إدارة شُؤونهم الدينيَّة بِصورةٍ كاملةٍ، ولم يكن الحُكَّام المغول يتدخَّلون في شعائرهم الدينيَّة، بل نال عدد كبير منهم تقدير أولئك الحُكَّام فأسندوا لهم مراكز مُهمَّة في إدارة الدولة. بل إنَّ المغول وضعوا على أهل الذمَّة في البلاد التي سيطروا عليها حُرَّاسًا ليمنعوا الهُجوم عليهم، خشية أن تنتهب أموالهم؛ لذلك كان بعض المُسلمين يلجؤون إلى دور المسيحيين لِيسلموا من القتل أو لِيحتموا من سخط المغول. وكان مُعظم المسيحيين في الدولة الإلخانيَّة من أتباع الكنيسة النُسطُوريَّة، وقد سمح المغول لِلبعثات التبشريَّة الكاثوليكيَّة من الفرنسيسكان والدومينكان أن تُمارس نشاطاتها في البلاد الخاضعة لِحُكمهم، كما استعانوا بالأوروپيِّين الكاثوليكيين لِيكونوا لهم مُستشارين أو مُترجمين أو سُفراء.

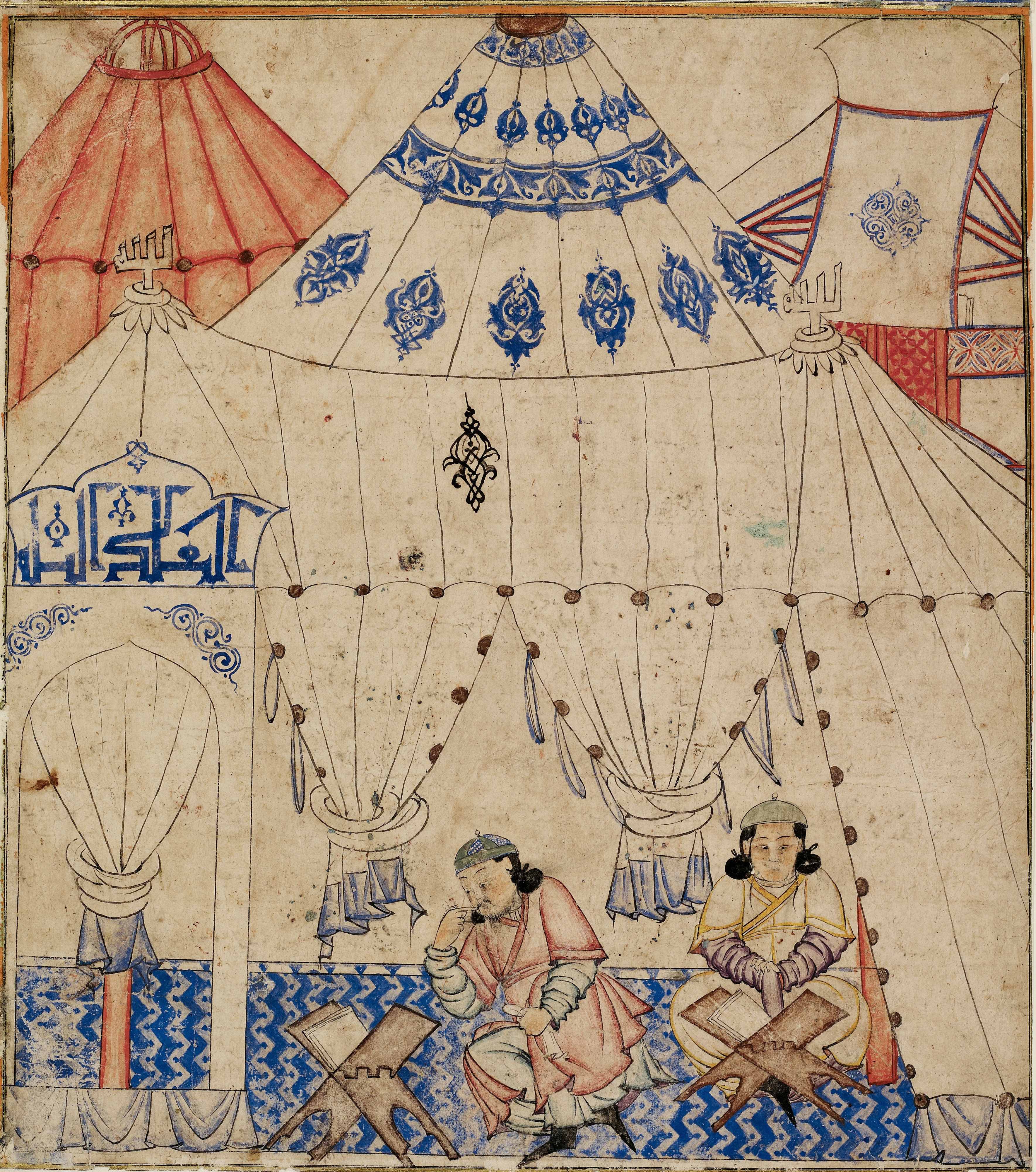
مُنمنمة فارسيَّة تُصوِّرُ الإلخان محمود غازان قابعٌ في خيمته يقرأ القُرآن.

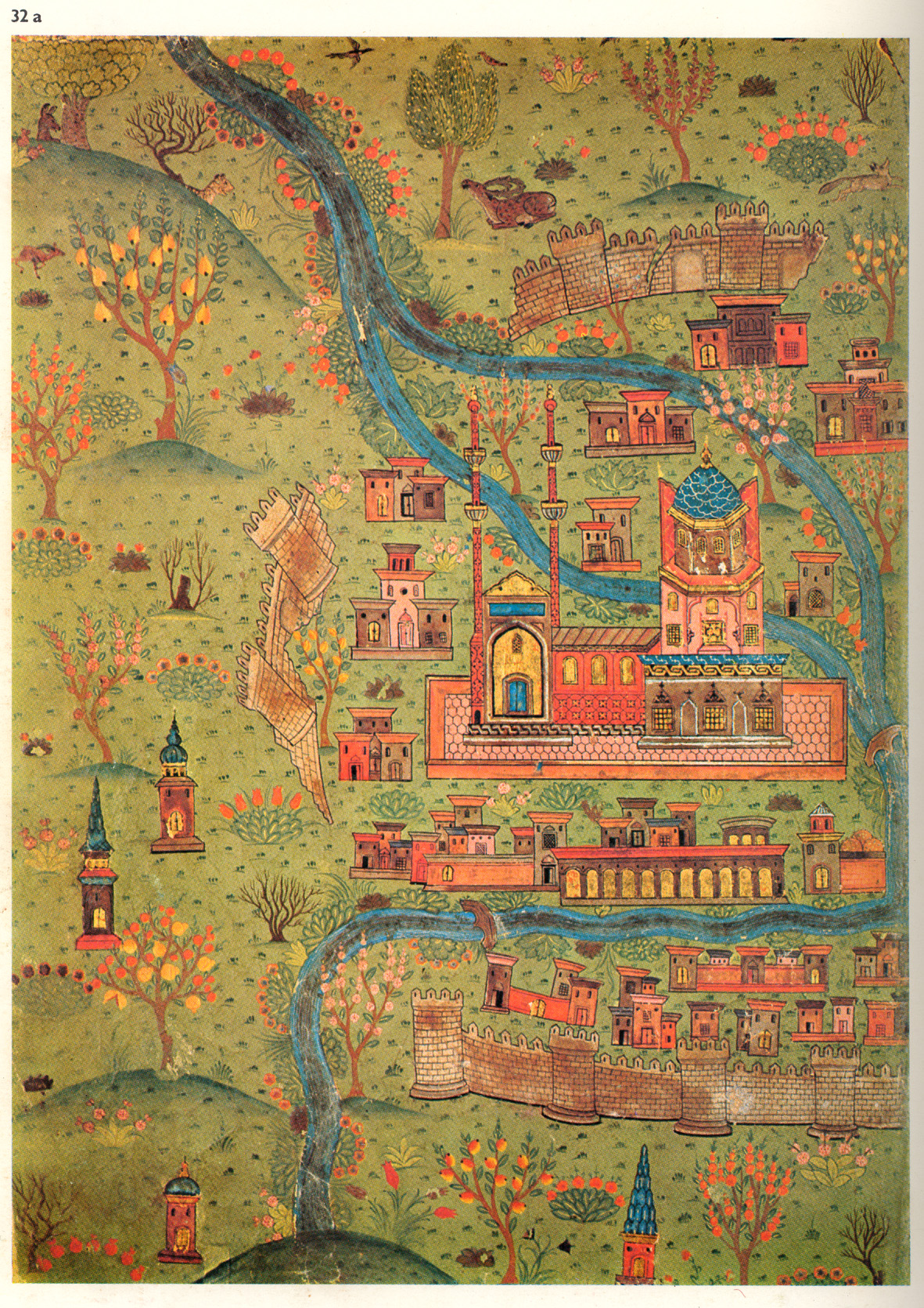
مُنمنمة عُثمانيَّة تعود إلى القرن السادس عشر الميلادي تُصوِّر مدينة سُلطانيَّة، وفي وسطها مسجدها الجامع وقبَّتها الشهيرة. رسم المعماري والجُغرافي وعالم الرياضيات العُثماني نصوح المطرقجي. شكَّلت هذه المدينة مُلتقى مُختلف الأديان والملل الإسلاميَّة والمسيحيَّة في العصر الإلخاني.

شهدت حركة التبشير بِالبُوذيَّة نشاطًا واسعًا في إيران خِلال عهد الألاخين غير المُسلمين، وقد سعى الإلخان أباقا - الذي كان يُدين بِالبُوذيَّة - إلى تعزيز مكانتها في إيران، حتَّى بلغت ذُروة نُفوذها أكثر من أي وقتٍ مضى، الأمر الذي مثَّل تهديدًا بالغ الخطر على الإسلام، وقد تغلغلت البوذيَّة والوثنيَّة تغلغلًا كبيرًا في صُفُوف المغول بِإيران بحيث تمكنوا من الانقلاب على الإلخان المُسلم أحمد تكودار وخلعه بِحُجَّة مُخالفته عاداتهم وتقاليدهم وشرائعهم. كما أكثر الإلخان أرغون خان من المعابد البوذيَّة في بلاد إيران واستقدم رُهبانها من الهند، رُغم أنَّهُ هو نفسه كان - بحسب ابن خلدون - يُحبُّ دين البراهمة من عبادة الأصنام وانتحال السحر والرياضة له، ووفد عليه بعض سحرة الهند لِهذا الشأن. لم تنحسر البوذيَّة تمامًا إلَّا في عهد محمود غازان، الذي حطَّم الهياكل والأصنام البوذيَّة وحوَّل بعض المعابد إلى مساجد، وخيَّر البوذيين بين اعتناق الإسلام أو المُغادرة. وفي سبيل تقرًّبه من شعبه المُسلم بأغلبه، عمد إلى تضييق الخناق على المسيحيين واليهود وإعادة النُفُوذ إلى المُسلمين كما كان الوضع في السابق، فحوَّل الكثير من الكنائس إلى مساجد، ولم يعد باستطاعة النصارى واليهود أن يظهروا أمام الناس إلَّا في ثيابٍ مُتميزة، فكانت علامة النصارى شدَّ الزنَّار في أوساطهم وعلامة اليهود خرقة صفراء في عمائمهم. وكان غازان، رُغم تسنُّنه، يُبدي شيئًا من العطف نحو الشيعة. ولمَّا تشيَّع أخاه أولجايتو، حرص على تقريب عُلماء الشيعة وإجزال العطاء لهم، وعلى رأسهم جمال الدين بن مُطهَّرٍ الحلِّي، وفي المُقابل تعصب ضد أهل السُنَّة وضيَّق عليهم، وقيل أنَّهُ قرَّر غزو المدينة المُنوَّرة ونقل أبي بكر وعُمر من مدفنهما، قبل أن يعود عن تشيُّعه كما أُسلف. ويُلاحظ أنَّ السياسة الدينيَّة التي اتبعها المغول أوجدت في المشرق الإسلامي مُناخًا متقبِّلاً لِمُختلف المُيُول والنزعات الدينيَّة، الأمر الذي أفسح الطريق أمام نُمو حركات الغُلُو الصوفي الشعبي، وخاصَّةً في إيران، ومنها انتقلت إلى بلاد الأناضول التي لم تنقطع هجرات القبائل التُركمانيَّة إلى أراضيها. وكانت هذه القبائل تُدينُ بِإسلامٍ فارغٍ من المضمون النصِّي والفقهي، مُتأثر بالأفكار الشامانيَّة التي عززها الوجودُ المغولي في المنطقة. وأسهم اضطراب الأوضاع السياسيَّة والاجتماعيَّة والاقتصاديَّة في جُلّ المجتمعات الإسلاميَّة التي سيطر عليها المغول، في تعزيز المُيُول الصوفيَّة التي امتزجت بِمُمارساتٍ غريبةٍ موروثةٍ من تقاليد شُعوب آسيا الوُسطى، الأمر الذي ساهم في تآكل بُنى الإسلام النصِّي وضُمُوره. وقد توسَّع بعض المُتصوفون في استخدام طرائق التأويل الباطني على النهج الإسماعيلي وتبنُّوا جُملةً من الأفكار انتشرت في الأوساط الشيعيَّة الإسماعيليَّة، مما ساهم في تدثير الفكر الإسماعيلي الفارسي بِلباس الصوفيَّة.

### القضاء والقانون
كان القضاء، خِلال عهد الألاخين الوثنيين، على درجةٍ كبيرةٍ من السوء نتيجة انتشار الرشوة وإصدار الأحكام المصلحيَّة الخاصَّة. فكان القُضاة يشترون مناصبهم بِالمال ثُمَّ يتقاضون الرشاوى لِإصدار أحكامٍ لِصالح الراشي، كما كان كِبار أُمراء المغول وقادتهم يستغلُّون نُفُوذهم لِلتدخُّل لدى القُضاة لِإصدار أحكامٍ خاصَّةٍ أيضًا، ولم يتورَّع بعض القُضاة عن إصدار حُكمين مُتناقضين في القضيَّة الواحدة. ونتيجةً لِاندثار العدالة في الأجهزة القضائيَّة، أحجم الناس الذين يقع عليهم الظُلم، عن رفع شكاواهم إلى المحاكم، كما شاع تزوير المُستندات، وفُقدت الذِمم، وصار يتقدَّم لِلشهادة من لا أمانة ولا صدق له، ولا يتورَّع عن الإدلاء بِشهادة زُور، ما هدَّد الناس في أموالهم ومُمتلكاتهم وأرواحهم وأعراضهم. استمرَّ الوضع على هذه الشاكلة حتَّى تولَّى محمود غازان أمر الدولة الإلخانيَّة، فأصدر أربعة فرمانات نظَّم بِموجبها الشُؤون القضائيَّة، ووضع حُلولًا عمليَّة تستند على أحكام الشرع الإسلامي تناولت تفويض القُضاة في أمر القضاء، وتحديد زمن لِلنظر في القضايا، وعدم عرض القضايا التي مضى عليها ثلاثون عامًا، وضرورة إثبات ملكيَّة البائع قبل البيع، وتأكيد الأحكام السابقة، وتمهيد الشرائط اللاحقة. حرص غازان على اختيار من يتولَّى منصب القضاء على أن يكون بعيدًا عن كُل تأثير، وألَّا يكون هُناك رقيب عليه إلَّا ضميره، وقرَّر منح القُضاة مُرتَّبات مُرتفعة لِإبعادهم عن المُغريات، وحرَّم عليهم أن يتقاضوا أموالًا أو هدايا. وحتَّى لا يقعوا تحت تأثير المُتقاضين، حرَّم على هؤلاء الذهاب إلى بُيُوتهم، كما منعهم من اصطحاب أفراد كُثر معهم إلى المحكمة، ومُعاقبة كُل من يتفوَّه بِكلامٍ جارحٍ أو غير لائق أمام القاضي، وإذا حرَّر القاضي وثيقة جديدة عليه أن يُتلف الوثائق القديمة، ونبَّه على أهميَّة تأدية الشهادة، وشدَّد على ضرورة تأكُّد القُضاة من صدق الشاهد وسلامة نواياه وبُعده عن كُلِّ شكٍّ أو ريبة، كما عليه أن يسأل كلا الشاهدين على انفراد حتَّى يقف على التباين في أقوالهما، لِأنَّ وسيلة تحقيق الأُمُور منوطة بِتناقض أقوال المُتكلمين، ويُؤدِّي هذا الاجتهاد إمَّا إلى الصحَّة، التي يُمكن إصدار الحُكم بِموجبها، وإمَّا إلى الشُبُهة، التي تكون سببًا في عدم إصدار الحُكُم. أمَّا من تثبُت عليه تُهمة التزوير فتُحلق لحيته، ويُحمل على ثورٍ ويُطاف به في المدينة، ويُعزَّز تعزيزًا تامًّا حتَّى يتَّعظ ويكون عبرةً لِغيره. وعلى الرُغم من كُل ذلك، عمد غازان إلى بث العُيُون والمُخبرين في الدوائر القضائيَّة لاستقصاء الأحوال وإرسال تقارير بِحق كُل من يُثبت عليه الانحراف حتَّى يُنزل العقاب به.
استمرَّ مغول فارس، بعد اعتناقهم الإسلام، يُعظِّمون الياسق (تُسمَّى أيضًا «الياسا» أو «الياسة» أو الياساق)، وهو مجموعة القوانين والأحكام التي وضعها وأقرَّها جنكيز خان لِتنظيم حياة القبائل المغوليَّة، وكُتبت بِالخط الأويغوري، وأصبحت تُعرف عند الإلخانيين بِـ«كتاب الياسق الكبير» (بِالفارسيَّة: ياساق نامۀ برزگ)، وكانوا يرجعون إليها في تحديد العديد من العُقُوبات، وبحسب ما ورد فيها فإنَّ الزاني كان يُقتل سواء كان مُحصَّنًا أم غير مُحصَّن، وكذلك اللوطي، ومن يتعمَّد سحر الناس والتجسُّس عليهم دون وجه حق، ومن بال في الماء أو على الرماد، أو دخل بين اثنين وهُما يتخاصمان فأعان أحدهما على الآخر. وتضمَّنت الياسق نُصوص تحث الأبناء على طاعة آبائهم والإخوة الصغار لِإخوتهم الكبار، والزوجات لِأزوجهن، وغير ذلك. وكانت بعض قوانين الياسق تتماثل مع الشريعة الإسلاميَّة، بينما كان بعضها الآخر لا يتوافق معها أبدًا، وقد استمرَّ المغول يتبعون بعض تلك القوانين المُتعارضة مع الشريعة الإسلاميَّة، مثل امتناعهم عن استعمال مياه الأنهار لِلغسيل والاغتسال. ويقول المقريزي إنَّ عامَّة المغول المُسلمين لمَّا كانوا لا يستطيعون الخُرُوج عن سُنَّة جنكيز خان والاقتداء بِحُكم الياسق؛ فإنهم كانوا ينصبون حاجبًا لِيقضي بينهم فيما اختلفوا فيه من عوائدهم، والأخذ على يد قويُّهم، وإنصاف الضعيف منهم على مُقتضى ما في الياسق، وكانوا يجعلون إليه النظر في قضايا الدواوين السُلطانيَّة عند الاختلاف في أُمور الإقطاعات.

### العُلوم والآداب

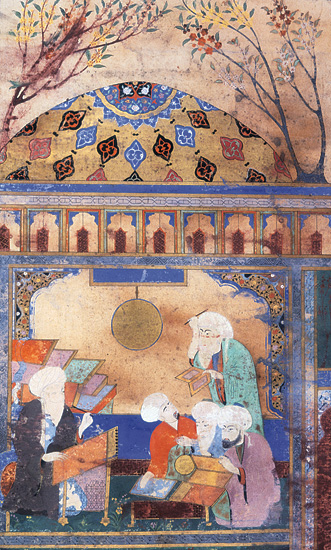
مُنمنمة فارسيَّة (أو عُثمانيَّة) تُصوِّرُ نصير الدين الطوسي جالسًا على مكتبه في مرصد مراغة ومعه بعض العُلماء الآخرين.

رُغم أنَّ الغزو المغولي كان أعظم كارثة حلََّت بِالعالم الإسلامي، فإنَّ الإلخانيين ما أن استقرَّت أُمُورهم وأقاموا صلات وثيقة مع المُسلمين وأخذوا يعتنقون الإسلام، حتَّى بدَّلوا مواقفهم من الحضارة الإسلاميَّة، فعملوا على إعادة بناء المُدن المُخرَّبة وإقامة مُنشآت جديدة، وتشجيع الفُنُون والعُلُوم، وبناء المدارس وتنشيط التجارة. وكان لِلإلخانيين أثرٌ واضح في مزج الحضارة الصينيَّة بِالحضارة العربيَّة الإسلاميَّة، ومن ذلك أنَّ هولاكو نقل إلى فارس العديد من المُدرِّسين وعُلماء الفلك الصينيين، فنقل المُسلمون ما تلقُّوه من معارفهم إلى العربيَّة والفارسيَّة، وفي مُقدِّمتها الجداول الحسابيَّة الفلكيَّة، بِمعيَّة العالم الكبير نصير الدين الطوسي. شجَّع الإلخانيُّون العُلُوم ذات المنفعة العمليَّة كالطب لِلتداوي، والكيمياء لِمعرفة خصائص المعادن، والفلك والتنجيم. ومن مظاهر رعاية العُلُوم في الدولة الإلخانيَّة تأسيس الوزير رشيد الدين الهمذاني ضاحية «الرُبع الرشيدي» قُرب تبريز سنة 700هـ المُوافقة لِسنة 1300م، وهي مُؤسَّسة ثقافيَّة مُتكاملة ضمَّت معاهد لِلتدريس ومكتبات ومساكن لِلمُدرَّسين والطُلَّاب وما يُحتاج إليه من مرافق عامَّة من مصانع لِلورق والتجليد وطواحين وحمَّامات وأسواق وحدائق ومساجد. ولمَّا تولَّى غازان العرش، أقام شمالي غرب تبريز محلَّة عُرفت باسم «شام غازان» حوت قبَّة كبيرة، لتكون مدفنًا له، وبجوارها مسجد وخانقاه ومدرستين (إحداهما للشافعيَّة والأُخرى للحنفيَّة)، ومُستشفى، ومكتبة، ومرصد، ومدرسة لِتعليم العُلُوم الطبيَّة، وبيت لحفظ كُتُب القوانين التي أصدرها الإلخان عُرف باسم «بيت القانون»، كما أنشأ مسكنًا واسعًا لِليتامى؛ به مكتب لِتعليم القُرآن وتحفيظه. أمَّا أبو سعيد، آخر سلاطين الإلخانيين الأقوياء، فقد اشتهر بِحُبِّه لِلعلم والعُلماء، وراجت في عهده العُلُوم والآداب، وعاش في بلاطه كثيرٌ من الشٌعراء والمُؤرِّخين؛ حيث كان هو نفسه شاعرًا وله أشعارٌ جيِّدة بِاللُّغة الفارسيَّة، واشتهر بِجُودة الخط والغناء. وكان الغزو المغولي وما رافقه من أحداث حافزًا على ظُهُور الكثير من المُؤلَّفات التاريخيَّة التي يتحدَّث بعضها عن تاريخ المغول أنفسهم، وعن الدُول والشُعُوب التي تأثَّرت بِأعمالهم، كما فعل عطاء ملك الجويني، أحد رجال الإدارة عند الإلخانيين، في كتابه «تاريخ جهانگشاي» (تاريخ فاتح العالم)، وكما فعل رشيد الدين الهمذاني الطبيب وزير الإلخانيين في كتابه «جامع التواريخ». ومن شُعراء هذا العصر جلال الدين الرومي المُتصوَّف المشهور وصاحب الطریقة المولویَّة التي انتشرت في آسیا الصُغرى إنتشارًا كبیرًا، ویُعد كتابه المنظوم الذي یُعرف باسم «المُثنوي» من أهم مصادر التصوُّف الإسلامي، ثُمَّ الشاعر الأخلاقي الكبیر سعدي الشيرازي ویشتهر لهُ كتاب منثور تتخلَّلُه أشعار عربیَّة وفارسیَّة وهو «الگُلستان»، وآخر نظم فارسي خالص هو «البوستان».

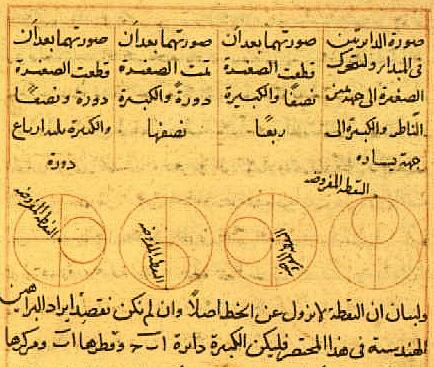
مخطوطة فلكيَّة بِيد نصير الدين الطوسي، وضعها في كتابه المُسمَّى «تحرير المجسطي»، وهي تُوضح النموذج الذي أراد منه الطوسي تمثيل حركة الأجرام السماويَّة، وعُرف فيما بعد بِمُزدوجة الطوسي. ويتكوَّن هذا النموذج من دائرتين مُتداخلتين، قِطر الصُغرى منهما نِصف قِطر الكُبرى. وتدور الصُغرى بِاتجاهٍ مُعاكسٍ لِدوران الكُبرى.

يأتي العالم الرياضيَّاتي الفلكي نصير الدين الطوسي في مُقدِّمة عُلماء العصر الإلخاني، وقد عهد إليه هولاكو بِبناء مرصدٍ كبيرٍ في مدينة مراغة بِأذربيجان، فشرع الطوسي في إقامته سنة 657هـ، وأعدَّهُ بِأدق الأجهزة المعروفة في زمانه، وممَّا سهَّل عليه مُهمته، استيلاؤه على كُتُب النُجُوم وآلات الرصد التي كان يحتفظ بها الحشَّاشين في قلاعهم، واستعانته بِبعض العُلماء المُتخصصين في التنجيم. عُرف هذا المرصد في التاريخ بِمرصد مراغة، وإلى جانب مُهمَّته الأساسيَّة - رصد الكواكب والنُجُوم ودراسة الفلك - كان عِبارةً عن دارٍ لِلفُقهاء والفلاسفة والأطبَّاء، وكان به مكتبة عظيمة قيل أنها كانت تحوي ما يزيد على أربعمائة ألف مُجلَّد، وبها من كُتُب بغداد شيءٌ كثير، وعليها أوقاف لِخُدَّامها، ومن المعروف أنَّ الطوسي استطاع حفظ ما بقي من مكتبات بغداد ومدارسها، وأخذ كُتُبًا كثيرةً من سائر المدارس وحوَّلها إلى مرصده بِمراغة، وكان من نتيجة الأبحاث التي أجراها الطوسي في مرصده، والمعلومات التي حصل عليها من الكُتُب المُجمَّعة، أن ألَّف كتاب «الزيج الإلخاني» الذي يُعد أحد أهم الكُتب في تاريخ علم الفلك الإسلامي. ومن العُلماء البارزين أيضًا: الوزير رشيد الدين الهمذاني، الذي اشتهر بِعقليَّةٍ جبَّارةٍ ساعدته على التعمُّق في دراسة العُلُوم والأدب؛ فعلى الرُغم من تُخصُّصه بِالطب مُنذُ شبابه، إلَّا أنَّهُ كان مُطَّلعًا على مُختلف العُلُوم التي تتصل به، وكان يُحيط إحاطةً كاملةَ بِشُؤون الزراعة وعلم الحياة والهندسة المعماريَّة وفلسفة ما وراء الطبيعة إلى جانب التفقُّه في مسائل الدين الإسلامي، فكان يستغل ساعات فراغه القليلة يعكف فيها على الدرس والبحث، كما كان على درايةٍ بِالفُنُون، وأتقن عدَّة لُغات إلى جانب لُغته الفارسيَّة، هي: العربيَّة والتُركيَّة والمغوليَّة والصينيَّة والعبرانيَّة. ولِرشيد الدين مُؤلَّفات علميَّة كثيرة، منها في الطب «كتاب طب أهل الخطا»، وفي الزراعة له «كتاب الآثار والأحياء» الذي تحدَّث فيه عن الزراعة والمُناخ والتُربة ووسائل الري وأنواع الطُيُور والحيوانات. أمَّا غير المُسلمين فقد برز منهم عدَّة عُلماء كذلك، ومن أبرزهم: الطَّبيب جلال الدين بن الحران اليهودي، الطبيب الخاص لِأولجايتو، ونفيس بن داود التبريزي اليهودي، وعفيف الدين فرج بن حزقيال ابن الفرج اليعقوبي، وعز الدين أبو الحُسين بن المُفضَّل بن يُوسُف المعروف بابن السُكَّري الإسرائيلي الكرخي؛ الذي كان كان عالمًا بِالحساب وغيره من عُلُوم الأدب والحكمة.

### الفُنُون

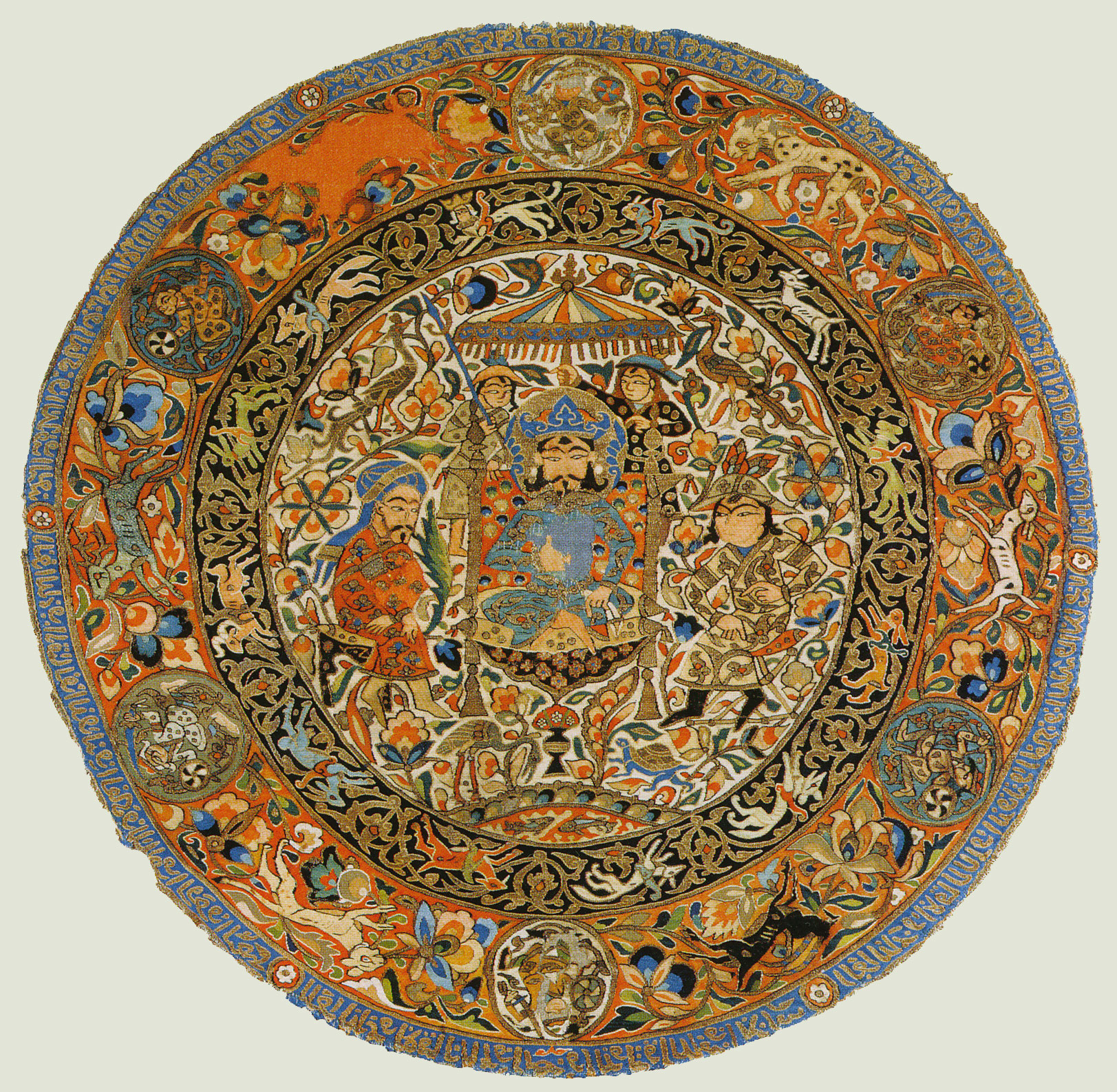
منسوجة دائريَّة إلخانيَّة يظهر التأثير الصيني واضحًا فيها.

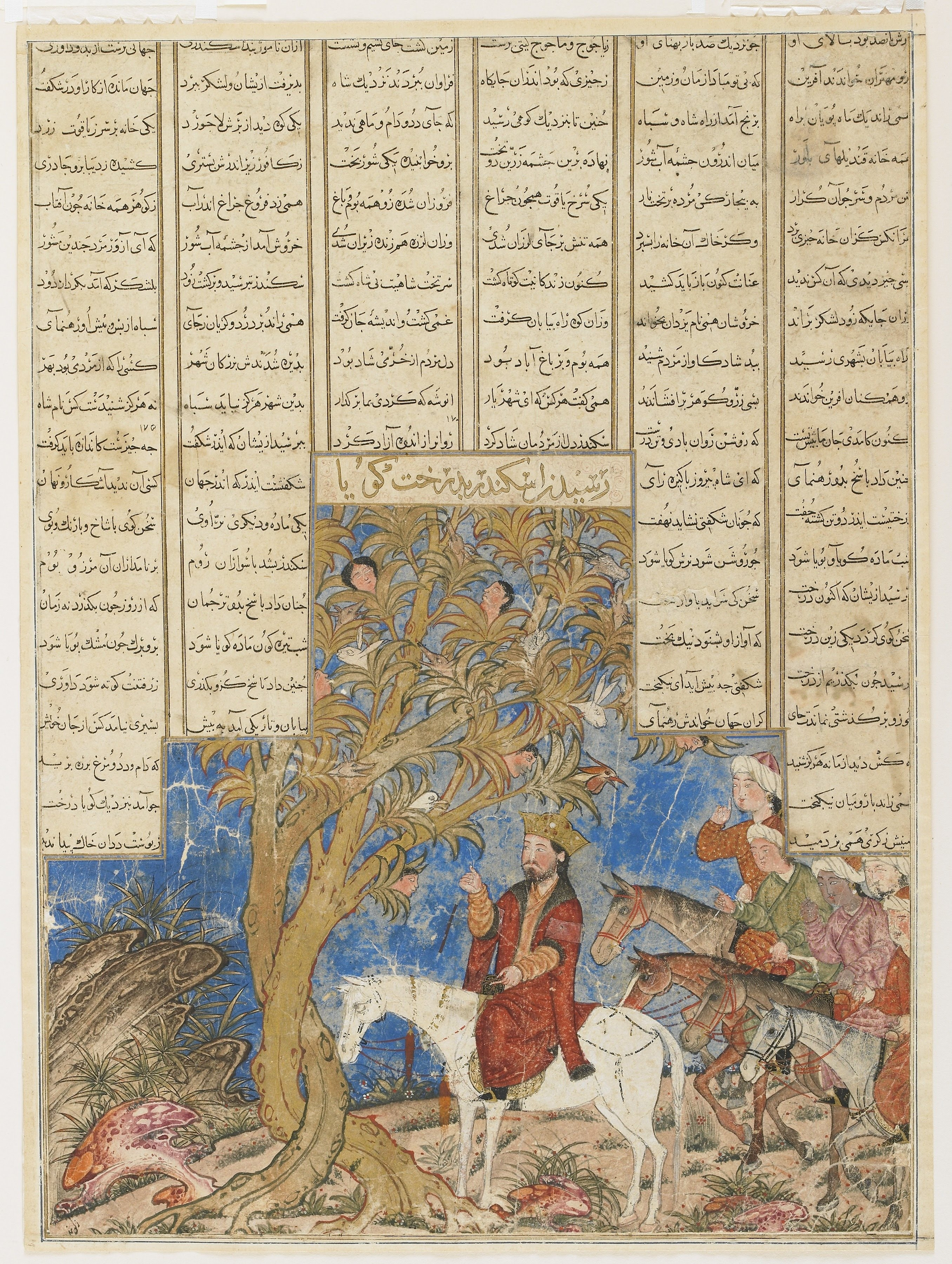
رسمٌ من شاهنامة الفردوسي يعود لِلعصر الإلخاني ويُصوِّرُ الإسكندر الأكبر والشجرة الناطقة. لاحظ مقدار المسافة المُخصصة لِلرسم والملامح الآسيويَّة الشرقيَّة لِلأشخاص المُصوَّرين.

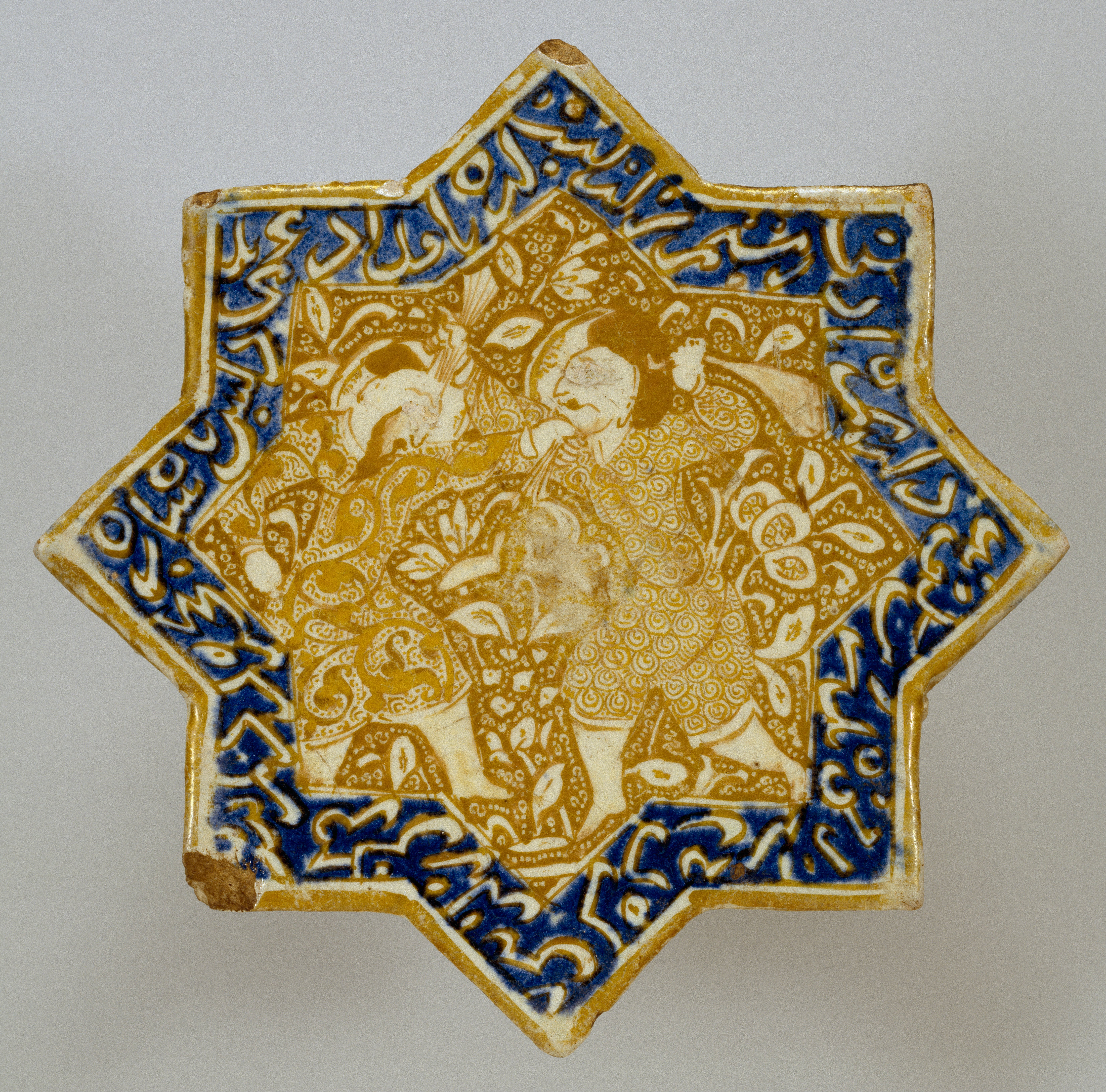
قاشاني إيراني نجميَّ يُصوِّرُ معركةً بين رجلين.

أحدث قيام الدولة الإلخانيَّة حركة جديدة في فن الرسم الفارسي بِإيران، وأبرز عوامل التأثير يرجع إلى العلاقات الثُنائيَّة بين الدولة الإلخانيَّة والمغول العظام في الصين، إذ وفد على بلاط الإلخانيين العديد من الرسَّامين والفنَّانين الصينيين، ونقلوا معهم أساليبهم وطُرُقهم الفنيَّة الخاصَّة المُميَّزة، سواء في مجال النقش أم في مجال الرسم. وقد تأثَّر الرسَّامين الإيرانيين بِنُظرائهم الصينيين، فقلَّدوا النُقُوش التي كانوا يُشاهدونها على الآنية والأشياء والأقمشة الصينيَّة. وقد ترك الازدياد التدريجي لِلنُفُوذ السياسي لِلوُزراء الإيرانيين في جميع الأُمُور ومنها الفن، تأثيرًا عميقًا في الفن الإلخاني. وقد أدَّى ظُهُور المراكز الثقافيَّة الكبيرة في مراغة وتبريز وتأسيس المكتبات الضخمة في هاتين المدينتين إلى ظُهُور مدارس جديدة في الرسم. ورُغم أنّهُ لم يصل الباحثين من الحشد الكبير لِلكُتُب التي أُعدَّت في هذين المركزين، سوى أعداد قليلة مثل بعض المخطوطات من كتاب جامع التواريخ، إلَّا أنَّ هذه الآثار القليلة المُتبقية تدل مع قلَّتها على بعث الحياة من جديد في فن الرسم وخاصَّة في صناعة الكُتُب. وقد كان القطع الكبير للكُتُب في هذا العصر يُمكِّن الرسَّام من تخصيص مساحة أكبر من الصفحة لِلتصوير، حيثُ لم يكن لذلك سابقة، حتَّى بداية هذا العصر. وأمَّا التحول الآخر فهو العودة إلى تصوير الكُتُب التاريخيَّة والنُصُوص الأدبيَّة. وقد أخذ المغول يُشجعون مُنذُ ذلك الحين على إبداع الشاهنامات المُصوَّرة، والنموذج المُتبقِّي منها هو الشاهنامة المعروفة بِـ«دموت» والتي تتخللها 20 صُورة، وقد صُوِّرت في النصف الأوَّل من القرن الرابع عشر الميلاديّ. شكَّلت الإبداعات الجديدة في أُسلوب رسم الشاهنامة بداية طريقٍ انتهى بِأُسلوبٍ فارسيٍّ خالص، إذ ظهر في عهد أبي سعيد خان رسَّامُ يُدعى أحمد موسى سعى إلى تنقية فن الرسم الإيراني من العناصر الصينيَّة التي كانت حصيلة سيطرة المغول على إيران، وقد حقَّق في ذلك نجاحًا كبيرًا مهَّد إلى تطوير هذا الفن لاحقًا خلال العصر الصفوي. ويُمكنُ مُلاحظة مدى التأثير الصيني على الرُسُومات الإسلاميَّة آنذاك من خلال تصوير البشر خُصوصًا والطبيعة عُمومًا، فإنَّ سحنات الوُجُوه وأشكال العُيُون اللوزيَّة والقامات القصيرة سمة بارزة في المُنمنمات الإلخانيَّة، كما أنَّ زخارف الغُيُوم وأعواد الأزهار والنباتات والحيوانات الخُرافيَّة، كُلُّها ذات طابع شرق آسيوي. ونظرًا لِأنَّ حياة المغول كان يغلب عليها طابع الحرب، فإنَّ أكثر رُسُومهم تُمثِّل مناظر قتال أو تُمثِّل أُمراء المغول أنفسهم بين أفراد أُسرهم وحاشيتهم.
وإلى جانب الرسم، ازدهرت صناعة النسیج والبُسط وفُنون الزخارف خِلال هذا العصر حتَّى تهافت الأوروپیُّون وغیرهم من الشُعُوب الأُخرى على اقتناء المُنتجات الإلخانيَّة. ومن مظاهر الاعتناء بِالفُنُون الجميلة زمن الإلخانيين أنَّ الوزير رشيد الدين الهمذاني أنشأ بِالقُرب من تبريز ضاحية جديدة أسماها «الرُبع الرشيدي» أقام فيها واستقدم إليها رجال الفن وأرباب الصناعات، وجمع فيها مكتبة ضمَّت 60 ألف مُجلَّد من الكُتُب العلميَّة والفنيَّة، وعهد إلى مهرة الخطَّاطين والمُصوِّرين بِنسخ عدد من المُؤلَّفات المُختلفة وتصويرها، ويُذكر أنَّهُ أنفق أكثر من 60 ألف دينار في النسخ والتحرير والزخرفة والتصوير. ويُعتقد أنَّ فن الفُسيفساء على الخزف ظهر خِلال العصر الإلخاني بسبب التأثُّر بِنظيره الصيني، وقد زاد تأثُر الفُنُون الزُخرُفيَّة الإسلاميَّة بِتلك الصينيَّة خِلال هذا العصر لِدرجة أنَّها أخذت تبتعد عن الفُنُون الهلينيَّة البيزنطيَّة وترتبط بِفُنُون الشرق الأقصى أكثر فأكثر. وبعد أن كانت الغلبة في الزخارف الإسلاميَّة لِلعناصر النباتيَّة والهندسيَّة، أصبحت العناصر الزُخرُفيَّة الحيوانيَّة التي عرفتها بلاد فارس مُنذُ القِدم هي المُهيمنة في ظل المغول. ويُلاحظ أنَّ المراكز الفنيَّة في شرق العالم العالم الإسلامي كانت قبل الغزو المغولي تتمركز في حوض دجلة والفُرات، فانتقل مُعظمها عند قيام الدولة الإلخانيَّة إلى شمال إيران. واستمرَّت المراكز الصناعيَّة المُهمَّة في ظل الحُكم المغولي تُنتج الخزف على النحو الذي كان معروفًا قبل مجيء المغول، على أنَّ الكميَّات المُنتجة والأساليب التطبيقيَّة اختلفت عمَّا كانت عليه في السابق، ومن أبرز المُدن التي اشتهرت بِفن النقش والزخرفة آنذاك: قاشان وجرجان ونيسابور وسمرقند وساوة ومشهد ودامغان.

## الجيش

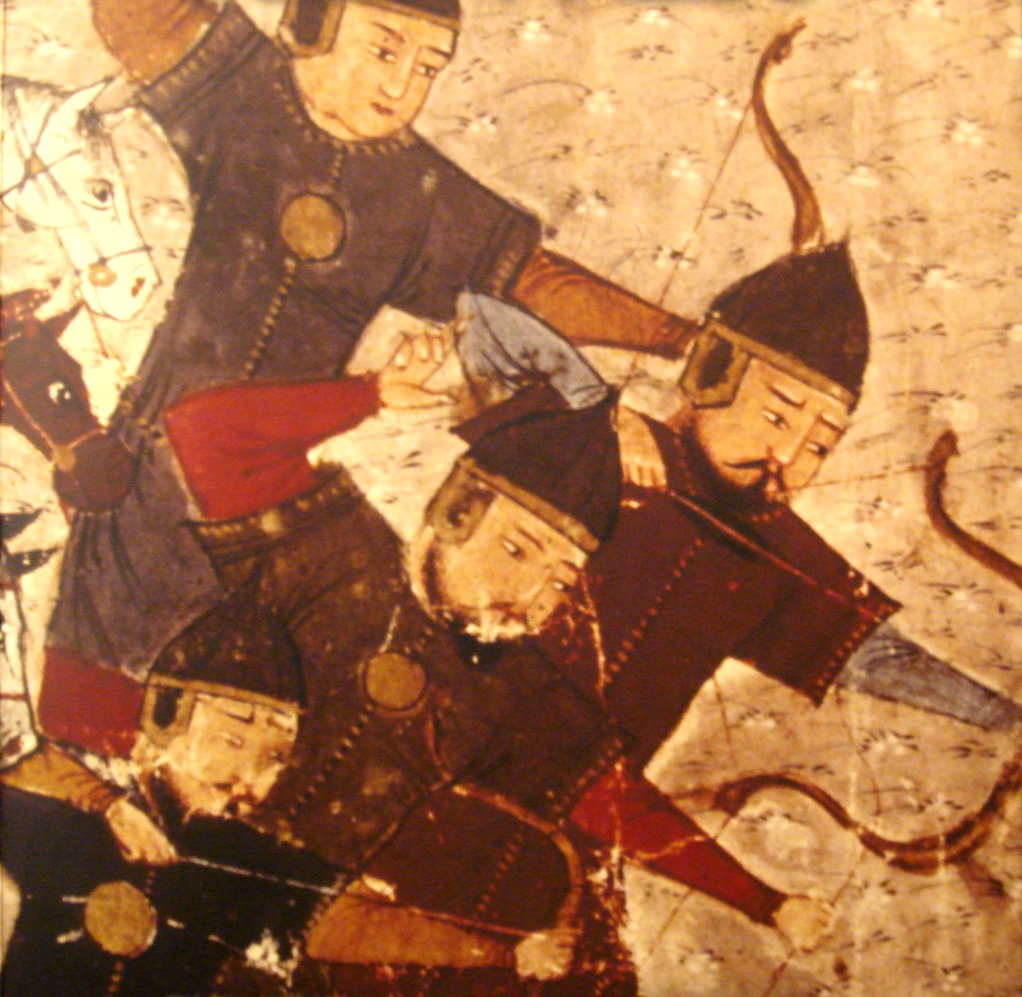
رسم لِجُنُودٍ مغول إلخانيين من كتاب جامع التواريخ.

حافظ الجيش المغولي في العصر الإلخاني على التقسيمات التي وضعها جنكيز خان بعد توحيده قبائل المغول والتتر، فكان الجهاز العسكري مُقسَّمًا إلى فرق كبيرة، يتكوَّن كُلٌّ منها من عشرة آلاف رجُل تُعرف بِالـ«تومان»، ثُمَّ يتدرَّج هذا التقسيم إلى فرقٍ أقل في العدد، فهُناك فرقٌ من ألف، وأُخرى من مائة، وفرقٌ من عشرة، ويرأس كُل فرقة قائدٌ واحدٌ، على أن يأتمر الجميع بِأمر الإلخان. وكانت طبقة أُمراء الجيش تأتي في المُقدِّمة، وأعضاؤها دائمًا من أُسرة جنكيز خان، ويُقال لِهؤلاء «نوين» أو «نويان»، أمَّا أشراف الجُند فكان يُلقَّب كُلٌ منهم بِلقب «طُرخان». وكان أساس الترقية من رُتبةٍ إلى رُتبةٍ أعلى هو المقدرة والكفاءة وحدهما دون النظر في أي اعتبارٍ آخر. كذلك، كان المغول يُقسِّمون جُيُوشهم إلى قلبٍ أو «قُول» وجناحين: أيمن وأيسر. وكانت قُوَّات الوسط تتكوَّن من فرقٍ أماميَّةٍ وأُخرى خلفيَّة، ولمَّا كانت الفرق الأماميَّة أكثر تعرُّضًا لِهُجُوم الأعداء، كان جُنُودها يلبسون دُرُوعًا كاملة، ويحملون السُيُوف والحِراب، ويُغطُّون خُيُولهم بِدُرُوعٍ تُناسبها. أمَّا أفراد الفرق الخلفيَّة، فكانوا يكتفون بِما يحملون من أسلحةٍ كالقوس والنشَّاب، لِيسهل عليهم التنقُّل من مكانٍ إلى آخر. وقد استفاد المغول كثيرًا من مُجاورتهم لِلبلاد الصينيَّة المُتحضِّرة، فأخذوا عن الصينيين بعض فُنُونهم الحربيَّة واستعملوها في حُرُوبهم مع المُسلمين، من ذلك طريقة استعمال البارود الذي عرفه الصينيُّون مُنذُ القرن الأوَّل الهجري المُوافق لِلقرن السابع الميلادي، وقد استخدمه المغول في شكل قنابل تُلقى على المُدن المُحاصرة والجُيُوش المُعادية. كذلك استعان المغول في حُرُوبهم مع المُسلمين بِالمُهندسين الصينيين الذين أسروهم في البلاد الصينيَّة وأفادوا من خبرتهم وتجاربهم. ولمَّا كانت ممالك المغول مُتَّسعة، وجُيُوشُهم ورُسُلهم تجوب البلاد ذهابًا وإيابًا، أعدَّ المغول محطَّاتٍ لِلبريد تُعرف بِالـ«يام» لِتكون حلقة الاتصال بين الطُرق جميعها.

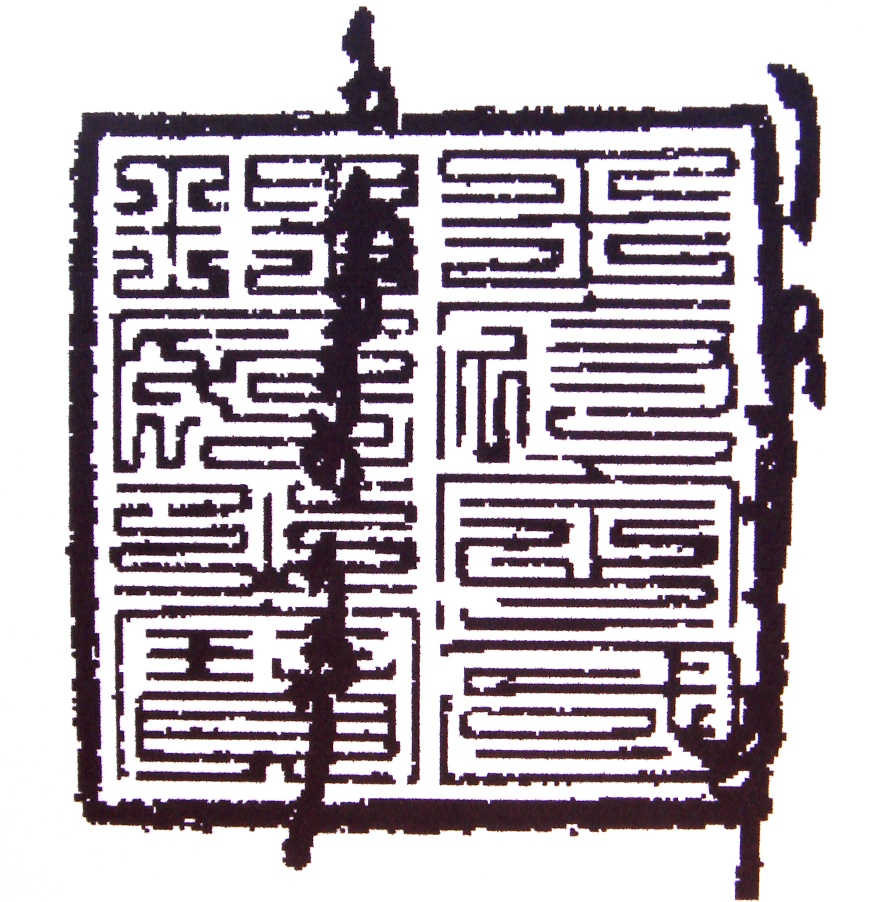
ختم أو تمغة محمود غازان.

كان المغول، قبل أن يُقدموا على غزو إقليمٍ من الأقاليم، يطرحون الخطَّة الحربيَّة - التي سوف يتَّبعونها - على بساط البحث في جلسة القورولتاي، حتَّى إذا ما استقرَّ الرأي على المضي بِالحملة، أطلق المغول جواسيسهم في بلاد العدوِّ، فيجمعون الأخبار ويستقصون حالة الجيش، ويختبرون حُصُون المُدن، ثُمَّ يعودون بِهذه المعلومات إلى بلادهم ويُطلعون قادة الجيش عليها. بعد ذلك يُرسل الإلخان رُسُلًا من قِبله إلى حُكَّام الأقاليم وسُكَّان المُدن يدعوهم إلى التسليم والنُزُول على طاعته، فإذا رفضوا التسليم وأصرُّوا على المُقاومة، سارت الجُيُوش المغوليَّة لِمُحاربتهم، حتَّى إذا ما شارفوا أبواب المدينة، دعوا الناس لِلمرَّة الأخيرة إلى الدُخُول في طاعتهم، فإذا خرج عُظماؤهم وذوو الرأي فيهم، وحملوا إليهم الهدايا وقبلوا تزويد الجيش المغولي بِما يحتاج إليه من مُؤن، فإنَّ المغول لا يتعرَّضون لهم بِالأذى ويكتفون بِأن يُرسلوا إلى المدينة حاكمًا من قِبلهم. ثُمَّ يُصدر الإلخان مرسومًا (يُسمَّى «يرليغًا») بِذلك حتَّى يكون لِهذا الحاكم الاحترام والمهابة في النُفُوس. وهذا المرسوم يكون مختومًا بِخاتم الإلخان المعروف بـ«التمغة»، وهو مكتوب إمَّا بِالمِداد الأسود، فيُعرف بِـ«قره تمغة» وإمَّا بِماء الذهب فيُسمَّى «ألتون تمغة». والشخص المُكلَّف بِختم المراسيم يُقال له «تمغجي» أو «تمغاجي». وكان التسليم في هذه الحالة معناه التبعيَّة المُطلقة، وتسليم عُشر خيرات المدينة أو الإقليم. أمَّا إذا اتخذ السُكَّان طريق العصيان وسلكوا سبيل المُقاومة، وخسر المغول خسارةً قليلةً أمام المدينة المُحاصرة، فإنَّهم لا يعقدون مع أهلها صُلحًا في حالة عجزهم عن مُواصلة القتال، بل يقتلون جميع السُكَّان دون تفرقة بين صغيرٍ وكبير أو بين رجُلٍ وامرأة، وذلك بعد غربلة الأهالي، فيأخذون أرباب المصالح والحرف والصُنَّاع ويسوقونهم إلى عاصمة مُلكهم، ويختارون من الأسرى من يصلح لِلقتال فيُكونون منهم قُوَّات غير نظاميَّة يُطلقون عليها اسم «حشر»، ثُمَّ يعملون سُيُوفهم في الباقين. وبعد المعركة كانت الغنائم والأسلاب تُوزَّع توزيعًا عادلًا على الجُنُود.

## إرث مغول فارس
ترك المغول الإلخانيُّون أثرًا مُهمًّا على الشرق الأوسط، من عدَّة جوانب حضاريَّة وثقافيَّة، أهمها فصل البلاد الإيرانيَّة عن جوارها العربي واتخاذها مسارًا ثقافيًّا خاصًّا بها. فمن حيث الدين، يرى بعض الباحثين أنَّ انهيار الدولة الإلخانيَّة ترك جوًّا مُفعمًا بِأسباب الفوضى والاضطراب السياسي، ممَّا سمح بِتمدُّد المذهب الشيعي وانتشار حركاته، بِالتوازي مع انتشار الحركات الصُوفيَّة المُشرَّبة بِعقائد الشيعة والمُتأثرة بِتعاليمهم؛ مثل الحُرُوفيَّة التي أسِّسها فضل الله نعيمي الاسترآبادي، والصفويَّة التي أسَّسها الشيخ صفي الدين الأردبيلي، صاحب الحظوة الكبيرة عند المغول. وقد وجدت هذه الحركات فُسحةً من الوقت واستغلَّت التشرذُم السياسي بِالمشرق لكي تُعيد تنظيم نفسها وتُحيي التُراث الشيعي الموروث إبَّان القرنين الثامن والتاسع الهجريين. كما شهدت تلك الفترة ظُهور بعض الأئمة النزاريين في أنجودان بِوسط فارس، وإن ظلُّوا حريصين على إخفاء هويَّاتهم. وبِمُرور الوقت أصبح التشيُّع هو الشكل القومي لما يُمكن أن يُسمَّى بـ«الإسلام الإيراني»، وهو ما تأكَّد بِقيام الدولة الصفويَّة مطلع القرن العاشر الهجري. كما أخذت اللُّغة العربيَّة تفقد مكانتها كلُغة الآداب والعُلُوم في إيران وحلَّت مكانها اللُغة الفارسيَّة.

### هامش
- «1»: بِالإضافة إلى الدولة الإلخانيَّة أو الإيلخانيَّة، كان هُناك دولة مغوليَّة أُخرى سُميت «الدَّولةُ الإِيلكَخَانِيَّة»، قامت في آسيا الوُسطى وامتدت رقعتها على المنطقة ما بين بلاد ما وراء النهر وكاشغر. دامت هذه الدولة أكثر من ثلاثة قُرُون، وسقطت في بداية القرن السابع الهجري المُوافق لِلقرن الحادي عشر الميلادي.[8]
- «2»: اختلف المؤرخون في عدد من قُتلوا في بغداد، فمنهم من قدَّرها بِحوالي 90,000 أو 200,000 قتيل،[164] وحسب المصادر الفارسيَّة فإنَّ القتلى تراوح عددهم ما بين 800,000 إلى 2 مليون، وقال ابن تغري بردي إنهم بلغوا أكثر من 1,800,000 نفس،[165] أو مليوني نفس.[166] فيما رجَّح الذهبي في كتابه «تاريخ الإسلام» أن القتلى كانوا 800,000 نسمة.[167]
- «3»: منصب الشحنة وظيفة تُعادل مُديريَّة الشُرطة والأمن العام في العصر الحالي. وشِحْنَة البلد: من كان فيه الكفاية لِضبط أمنها من جهة السُلطان. و«الشِحْنَجِيَّة»: مكتب رئيس الشُرطة الذي يسمى «شَحْنَة»، و«الشِحْنَكِيَّة» هو منصب الشحنة.
- «4»: يُروى أيضًا أنَّ العالم الذي التقاه بركة خان وأسلم على يديه يُدعى سيف الدين الباخرزي، أحد مُريدي الشيخ نجم الدين الكبرى، وقد التقاه في بُخارى خلال عودته من قراقورم بعد حُضُوره حفل تنصيب منكو خان.[168][169][170]

### بِاللُغة العربيَّة
1. ↑  النجَّار، رغدة عبد الكريم أحمد (1433هـ - 2012م). إمبراطوريَّة المغول: دراسة تحليليَّة عن التاريخ المُبكر لِلمغول وتكوين الإمبراطوريَّة والصراعات السياسيَّة على السُلطة (ط. الأولى). عمَّان - الأُردُن: دار المنهل ناشرون. ص. 212. ISBN:9796500040943. مؤرشف من الأصل في 2019-11-29. اطلع عليه بتاريخ 3 شُباط (فبراير) 2019م. {{استشهاد بكتاب}}: تحقق من التاريخ في: |تاريخ الوصول= و|سنة= (مساعدة)
2. 1 2 3 4 5  طقُّوش، مُحمَّد سُهيل (1428هـ - 2007م). تاريخ المغول العظام والإيلخانيين (ط. الأولى). بيروت - لُبنان: دار النفائس. ص. 8 - 11. ISBN:9953184348. اطلع عليه بتاريخ 3 شُباط (فبراير) 2019م. {{استشهاد بكتاب}}: تحقق من التاريخ في: |تاريخ الوصول= و|سنة= (مساعدة)
3. ↑  أيُّوب، مُحمَّد شعبان (3 نيسان (أبريل) 2017م). "الحشّاشون.. من الظهور إلى الاندثار". الجزيرة.نت. مؤرشف من الأصل في 3 شُباط (فبراير) 2019م. اطلع عليه بتاريخ 3 شُباط (فبراير) 2019م. {{استشهاد ويب}}: تحقق من التاريخ في: |تاريخ الوصول=، |تاريخ=، و|تاريخ أرشيف= (مساعدة)
4. ↑  السرجاني، راغب (9 آذار (مارس) 2014م). "بداية المغول المُسلمين". طريق الإسلام. مؤرشف من الأصل في 3 شُباط (فبراير) 2019م. اطلع عليه بتاريخ 3 شُباط (فبراير) 2019م. {{استشهاد ويب}}: تحقق من التاريخ في: |تاريخ الوصول=، |تاريخ=، و|تاريخ أرشيف= (مساعدة)
5. ↑  طقُّوش، مُحمَّد سُهيل (1428هـ - 2007م). تاريخ المغول العظام والإيلخانيين (ط. الأولى). بيروت - لُبنان: دار النفائس. ص. 347 - 348. ISBN:9953184348. اطلع عليه بتاريخ 3 شُباط (فبراير) 2019م. {{استشهاد بكتاب}}: تحقق من التاريخ في: |تاريخ الوصول= و|سنة= (مساعدة)
6. ↑  مجموعة مُؤلِّفين. الموسوعة المُوجزة في التاريخ الإسلامي. ج. الجُزء الرابع. ص. 30. مؤرشف من الأصل في 2019-05-06. اطلع عليه بتاريخ 3 شُباط (فبراير) 2019م. {{استشهاد بكتاب}}: تحقق من التاريخ في: |تاريخ الوصول= (مساعدة)
7. ↑  النفيعي، رحمة بنت حمُّود بن فطيس؛ إشراف الدكتور عبد العزيز بن عبد الله السلُّومي (1434هـ - 2013م). العلاقات السياسيَّة لِدولة إيلخانات المغول (PDF). مكَّة - السُعُوديَّة: جامعة أُم القُرى. ص. 22 (المتن والهامش). مؤرشف من الأصل (PDF) في 2018-12-22. اطلع عليه بتاريخ 3 شُباط (فبراير) 2019م. رسالة قُدِّمت لِنيل درجة الدكتوراة في التاريخ الإسلامي {{استشهاد بكتاب}}: تحقق من التاريخ في: |تاريخ الوصول= و|سنة= (مساعدة)
8. 1 2  الخطيب، مُصطفى عبد الكريم (1416هـ - 1996م). مُعجم المُصطلحات والألقاب التاريخيَّة (PDF) (ط. الأولى). بيروت - لُبنان: مُؤسسة الرسالة. ص. 59. مؤرشف من الأصل (PDF) في 27 نوفمبر 2020. اطلع عليه بتاريخ 2 آذار (مارس) 2019م. {{استشهاد بكتاب}}: تحقق من التاريخ في: |تاريخ الوصول= و|سنة= (مساعدة)
9. ↑  حجَّة، شوكت (2007م). "مواقف أئمة المسلمين من الغزو الإيلخاني (مغول فارس) لِبلاد الشَّام ومصر". مجلة الجامعة الإسلامية. المُجلَّد الخامس عشر ع. العدد الثاني: صفحة 350. مؤرشف من الأصل في 2019-09-21. اطلع عليه بتاريخ 3 شُباط (فبراير) 2019م. {{استشهاد بدورية محكمة}}: تحقق من التاريخ في: |تاريخ الوصول= و|تاريخ= (مساعدة)
10. ↑  ابن الأثير الجزري، عز الدين أبي الحسن عليّ بن مُحمَّد الموصلِّي الشيباني؛ تحقيق الدكتور مُحمَّد يُوسُف الدقَّاق (1407هـ - 1987م). الكامل في التاريخ (PDF) (ط. الأولى). بيروت - لُبنان: دار الكُتُب العلميَّة. ج. المُجلَّد العاشر. ص. 266 - 267. مؤرشف من الأصل (PDF) في 27 نوفمبر 2020. اطلع عليه بتاريخ 4 شُباط (فبراير) 2019م. {{استشهاد بكتاب}}: تحقق من التاريخ في: |تاريخ الوصول= و|سنة= (مساعدة)
11. ↑  عطيَّة، رجائي (8 آذار (مارس) 2017م). "خروجًا عن مبادئ الإسلام: غُرُوب الدولة العبَّاسية وهجمات المغول". الهلال اليوم. مؤرشف من الأصل في 4 شُباط (فبراير) 2019م. اطلع عليه بتاريخ 4 شُباط (فبراير) 2019م. {{استشهاد ويب}}: تحقق من التاريخ في: |تاريخ الوصول=، |تاريخ=، و|تاريخ أرشيف= (مساعدة)
12. ↑  حمدي، حافظ أحمد (1949). الدولة الخوارزميَّة والمغول. القاهرة - مصر: دار الفكر العربي. ص. 81. مؤرشف من الأصل في 24 سبتمبر 2020. اطلع عليه بتاريخ 4 شُباط (فبراير) 2019م. {{استشهاد بكتاب}}: تحقق من التاريخ في: |تاريخ الوصول= و|سنة= (مساعدة)
13. 1 2  ابن الأثير الجزري، عز الدين أبي الحسن عليّ بن مُحمَّد الموصلِّي الشيباني؛ تحقيق الدكتور مُحمَّد يُوسُف الدقَّاق (1407هـ - 1987م). الكامل في التاريخ (PDF) (ط. الأولى). بيروت - لُبنان: دار الكُتُب العلميَّة. ج. المُجلَّد العاشر. ص. 401 - 402. مؤرشف من الأصل (PDF) في 27 نوفمبر 2020. اطلع عليه بتاريخ 4 شُباط (فبراير) 2019م. {{استشهاد بكتاب}}: تحقق من التاريخ في: |تاريخ الوصول= و|سنة= (مساعدة)
14. ↑  حمدي، حافظ أحمد (1949). الدولة الخوارزميَّة والمغول. القاهرة - مصر: دار الفكر العربي. ص. 82 - 87. مؤرشف من الأصل في 24 سبتمبر 2020. اطلع عليه بتاريخ 4 شُباط (فبراير) 2019م. {{استشهاد بكتاب}}: تحقق من التاريخ في: |تاريخ الوصول= و|سنة= (مساعدة)
15. ↑  النسوي، شهاب‌ الدين مُحمَّد بن أحمد الزيدري؛ تحقيق: حافظ أحمد حمدي (1953). سيرة السُلطان جلال الدين منكبرتي. القاهرة - مصر: دار الفكر العربي. ص. 85 - 86. مؤرشف من الأصل في 2022-11-23. اطلع عليه بتاريخ 4 شُباط (فبراير) 2019م. {{استشهاد بكتاب}}: تحقق من التاريخ في: |تاريخ الوصول= و|سنة= (مساعدة)
16. ↑  العامري، هيام عودة مُحمَّد. أثر السفارات والقوافل التجاریَّة في التوجُّه المغولي نحو الحُدُود الشرقیَّة للدولة العربیَّة الإسلامیَّة. بغداد - العراق: الجامعة المُستنصريَّة. ص. 17. مؤرشف من الأصل في 2019-02-07. اطلع عليه بتاريخ 4 شُباط (فبراير) 2019م. {{استشهاد بكتاب}}: تحقق من التاريخ في: |تاريخ الوصول= (مساعدة)
17. ↑  طقُّوش، مُحمَّد سُهيل (1428هـ - 2007م). تاريخ المغول العظام والإيلخانيين (ط. الأولى). بيروت - لُبنان: دار النفائس. ص. 58 - 59. ISBN:9953184348. اطلع عليه بتاريخ 3 شُباط (فبراير) 2019م. {{استشهاد بكتاب}}: تحقق من التاريخ في: |تاريخ الوصول= و|سنة= (مساعدة)
18. ↑  الجويني، علاءُ الدين أبو المُنظِّر عطاء مُلك بن بهاء الدين مُحمَّد؛ ترجمة: السِّباعي مُحمَّد السِّباعي (2007). تاريخ فاتح العالم جهانگشاي (PDF) (ط. الأولى). القاهرة - مصر: المركز القومي للترجمة. ج. المُجلَّد الأوَّل. ص. 111 - 114. مؤرشف من الأصل (PDF) في 21 أكتوبر 2020. اطلع عليه بتاريخ 9 شُباط (فبراير) 2019م. {{استشهاد بكتاب}}: تحقق من التاريخ في: |تاريخ الوصول= و|سنة= (مساعدة)
19. ↑  بارتولد، ڤاسيلي ڤلاديميروڤتش؛ ترجمة: صلاح الدين عثمان هاشم (1401هـ - 1981م). تُركستان من الفتح العربي إلى الغزو المغولي. الكُويت: المجلس الوطني للثقافة والفنون والآداب. ص. 589. اطلع عليه بتاريخ 14 شُباط (فبراير) 2019م. {{استشهاد بكتاب}}: تحقق من التاريخ في: |تاريخ الوصول= و|سنة= (مساعدة)
20. ↑  الجويني، علاءُ الدين أبو المُنظِّر عطاء مُلك بن بهاء الدين مُحمَّد؛ ترجمة: السِّباعي مُحمَّد السِّباعي (2007). تاريخ فاتح العالم جهانگشاي (PDF) (ط. الأولى). القاهرة - مصر: المركز القومي للترجمة. ج. المُجلَّد الأوَّل. ص. 152. مؤرشف من الأصل (PDF) في 21 أكتوبر 2020. اطلع عليه بتاريخ 9 شُباط (فبراير) 2019م. {{استشهاد بكتاب}}: تحقق من التاريخ في: |تاريخ الوصول= و|سنة= (مساعدة)
21. ↑  حمدي، حافظ أحمد (1949). الدولة الخوارزميَّة والمغول. القاهرة - مصر: دار الفكر العربي. ص. 150 - 152. مؤرشف من الأصل في 24 سبتمبر 2020. اطلع عليه بتاريخ 4 شُباط (فبراير) 2019م. {{استشهاد بكتاب}}: تحقق من التاريخ في: |تاريخ الوصول= و|سنة= (مساعدة)
22. ↑  الجويني، علاءُ الدين أبو المُنظِّر عطاء مُلك بن بهاء الدين مُحمَّد؛ ترجمة: السِّباعي مُحمَّد السِّباعي (2007). تاريخ فاتح العالم جهانگشاي (PDF) (ط. الأولى). القاهرة - مصر: المركز القومي للترجمة. ج. المُجلَّد الأوَّل. ص. 146 - 150. مؤرشف من الأصل (PDF) في 21 أكتوبر 2020. اطلع عليه بتاريخ 9 شُباط (فبراير) 2019م. {{استشهاد بكتاب}}: تحقق من التاريخ في: |تاريخ الوصول= و|سنة= (مساعدة)
23. ↑  ابن الأثير الجزري، عز الدين أبي الحسن عليّ بن مُحمَّد الموصلِّي الشيباني؛ تحقيق الدكتور مُحمَّد يُوسُف الدقَّاق (1407هـ - 1987م). الكامل في التاريخ (PDF) (ط. الأولى). بيروت - لُبنان: دار الكُتُب العلميَّة. ج. المُجلَّد العاشر. ص. 421 - 422. مؤرشف من الأصل (PDF) في 27 نوفمبر 2020. اطلع عليه بتاريخ 4 شُباط (فبراير) 2019م. {{استشهاد بكتاب}}: تحقق من التاريخ في: |تاريخ الوصول= و|سنة= (مساعدة)
24. ↑  ابن العبري،أبو الفرج جمال الدين گريگوريوس بن هٰرون الملطي؛ نقله إلى العربيَّة: الأب إسحٰق أرملة (1991). تاريخ الزمان (ط. الأولى). بيروت - لُبنان: دار المشرق. ص. 264 - 265. مؤرشف من الأصل في 2020-09-15. اطلع عليه بتاريخ 14 شُباط (فبراير) 2019م. {{استشهاد بكتاب}}: تحقق من التاريخ في: |تاريخ الوصول= و|سنة= (مساعدة)
25. ↑  الجويني، علاءُ الدين أبو المُنظِّر عطاء مُلك بن بهاء الدين مُحمَّد؛ ترجمة: السِّباعي مُحمَّد السِّباعي (2007). تاريخ فاتح العالم جهانگشاي (PDF) (ط. الأولى). القاهرة - مصر: المركز القومي للترجمة. ج. المُجلَّد الأوَّل. ص. 153 - 154. مؤرشف من الأصل (PDF) في 21 أكتوبر 2020. اطلع عليه بتاريخ 9 شُباط (فبراير) 2019م. {{استشهاد بكتاب}}: تحقق من التاريخ في: |تاريخ الوصول= و|سنة= (مساعدة)
26. ↑  طقُّوش، مُحمَّد سُهيل (1428هـ - 2007م). تاريخ المغول العظام والإيلخانيين (ط. الأولى). بيروت - لُبنان: دار النفائس. ص. 67. ISBN:9953184348. اطلع عليه بتاريخ 3 شُباط (فبراير) 2019م. {{استشهاد بكتاب}}: تحقق من التاريخ في: |تاريخ الوصول= و|سنة= (مساعدة)
27. ↑  النسوي، شهاب‌ الدين مُحمَّد بن أحمد الزيدري؛ تحقيق: حافظ أحمد حمدي (1953). سيرة السُلطان جلال الدين منكبرتي. القاهرة - مصر: دار الفكر العربي. ص. 154 - 162. مؤرشف من الأصل في 2022-11-23. اطلع عليه بتاريخ 4 شُباط (فبراير) 2019م. {{استشهاد بكتاب}}: تحقق من التاريخ في: |تاريخ الوصول= و|سنة= (مساعدة)
28. ↑  ابن العبري،أبو الفرج جمال الدين گريگوريوس بن هٰرون الملطي؛ نقله إلى العربيَّة: الأب إسحٰق أرملة (1991). تاريخ الزمان (ط. الأولى). بيروت - لُبنان: دار المشرق. ص. 266. مؤرشف من الأصل في 2020-09-15. اطلع عليه بتاريخ 14 شُباط (فبراير) 2019م. {{استشهاد بكتاب}}: تحقق من التاريخ في: |تاريخ الوصول= و|سنة= (مساعدة)
29. ↑  ابن الأثير الجزري، عز الدين أبي الحسن عليّ بن مُحمَّد الموصلِّي الشيباني؛ تحقيق الدكتور مُحمَّد يُوسُف الدقَّاق (1407هـ - 1987م). الكامل في التاريخ (PDF) (ط. الأولى). بيروت - لُبنان: دار الكُتُب العلميَّة. ج. المُجلَّد العاشر. ص. 422 - 423. مؤرشف من الأصل (PDF) في 27 نوفمبر 2020. اطلع عليه بتاريخ 4 شُباط (فبراير) 2019م. {{استشهاد بكتاب}}: تحقق من التاريخ في: |تاريخ الوصول= و|سنة= (مساعدة)
30. ↑  النسوي، شهاب‌ الدين مُحمَّد بن أحمد الزيدري؛ تحقيق: حافظ أحمد حمدي (1953). سيرة السُلطان جلال الدين منكبرتي. القاهرة - مصر: دار الفكر العربي. ص. 192. مؤرشف من الأصل في 24 سبتمبر 2020. اطلع عليه بتاريخ 4 شُباط (فبراير) 2019م. {{استشهاد بكتاب}}: تحقق من التاريخ في: |تاريخ الوصول= و|سنة= (مساعدة)
31. ↑  ابن الأثير الجزري، عز الدين أبي الحسن عليّ بن مُحمَّد الموصلِّي الشيباني؛ تحقيق الدكتور مُحمَّد يُوسُف الدقَّاق (1407هـ - 1987م). الكامل في التاريخ (PDF) (ط. الأولى). بيروت - لُبنان: دار الكُتُب العلميَّة. ج. المُجلَّد العاشر. ص. 447 - 450. مؤرشف من الأصل (PDF) في 27 نوفمبر 2020. اطلع عليه بتاريخ 4 شُباط (فبراير) 2019م. {{استشهاد بكتاب}}: تحقق من التاريخ في: |تاريخ الوصول= و|سنة= (مساعدة)
32. ↑  النسوي، شهاب‌ الدين مُحمَّد بن أحمد الزيدري؛ تحقيق: حافظ أحمد حمدي (1953). سيرة السُلطان جلال الدين منكبرتي. القاهرة - مصر: دار الفكر العربي. ص. 381 - 383. مؤرشف من الأصل في 2022-11-23. اطلع عليه بتاريخ 4 شُباط (فبراير) 2019م. {{استشهاد بكتاب}}: تحقق من التاريخ في: |تاريخ الوصول= و|سنة= (مساعدة)
33. 1 2  ابن الأثير الجزري، عز الدين أبي الحسن عليّ بن مُحمَّد الموصلِّي الشيباني؛ تحقيق الدكتور مُحمَّد يُوسُف الدقَّاق (1407هـ - 1987م). الكامل في التاريخ (PDF) (ط. الأولى). بيروت - لُبنان: دار الكُتُب العلميَّة. ج. المُجلَّد العاشر. ص. 491 - 493. مؤرشف من الأصل (PDF) في 27 نوفمبر 2020. اطلع عليه بتاريخ 4 شُباط (فبراير) 2019م. {{استشهاد بكتاب}}: تحقق من التاريخ في: |تاريخ الوصول= و|سنة= (مساعدة)
34. ↑  حمدي، حافظ أحمد (1949). الدولة الخوارزميَّة والمغول. القاهرة - مصر: دار الفكر العربي. ص. 226 - 227. مؤرشف من الأصل في 24 سبتمبر 2020. اطلع عليه بتاريخ 4 شُباط (فبراير) 2019م. {{استشهاد بكتاب}}: تحقق من التاريخ في: |تاريخ الوصول= و|سنة= (مساعدة)
35. ↑  العريني، السيِّد الباز (1981). المغول. بيروت - لُبنان: دار النهضة العربيَّة. ص. 176. مؤرشف من الأصل في 2019-11-28. اطلع عليه بتاريخ 16 شُباط (فبراير) 2019م. {{استشهاد بكتاب}}: تحقق من التاريخ في: |تاريخ الوصول= و|سنة= (مساعدة)
36. ↑  طقُّوش، مُحمَّد سُهيل (1428هـ - 2007م). تاريخ المغول العظام والإيلخانيين (ط. الأولى). بيروت - لُبنان: دار النفائس. ص. 90. ISBN:9953184348. اطلع عليه بتاريخ 3 شُباط (فبراير) 2019م. {{استشهاد بكتاب}}: تحقق من التاريخ في: |تاريخ الوصول= و|سنة= (مساعدة)
37. ↑  مُؤرِّخ مجهول؛ تعريب: مُحمَّد سعيد جمال الدين (2007). أخبار سلاجقة الروم، مُختصر سُلجُوقنامه (PDF) (ط. الثانية). القاهرة - مصر: المركز القومي للترجمة. ص. 219. مؤرشف من الأصل (PDF) في 31 أكتوبر 2020. اطلع عليه بتاريخ 17 شُباط (فبراير) 2019م. {{استشهاد بكتاب}}: تحقق من التاريخ في: |تاريخ الوصول= و|سنة= (مساعدة)
38. ↑  مُؤرِّخ مجهول؛ تعريب: مُحمَّد سعيد جمال الدين (2007). أخبار سلاجقة الروم، مُختصر سُلجُوقنامه (PDF) (ط. الثانية). القاهرة - مصر: المركز القومي للترجمة. ص. 241 - 244. مؤرشف من الأصل (PDF) في 31 أكتوبر 2020. اطلع عليه بتاريخ 17 شُباط (فبراير) 2019م. {{استشهاد بكتاب}}: تحقق من التاريخ في: |تاريخ الوصول= و|سنة= (مساعدة)
39. ↑  النُويري، شهاب الدين أحمد بن عبد الوهَّاب بن مُحمَّد (1424هـ - 2004م). نهاية الإرب في فنون الأدب (ط. الأولى). بيروت - لُبنان: دار الكُتُب العلميَّة. ج. الجُزء السابع والعُشرون. ص. 238. مؤرشف من الأصل في 2019-11-29. اطلع عليه بتاريخ 17 شُباط (فبراير) 2019م. {{استشهاد بكتاب}}: تحقق من التاريخ في: |تاريخ الوصول= و|سنة= (مساعدة)
40. ↑  العيني، أبو مُحمَّد بدر الدين محمود بن أحمد بن موسى الحنفي؛ تحقيق: أ. د. مُحمَّد مُحمَّد أمين (1407هـ - 1987م). عقد الجُمان في تاريخ أهل الزمان. القاهرة - مصر: الهيئة المصريَّة العامَّة لِلكتاب - مركز تحقيق التُراث. ص. 26 - 27. مؤرشف من الأصل في 2019-05-21. اطلع عليه بتاريخ 17 شُباط (فبراير) 2019م. {{استشهاد بكتاب}}: تحقق من التاريخ في: |تاريخ الوصول= و|سنة= (مساعدة)
41. ↑  مُؤرِّخ مجهول؛ تعريب: مُحمَّد سعيد جمال الدين (2007). أخبار سلاجقة الروم، مُختصر سُلجُوقنامه (PDF) (ط. الثانية). القاهرة - مصر: المركز القومي للترجمة. ص. 289 - 292. مؤرشف من الأصل (PDF) في 31 أكتوبر 2020. اطلع عليه بتاريخ 17 شُباط (فبراير) 2019م. {{استشهاد بكتاب}}: تحقق من التاريخ في: |تاريخ الوصول= و|سنة= (مساعدة)
42. ↑  ابن تغري بردي، أبو المحاسن جمال الدين يُوسُف الأتابكي اليشبقاوي الظاهري (1383هـ - 1963م). النُجُوم الزاهرة في مُلُوك مصر والقاهرة (PDF). القاهرة - مصر: وزارة الثقافة. ج. الجُزء السادس. ص. 347. مؤرشف من الأصل (PDF) في 10 يناير 2020. اطلع عليه بتاريخ 17 شُباط (فبراير) 2019م. {{استشهاد بكتاب}}: تحقق من التاريخ في: |تاريخ الوصول= و|سنة= (مساعدة)
43. ↑  طقُّوش، مُحمَّد سُهيل (1428هـ - 2007م). تاريخ المغول العظام والإيلخانيين (ط. الأولى). بيروت - لُبنان: دار النفائس. ص. 115. ISBN:9953184348. اطلع عليه بتاريخ 3 شُباط (فبراير) 2019م. {{استشهاد بكتاب}}: تحقق من التاريخ في: |تاريخ الوصول= و|سنة= (مساعدة)
44. ↑  هلال، عادل إسماعيل مُحمَّد (1997). العلاقات بين المغول وأوروبا وأثرها على العالم الإسلامي (ط. الأولى). القاهرة - مصر: عين للدراسات والبحوث الانسانية والاجتماعية. ص. 67 - 68. {{استشهاد بكتاب}}: تحقق من التاريخ في: |سنة= (مساعدة)
45. ↑  قدَّاوي، علاء محمود (1436هـ - 2015م). الموصل والجزيرة الفُراتيَّة في عهد دولة المغول الإيلخانيَّة (ط. الأولى). عمَّان - الأُردُن: دار المنهل ناشرون. ص. 72. ISBN:9796500158860. مؤرشف من الأصل في 2019-11-28. اطلع عليه بتاريخ 24 شُباط (فبراير) 2019م. {{استشهاد بكتاب}}: تحقق من التاريخ في: |تاريخ الوصول= و|سنة= (مساعدة)
46. ↑  الجويني، علاءُ الدين أبو المُنظِّر عطاء مُلك بن بهاء الدين مُحمَّد؛ ترجمة: مُحمَّد السعيد جمال الدين (2015). تاريخ فاتح العالم جهانگشاي (ط. الأولى). القاهرة - مصر: المركز القومي للترجمة. ج. المُجلَّد الثالث. ص. 93 - 94. مؤرشف من الأصل في 7 نوفمبر 2020. اطلع عليه بتاريخ 3 آذار (مارس) 2019م. {{استشهاد بكتاب}}: تحقق من التاريخ في: |تاريخ الوصول= و|سنة= (مساعدة)
47. ↑  الهمذاني، رشيدُ الدين فضل الله بن عماد الدولة أبي الخير؛ نقله إلى العربيَّة: مُحمَّد صادق نشأت، مُحمَّد موسى هنداوي، فؤاد عبد المُعطي الصيَّاد (1960). جامع التواريخ: تاريخ هولاگو (ط. الأولى). القاهرة - الجُمهُوريَّة العربيَّة المُتحدة: وزارة الثقافة والإرشاد القومي. ج. المُجلَّد الثاني - الجُزء الأوَّل. ص. 234 - 237. مؤرشف من الأصل في 29 سبتمبر 2020. اطلع عليه بتاريخ 3 آذار (مارس) 2019م. {{استشهاد بكتاب}}: تحقق من التاريخ في: |تاريخ الوصول= و|سنة= (مساعدة)
48. 1 2  طقُّوش، مُحمَّد سُهيل (1428هـ - 2007م). تاريخ المغول العظام والإيلخانيين (ط. الأولى). بيروت - لُبنان: دار النفائس. ص. 137 - 138. ISBN:9953184348. اطلع عليه بتاريخ 3 شُباط (فبراير) 2019م. {{استشهاد بكتاب}}: تحقق من التاريخ في: |تاريخ الوصول= و|سنة= (مساعدة)
49. ↑  الجويني، علاءُ الدين أبو المُنظِّر عطاء مُلك بن بهاء الدين مُحمَّد؛ ترجمة: مُحمَّد السعيد جمال الدين (2015). تاريخ فاتح العالم جهانگشاي (ط. الأولى). القاهرة - مصر: المركز القومي للترجمة. ج. المُجلَّد الثالث. ص. 106 - 110. مؤرشف من الأصل في 7 نوفمبر 2020. اطلع عليه بتاريخ 3 آذار (مارس) 2019م. {{استشهاد بكتاب}}: تحقق من التاريخ في: |تاريخ الوصول= و|سنة= (مساعدة)
50. ↑  الجويني، علاءُ الدين أبو المُنظِّر عطاء مُلك بن بهاء الدين مُحمَّد؛ ترجمة: مُحمَّد السعيد جمال الدين (2015). تاريخ فاتح العالم جهانگشاي (ط. الأولى). القاهرة - مصر: المركز القومي للترجمة. ج. المُجلَّد الثالث. ص. 240. مؤرشف من الأصل في 7 نوفمبر 2020. اطلع عليه بتاريخ 3 آذار (مارس) 2019م. {{استشهاد بكتاب}}: تحقق من التاريخ في: |تاريخ الوصول= و|سنة= (مساعدة)
51. 1 2  طقُّوش، مُحمَّد سُهيل (1428هـ - 2007م). تاريخ المغول العظام والإيلخانيين (ط. الأولى). بيروت - لُبنان: دار النفائس. ص. 139 - 144. ISBN:9953184348. اطلع عليه بتاريخ 3 شُباط (فبراير) 2019م. {{استشهاد بكتاب}}: تحقق من التاريخ في: |تاريخ الوصول= و|سنة= (مساعدة)
52. 1 2  الصيَّاد، فؤاد عبد المُعطي (1980). المغول في التاريخ (ط. الأولى). بيروت - لُبنان: دار النهضة العربيَّة. ص. 255 - 258. مؤرشف من الأصل (PDF) في 2020-09-15. اطلع عليه بتاريخ 3 شُباط (فبراير) 2019م. {{استشهاد بكتاب}}: تحقق من التاريخ في: |تاريخ الوصول= و|سنة= (مساعدة)
53. 1 2  السرجاني، راغب. "سقوط بغداد عاصمة الخلافة العباسية". أرشيف إسلام أونلاين. مؤرشف من الأصل في 3 فبراير 2017. اطلع عليه بتاريخ 3 شُباط (فبراير) 2019م. {{استشهاد ويب}}: تحقق من التاريخ في: |تاريخ الوصول= (مساعدة)
54. ↑  الصيَّاد، فؤاد عبد المُعطي (1980). المغول في التاريخ (ط. الأولى). بيروت - لُبنان: دار النهضة العربيَّة. ص. 260. مؤرشف من الأصل (PDF) في 2020-09-15. اطلع عليه بتاريخ 3 شُباط (فبراير) 2019م. {{استشهاد بكتاب}}: تحقق من التاريخ في: |تاريخ الوصول= و|سنة= (مساعدة)
55. ↑  رونسيمان، ستيڤن؛ ترجمة: نُور الدين خليل (1998). تاريخ الحملات الصليبيَّة (ط. الثانية). القاهرة - مصر: الهيئة المصريَّة العامَّة لِلكتاب. ج. الجُزء الثالث. ص. 356 - 357. مؤرشف من الأصل في 2022-10-11. اطلع عليه بتاريخ 3 آذار (مارس) 2019م. {{استشهاد بكتاب}}: تحقق من التاريخ في: |تاريخ الوصول= و|سنة= (مساعدة)
56. ↑  طقُّوش، مُحمَّد سُهيل (1428هـ - 2007م). تاريخ المغول العظام والإيلخانيين (ط. الأولى). بيروت - لُبنان: دار النفائس. ص. 148. ISBN:9953184348. اطلع عليه بتاريخ 3 شُباط (فبراير) 2019م. {{استشهاد بكتاب}}: تحقق من التاريخ في: |تاريخ الوصول= و|سنة= (مساعدة)
57. ↑  مصطفى جواد وأحمد سوسة، دليل خارطة بغداد المفصل في خطط بغداد قديماً وحديثاً، ص 202
58. ↑  ألتونجي، مُحمَّد (1419هـ - 1998م). بلاد الشَّام إبَّان الغزو المغولي (ط. الأولى). بيروت - لُبنان: دار الفكر العربي. ص. 126. {{استشهاد بكتاب}}: تحقق من التاريخ في: |سنة= (مساعدة)
59. ↑  ابن العبري،أبو الفرج جمال الدين گريگوريوس بن هٰرون الملطي؛ نقله إلى العربيَّة: الأب إسحٰق أرملة (1991). تاريخ الزمان (ط. الأولى). بيروت - لُبنان: دار المشرق. ص. 308 - 309. مؤرشف من الأصل في 2020-09-15. اطلع عليه بتاريخ 14 شُباط (فبراير) 2019م. {{استشهاد بكتاب}}: تحقق من التاريخ في: |تاريخ الوصول= و|سنة= (مساعدة)
60. ↑  ابن العبري،أبو الفرج جمال الدين گريگوريوس بن هٰرون الملطي؛ نقله إلى العربيَّة: الأب إسحٰق أرملة (1991). تاريخ الزمان (ط. الأولى). بيروت - لُبنان: دار المشرق. ص. 314. مؤرشف من الأصل في 2020-09-15. اطلع عليه بتاريخ 14 شُباط (فبراير) 2019م. {{استشهاد بكتاب}}: تحقق من التاريخ في: |تاريخ الوصول= و|سنة= (مساعدة)
61. ↑  المقريزي، تقيُّ الدين أبي العبَّاس أحمد بن عليّ بن عبد القادر العُبيدي؛ تحقيق: مُحمَّد عبد القادر عطا (1418هـ - 1997م). السُلُوك لِمعرفة دُول المُلُوك (PDF) (ط. الأولى). بيروت - لُبنان: دار الكُتب العلميَّة. ج. الجُزء الأوَّل. ص. 500. مؤرشف من الأصل (PDF) في 28 أكتوبر 2020. اطلع عليه بتاريخ 10 آذار (مارس) 2019م. {{استشهاد بكتاب}}: تحقق من التاريخ في: |تاريخ الوصول= و|سنة= (مساعدة)
62. ↑  ابن العبري،أبو الفرج جمال الدين گريگوريوس بن هٰرون الملطي؛ نقله إلى العربيَّة: الأب إسحٰق أرملة (1991). تاريخ الزمان (ط. الأولى). بيروت - لُبنان: دار المشرق. ص. 315. مؤرشف من الأصل في 2020-09-15. اطلع عليه بتاريخ 14 شُباط (فبراير) 2019م. {{استشهاد بكتاب}}: تحقق من التاريخ في: |تاريخ الوصول= و|سنة= (مساعدة)
63. ↑  مُحمَّد، جاسم مُحمَّد جاسم (أيلول 2008). "الأوضاع السياسيَّة في بلاد الشَّام قُبيل الغزو المغولي خلال الفترة 648 - 658هـ /1250 - 1260م". مجلَّة جامعة تكريت لِلعُلُوم الإنسانيَّة. المُجلَّد 15 ع. العدد 9: صفحة 335 - 336. مؤرشف من الأصل في 2013-06-20. اطلع عليه بتاريخ 10 آذار (مارس) 2019م. {{استشهاد بدورية محكمة}}: تحقق من التاريخ في: |تاريخ الوصول= و|تاريخ= (مساعدة)
64. ↑  ابن كثير، عمادُ الدين أبو الفداء إسماعيل بن عُمر الدمشقي؛ تحقيق: د. رياض عبد الحميد مُراد ومُحمَّد حسَّان عُبيد (1436هـ - 2015م). البداية والنهاية (PDF) (ط. الأولى). الدوحة - قطر: وزارة الأوقاف والشُؤون الإسلاميَّة. ج. الجُزء الخامس عشر. ص. 349. ISBN:9789953520841. مؤرشف من الأصل (PDF) في 21 أكتوبر 2020. اطلع عليه بتاريخ 10 آذار (مارس) 2019م. {{استشهاد بكتاب}}: تحقق من التاريخ في: |تاريخ الوصول= و|سنة= (مساعدة)
65. ↑  شاكر، محمود (1421هـ - 2000م). التاريخ الإسلامي (ط. الخامسة). بيروت - لُبنان: المكتب الإسلامي. ج. الجُزء السابع. ص. 28. مؤرشف من الأصل في 2019-11-28. اطلع عليه بتاريخ 10 آذار (مارس) 2019م. {{استشهاد بكتاب}}: تحقق من التاريخ في: |تاريخ الوصول= و|سنة= (مساعدة)
66. 1 2 3  المقريزي، تقيُّ الدين أبي العبَّاس أحمد بن عليّ بن عبد القادر العُبيدي؛ تحقيق: مُحمَّد عبد القادر عطا (1418هـ - 1997م). السُلُوك لِمعرفة دُول المُلُوك (PDF) (ط. الأولى). بيروت - لُبنان: دار الكُتب العلميَّة. ج. الجُزء الأوَّل. ص. 514 - 517. مؤرشف من الأصل (PDF) في 28 أكتوبر 2020. اطلع عليه بتاريخ 10 آذار (مارس) 2019م. {{استشهاد بكتاب}}: تحقق من التاريخ في: |تاريخ الوصول= و|سنة= (مساعدة)
67. ↑  القلقشندي، أبو العبَّاس شهاب الدين أحمد بن عليّ بن أحمد (1340هـ - 1922م). صُبح الأعشى في كتابة الإنشا (PDF). القاهرة - مصر: دار الكُتُب المصرية. ج. الجُزء الثامن. ص. 63 - 64. مؤرشف من الأصل (PDF) في 28 أكتوبر 2020. اطلع عليه بتاريخ 16 آذار (مارس) 2019م. {{استشهاد بكتاب}}: تحقق من التاريخ في: |تاريخ الوصول= و|سنة= (مساعدة)
68. ↑  الصيَّاد، فؤاد عبد المُعطي (1980). المغول في التاريخ (ط. الأولى). بيروت - لُبنان: دار النهضة العربيَّة. ص. 305. مؤرشف من الأصل (PDF) في 2020-09-15. اطلع عليه بتاريخ 3 شُباط (فبراير) 2019م. {{استشهاد بكتاب}}: تحقق من التاريخ في: |تاريخ الوصول= و|سنة= (مساعدة)
69. ↑  ابن إيَّاس، أبو البركات زين العابدين مُحمَّد بن أحمد الحنفي؛ تحقيق: مُحمَّد مُصطفى (1404هـ - 1984م). بدائع الزُهُور في وقائع الدُهُور (PDF). القاهرة - مصر: الهيئة المصريَّة العامَّة لِلكتاب. ج. الجُزء الأوَّل - القسم الأوَّل. ص. 305 - 306. مؤرشف من الأصل (PDF) في 22 أكتوبر 2020. اطلع عليه بتاريخ 16 آذار (مارس) 2019م. {{استشهاد بكتاب}}: تحقق من التاريخ في: |تاريخ الوصول= و|سنة= (مساعدة)
70. ↑  المقريزي، تقيُّ الدين أبي العبَّاس أحمد بن عليّ بن عبد القادر العُبيدي؛ تحقيق: مُحمَّد عبد القادر عطا (1418هـ - 1997م). السُلُوك لِمعرفة دُول المُلُوك (PDF) (ط. الأولى). بيروت - لُبنان: دار الكُتب العلميَّة. ج. الجُزء الأوَّل. ص. 515. مؤرشف من الأصل (PDF) في 28 أكتوبر 2020. اطلع عليه بتاريخ 10 آذار (مارس) 2019م. {{استشهاد بكتاب}}: تحقق من التاريخ في: |تاريخ الوصول= و|سنة= (مساعدة)
71. ↑  النُويري، شهاب الدين أحمد بن عبد الوهَّاب بن مُحمَّد؛ تحقيق: د. نجيب مُصطفى فوَّاز ود. حكمت كشلي فوَّاز (1424هـ - 2004م). نهاية الإرب في فنون الأدب (PDF) (ط. الأولى). بيروت - لُبنان: دار الكُتُب العلميَّة. ج. الجُزء التاسع والعُشرون. ص. 301 - 302. مؤرشف من الأصل (PDF) في 3 مارس 2020. اطلع عليه بتاريخ 16 آذار (مارس) 2019م. {{استشهاد بكتاب}}: تحقق من التاريخ في: |تاريخ الوصول= و|سنة= (مساعدة)
72. 1 2  ابن كثير، عمادُ الدين أبو الفداء إسماعيل بن عُمر الدمشقي (1408هـ - 1988م). البداية والنهاية (PDF) (ط. السابعة). بيروت - لُبنان: مكتبة المعارف. ج. الجُزء الثالث عشر. ص. 220 - 221. مؤرشف من الأصل (PDF) في 16 أبريل 2020. اطلع عليه بتاريخ 16 آذار (مارس) 2019م. {{استشهاد بكتاب}}: تحقق من التاريخ في: |تاريخ الوصول= و|سنة= (مساعدة)
73. ↑  الكنجي الشافعي، مُحمَّد بن يُوسُف (1404هـ). كفاية الطالب في مناقب عليّ بن أبي طالب (PDF) (ط. الثالثة). طهران - إيران: دار إحياء تُراث أهل البيت. ص. 14 - 15. مؤرشف من الأصل (PDF) في 2019-10-30. اطلع عليه بتاريخ 16 آذار (مارس) 2019م. {{استشهاد بكتاب}}: تحقق من التاريخ في: |تاريخ الوصول= و|سنة= (مساعدة)
74. ↑  جاكسون، پيتر؛ تعريب: فاضل جتكر (1424هـ - 2003م). سلطنة دلهي: تاريخ عسكري وسياسي (ط. الأولى). الرياض - السُعُوديَّة: مكتبة العبيكان. ص. 207 - 208. ISBN:9960401960. مؤرشف من الأصل في 29 سبتمبر 2020. اطلع عليه بتاريخ 16 آذار (مارس) 2019م. {{استشهاد بكتاب}}: تحقق من التاريخ في: |تاريخ الوصول= و|سنة= (مساعدة)
75. ↑  الرَّمزي، م. م؛ تحقيق: إبراهيم شمسُ الدين (2002). تلفيق الأخبار وتلقيح الآثار في وقائع قزان وبلغار وملوك التتار (ط. الأولى). بيروت - لُبنان: دار الكُتُب العلميَّة. ج. الجُزء الأوَّل. ص. 359. مؤرشف من الأصل في 2019-11-30. اطلع عليه بتاريخ 17 آذار (مارس) 2019م. {{استشهاد بكتاب}}: تحقق من التاريخ في: |تاريخ الوصول= و|سنة= (مساعدة)
76. ↑  الزُهيري، شريف عبد العزيز (1 رجب 1438هـ - 27 آذار (مارس) 2017م). "أعظم ملوك التتار: بركة خان (ناصر الدين العظيم)". شبكة الألوكة. مؤرشف من الأصل في 17 آذار (مارس) 2019م. اطلع عليه بتاريخ 17 آذار (مارس) 2019م. {{استشهاد ويب}}: تحقق من التاريخ في: |تاريخ الوصول=، |تاريخ=، و|تاريخ أرشيف= (مساعدة)
77. ↑  الزركلي، خير الدين بن محمود بن مُحمَّد بن عليّ (2002). قاموس الأعلام (ط. الخامسة عشر). بيروت - لُبنان: دار العلم للملايين. ج. الجُزء السابع. ص. 193. مؤرشف من الأصل في 2019-05-31. اطلع عليه بتاريخ 17 آذار (مارس) 2019م. {{استشهاد بكتاب}}: تحقق من التاريخ في: |تاريخ الوصول= و|سنة= (مساعدة)
78. ↑  طقُّوش، مُحمَّد سُهيل (1428هـ - 2007م). تاريخ المغول العظام والإيلخانيين (ط. الأولى). بيروت - لُبنان: دار النفائس. ص. 197 - 198. ISBN:9953184348. مؤرشف من الأصل في 16 أبريل 2020. اطلع عليه بتاريخ 17 آذار (مارس) 2019م. {{استشهاد بكتاب}}: تحقق من التاريخ في: |تاريخ الوصول= و|سنة= (مساعدة)
79. 1 2  اليونيني، قُطب الدين أبي الفتح مُحمَّد بن أحمد البعلبكي الحنبلي (1374هـ - 1954م). ذيل مرآة الزمان (ط. الأولى). حيدر آباد - الهند: دائرة المعارف الإسلاميَّة. ص. 497 - 498. مؤرشف من الأصل في 16 أبريل 2020. اطلع عليه بتاريخ 17 آذار (مارس) 2019م. {{استشهاد بكتاب}}: تحقق من التاريخ في: |تاريخ الوصول= و|سنة= (مساعدة)
80. 1 2  طقُّوش، مُحمَّد سُهيل (1428هـ - 2007م). تاريخ المغول العظام والإيلخانيين (ط. الأولى). بيروت - لُبنان: دار النفائس. ص. 199 - 200. ISBN:9953184348. مؤرشف من الأصل في 16 أبريل 2020. اطلع عليه بتاريخ 17 آذار (مارس) 2019م. {{استشهاد بكتاب}}: تحقق من التاريخ في: |تاريخ الوصول= و|سنة= (مساعدة)
81. ↑  ابن كثير، عمادُ الدين أبو الفداء إسماعيل بن عُمر الدمشقي (1408هـ - 1988م). البداية والنهاية (PDF) (ط. السابعة). بيروت - لُبنان: مكتبة المعارف. ج. الجُزء الثالث عشر. ص. 239. مؤرشف من الأصل (PDF) في 16 أبريل 2020. اطلع عليه بتاريخ 17 آذار (مارس) 2019م. {{استشهاد بكتاب}}: تحقق من التاريخ في: |تاريخ الوصول= و|سنة= (مساعدة)
82. 1 2  هلال، عادل إسماعيل مُحمَّد (1997). العلاقات بين المغول وأوروبا وأثرها على العالم الإسلامي (ط. الأولى). القاهرة - مصر: عين للدراسات والبحوث الانسانية والاجتماعية. ص. 106 - 109. {{استشهاد بكتاب}}: تحقق من التاريخ في: |سنة= (مساعدة)
83. 1 2 3  طقُّوش، مُحمَّد سُهيل (1428هـ - 2007م). تاريخ المغول العظام والإيلخانيين (ط. الأولى). بيروت - لُبنان: دار النفائس. ص. 209- 210. ISBN:9953184348. اطلع عليه بتاريخ 23 آذار (مارس) 2019م. {{استشهاد بكتاب}}: تحقق من التاريخ في: |تاريخ الوصول= و|سنة= (مساعدة)
84. ↑  ابن عبد الظاهر، مُحيي الدين أبو الفضل عبد الله السعدي المصري؛ تحقيق: عبد العزيز الخُويطر (1396هـ - 1976م). الروض الزاهر في سيرة الملك الظاهر (ط. الأولى). الرياض - السُعُوديَّة. ص. 230 - 239. مؤرشف من الأصل في 9 أبريل 2022. اطلع عليه بتاريخ 23 آذار (مارس) 2019م. {{استشهاد بكتاب}}: تحقق من التاريخ في: |تاريخ الوصول= و|سنة= (مساعدة)
85. ↑  المقريزي، تقيُّ الدين أبي العبَّاس أحمد بن عليّ بن عبد القادر العُبيدي؛ تحقيق: مُحمَّد عبد القادر عطا (1418هـ - 1997م). السُلُوك لِمعرفة دُول المُلُوك (PDF) (ط. الأولى). بيروت - لُبنان: دار الكُتب العلميَّة. ص. 33 - 36. مؤرشف من الأصل (PDF) في 15 فبراير 2020. اطلع عليه بتاريخ 23 آذار (مارس) 2019م. {{استشهاد بكتاب}}: تحقق من التاريخ في: |تاريخ الوصول= و|سنة= (مساعدة)
86. ↑  ابن عبد الظاهر، مُحيي الدين أبو الفضل عبد الله السعدي المصري؛ تحقيق: عبد العزيز الخُويطر (1396هـ - 1976م). الروض الزاهر في سيرة الملك الظاهر (ط. الأولى). الرياض - السُعُوديَّة. ص. 269 - 271. مؤرشف من الأصل في 9 أبريل 2022. اطلع عليه بتاريخ 23 آذار (مارس) 2019م. {{استشهاد بكتاب}}: تحقق من التاريخ في: |تاريخ الوصول= و|سنة= (مساعدة)
87. ↑  طقُّوش، مُحمَّد سُهيل (1428هـ - 2007م). تاريخ المغول العظام والإيلخانيين (ط. الأولى). بيروت - لُبنان: دار النفائس. ص. 224. ISBN:9953184348. مؤرشف من الأصل في 9 أبريل 2022. اطلع عليه بتاريخ 23 آذار (مارس) 2019م. {{استشهاد بكتاب}}: تحقق من التاريخ في: |تاريخ الوصول= و|سنة= (مساعدة)
88. ↑  ابن عبد الظاهر، مُحيي الدين أبو الفضل عبد الله السعدي المصري؛ تحقيق: عبد العزيز الخُويطر (1396هـ - 1976م). الروض الزاهر في سيرة الملك الظاهر (ط. الأولى). الرياض - السُعُوديَّة. ص. 307 - 309. مؤرشف من الأصل في 9 أبريل 2022. اطلع عليه بتاريخ 23 آذار (مارس) 2019م. {{استشهاد بكتاب}}: تحقق من التاريخ في: |تاريخ الوصول= و|سنة= (مساعدة)
89. 1 2  طقُّوش، مُحمَّد سُهيل (1428هـ - 2007م). تاريخ المغول العظام والإيلخانيين (ط. الأولى). بيروت - لُبنان: دار النفائس. ص. 205 - 207. ISBN:9953184348. مؤرشف من الأصل في 9 أبريل 2022. اطلع عليه بتاريخ 23 آذار (مارس) 2019م. {{استشهاد بكتاب}}: تحقق من التاريخ في: |تاريخ الوصول= و|سنة= (مساعدة)
90. ↑  العيني، أبو مُحمَّد بدر الدين محمود بن أحمد بن موسى الحنفي؛ تحقيق: أ. د. مُحمَّد مُحمَّد أمين (1407هـ - 1987م). عقد الجُمان في تاريخ أهل الزمان. القاهرة - مصر: الهيئة المصريَّة العامَّة لِلكتاب - مركز تحقيق التُراث. ص. 120. مؤرشف من الأصل في 2019-05-21. اطلع عليه بتاريخ 24 آذار (مارس) 2019م. {{استشهاد بكتاب}}: تحقق من التاريخ في: |تاريخ الوصول= و|سنة= (مساعدة)
91. ↑  الهمذاني، رشيدُ الدين فضل الله بن عماد الدولة أبي الخير؛ نقله إلى العربيَّة: مُحمَّد صادق نشأت، مُحمَّد موسى هنداوي، فؤاد عبد المُعطي الصيَّاد (1960). جامع التواريخ: تاريخ هولاگو (ط. الأولى). القاهرة - الجُمهُوريَّة العربيَّة المُتحدة: وزارة الثقافة والإرشاد القومي. ج. المُجلَّد الثاني - الجُزء الثاني. ص. 22 - 35. مؤرشف من الأصل في 29 سبتمبر 2020. اطلع عليه بتاريخ 24 آذار (مارس) 2019م. {{استشهاد بكتاب}}: تحقق من التاريخ في: |تاريخ الوصول= و|سنة= (مساعدة)
92. ↑  الموسوعة الموجزة في التاريخ الإسلامي (ط. الرابعة عشر). ج. الجُزء الرابع. ص. 54 - 55. مؤرشف من الأصل في 2020-05-23. اطلع عليه بتاريخ 24 آذار (مارس) 2019م. {{استشهاد بكتاب}}: تحقق من التاريخ في: |تاريخ الوصول= (مساعدة)
93. ↑  ابن حبيب الحلبي، أبو مُحمَّد الحسن بن عُمر؛ تحقيق: مُحمَّد مُحمَّد أمين (1976). تذكرة النبيه في أيَّام المنصور وبنيه (ط. الأولى). القاهرة - مصر: مطبعة دار الكُتُب. ج. الجُزء الأوَّل. ص. 59. مؤرشف من الأصل في 2022-12-03. اطلع عليه بتاريخ 24 آذار (مارس) 2019م. {{استشهاد بكتاب}}: تحقق من التاريخ في: |تاريخ الوصول= و|سنة= (مساعدة)
94. ↑  الهمذاني، رشيدُ الدين فضل الله بن عماد الدولة أبي الخير؛ نقله إلى العربيَّة: مُحمَّد صادق نشأت، مُحمَّد موسى هنداوي، فؤاد عبد المُعطي الصيَّاد (1960). جامع التواريخ: تاريخ هولاگو (ط. الأولى). القاهرة - الجُمهُوريَّة العربيَّة المُتحدة: وزارة الثقافة والإرشاد القومي. ج. المُجلَّد الثاني - الجُزء الثاني. ص. 90 - 92. مؤرشف من الأصل في 29 سبتمبر 2020. اطلع عليه بتاريخ 25 آذار (مارس) 2019م. {{استشهاد بكتاب}}: تحقق من التاريخ في: |تاريخ الوصول= و|سنة= (مساعدة)
95. 1 2  ابن حبيب الحلبي، أبو مُحمَّد الحسن بن عُمر؛ تحقيق: مُحمَّد مُحمَّد أمين (1976). تذكرة النبيه في أيَّام المنصور وبنيه (ط. الأولى). القاهرة - مصر: مطبعة دار الكُتُب. ج. الجُزء الأوَّل. ص. 72. مؤرشف من الأصل في 2022-12-03. اطلع عليه بتاريخ 25 آذار (مارس) 2019م. {{استشهاد بكتاب}}: تحقق من التاريخ في: |تاريخ الوصول= و|سنة= (مساعدة)
96. ↑  عبد الحليم، رجب مُحمَّد (1986). انتشار الإسلام بين المغول (PDF). القاهرة - مصر: دار النهضة العربيَّة. ص. 177. مؤرشف من الأصل (PDF) في 25 مارس 2019. اطلع عليه بتاريخ 25 آذار (مارس) 2019م. {{استشهاد بكتاب}}: تحقق من التاريخ في: |تاريخ الوصول= و|سنة= (مساعدة)
97. ↑  ابن تغري بردي، أبو المحاسن جمال الدين يُوسُف الأتابكي اليشبقاوي الظاهري (1383هـ - 1963م). النُجُوم الزاهرة في مُلُوك مصر والقاهرة (PDF). القاهرة - مصر: وزارة الثقافة. ج. الجُزء السابع. ص. 310. مؤرشف من الأصل (PDF) في 25 مارس 2019. اطلع عليه بتاريخ 25 آذار (مارس) 2019م. {{استشهاد بكتاب}}: تحقق من التاريخ في: |تاريخ الوصول= و|سنة= (مساعدة)
98. ↑  القلقشندي، أبو العبَّاس شهاب الدين أحمد بن عليّ بن أحمد (1340هـ - 1922م). صُبح الأعشى في كتابة الإنشا (PDF). القاهرة - مصر: دار الكُتُب المصرية. ج. الجُزء الثامن. ص. 65 - 68. مؤرشف من الأصل (PDF) في 28 أكتوبر 2020. اطلع عليه بتاريخ 25 آذار (مارس) 2019م. {{استشهاد بكتاب}}: تحقق من التاريخ في: |تاريخ الوصول= و|سنة= (مساعدة)
99. 1 2  سعد، أحمد (2 كانون الثاني (يناير) 2019). "السلطان أحمد تكودار بن هولاكو خان .. هذّبه الإسلام وقتله المغول". العربي اليوم. مؤرشف من الأصل في 25 آذار (مارس) 2019م. اطلع عليه بتاريخ 25 آذار (مارس) 2019م. {{استشهاد ويب}}: تحقق من التاريخ في: |تاريخ الوصول=، |تاريخ=، و|تاريخ أرشيف= (مساعدة)
100. ↑  حُسين، عماد عليّ عبد السميع (2004). الموالي و دورهم في الدعوة إلى الله تعالى. بيروت - لُبنان: دار الكُتُب العلميَّة. ص. 421. ISBN:9782745143952. مؤرشف من الأصل في 2019-11-30. اطلع عليه بتاريخ 25 آذار (مارس) 2019م. {{استشهاد بكتاب}}: تحقق من التاريخ في: |تاريخ الوصول= و|سنة= (مساعدة)
101. ↑  القلقشندي، أبو العبَّاس شهاب الدين أحمد بن عليّ بن أحمد (1340هـ - 1922م). صُبح الأعشى في كتابة الإنشا (PDF). القاهرة - مصر: دار الكُتُب المصرية. ج. الجُزء السابع. ص. 257 - 262. مؤرشف من الأصل (PDF) في 25 مارس 2019. اطلع عليه بتاريخ 25 آذار (مارس) 2019م. {{استشهاد بكتاب}}: تحقق من التاريخ في: |تاريخ الوصول= و|سنة= (مساعدة)
102. ↑  طقُّوش، مُحمَّد سُهيل (1428هـ - 2007م). تاريخ المغول العظام والإيلخانيين (ط. الأولى). بيروت - لُبنان: دار النفائس. ص. 235. ISBN:9953184348. مؤرشف من الأصل في 9 أبريل 2022. اطلع عليه بتاريخ 25 آذار (مارس) 2019م. {{استشهاد بكتاب}}: تحقق من التاريخ في: |تاريخ الوصول= و|سنة= (مساعدة)
103. ↑  طقُّوش، مُحمَّد سُهيل (1428هـ - 2007م). تاريخ المغول العظام والإيلخانيين (ط. الأولى). بيروت - لُبنان: دار النفائس. ص. 252 - 253. ISBN:9953184348. مؤرشف من الأصل في 9 أبريل 2022. اطلع عليه بتاريخ 25 آذار (مارس) 2019م. {{استشهاد بكتاب}}: تحقق من التاريخ في: |تاريخ الوصول= و|سنة= (مساعدة)
104. 1 2  شپولر، برتولد؛ نقله إلى العربيَّة: الأستاذ خالد أسعد عيسى (1402هـ - 1982م). العالم الإسلامي في العصر المغولي (ط. الأولى). دمشق - سوريا: دار حسَّان للطباعة والنشر. ص. 72 - 73. مؤرشف من الأصل في 2019-11-30. اطلع عليه بتاريخ 31 آذار (مارس) 2019م. {{استشهاد بكتاب}}: تحقق من التاريخ في: |تاريخ الوصول= و|سنة= (مساعدة)
105. ↑  المقريزي، تقيُّ الدين أبي العبَّاس أحمد بن عليّ بن عبد القادر العُبيدي؛ تحقيق: مُحمَّد عبد القادر عطا (1418هـ - 1997م). السُلُوك لِمعرفة دُول المُلُوك (PDF) (ط. الأولى). بيروت - لُبنان: دار الكُتب العلميَّة. ج. الجُزء الثاني. ص. 695. مؤرشف من الأصل (PDF) في 15 فبراير 2020. اطلع عليه بتاريخ 31 آذار (مارس) 2019م. {{استشهاد بكتاب}}: تحقق من التاريخ في: |تاريخ الوصول= و|سنة= (مساعدة)
106. 1 2 3 4 5  طقُّوش، مُحمَّد سُهيل (1428هـ - 2007م). تاريخ المغول العظام والإيلخانيين (ط. الأولى). بيروت - لُبنان: دار النفائس. ص. 265 - 267. ISBN:9953184348. مؤرشف من الأصل في 11 أبريل 2022. اطلع عليه بتاريخ 31 آذار (مارس) 2019م. {{استشهاد بكتاب}}: تحقق من التاريخ في: |تاريخ الوصول= و|سنة= (مساعدة)
107. ↑  شپولر، برتولد؛ نقله إلى العربيَّة: الأستاذ خالد أسعد عيسى (1402هـ - 1982م). العالم الإسلامي في العصر المغولي (ط. الأولى). دمشق - سوريا: دار حسَّان للطباعة والنشر. ص. 74. مؤرشف من الأصل في 2019-11-30. اطلع عليه بتاريخ 31 آذار (مارس) 2019م. {{استشهاد بكتاب}}: تحقق من التاريخ في: |تاريخ الوصول= و|سنة= (مساعدة)
108. ↑  طقُّوش، مُحمَّد سُهيل (1428هـ - 2007م). تاريخ المغول العظام والإيلخانيين (ط. الأولى). بيروت - لُبنان: دار النفائس. ص. 268 - 269. ISBN:9953184348. مؤرشف من الأصل في 10 أبريل 2022. اطلع عليه بتاريخ 2 نيسان (أبريل) 2019م. {{استشهاد بكتاب}}: تحقق من التاريخ في: |تاريخ الوصول= و|سنة= (مساعدة)
109. ↑  المقريزي، تقيُّ الدين أبي العبَّاس أحمد بن عليّ بن عبد القادر العُبيدي؛ تحقيق: مُحمَّد عبد القادر عطا (1418هـ - 1997م). السُلُوك لِمعرفة دُول المُلُوك (PDF) (ط. الأولى). بيروت - لُبنان: دار الكُتب العلميَّة. ج. الجُزء الثاني. ص. 314. مؤرشف من الأصل (PDF) في 23 مارس 2019. اطلع عليه بتاريخ 2 نيسان (أبريل) 2019م. {{استشهاد بكتاب}}: تحقق من التاريخ في: |تاريخ الوصول= و|سنة= (مساعدة)
110. ↑  الهمذاني، رشيدُ الدين فضل الله بن عماد الدولة أبي الخير؛ نقله إلى العربيَّة: مُحمَّد صادق نشأت، مُحمَّد موسى هنداوي، فؤاد عبد المُعطي الصيَّاد (1960). جامع التواريخ: تاريخ غازان خان (PDF) (ط. الأولى). القاهرة - الجُمهُوريَّة العربيَّة المُتحدة: وزارة الثقافة والإرشاد القومي. ص. 238 - 239. مؤرشف من الأصل (PDF) في 2018-07-12. اطلع عليه بتاريخ 2 نيسان (أبريل) 2019م. {{استشهاد بكتاب}}: تحقق من التاريخ في: |تاريخ الوصول= و|سنة= (مساعدة)
111. 1 2  المغلوث، سامي بن عبد الله (1434هـ - 2013م). أطلس تاريخ العصر المملوكي (ط. الأولى). الرياض - السُعُوديَّة: مكتبة العبيكان. ص. 105 - 108. ISBN:9786035034029. مؤرشف من الأصل في 2019-11-30. اطلع عليه بتاريخ 2 نيسان (أبريل) 2019م. {{استشهاد بكتاب}}: تحقق من التاريخ في: |تاريخ الوصول= و|سنة= (مساعدة)
112. ↑  النُويري، شهاب الدين أحمد بن عبد الوهَّاب بن مُحمَّد؛ تحقيق: د. نجيب مُصطفى فوَّاز ود. حكمت كشلي فوَّاز (1424هـ - 2004م). نهاية الإرب في فنون الأدب (PDF) (ط. الأولى). بيروت - لُبنان: دار الكُتُب العلميَّة. ج. الجُزء الحادي والثلاثون. ص. 251. مؤرشف من الأصل (PDF) في 27 نوفمبر 2020. اطلع عليه بتاريخ 2 نيسان (أبريل) 2019م. {{استشهاد بكتاب}}: تحقق من التاريخ في: |تاريخ الوصول= و|سنة= (مساعدة)
113. ↑  النُويري، شهاب الدين أحمد بن عبد الوهَّاب بن مُحمَّد؛ تحقيق: د. نجيب مُصطفى فوَّاز ود. حكمت كشلي فوَّاز (1424هـ - 2004م). نهاية الإرب في فنون الأدب (PDF) (ط. الأولى). بيروت - لُبنان: دار الكُتُب العلميَّة. ج. الجُزء الحادي والثلاثون. ص. 265 - 272. مؤرشف من الأصل (PDF) في 27 نوفمبر 2020. اطلع عليه بتاريخ 2 نيسان (أبريل) 2019م. {{استشهاد بكتاب}}: تحقق من التاريخ في: |تاريخ الوصول= و|سنة= (مساعدة)
114. ↑  الصبَّاغ، مُحمَّد بن لُطفي (28 تمُّوز (يوليو) 2010م). "معركة شقحب". قصَّة الإسلام. مؤرشف من الأصل في 2019-11-29. اطلع عليه بتاريخ 7 نيسان (أبريل) 2019م. {{استشهاد ويب}}: تحقق من التاريخ في: |تاريخ الوصول= و|تاريخ= (مساعدة)
115. ↑  المغلوث، سامي بن عبد الله (1438هـ - 2017م). أطلس الفرق والمذاهب في التاريخ الإسلامي (ط. الأولى). الرياض - السُعُوديَّة: مكتبة العبيكان. ص. 456. ISBN:9786035090834. مؤرشف من الأصل في 2019-11-30. اطلع عليه بتاريخ 7 نيسان (أبريل) 2019م. {{استشهاد بكتاب}}: تحقق من التاريخ في: |تاريخ الوصول= و|سنة= (مساعدة)
116. ↑  النُويري، شهاب الدين أحمد بن عبد الوهَّاب بن مُحمَّد؛ تحقيق: د. نجيب مُصطفى فوَّاز ود. حكمت كشلي فوَّاز (1424هـ - 2004م). نهاية الإرب في فنون الأدب (PDF) (ط. الأولى). بيروت - لُبنان: دار الكُتُب العلميَّة. ج. الجُزء السابع والعُشرون. ص. 280. مؤرشف من الأصل (PDF) في 7 أبريل 2019. اطلع عليه بتاريخ 7 نيسان (أبريل) 2019م. {{استشهاد بكتاب}}: تحقق من التاريخ في: |تاريخ الوصول= و|سنة= (مساعدة)
117. 1 2 3 4  طقُّوش، مُحمَّد سُهيل (1428هـ - 2007م). تاريخ المغول العظام والإيلخانيين (ط. الأولى). بيروت - لُبنان: دار النفائس. ص. 297 - 301. ISBN:9953184348. اطلع عليه بتاريخ 7 نيسان (أبريل) 2019م. {{استشهاد بكتاب}}: تحقق من التاريخ في: |تاريخ الوصول= و|سنة= (مساعدة)
118. 1 2  ابن بطُّوطة، أبو عبد الله مُحمَّد بن عبد الله بن مُحمَّد اللوَّاتي الطنجي (1407هـ - 1987م). تُحفة النُظَّار في غرائب الأمصار وعجائب الأسفار (ط. الأولى). بيروت - لُبنان: دار إحياء العُلُوم. ص. 215 - 216. مؤرشف من الأصل في 6 أغسطس 2020. اطلع عليه بتاريخ 7 نيسان (أبريل) 2019م. {{استشهاد بكتاب}}: تحقق من التاريخ في: |تاريخ الوصول= و|سنة= (مساعدة)
119. ↑  القزويني، أبو جعفر مُعز الدين مُحمَّد المهدي الحُسيني؛ تحقيق: كامل سلمان الجبوري (2010). أسماء القبائل وأنسابها (ط. الأولى). بيروت - لُبنان: دار الكُتُب العلميَّة. ص. 156. ISBN:9782745128768. مؤرشف من الأصل في 2019-11-30. اطلع عليه بتاريخ 7 نيسان (أبريل) 2019م. {{استشهاد بكتاب}}: تحقق من التاريخ في: |تاريخ الوصول= و|سنة= (مساعدة)
120. 1 2 3 4 5 6  طقُّوش، مُحمَّد سُهيل (1428هـ - 2007م). تاريخ المغول العظام والإيلخانيين (ط. الأولى). بيروت - لُبنان: دار النفائس. ص. 304 - 307. ISBN:9953184348. اطلع عليه بتاريخ 11 نيسان (أبريل) 2019م. {{استشهاد بكتاب}}: تحقق من التاريخ في: |تاريخ الوصول= و|سنة= (مساعدة)
121. ↑  المنصوري، رُكن الدين بيبرس الناصري الخطائي الدوادار المصري؛ تحقيق: عبد الحليم صالح حمدان (1987). التُحفة المُلُوكيَّة في الدولة التُركيَّة (ط. الأولى). القاهرة - مصر: الدار المصريَّة اللُبنانيَّة. ص. 176. {{استشهاد بكتاب}}: تحقق من التاريخ في: |سنة= (مساعدة)
122. ↑  طقُّوش، مُحمَّد سُهيل (1428هـ - 2007م). تاريخ المغول العظام والإيلخانيين (ط. الأولى). بيروت - لُبنان: دار النفائس. ص. 315 - 316. ISBN:9953184348. اطلع عليه بتاريخ 14 نيسان (أبريل) 2019م. {{استشهاد بكتاب}}: تحقق من التاريخ في: |تاريخ الوصول= و|سنة= (مساعدة)
123. 1 2  المقريزي، تقيُّ الدين أبي العبَّاس أحمد بن عليّ بن عبد القادر العُبيدي؛ تحقيق: مُحمَّد عبد القادر عطا (1418هـ - 1997م). السُلُوك لِمعرفة دُول المُلُوك (PDF) (ط. الأولى). بيروت - لُبنان: دار الكُتب العلميَّة. ج. الجُزء الثاني. ص. 479، 481 - 482. مؤرشف من الأصل (PDF) في 15 فبراير 2020. اطلع عليه بتاريخ 14 نيسان (أبريل) 2019م. {{استشهاد بكتاب}}: تحقق من التاريخ في: |تاريخ الوصول= و|سنة= (مساعدة)
124. ↑  النُويري، شهاب الدين أحمد بن عبد الوهَّاب بن مُحمَّد؛ تحقيق: د. نجيب مُصطفى فوَّاز ود. حكمت كشلي فوَّاز (1424هـ - 2004م). نهاية الإرب في فنون الأدب (ط. الأولى). بيروت - لُبنان: دار الكُتُب العلميَّة. ج. الجُزء الثاني والثلاثون. ص. 144. مؤرشف من الأصل في 2019-11-29. اطلع عليه بتاريخ 14 نيسان (أبريل) 2019م. {{استشهاد بكتاب}}: تحقق من التاريخ في: |تاريخ الوصول= و|سنة= (مساعدة)
125. 1 2  طقُّوش، مُحمَّد سُهيل (1428هـ - 2007م). تاريخ المغول العظام والإيلخانيين (ط. الأولى). بيروت - لُبنان: دار النفائس. ص. 309 - 312. ISBN:9953184348. اطلع عليه بتاريخ 14 نيسان (أبريل) 2019م. {{استشهاد بكتاب}}: تحقق من التاريخ في: |تاريخ الوصول= و|سنة= (مساعدة)
126. ↑  شپولر، برتولد؛ نقله إلى العربيَّة: الأستاذ خالد أسعد عيسى (1402هـ - 1982م). العالم الإسلامي في العصر المغولي (ط. الأولى). دمشق - سوريا: دار حسَّان للطباعة والنشر. ص. 98 - 99. مؤرشف من الأصل في 2019-11-30. اطلع عليه بتاريخ 14 نيسان (أبريل) 2019م. {{استشهاد بكتاب}}: تحقق من التاريخ في: |تاريخ الوصول= و|سنة= (مساعدة)
127. 1 2 3 4 5 6  "الدولة الإيلخانيَّة [654 - 744 هـ= 1256 - 1344م]". منارة الإسلام. 15 نيسان (أبريل) 2015م. مؤرشف من الأصل في 14 نيسان (أبريل) 2019م. اطلع عليه بتاريخ 14 نيسان (أبريل) 2019م. {{استشهاد ويب}}: تحقق من التاريخ في: |تاريخ الوصول=، |تاريخ=، و|تاريخ أرشيف= (مساعدة)
128. ↑  ابن بطُّوطة، أبو عبد الله مُحمَّد بن عبد الله بن مُحمَّد اللوَّاتي الطنجي (1407هـ - 1987م). تُحفة النُظَّار في غرائب الأمصار وعجائب الأسفار (ط. الأولى). بيروت - لُبنان: دار إحياء العُلُوم. ص. 237. مؤرشف من الأصل في 6 أغسطس 2020. اطلع عليه بتاريخ 14 نيسان (أبريل) 2019م. {{استشهاد بكتاب}}: تحقق من التاريخ في: |تاريخ الوصول= و|سنة= (مساعدة)
129. ↑  طقُّوش، مُحمَّد سُهيل (1428هـ - 2007م). تاريخ المغول العظام والإيلخانيين (ط. الأولى). بيروت - لُبنان: دار النفائس. ص. 324 - 325. ISBN:9953184348. اطلع عليه بتاريخ 14 نيسان (أبريل) 2019م. {{استشهاد بكتاب}}: تحقق من التاريخ في: |تاريخ الوصول= و|سنة= (مساعدة)
130. ↑  عاشور، سعيد عبد الفتَّاح (1976). العصر المماليكي في مصر والشَّام (PDF) (ط. الثانية). القاهرة - مصر: دار النهضة العربيَّة. ص. 51. مؤرشف من الأصل (PDF) في 2019-04-14. اطلع عليه بتاريخ 14 نيسان (أبريل) 2019م. {{استشهاد بكتاب}}: تحقق من التاريخ في: |تاريخ الوصول= و|سنة= (مساعدة)
131. ↑  المقريزي، تقيُّ الدين أبي العبَّاس أحمد بن عليّ بن عبد القادر العُبيدي؛ تحقيق: مُحمَّد عبد القادر عطا (1418هـ - 1997م). السُلُوك لِمعرفة دُول المُلُوك (PDF) (ط. الأولى). بيروت - لُبنان: دار الكُتب العلميَّة. ج. الجُزء الثالث. ص. 35. مؤرشف من الأصل (PDF) في 14 أبريل 2019. اطلع عليه بتاريخ 14 نيسان (أبريل) 2019م. {{استشهاد بكتاب}}: تحقق من التاريخ في: |تاريخ الوصول= و|سنة= (مساعدة)
132. ↑  موسوعة التراجم والأعلام: السلطان أبو سعيد بهادُر خان. دار التعارف للمطبوعات - بيروت-ط 1 (1983)، ج: 2- ص: 355 نسخة محفوظة 14 أبريل 2019 على موقع واي باك مشين.
133. 1 2  طقُّوش، مُحمَّد سُهيل (1428هـ - 2007م). تاريخ المغول العظام والإيلخانيين (ط. الأولى). بيروت - لُبنان: دار النفائس. ص. 333 - 334. ISBN:9953184348. اطلع عليه بتاريخ 16 نيسان (أبريل) 2019م. {{استشهاد بكتاب}}: تحقق من التاريخ في: |تاريخ الوصول= و|سنة= (مساعدة)
134. ↑  ابن بطُّوطة، أبو عبد الله مُحمَّد بن عبد الله بن مُحمَّد اللوَّاتي الطنجي (1407هـ - 1987م). تُحفة النُظَّار في غرائب الأمصار وعجائب الأسفار (ط. الأولى). بيروت - لُبنان: دار إحياء العُلُوم. ص. 240. مؤرشف من الأصل في 6 أغسطس 2020. اطلع عليه بتاريخ 16 نيسان (أبريل) 2019م. {{استشهاد بكتاب}}: تحقق من التاريخ في: |تاريخ الوصول= و|سنة= (مساعدة)
135. ↑  صالح، عبد العزيز حميد (2017). تاريخ الخط العربي عبر العُصُور المُتعاقبة (ط. الأولى). بيروت - لُبنان: دار الكُتُب العلميَّة. ج. الجُزء الثالث: إيران، بلاد ما وراء النهر، بلاد الأناضول، شبه القارة الهنديَّة. ص. 53. ISBN:9782745189233. مؤرشف من الأصل في 2019-11-29. اطلع عليه بتاريخ 19 نيسان (أبريل) 2019م. {{استشهاد بكتاب}}: تحقق من التاريخ في: |تاريخ الوصول= و|سنة= (مساعدة)
136. 1 2  "السُلطان المغولي خُدابنداه أوليجاتو يقود حملة للاستيلاء على بلاد الشام". جريدة السُعُوديَّة. الخميس 18 ربيع الآخر 1426هـ - 26 أيَّار (مايو) 2005م. مؤرشف من الأصل في 19 نيسان (أبريل) 2019م. اطلع عليه بتاريخ 19 نيسان (أبريل) 2019م. {{استشهاد ويب}}: تحقق من التاريخ في: |تاريخ الوصول=، |تاريخ=، و|تاريخ أرشيف= (مساعدة)
137. ↑  "المساجد الموجودة في النجف: مسجد الرأس". شبكة الإمام عليّ . مؤرشف من الأصل في 19 نيسان (أبريل) 2019م. اطلع عليه بتاريخ 19 نيسان (أبريل) 2019م. {{استشهاد ويب}}: تحقق من التاريخ في: |تاريخ الوصول= و|تاريخ أرشيف= (مساعدة)
138. 1 2  "زنجان، معالمها وتُراثها العريق: عمارة سُلطانيَّة". إيران: معالم على الطريق. مؤرشف من الأصل في 19 نيسان (أبريل) 2019م. اطلع عليه بتاريخ 19 نيسان (أبريل) 2019م. {{استشهاد ويب}}: تحقق من التاريخ في: |تاريخ الوصول= و|تاريخ أرشيف= (مساعدة)
139. ↑  "العمارة في أقاليم المشرق (إيران، تُركستان، أفغانستان، القرن 13-17م)". مؤرشف من الأصل في 23 مايو 2020. اطلع عليه بتاريخ 19 نيسان (أبريل) 2019م. {{استشهاد ويب}}: تحقق من التاريخ في: |تاريخ الوصول= (مساعدة)
140. ↑  طقُّوش، مُحمَّد سُهيل (1428هـ - 2007م). تاريخ المغول العظام والإيلخانيين (ط. الأولى). بيروت - لُبنان: دار النفائس. ص. 176. ISBN:9953184348. اطلع عليه بتاريخ 20 نيسان (أبريل) 2019م. {{استشهاد بكتاب}}: تحقق من التاريخ في: |تاريخ الوصول= و|سنة= (مساعدة)
141. 1 2  شپولر، برتولد؛ نقله إلى العربيَّة: الأستاذ خالد أسعد عيسى (1402هـ - 1982م). العالم الإسلامي في العصر المغولي (ط. الأولى). دمشق - سوريا: دار حسَّان للطباعة والنشر. ص. 71 - 72. مؤرشف من الأصل في 2019-11-30. اطلع عليه بتاريخ 20 نيسان (أبريل) 2019م. {{استشهاد بكتاب}}: تحقق من التاريخ في: |تاريخ الوصول= و|سنة= (مساعدة)
142. ↑  طقُّوش، مُحمَّد سُهيل (1428هـ - 2007م). تاريخ المغول العظام والإيلخانيين (ط. الأولى). بيروت - لُبنان: دار النفائس. ص. 258. ISBN:9953184348. اطلع عليه بتاريخ 20 نيسان (أبريل) 2019م. {{استشهاد بكتاب}}: تحقق من التاريخ في: |تاريخ الوصول= و|سنة= (مساعدة)
143. ↑  طقُّوش، مُحمَّد سُهيل (1428هـ - 2007م). تاريخ المغول العظام والإيلخانيين (ط. الأولى). بيروت - لُبنان: دار النفائس. ص. 290 - 291. ISBN:9953184348. اطلع عليه بتاريخ 20 نيسان (أبريل) 2019م. {{استشهاد بكتاب}}: تحقق من التاريخ في: |تاريخ الوصول= و|سنة= (مساعدة)
144. 1 2 3 4 5 6 7  محمود، أحمد (18 آذار (مارس) 2018م). "الغزو المغولي وتفكيك بُنية الإسلام السُنِّي". موقع إضاءات. مؤرشف من الأصل في 21 نيسان (أبريل) 2019م. اطلع عليه بتاريخ 18 آذار (مارس) 2018م. {{استشهاد ويب}}: تحقق من التاريخ في: |تاريخ الوصول=، |تاريخ=، و|تاريخ أرشيف= (مساعدة)
145. ↑  لاين، جورج؛ ترجمة: تغريد الغضبان (1433هـ - 2012م). عصر المغول (ط. الأولى). أبو ظبي - الإمارات العربيَّة المُتحدة: هيئة أبو ظبي للسياحة والثقافة. ص. 251. ISBN:9789948018582. مؤرشف من الأصل في 2019-11-29. اطلع عليه بتاريخ 21 نيسان (أبريل) 2019م. {{استشهاد بكتاب}}: تحقق من التاريخ في: |تاريخ الوصول= و|سنة= (مساعدة)
146. ↑  الآشتياني، عبَّاس إقبال؛ نقله عن الفارسيَّة: د. مُحمَّد علاء الدين منصور (1989). تاريخ إيران بعد الإسلام: من بداية الدولة الطاهريَّة حتَّى نهاية الدولة القاجاريَّة (PDF) (ط. الأولى). القاهرة - مصر: دار الثقافة والنشر والتوزيع. ص. 441. مؤرشف من الأصل (PDF) في 2019-04-20. اطلع عليه بتاريخ 21 نيسان (أبريل) 2019م. {{استشهاد بكتاب}}: تحقق من التاريخ في: |تاريخ الوصول= و|سنة= (مساعدة)
147. 1 2 3 4  القُصيبي، سعد بن عبد العزيز (14 ربيع الآخر 1431هـ - 28 آذار (مارس) 2010م). "نفوذ اليهود في عهد المغول الإيلخانيين". شبكة الألوكة. مؤرشف من الأصل في 21 نيسان (أبريل) 2019م. اطلع عليه بتاريخ 21 نيسان (أبريل) 2019م. {{استشهاد ويب}}: تحقق من التاريخ في: |تاريخ الوصول=، |تاريخ=، و|تاريخ أرشيف= (مساعدة)
148. 1 2 3  طقُّوش، مُحمَّد سُهيل (1428هـ - 2007م). تاريخ المغول العظام والإيلخانيين (ط. الأولى). بيروت - لُبنان: دار النفائس. ص. 292 - 293. ISBN:9953184348. اطلع عليه بتاريخ 21 نيسان (أبريل) 2019م. {{استشهاد بكتاب}}: تحقق من التاريخ في: |تاريخ الوصول= و|سنة= (مساعدة)
149. ↑  الصيَّاد، فؤاد عبد المُعطي (1980). المغول في التاريخ (ط. الأولى). بيروت - لُبنان: دار النهضة العربيَّة. ص. 340 - 349. مؤرشف من الأصل (PDF) في 2020-09-15. اطلع عليه بتاريخ 21 نيسان (أبريل) 2019م. {{استشهاد بكتاب}}: تحقق من التاريخ في: |تاريخ الوصول= و|سنة= (مساعدة)
150. 1 2 3  كُردي، أمل مُحيي الدين مُحمَّد (2014). دور النساء في الخلافة العبَّاسيَّة (ط. الأولى). عمَّان - الأُردُن: دار اليازوري العلميَّة لِلنشر والتوزيع. ص. 164. ISBN:9789957125486. مؤرشف من الأصل في 2019-11-30. اطلع عليه بتاريخ 22 نيسان (أبريل) 2019م. {{استشهاد بكتاب}}: تحقق من التاريخ في: |تاريخ الوصول= و|سنة= (مساعدة)
151. 1 2  صالح، صالح فتحي. التصویر المغولي في إیران (PDF). ص. 8. مؤرشف من الأصل (PDF) في 2020-09-15. اطلع عليه بتاريخ 22 نيسان (أبريل) 2019م. {{استشهاد بكتاب}}: تحقق من التاريخ في: |تاريخ الوصول= (مساعدة)
152. 1 2  الصيَّاد، فؤاد عبد المُعطي (1980). المغول في التاريخ (ط. الأولى). بيروت - لُبنان: دار النهضة العربيَّة. ص. 325. مؤرشف من الأصل (PDF) في 2020-09-15. اطلع عليه بتاريخ 22 نيسان (أبريل) 2019م. {{استشهاد بكتاب}}: تحقق من التاريخ في: |تاريخ الوصول= و|سنة= (مساعدة)
153. ↑  الكوراني، علي مُحمَّد قاسم. "نصير الدين الطوسي من نوادر العباقرة". مركز الإشعاع الإسلامي لِلدراسات والبُحُوث الإسلاميَّة. مؤرشف من الأصل في 22 نيسان (أبريل) 2019م. اطلع عليه بتاريخ 22 نيسان (أبريل) 2019م. {{استشهاد ويب}}: تحقق من التاريخ في: |تاريخ الوصول= و|تاريخ أرشيف= (مساعدة)
154. ↑  السرجاني، راغب (19 حُزيران (يونيو) 2017م). "رشيد الدين فضل الله الهمذاني". قصَّة الإسلام. مؤرشف من الأصل في 2020-09-15. اطلع عليه بتاريخ 22 نيسان (أبريل) 2019م. {{استشهاد ويب}}: تحقق من التاريخ في: |تاريخ الوصول= و|تاريخ= (مساعدة)
155. ↑  سمسار، مُحمَّد حسن (1989). "مدخل إيران: الرسم". رابطة الثقافة والعلاقات الإسلاميَّة. طهران. ص. 642–646. مؤرشف من الأصل في 22 نيسان (أبريل) 2019م. اطلع عليه بتاريخ 22 نيسان (أبريل) 2019م. {{استشهاد ويب}}: تحقق من التاريخ في: |تاريخ الوصول=، |تاريخ=، و|تاريخ أرشيف= (مساعدة)
156. 1 2  حسن، زكي مُحمَّد (2018). الفُنُون الإيرانيَّة في العصر الإسلامي (ط. الأولى). القاهرة - مصر: وكالة الصحافة العربيَّة. ص. 42. مؤرشف من الأصل في 2019-11-30. اطلع عليه بتاريخ 22 نيسان (أبريل) 2019م. {{استشهاد بكتاب}}: تحقق من التاريخ في: |تاريخ الوصول= و|سنة= (مساعدة)
157. ↑  شمهود، كاظم (3 أيَّار (مايو) 2012م). "الطراز الفني المغولي وتأثيره على الفن الاسلامي". صحيفة المُثقَّف، العدد 2109. مؤرشف من الأصل في 22 نيسان (أبريل) 2019م. اطلع عليه بتاريخ 22 نيسان (أبريل) 2019م. {{استشهاد ويب}}: تحقق من التاريخ في: |تاريخ الوصول=، |تاريخ=، و|تاريخ أرشيف= (مساعدة)
158. ↑  مظهر، عاطف (18 نيسان (أبريل) 2000م). "تعريب جزء من "جامع التواريخ" للهمذاني: بداية تمدين المغول ودخولهم في الإسلام". جريدة الحياة. لندن - المملكة المُتحدة. مؤرشف من الأصل في 22 نيسان (أبريل) 2019م. اطلع عليه بتاريخ 22 نيسان (أبريل) 2019م. {{استشهاد ويب}}: تحقق من التاريخ في: |تاريخ الوصول=، |تاريخ=، و|تاريخ أرشيف= (مساعدة)
159. ↑  "فن الفُسيفساء على الخشب في إيران". الوفاق أونلاين. 9 آب (أغسطس) 2014م. مؤرشف من الأصل في 22 نيسان (أبريل) 2019م. اطلع عليه بتاريخ 22 نيسان (أبريل) 2019م. {{استشهاد ويب}}: تحقق من التاريخ في: |تاريخ الوصول=، |تاريخ=، و|تاريخ أرشيف= (مساعدة)
160. ↑  حسن، زكي مُحمَّد (2017). الصين وفُنُون الإسلام (ط. الأولى). القاهرة - مصر: وكالة الصحافة العربية. ص. 43. مؤرشف من الأصل في 2019-11-29. اطلع عليه بتاريخ 23 نيسان (أبريل) 2019م. {{استشهاد بكتاب}}: تحقق من التاريخ في: |تاريخ الوصول= و|سنة= (مساعدة)
161. ↑  الوجيه، مُحمَّد فايد حسن (يوليو - ديسمبر 2015). "الأثر الحضاري لِلغزو المغولي لِلمشرق الإسلامي (617 - 803هـ \ 1220 - 1400م)" (PDF). مجلَّة جامعة الناصر. المُجلَّد الثاني ع. العدد السادس: صفحة 478. مؤرشف من الأصل (PDF) في 2019-10-29. {{استشهاد بدورية محكمة}}: تحقق من التاريخ في: |سنة= (مساعدة)
162. 1 2  حمدي، حافظ أحمد (1949). الدولة الخوارزميَّة والمغول. القاهرة - مصر: دار الفكر العربي. ص. 244 - 246. مؤرشف من الأصل في 24 سبتمبر 2020. اطلع عليه بتاريخ 23 نيسان (أبريل) 2019م. {{استشهاد بكتاب}}: تحقق من التاريخ في: |تاريخ الوصول= و|سنة= (مساعدة)
163. 1 2 3  الصيَّاد، فؤاد عبد المُعطي (1980). المغول في التاريخ (ط. الأولى). بيروت - لُبنان: دار النهضة العربيَّة. ص. 363 - 365. مؤرشف من الأصل (PDF) في 2020-09-15. اطلع عليه بتاريخ 23 نيسان (أبريل) 2019م. {{استشهاد بكتاب}}: تحقق من التاريخ في: |تاريخ الوصول= و|سنة= (مساعدة)
164. ↑  ديڤيد تشانس، مواجهة الأنداد، المغول-المماليك وجها لوجه بمعركة عين جالوت نسخة محفوظة 08 نوفمبر 2017 على موقع واي باك مشين.
165. ↑  ابن تغري بردي، أبو المحاسن جمالُ الدين يُوسُف بن تغري بردي بن عبد الله الظاهري الحنفي؛ قدَّم لهُ وعلَّق عليه: مُحمَّد حُسين شمسُ الدين (1413 هـ - 1992م). النُجوم الزاهرة في مُلوك مصر والقاهرة، الجُزء السابع (ط. الأولى). بيروت - لُبنان: دار الكُتب العلميَّة. ص. 46. {{استشهاد بكتاب}}: تحقق من التاريخ في: |سنة= (مساعدة)
166. ↑  البداية والنهاية لابن كثير - أحداث سنة 656 هـ نسخة محفوظة 29 يونيو 2017 على موقع واي باك مشين.
167. ↑  ابن تغري بردي، أبو المحاسن جمالُ الدين يُوسُف بن تغري بردي بن عبد الله الظاهري الحنفي؛ قدَّم لهُ وعلَّق عليه: مُحمَّد حُسين شمسُ الدين (1413 هـ - 1992م). النُجوم الزاهرة في مُلوك مصر والقاهرة، الجُزء السابع (ط. الأولى). بيروت - لُبنان: دار الكُتب العلميَّة. ص. 47. {{استشهاد بكتاب}}: تحقق من التاريخ في: |سنة= (مساعدة)
168. ↑  القلقشندي، شهاب الدين أبو العبَّاس أحمد بن عليّ بن أحمد (1340هـ - 1922م). صبح الأعشى في صناعة الإنشا (PDF) (ط. الأولى). القاهرة - مصر: دار الكُتُب المصريَّة. ج. الجُزء الرابع. ص. 474. مؤرشف من الأصل (PDF) في 13 أبريل 2020. اطلع عليه بتاريخ 11 نيسان (أبريل) 2020م. {{استشهاد بكتاب}}: تحقق من التاريخ في: |تاريخ الوصول= و|سنة= (مساعدة)
169. ↑  الرمزي، مُحمَّد مُراد مكِّي (1423هـ - 2002م). تلفيق الأخبار وتلقيح الآثار في وقائع قزان وبُلغار ومُلُوك التتار (ط. الأولى). بيروت - لُبنان: دار الكُتُب العلميَّة. ج. الجُزء الأوَّل. ص. 379 - 401. مؤرشف من الأصل في 7 أبريل 2020. اطلع عليه بتاريخ 5 نيسان (أبريل) 2020م. {{استشهاد بكتاب}}: تحقق من التاريخ في: |تاريخ الوصول= و|سنة= (مساعدة)
170. ↑  ابن خلدون، أبو زيد عبد الرحمٰن بن مُحمَّد الحضرمي (1421هـ - 2000م). ديوان المُبتدأ والخبر في تاريخ العرب والبربر ومن عاصرهم من ذوي الشأن الأكبر (PDF) (ط. الأولى). بيروت - لُبنان: دار الفكر. ج. الجُزء الخامس. ص. 603. مؤرشف من الأصل (PDF) في 10 يناير 2020. اطلع عليه بتاريخ 11 نيسان (أبريل) 2020م. {{استشهاد بكتاب}}: تحقق من التاريخ في: |تاريخ الوصول= و|سنة= (مساعدة)

### بِلُغاتٍ أجنبيَّة
1. ↑  Komaroff، Linda، المحرر (2013). Beyond the Legacy of Genghis Khan. Brill. ص. . 78.
2. ↑  Badiee، Julie (1984). "The Sarre Qazwīnī: An Early Aq Qoyunlu Manuscript?". Ars Orientalis. University of Michigan. ج. 14: 97.
3. ↑  Turchin، Peter؛ Adams، Jonathan M.؛ Hall، Thomas D (ديسمبر 2006). "East-West Orientation of Historical Empires". Journal of world-systems research. ج. 12 ع. 2: 223. ISSN:1076-156X. مؤرشف من الأصل في 2020-05-13. اطلع عليه بتاريخ 2016-09-13.
4. ↑  Rein Taagepera [بالإنجليزية] (سبتمبر 1997). "Expansion and Contraction Patterns of Large Polities: Context for Russia". International Studies Quarterly. ج. 41 ع. 3: 496. DOI:10.1111/0020-8833.00053. مؤرشف من الأصل في 2020-05-11. اطلع عليه بتاريخ 2016-09-13.
5. ↑  Ratchnevsky، Paul (1991). Genghis Khan: His Life and Legacy. Blackwell Publishing. ص. 142. ISBN:978-0-631-16785-3. مؤرشف من الأصل في 2022-04-21. It is possible, however, to say with certainty that Genghis Khan died in August 1227; only in specifying the actual day of his death do our sources disagree.
6. ↑  Michael Prawdin, Gerard (INT) Chaliand, The Mongol Empire, p.237
7. ↑  Howorth، Henry Hoyle (1876). History of the Mongols, from the 9th to the 19th century. London: Longmans, Green, and co. ج. Vol. I. ص. 130. {{استشهاد بكتاب}}: |المجلد= يحوي نصًّا زائدًا (مساعدة) وتحقق من التاريخ في: |تاريخ= (مساعدة)
8. ↑  Howorth، Henry Hoyle (1876). History of the Mongols, from the 9th to the 19th century. London: Longmans, Green, and co. ج. Vol. I. ص. 132. {{استشهاد بكتاب}}: |المجلد= يحوي نصًّا زائدًا (مساعدة) وتحقق من التاريخ في: |تاريخ= (مساعدة)
9. ↑  S. Burhanettin Akbaş: Kayseri yöresine yerleşen Türk boyları ve akraba topluluklar, Geçit, 1997, page 45 (بالتركية) [Source states= Mongol army: 30,000 men; Seljuq army: 70,000 men]
10. ↑  Anadolu University, I. Uluslararası Seyahatnamelerde Türk ve Batı İmajı Sempozyumu belgeleri: 28. X-1 XI. 1985, page 28 (بالتركية) [Source states: Mongol army= 40,000 men; Seljuq army= 60,000 men]
11. ↑  Ali Sevim, Erdoğan Merçil: Selçuklu devletleri tarihi: siyaset, teşkilât ve kültür, Türk Tarih Kurumu Basımevi, 1995, (ردمك 9789751606907), page 472 (بالتركية)
12. ↑  Murat Ocak: The Turks: Middle ages, Yeni Türkiye, 2002, (ردمك 9756782552)
13. ↑  Browne، Edward Granville (1928). A Literary History of Persia (PDF). London: Cambridge University Press. ج. Vol. III. ص. 8. مؤرشف من الأصل (PDF) في 2016-03-24. {{استشهاد بكتاب}}: |المجلد= يحوي نصًّا زائدًا (مساعدة) وتحقق من التاريخ في: |تاريخ= (مساعدة)
14. ↑  Jean-Paul Roux, L'Asie Centrale, Paris, 1997, (ردمك 978-2-213-59894-9) page 312. (بالفرنسية)
15. ↑  Jackson, Peter (2005). The Mongols and the West: 1221–1410. Harlow, UK; New York, New York, USA: Longman. ص. 90. ISBN:978-0-582-36896-5.
16. ↑  Dawson, Christopher (1955). The Mongol Mission: Narratives and Letters of the Franciscan Missionaries in Mongolia and China in the Thirteenth and Fourteenth Centuries. Translated by a nun of Stanbrook Abbey. New York, New York, USA: Sheed and Ward. ص. 86. ISBN:978-1-4051-3539-9.
17. ↑  Roux, Jean-Paul, Histoire de l'Empire Mongol, 1993, Fayard, (ردمك 2-213-03164-9). page 316, (بالفرنسية)
18. ↑  Sinor, Denis [بالإنجليزية] (1975). "The Mongols and Western Europe". A History of the Crusades: The Fourteenth and Fifteenth Centuries. Madison, Wisconsin, USA: University of Wisconsin Press. ج. 3. ص. 524. ISBN:978-0-299-06670-3. {{استشهاد بكتاب}}: الوسيط غير المعروف |المحررين= تم تجاهله (مساعدة)
19. ↑  René Grousset (1970). The Empire of the Steppes: A History of Central Asia. Rutgers University Press. ص. 361 &amp, 363. ISBN:0-8135-1304-9. مؤرشف من الأصل في 2020-11-07.
20. ↑  Jackson, Peter (2005). The Mongols and the West: 1221–1410. Harlow, UK; New York, New York, USA: Longman. ص. 167. ISBN:978-0-582-36896-5.
21. ↑  Morris Rossabi (28 نوفمبر 2014). From Yuan to Modern China and Mongolia: The Writings of Morris Rossabi. BRILL. ص. 670–. ISBN:978-90-04-28529-3. مؤرشف من الأصل في 2019-11-30.
22. ↑  Man، John (2006). Kublai Khan: From Xanadu to Superpower. London: Bantam. ص. 74–87. ISBN:978-0-553-81718-8.
23. ↑  René Grousset (1970). The Empire of the Steppes: A History of Central Asia. Rutgers University Press. ص. 361, 363. ISBN:0-8135-1304-9. مؤرشف من الأصل في 2020-11-07.
24. ↑  John، Simon (2014). Crusading and warfare in the Middle Ages : realities and representations. Burlington, VT: Ashgate Publishing Limited. ISBN:9781472407412.
25. ↑  Johan Elverskog (6 يونيو 2011). Buddhism and Islam on the Silk Road. University of Pennsylvania Press. ص. 186–. ISBN:0-8122-0531-6. مؤرشف من الأصل في 2019-11-29.
26. 1 2  Jackson، Peter [بالإنجليزية] (2014). The Mongols and the West: 1221-1410. Taylor & Francis. ص. 178. ISBN:978-1-317-87898-8. مؤرشف من الأصل في 2019-11-29.
27. ↑  Van Millingen، Alexander [بالإنجليزية] (1912). Byzantine Churches of Constantinople. London: MacMillan & Co. ص. 273. مؤرشف من الأصل في 2022-04-08.
28. ↑  Runciman، Steven (1987) [1952-1954]. A History of the Crusades 3. Penguin Books. ص. 320. ISBN:978-0-14-013705-7.
29. ↑  Jean Richard (1996). Histoire des Croisades (بالفرنسيَّة). Fayard. p. 453. ISBN:2-213-59787-1. Archived from the original on 2022-03-09.{{استشهاد بكتاب}}:  صيانة الاستشهاد: لغة غير مدعومة (link)
30. ↑  Howorth، Henry Hoyle (1876). History of the Mongols, from the 9th to the 19th century. London: Longmans, Green, and co. ج. Vol. III. ص. 210. {{استشهاد بكتاب}}: |المجلد= يحوي نصًّا زائدًا (مساعدة) وتحقق من التاريخ في: |تاريخ= (مساعدة)
31. ↑  Runciman، Steven (1987) [1952-1954]. A History of the Crusades 3. Penguin Books. ص. 332. ISBN:978-0-14-013705-7.
32. ↑  Kurkdjian، Vahan [بالإنجليزية] (1958). "Chapter XXX: The Kingdom of Cilician Armenia — Mongol Invasion". History of Armenia. United States of America: Armenian General Benevolent Union of America. ص. 246–248.
33. ↑  Knobler, Adam (Fall 1996). "Pseudo-Conversions and Patchwork Pedigrees: The Christianization of Muslim Princes and the Diplomacy of Holy War". Journal of World History. Honolulu, Hawaii, USA: University of Hawaii Press. ج. 7 ع. 2: 181–197. DOI:10.1353/jwh.2005.0040. ISSN:1045-6007. مؤرشف من الأصل في 2016-03-03.
34. ↑  Biran، Michal (1997). Qaidu and the Rise of the Independent Mongol State in Central Asia. Surrey: Curzon. ص. 30–32. ISBN:0-7007-0631-3.
35. ↑  Waterson, James (2007) The Knights of Islam: The Wars of the Mamluks. Greenhill Books, London. p. 178. (ردمك 978-1-85367-734-2)
36. ↑  Jean, Richard (1999). The Crusades, C. 1071-c. 1291, p. 453. Cambridge University Press, (ردمك 0-521-62566-1).
37. ↑  Reuven Amitai-Preiss (1995), Mongols and Mamluks: The Mamluk-Īlkhānid War, 1260-1281, pp. 179-225. Cambridge University Press, (ردمك 0-521-46226-6).
38. ↑  Prawdin, Michael [بالإنجليزية] (1961) [1940]. Mongol Empire. Collier-Macmillan Canada. ص. 372. ISBN:1-4128-0519-8.
39. ↑  Jackson, Peter (2005). The Mongols and the West: 1221–1410. Harlow, UK; New York, New York, USA: لونجمان. ص. 169. ISBN:978-0-582-36896-5.
40. ↑  Tyerman, Christopher (2006). God's War: A New History of the Crusades. Cambridge, Massachusetts, USA: Harvard University Press. ص. 816. ISBN:978-0-674-02387-1.
41. ↑  Roux, Jean-Paul [بالإنجليزية] (1993). Histoire de l'Empire Mongol (بالفرنسيَّة). Fayard. p. 430. ISBN:2-213-03164-9.{{استشهاد بكتاب}}:  صيانة الاستشهاد: لغة غير مدعومة (link)
42. ↑  René Grousset (1970). The Empire of the Steppes: A History of Central Asia. Rutgers University Press. ص. 457. ISBN:0-8135-1304-9. مؤرشف من الأصل في 2020-11-07.
43. ↑  For numismatic information: Coins of Ghazan نسخة محفوظة 2008-02-01 على موقع واي باك مشين., Ilkhanid coin reading نسخة محفوظة 2008-02-01 على موقع واي باك مشين..
44. ↑  Allsen, Thomas T. (2004). Culture and Conquest Mongol Eurasia. Cambridge University Press. ص. 33. ISBN:9780521602709. {{استشهاد بكتاب}}: تحقق من التاريخ في: |سنة= (مساعدة)
45. ↑  Barber, Malcolm [بالإنجليزية] (2001). The Trial of the Templars (ط. الثانية). Cambridge, UK; New York, New York, USA: Cambridge University Press. ص. 22. ISBN:978-0-521-67236-8.
46. ↑  Nicholson, Helen (2001). The Knights Hospitaller. Woodbridge, Suffolk, UK; Rochester, New York, USA: The Boydell Press. ص. p. 45. ISBN:978-0-85115-845-7. مؤرشف من الأصل في 2019-11-30. {{استشهاد بكتاب}}: |صفحة= يحتوي على نص زائد (مساعدة)
47. ↑  Jean Richard (1996). Histoire des Croisades (بالفرنسيَّة). Fayard. p. 481. ISBN:2-213-59787-1. Archived from the original on 2022-03-09.{{استشهاد بكتاب}}:  صيانة الاستشهاد: لغة غير مدعومة (link)
48. ↑  Mazor, Amir (2015). The Rise and Fall of a Muslim Regiment: The Mansuriyya in the First Mamluk Sultanate, 678/1279-741/1341. Bonn University Press. ص. 123. ISBN:978-3-8471-0424-7.
49. ↑  Waterson, James (2007). The Knights of Islam: The Wars of the Mamluks. Greenhill Books. ص. 210. ISBN:978-1-85367-734-2.
50. ↑  Roux, Jean-Paul, Histoire de l'Empire Mongol, Fayard, p. 437. (ردمك 2-213-03164-9)
51. ↑  Antoine Mostaert and Francis Woodman Cleaves. Manual of Mongolian Astrology and Divination. (Cambridge, Massachusetts: Harvard University Press, Scripta Mongolica, 1969). pp. 56-57
52. ↑  Jackson, Peter (2005). The Mongols and the West: 1221–1410. Harlow, UK; New York, New York, USA: Longman. ص. 171 - 173. ISBN:978-0-582-36896-5.
53. ↑  Howorth، Henry Hoyle (1876). History of the Mongols, from the 9th to the 19th century. London: Longmans, Green, and co. ج. Vol. III. ص. 450 - 451. {{استشهاد بكتاب}}: |المجلد= يحوي نصًّا زائدًا (مساعدة) وتحقق من التاريخ في: |تاريخ= (مساعدة)
54. ↑  JACKSON، PETER؛ LOCKHART، LAURENCE (1986). The Cambridge history of Iran. Vol. 6: The Timurid and Safavid periods. Cambridge, UK: University Press. ص. 3. ISBN:0-521-20094-6.
55. ↑  Cambridge History of Christianity Vol. 5 Michael Angold p.387 Cambridge University Press (ردمك 0-521-81113-9)
56. ↑  Howorth، Henry Hoyle (1876). History of the Mongols, from the 9th to the 19th century. London: Longmans, Green, and co. ج. Vol. IV. ص. 138. {{استشهاد بكتاب}}: |المجلد= يحوي نصًّا زائدًا (مساعدة) وتحقق من التاريخ في: |تاريخ= (مساعدة)
57. ↑  David Morgan [بالإنجليزية] (26 يونيو 2015). Medieval Persia 1040–1797. ص. 73. ISBN:9781317415671. مؤرشف من الأصل في 2019-11-28.
58. ↑  Francis Robinson, The Mughal Emperors and the Islamic Dynasties of India, Iran and Central Asia, pp. 19 & 36

## وصلات خارجيَّة
- التتار المُسلمون: حينما رفع أحفاد جنكيز راية الإسلام في روسيا والهند. مقالة بِقلم إيهاب عُمر، على موقع «رصيفـ22».
- المغول في التاريخ الإسلامي. مقالة بِقلم شمس الدين الكيلاني، على موقع جريدة الحياة.
- المغول يستبيحون بغداد. حلقة وثائقيَّة على موقع الجزيرة.نت.